# Dortmund

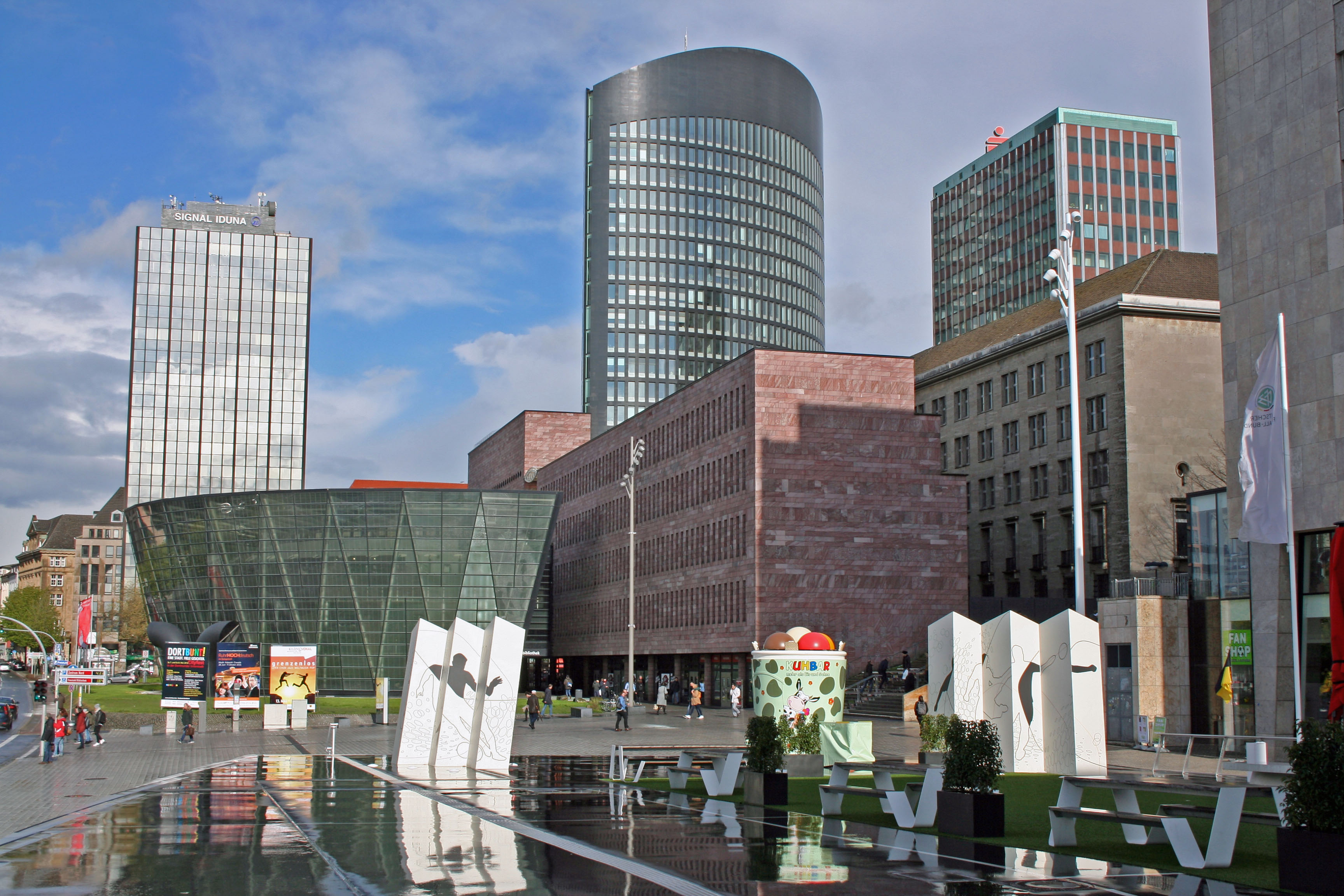
Platz der Deutschen Einheit am Deutschen Fußballmuseum. Von links nach rechts: IWO-Hochhaus, Stadt- und Landesbibliothek, RWE Tower, Dortberghaus (InterCity Hotel), Sparkassen-Hochhaus.

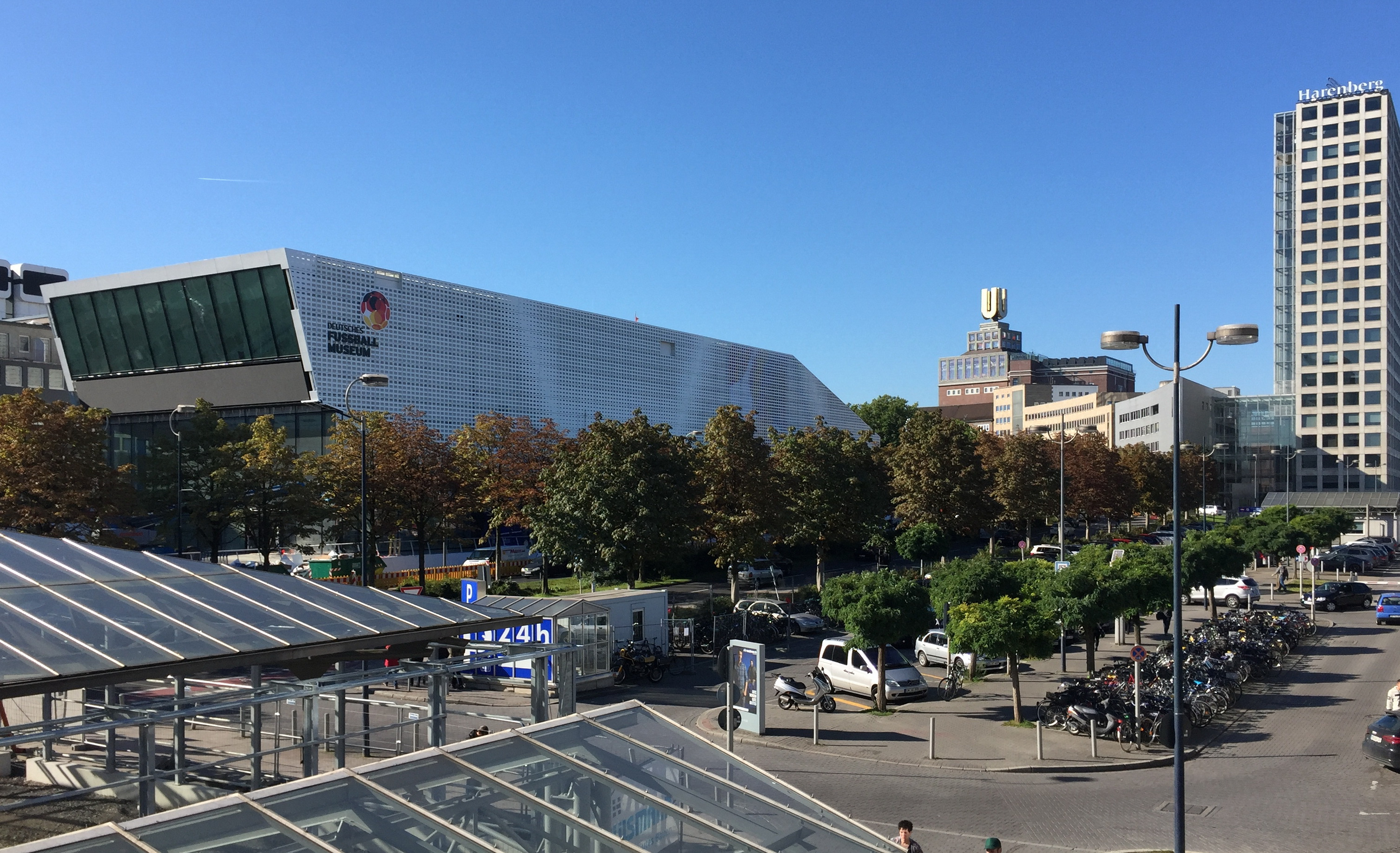
Deutsches Fußballmuseum mit Harenberg City-Center und Dortmunder U im Hintergrund

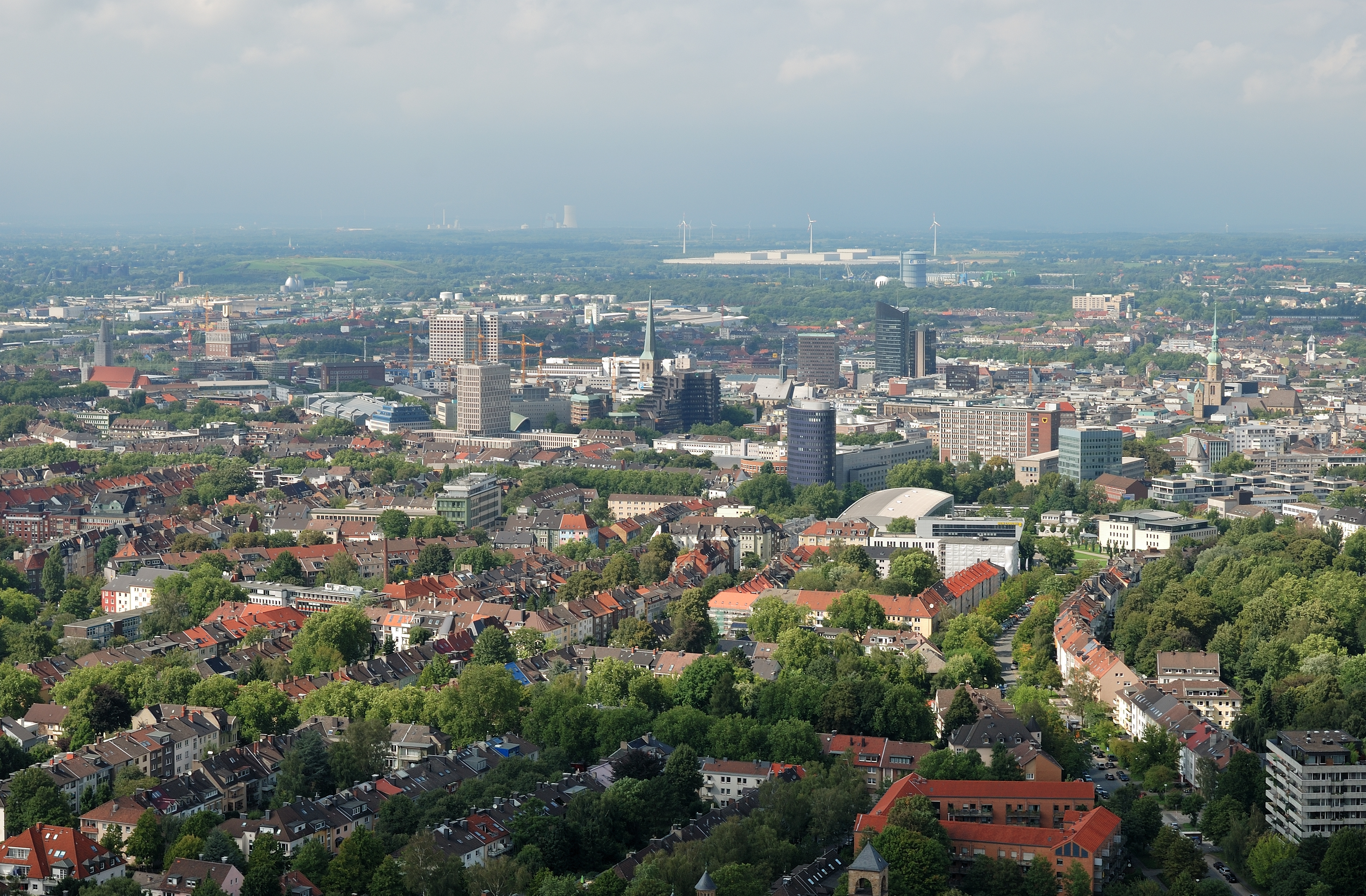
Blick vom Florianturm auf die Dortmunder Innenstadt

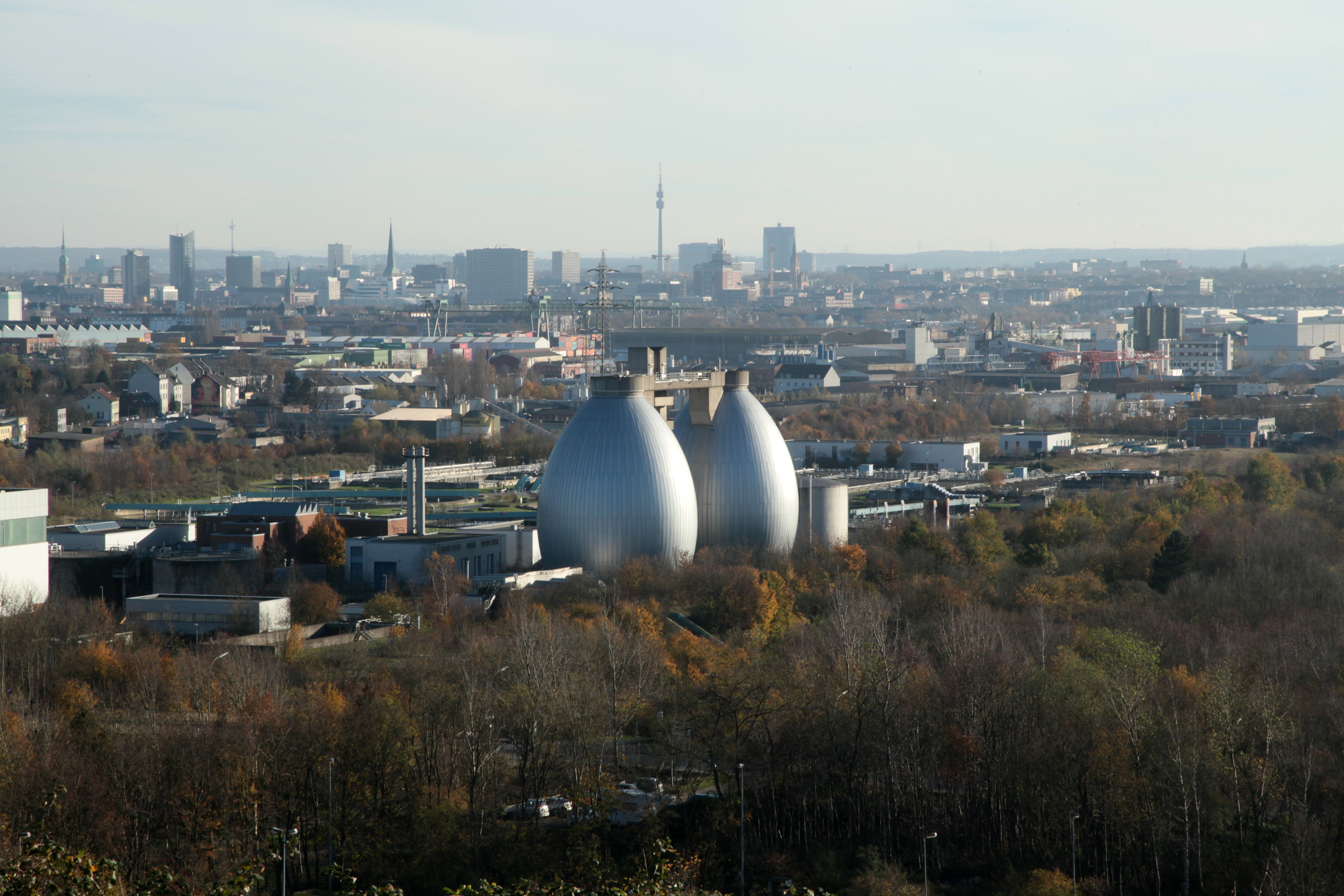
Skyline Dortmunds vom Deusenberg aus gesehen, 2014

Dortmund [ˈdɔʁtmʊnt] ⓘ (Standardaussprache; regional: [ˈdo:ɐ̯tmʊnt]; westfälisch Düörpm) ist eine kreisfreie Großstadt im östlichen Ruhrgebiet in Nordrhein-Westfalen. Mit 603.462 Einwohnern am 31. Dezember 2024 ist sie nach der Einwohnerzahl die neuntgrößte Stadt Deutschlands, nach Köln und Düsseldorf die drittgrößte Stadt des Landes Nordrhein-Westfalen, nach Fläche und Einwohnerzahl die größte Stadt des Ruhrgebiets und nach Einwohnerzahl die größte Stadt des Landesteils Westfalen. Dortmund ist außerdem Teil der Metropolregion Rhein-Ruhr mit rund zehn Millionen Einwohnern. Die Stadt ist Mitglied des Regionalverbands Ruhr sowie des Landschaftsverbands Westfalen-Lippe und befindet sich im Regierungsbezirk Arnsberg.
Die vermutlich auf eine karolingische Reichshofgründung zurückgehende, einst wichtige Reichs- und Hansestadt (lateinisch Tremonia) entlang des Hellwegs entwickelt sich heute von einer Industriemetropole zu einem bedeutenden Dienstleistungs- und Technologiestandort: Früher vor allem bekannt durch Stahl, Kohle und Bier, ist Dortmund heute nach langjährigem Strukturwandel ein Zentrum der Versicherungswirtschaft und des Einzelhandels. Mit etwa 53.500 Studenten an sechs Hochschulen, darunter der Technischen Universität Dortmund und 19 weiteren wissenschaftlichen Einrichtungen, gehört Dortmund zu den zehn größten Hochschulstädten Deutschlands und ist auch ein bedeutender Wissenschafts- und Hochtechnologie-Standort. Neuansiedlungen und Unternehmensgründungen entstehen deshalb bevorzugt in den Bereichen Logistik, Informations- und Mikrosystemtechnik. Die Ruhrgebietsmetropole verfügt über eine vielfältige Kulturszene mit zahlreichen Museen und Galerien wie dem Museum Ostwall, dem Museum für Kunst und Kulturgeschichte oder dem Deutschen Fußballmuseum. Daneben gibt es das Theater Dortmund mit Opernhaus, dem prämierten Schauspielhaus und dem Kinder- und Jugendtheater sowie das Konzerthaus.
Dortmund ist mit seinem Hauptbahnhof und Flughafen wichtiger Verkehrsknoten und Anziehungspunkt, für das Umland als auch für Europa (Benelux-Staaten), und verfügt mit dem größten Kanalhafen Europas über einen Anschluss an wichtige Seehäfen an der Nordsee. Überregionale Bekanntheit erlangt Dortmund durch den Fußballverein Borussia Dortmund mit seiner Heimspielstätte Signal Iduna Park, dem früheren Westfalenstadion. Es ist mit 81.365 Zuschauerplätzen das größte Fußballstadion in Deutschland. Weitere Anziehungspunkte und Wahrzeichen der Stadt sind das Dortmunder U, der Westenhellweg als einer der meist frequentierten Einkaufsstraßen Deutschlands, die Reinoldikirche, die Westfalenhalle als drittgrößte Veranstaltungshalle Deutschlands, der Florianturm und der Phoenix-See. Das Stadtbild und die Skyline werden auch durch markante Hochhäuser geprägt. Weiter gibt es zahlreiche Industriedenkmäler, wie das ehemalige Stahlwerk Phoenix-Ost und weitläufige Gründerzeitviertel, wie diejenigen im Kreuzviertel und der Nordstadt. Touristisch gewinnt die Stadt jährlich an Bedeutung, so gab es 2024 über 1,5 Mio. Übernachtungen.

## Geographie

### Lage
Dortmund liegt auf 86 m ü. NHN, 51° 30′ 51″ N, 7° 27′ 50″ O. Der Dortmunder Stadtteil Aplerbecker Mark liegt nach Angaben des Landesvermessungsamt Nordrhein-Westfalen sogar mit den Koordinaten 51° 28′ 42″ N, 7° 33′ 18″ O mitten in Nordrhein-Westfalen. In Dortmund gilt wie in ganz Deutschland die Mitteleuropäische Zeit, die mittlere Ortszeit bleibt dieser gegenüber 30 Minuten und 7,7 Sekunden zurück.
Dortmund liegt im Südwesten der Westfälischen Bucht, dem südlichen Fortsatz der Norddeutschen Tiefebene an der Grenze zum Deutschen Mittelgebirge; südlich erheben sich die Ausläufer des Sauerlands und das Ardeygebirge, zu dem als nördlichste Erhebung noch der Dortmunder Rücken im Osten der Stadt gezählt wird. Hinter diesem liegt, als Teil der Hellwegbörden, die Werl-Unnaer Börde, nördlich grenzen das Lippetal und die Lipper Höhen im Münsterland an. Der Westen wird bestimmt durch den Ballungsraum Ruhrgebiet, dessen östlichem Teil Dortmund angehört.
Der Stadtkern von Dortmund liegt auf der Grenze zwischen nördlichem Flach- und südlichem Hügelland, dem sogenannten westfälischen Hellweg; entsprechend hat die Stadt Anteil an den Naturräumen der Hellwegbörden und des Westenhellwegs. Da auch der Oberlauf der Emscher durch Dortmund fließt, ist sie ebenso Teil des weiter nördlich gelegenen Naturraums Emscherland. Im Süden, unterhalb der Hohensyburg, bildet der Mittellauf der Ruhr die Stadtgrenze, in die auf Hagener Gebiet die Lenne mündet und dort den Hengsteysee bildet. Im Dortmunder Stadthafen beginnt außerdem der in den Norden führende Dortmund-Ems-Kanal.

### Gewässer

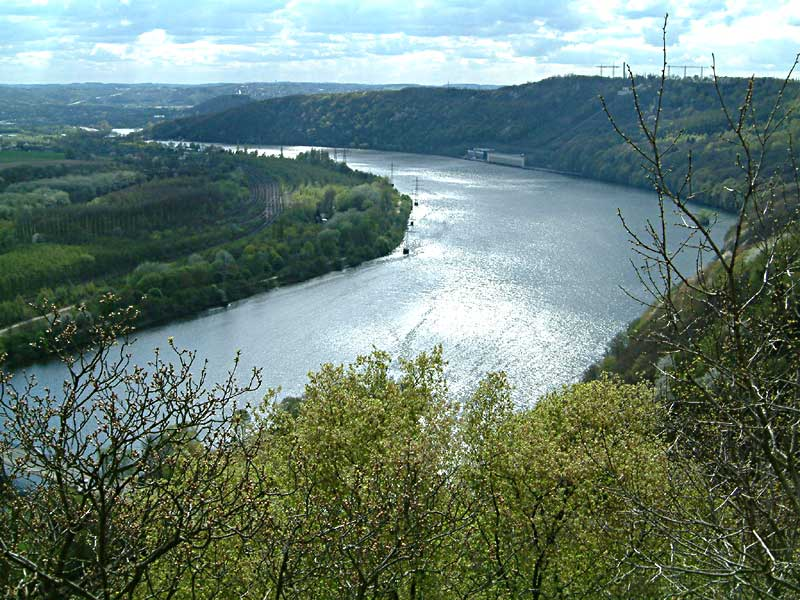
Blick von der Hohensyburg auf den Hengsteysee

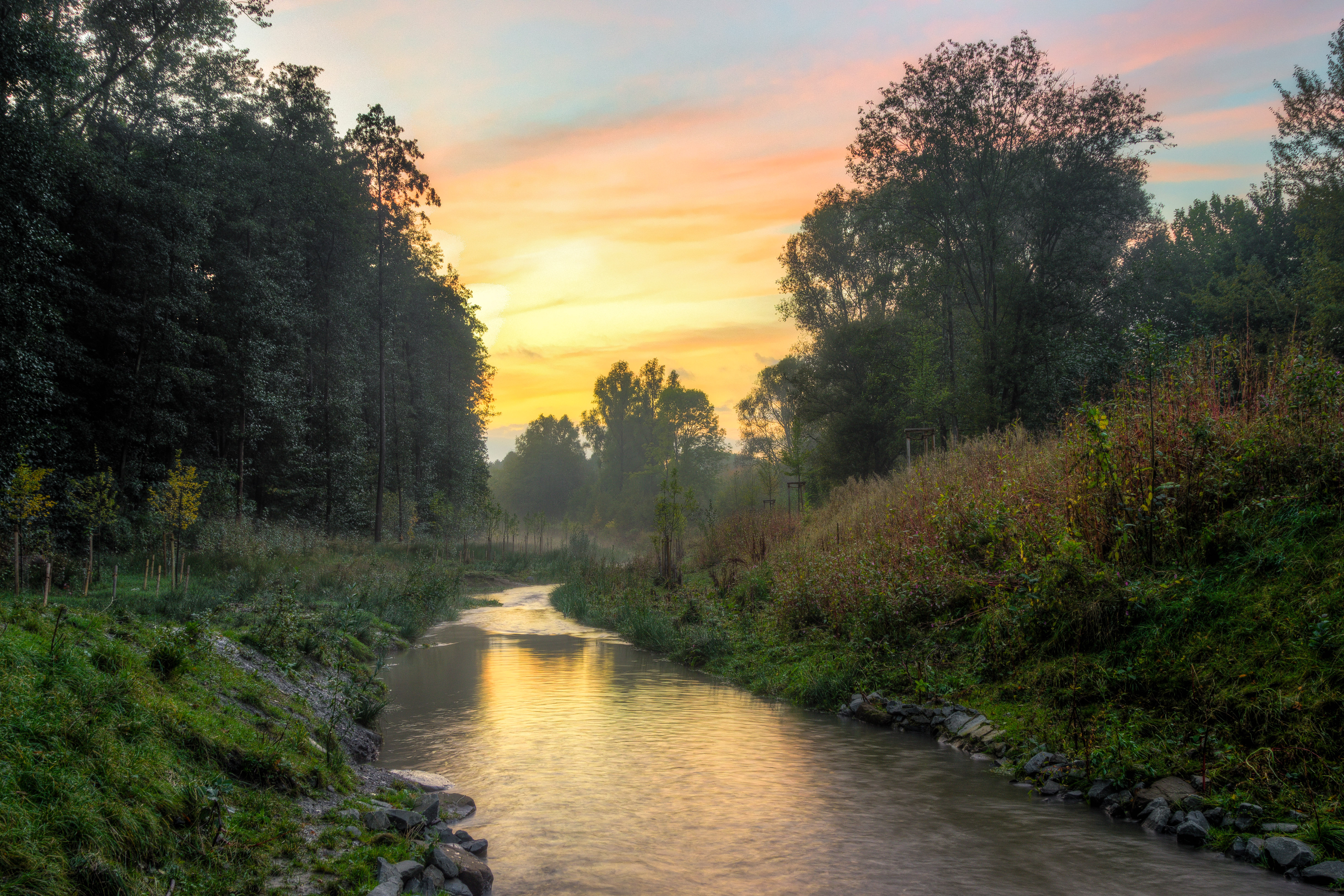
Emscher in Dortmund

Das Dortmunder Stadtgebiet ist relativ arm an natürlichen Gewässern. Zu den größeren Fließgewässern zählt neben der Ruhr im Dortmunder Süden an der Stadtgrenze zu den Städten Hagen und Herdecke nur der Fluss Emscher, der sich von Osten nach Westen durch das Stadtgebiet zieht. Darüber hinaus gibt es zahlreiche kleinere Bäche wie den Hörder Bach, Rüpingsbach, Schondelle, Roßbach oder Körnebach, die in die erstgenannten Flüsse münden oder zum Einzugsgebiet der Lippe gehören. Viele der Bäche dienten der Abwasserentsorgung, wurden jedoch im Zuge der Emscher- und Seseke-Renaturierung nach und nach wieder in ihren naturnahen Zustand versetzt. Durch die Renaturierung wurde das Umfeld der Bäche hierbei erheblich aufgewertet. Außerdem befindet sich der Dortmund-Ems-Kanal als eine Bundeswasserstraße zwischen dem Dortmunder Stadthafen und Papenburg/Ems.
Mit der Hallerey, dem Lanstroper See, dem Pleckenbrinksee und dem Brunosee im Naturschutzgebiet Beerenbruch sind vier Seen eng mit der Bergbaugeschichte in Dortmund verknüpft. Diese Gewässer entstanden durch Bergsenkungen. Weiterhin wurden mit dem Hengsteysee und Phoenix-See zwei weitere Seen künstlich geschaffen.

### Ausdehnung
Das Stadtgebiet Dortmunds umfasst 280,707 km². Damit liegt Dortmund auf Rang 26 unter den flächengrößten Gemeinden Deutschlands, unter den Großstädten auf dem neunten Platz. Seine Fläche wird in Nordrhein-Westfalen nur von den Großstädten Köln und Münster und der Stadt Schmallenberg überboten.
Der nördlichste Punkt Dortmunds liegt zwischen dem Stadtteil Groppenbruch und Lünen-Brambauer auf dem Gebiet der ehemaligen Gemeinde Schwieringhausen (51° 36′ 5″ N, 7° 25′ 11″ O), der südlichste 21 km von diesem entfernt gegenüber der Lennemündung (51° 25′ 1″ N, 7° 29′ 38″ O), der östlichste Punkt Dortmunds liegt nördlich des Flughafens im Stadtteil Wickede und grenzt an Unna-Massen (51° 31′ 44″ N, 7° 38′ 20″ O), der westlichste 23 km von diesem entfernt im Stadtteil Holte an der Grenze zu Bochum (51° 30′ 32″ N, 7° 18′ 12″ O). Grob kann man sich diese beiden Achsen als Diagonalen eines Quadrats vorstellen, das das Dortmunder Stadtgebiet bildet. Höchste Erhebung Dortmunds ist der im Stadtteil Syburg gelegene Klusenberg mit 254,33 m ü. NHN, der niedrigste Punkt befindet sich mit 49,5 m ü. NHN im Stadtteil Derne.

### Nachbargemeinden
Dortmund grenzt auf 21 km an den Kreis Recklinghausen mit den Städten Castrop-Rauxel im Westen und Waltrop im Nordwesten. Von Norden bis Südosten ist Dortmund auf insgesamt 76 km vom Kreis Unna mit den Städten Lünen im Norden, Kamen im Nordosten, Unna im Osten, der Gemeinde Holzwickede sowie der Stadt Schwerte (beide im Südosten) umklammert. Daran schließt sich die nur zwei Kilometer lange Stadtgrenze zur kreisfreien Stadt Hagen direkt im Süden an. Im Dortmunder Südwesten stößt die Stadt über 17 km an den Ennepe-Ruhr-Kreis mit den Städten Herdecke und Witten. Genau im Westen liegt schließlich die kreisfreie Stadt Bochum, die Stadtgrenze ist hier zehn Kilometer lang. Insgesamt umfasst die Dortmunder Stadtgrenze somit 126 km.

### Politische Geographie

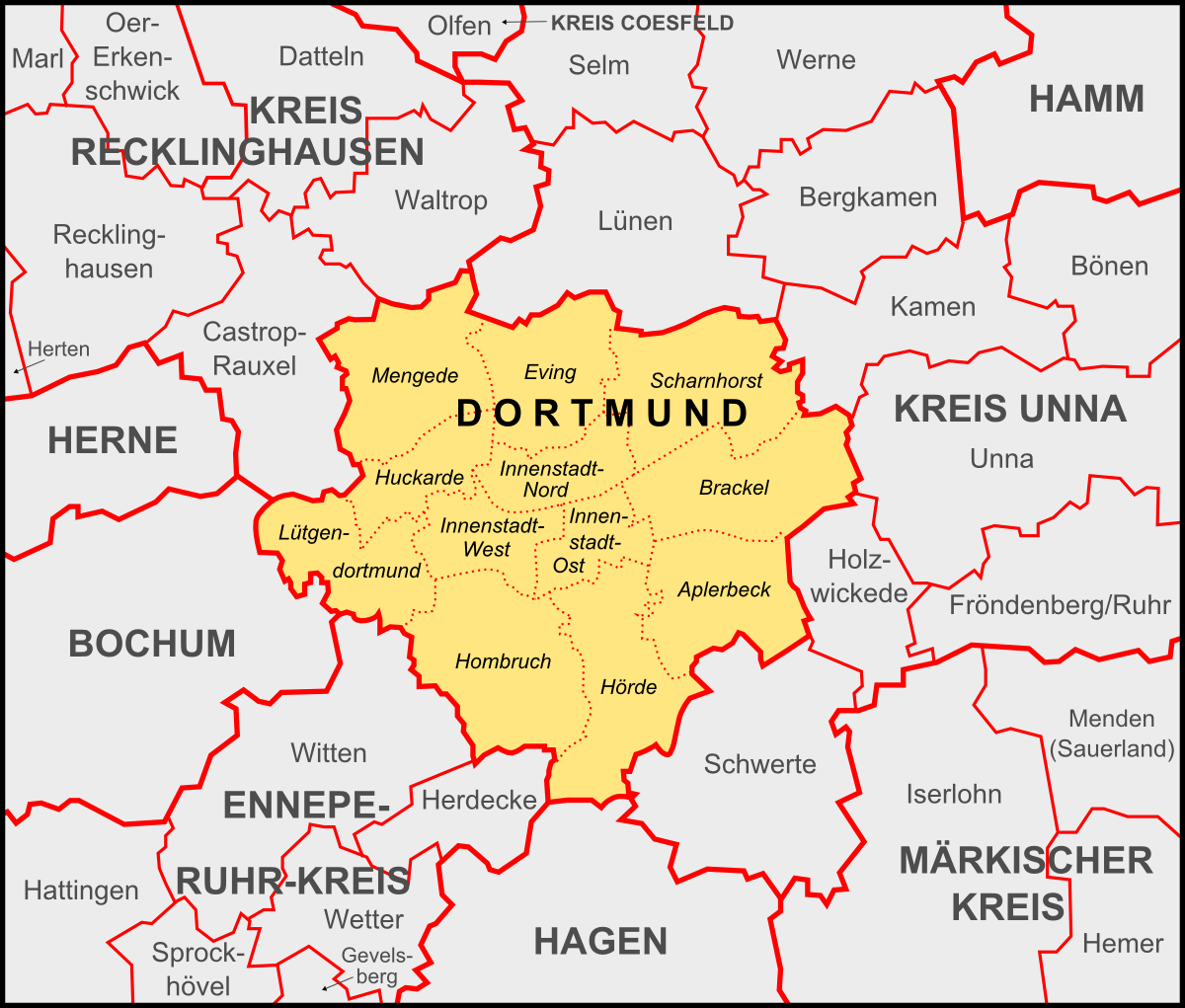
Stadtbezirke und Nachbargemeinden der Stadt

Dortmund ist historisch ein Teil Westfalens und liegt heute im Bundesland Nordrhein-Westfalen. Die Stadt ist kreisfrei und liegt im Bereich des Regierungsbezirks Arnsberg. Sie gehört sowohl dem Landschaftsverband Westfalen-Lippe als auch dem Regionalverband Ruhr an. Daneben ist sie noch Mitglied in weiteren Zweckverbänden wie dem Verkehrsverbund Rhein-Ruhr, dem Ruhrverband, der Emschergenossenschaft oder dem Lippeverband. Dortmund ist ein Oberzentrum Nordrhein-Westfalens und Teil der europäischen Metropolregion Rhein-Ruhr. Es ist eines der vier großen Zentren des Ruhrgebiets, neben Essen, Duisburg und Bochum, die alle in der so genannten Hellwegzone liegen.
Seit dem 1. Januar 1975 gliedert sich die Stadt Dortmund in zwölf Stadtbezirke.
Dieses sind die drei Innenstadtbezirke West, Nord und Ost sowie der sie umgebene Ring aus den im Uhrzeigersinn (beginnend im Norden) neun weiteren Bezirken Eving, Scharnhorst, Brackel, Aplerbeck, Hörde, Hombruch, Lütgendortmund, Huckarde und Mengede. Jeder dieser Stadtbezirke wählt bei den Kommunalwahlen eine Bezirksvertretung und diese aus ihren Reihen einen Bezirksbürgermeister. In den Außenbezirken finden sich außerdem Bezirksverwaltungsstellen.
Unterhalb der Stadtbezirke wird die Stadt weiter in 62 statistische Bezirke und diese wiederum in insgesamt 170 statistische Unterbezirke unterteilt. Außerhalb der Innenstadtbezirke entsprechen diese häufig den in die Stadt Dortmund eingemeindeten ehemals eigenständigen Ortschaften. Neben dieser offiziellen Einteilung existieren auch noch die weiter unten aufgeführten urbanen Viertel.

### Klima
Dortmund liegt wie ganz Deutschland in einer gemäßigten Klimazone. Die Stadt wird dem nordwestdeutschen Klimabereich zugeordnet und befindet sich auf der Grenze zwischen den Klimabezirken Münster- und Sauerland und damit im Übergangsbereich zwischen atlantisch-maritimem und Kontinentalklima.
Charakteristisch sind, durch die Lage im dicht besiedelten Ruhrgebiet, milde Winter und eher warme Sommer. Im Hochsommer werden z. T. Temperaturen bis 40 °C erreicht. Die mittlere Jahrestemperatur beträgt 11–12 °C, die Niederschlagsmenge im langjährigen Durchschnitt 810 mm. Überwiegende Windrichtung ist Südwest. Die Niederschläge sind recht gleichmäßig über das Jahr verteilt: im Winter dominiert Dauerregen, im Sommer kürzere, aber ergiebigere Regenschauer. Dementsprechend wird das Maximum im Winter erreicht, nämlich im Februar mit rund 90 mm; das Minimum liegt im Frühling bei 40–50 mm im April. Auch die Temperaturschwankungen fallen mit unter 20 °C eher gering aus: kältester Monat ist der Januar mit rund 2–7 °C, am wärmsten wird es im August mit rund 13–25 °C. In Dortmund zeigen sich klimatische Merkmale dicht besiedelter Räume, so bilden sich beispielsweise für ein Stadtklima typische Wärmeinseln aus.
|                       | Jan | Feb | Mär  | Apr  | Mai  | Jun  | Jul  | Aug  | Sep  | Okt  | Nov  | Dez |   |      |
| Mittl. Tagesmax. (°C) | 6,8 | 9,6 | 11,9 | 14,8 | 18,6 | 24,9 | 24,4 | 24,8 | 21,5 | 16,6 | 10,8 | 7,7 | ⌀ | 16,1 |
| Mittl. Tagesmin. (°C) | 1,7 | 2,1 | 1,7  | 2,8  | 6,1  | 12,1 | 12,5 | 12,9 | 9,6  | 8,2  | 3,6  | 2,3 | ⌀ | 6,3  |
|                       |     |     |      |      |      |      |      |      |      |      |      |     |   |      |
| Niederschlag (mm)     | 70  | 92  | 68   | 44   | 57   | 59   | 73   | 77   | 53   | 65   | 65   | 87  | Σ | 810  |
|                       |     |     |      |      |      |      |      |      |      |      |      |     |   |      |
| Regentage (d)         | 20  | 18  | 16   | 11   | 14   | 12   | 15   | 16   | 14   | 19   | 19   | 21  | Σ | 195  |
|                       |     |     |      |      |      |      |      |      |      |      |      |     |   |      |
| Luftfeuchtigkeit (%)  | 85  | 80  | 77   | 72   | 70   | 73   | 73   | 74   | 79   | 81   | 84   | 85  | ⌀ | 77,7 |

| 1,7 |

| 2,1 |

| 1,7 |

| 2,8 |

| 6,1 |

| 12,1 |

| 12,5 |

| 12,9 |

| 9,6 |

| 8,2 |

| 3,6 |

| 2,3 |

| 1,7 |

| 2,1 |

| 1,7 |

| 2,8 |

| 6,1 |

| 12,1 |

| 12,5 |

| 12,9 |

| 9,6 |

| 8,2 |

| 3,6 |

| 2,3 |

## Demografie

### Statistische Übersicht
Am 31. Dezember 2024 lebten in Dortmund 603.462 Menschen. Damit liegt Dortmund innerhalb der Europäischen Union auf Rang 39 unter den größten Städten, innerhalb Deutschlands auf Rang 9 und in Nordrhein-Westfalen als größte Stadt des Ruhrgebiets auf Rang 3 hinter Köln und Düsseldorf. Dortmund gehört zur europäischen Metropolregion Rhein-Ruhr, die mit gut 10 Millionen Einwohnern nach den Agglomerationen Moskau, London, Paris und Istanbul die fünftgrößte Agglomeration Europas darstellt. Innerhalb dieser Metropolregion ist Dortmund Teil des Ballungsgebiets Ruhr und geht insbesondere im Westen fließend in die übrigen Städte des Ruhrgebiets über. Allein im Bereich des Regionalverbands Ruhr, dem Zweckverband des Ruhrgebiets, leben wiederum etwa 5,1 Millionen Menschen. Aus der Einwohnerzahl ergibt sich eine Bevölkerungsdichte von 2.150 Einwohnern je km². Damit liegt Dortmund deutschlandweit auf Rang 39 der Gemeinden mit der größten Bevölkerungsdichte.
Außerhalb des Innenstadtbereichs leben deutlich weniger Menschen pro Quadratkilometer als in der Innenstadt, was typisch für Großstädte ist. Die Werte reichten dabei 2018 von etwa 1.600 Einwohnern je km² Siedlungsfläche im statistischen Unterbezirk Holthausen (Stadtbezirk Eving) bis zu etwa 42.630 Einwohnern je km² Siedlungsfläche im statistischen Unterbezirk Nordmarkt-Südost (Stadtbezirk Innenstadt-Nord).

### Bevölkerungsstruktur
| Nationalität                     | Einwohner |
| -------------------------------- | --------- |
| Türkei                           | 20.830    |
| Syrien                           | 13.885    |
| Ukraine                          | 10.525    |
| Polen                            | 9.315     |
| Spanien                          | 7.220     |
| Rumänien                         | 6.995     |
| Bulgarien                        | 5.245     |
| Italien                          | 4.025     |
| Marokko                          | 3.945     |
| Griechenland                     | 3.930     |
| Irak                             | 2.980     |
| Serbien                          | 2.835     |
| Nordmazedonien                   | 2.770     |
| Kroatien                         | 2.385     |
| Bosnien und Herzegowina          | 2.125     |
| Russland                         | 2.010     |
| Kosovo                           | 1.940     |
| Portugal                         | 1.730     |
| Volksrepublik China              | 1.325     |
| Ungarn                           | 1.325     |
| sonstige                         | 29.530    |
| insgesamt                        | 136.870   |
| davon aus der Europäischen Union | 45.895    |

Im Jahr 2024 waren 50,4 % der Bevölkerung Frauen und 49,6 % Männer.
Schon im Mittelalter war Dortmund Einwanderungsstadt, mit Beginn der Industrialisierung stieg der Zuzug aber enorm an. Unter diesen Einwanderern waren auch viele Polen und damit erstmals eine große Gruppe nicht-deutschsprachiger Personen mit anderer Konfession, die sich aber schrittweise assimilierten. Weitere gezielte Anwerbungen von Gastarbeitern fanden vor allem in den 1960er Jahren statt, um den Arbeitskräftebedarf in der Montanindustrie zu decken.
Der Ausländeranteil in der Stadt beträgt 22,3 % (Stand: 31. Dezember 2024). Dies ist für westdeutsche Großstädte ein durchschnittlicher Wert. Der Anteil der Menschen mit Migrationshintergrund (unabhängig von der Staatsbürgerschaft) lag am Ende 2024 bei 43 % und somit im Ruhrgebiet auf dem zweiten Platz hinter Duisburg mit 46,5 %.
Es zeigen sich innerhalb des Stadtgebiets deutliche Unterschiede: Höhere Ausländeranteile haben tendenziell die Stadtbezirke und Stadtteile im Dortmunder Norden. So lebten zum 31. Dezember 2024 im Stadtbezirk Innenstadt-Nord über ein Viertel aller Ausländer in Dortmund. Der Ausländeranteil liegt hier insgesamt bei 58,8 %. Auch in vielen äußeren Stadtteilen des Dortmunder Nordens wie etwa Scharnhorst-Ost (35,1 %), Lindenhorst (32,9 %), Eving (32,3 %), Lanstrop (27,6 %) und Derne (27,3 %) wohnen verhältnismäßig viele Ausländer. Relativ hoch ist der Anteil auch in vielen Stadtteilen im Dortmunder Westen, wie etwa Westerfilde (27,8 %), Nette (25,8 %), Marten (23,8 %) und Huckarde (22,7 %). Tendenziell niedriger ist der Ausländeranteil im Dortmunder Osten und Süden. Verhältnismäßig viele Ausländer leben jedoch in Hörde (28,0 %). In Dortmund gibt es große Unterschiede zwischen den verschiedenen Nationen, so ist beispielsweise der Anteil EU-Bürger an den Ausländern am Stadtrand deutlich höher. Eine besondere Gruppe unter den Ausländern in Dortmund stellen die an den Hochschulen eingeschriebenen ausländischen Studenten dar: sie sind meist nur für einen kurzen Zeitraum in der Stadt und stammen zu einem großen Teil aus Asien und Afrika. Insgesamt waren an den sechs Hochschulen der Stadt im Wintersemester 2017/2018 etwa 53.500 Studierende eingeschrieben.
Im Jahr 2022 waren 38,8 % der Einwohner verheiratet, 44,6 % ledig, 6,5 % verwitwet und 7,9 % geschieden.

### Einkommens- und Leistungsstruktur
Am 31. Dezember 2023 erhielten 88.255 Dortmunderinnen und Dortmunder Transferzahlungen nach dem Zweiten Buch Sozialgesetzbuch (Arbeitslosengeld II, Sozialgeld), dies sind 14,4 % der Gesamtbevölkerung.
Die Arbeitslosenquote Dortmunds lag Ende Juni 2017 bei 11,0 %. Es existieren große Unterschiede innerhalb des Stadtgebiets.
Im Norden Dortmunds befinden sich viele Stadtteile mit einem hohen Anteil an Sozialhilfeempfängern und Arbeitslosen. Dies trifft insbesondere auf alle statistischen Bezirke des Stadtbezirks Innenstadt-Nord zu (Arbeitslosenquote von 21,3 %), aber auch auf außerhalb der Innenstadt gelegene Stadtteile, wie etwa Scharnhorst-Ost (18,9 %), Eving (14,7 %) und Lindenhorst (13,6 %).
Dennoch gibt es im Norden auch einige Stadtteile mit niedrigen Arbeitslosenquoten und hohem Einkommensdurchschnitt, wie etwa Brechten, Holthausen und die nordöstlichen Stadtteile Husen, Kurl und Grevel.
Relativ gemischt ist die Sozialstruktur in den Stadtbezirken des Dortmunder Westens. Vielerorts entsprechen die Arbeitslosenquoten ungefähr dem Dortmunder Durchschnitt bzw. sind leicht erhöht, so etwa in den größeren Stadtteilen Huckarde (12,8 %), Kirchlinde (12,5 %) und Lütgendortmund (11,2 %). Niedrige Arbeitslosenquoten und gehobenere Einkommensstrukturen weisen insbesondere Deusen sowie die Stadtrandlagen Oespel und Westrich auf. In anderen Teilen des Westens wie etwa Westerfilde (16,5 %), Nette (15,7 %) und Marten (14,3 %) ist die Arbeitslosigkeit hingegen deutlich überdurchschnittlich.
Der Dortmunder Osten weist überwiegend Stadtteile mit niedrigen Arbeitslosenquoten sowie mit durchschnittlichen oder leicht gehobenen Einkommensstrukturen auf. Mit Ausnahme des am äußersten Stadtrand liegenden Wickede (12,0 %) liegen die Arbeitslosenquoten im Osten stets unter dem Dortmunder Durchschnitt. Relativ gering ist die Arbeitslosigkeit dabei sowohl in einigen größeren Stadtteilen wie Aplerbeck (6,4 %) und Asseln (6,1 %), als auch in kleineren Stadtteilen wie etwa Sölderholz (3,6 %).
Im Dortmunder Süden liegen besonders viele Stadtteile mit niedrigen Arbeitslosenquoten und gehobenen Einkommensstrukturen. Dies trifft insbesondere auf die unmittelbar westlich der B 54 liegenden südlichen Stadtteile Brünninghausen, Lücklemberg, Kirchhörde und Bittermark zu sowie auf die entlang der Wittbräucker Straße liegenden südöstlichen Stadtteile Aplerbecker Mark, Höchsten, Holzen, Wichlinghofen und Syburg. Größere Arbeitslosigkeit herrscht nur in Hörde (14,8 %). Relativ durchschnittlich ist die Sozialstruktur hingegen etwa in Hombruch.
Der Altersdurchschnitt der Dortmunder Bevölkerung beträgt etwa 43 Jahre. Der Jugendquotient, also das Verhältnis der unter 20-jährigen zur erwerbsfähigen Bevölkerung beträgt 34,5, der Altenquotient, das heißt der Anteil der Personen mit 60 oder mehr Lebensjahren bezogen auf die erwerbsfähige Bevölkerung 47,0 und das Abhängigkeitsverhältnis von erwerbsfähiger zu nicht erwerbsfähiger Bevölkerung somit etwa 5:4. Dies sind Werte, wie sie auch für ganz Deutschland anzutreffen sind.

### Bevölkerungsentwicklung

Bevölkerungsentwicklung von 1871 bis 2018

Im Jahr 1895 überschritt die Stadt Dortmund die Grenze von 100.000 Einwohnern, was sie zur Großstadt machte. Nach der Eingemeindung der Stadt Hörde und der Landkreise Dortmund und Hörde lebten 1929 etwa 536.000 Personen in der Stadt. Der Zweite Weltkrieg entvölkerte das zerstörte Dortmund. Im April 1945 zählte man 340.000 Menschen. Danach siedelten sich viele ins ländliche Umland evakuierte Menschen sowie Flüchtlinge und Vertriebene in Dortmund an. Die Einwohnerzahlen stiegen rasch. 1965 wurde mit 657.804 Bürgern ein Höchststand erreicht. In den Jahren danach sank die Bevölkerungszahl, wie auch in den umliegenden Städten des Ruhrgebiets. So wurde bei der Volkszählung 1987 eine Einwohnerzahl von 584.089 festgestellt.
Dieser Trend hat sich aber mittlerweile umgekehrt. So stieg die Einwohnerzahl zwischen den Volkszählungen 2011 und 2019 wieder auf 588.250 amtliche Einwohner zum 31. Dezember 2019. Zum folgenden Jahr war die Einwohnerzahl laut Statistischem Landesamt wieder leicht gesunken, doch seitdem ist sie nach dem Zensus 2022 auf über 600.000 Einwohner gewachsen.
Der Landesbetrieb Information und Technik Nordrhein-Westfalen (IT.NRW) prognostiziert für Dortmund bis zum Jahr 2040 einen Anstieg der Bevölkerungszahlen um 5,1 % auf 604.100 Personen.

## Geschichte

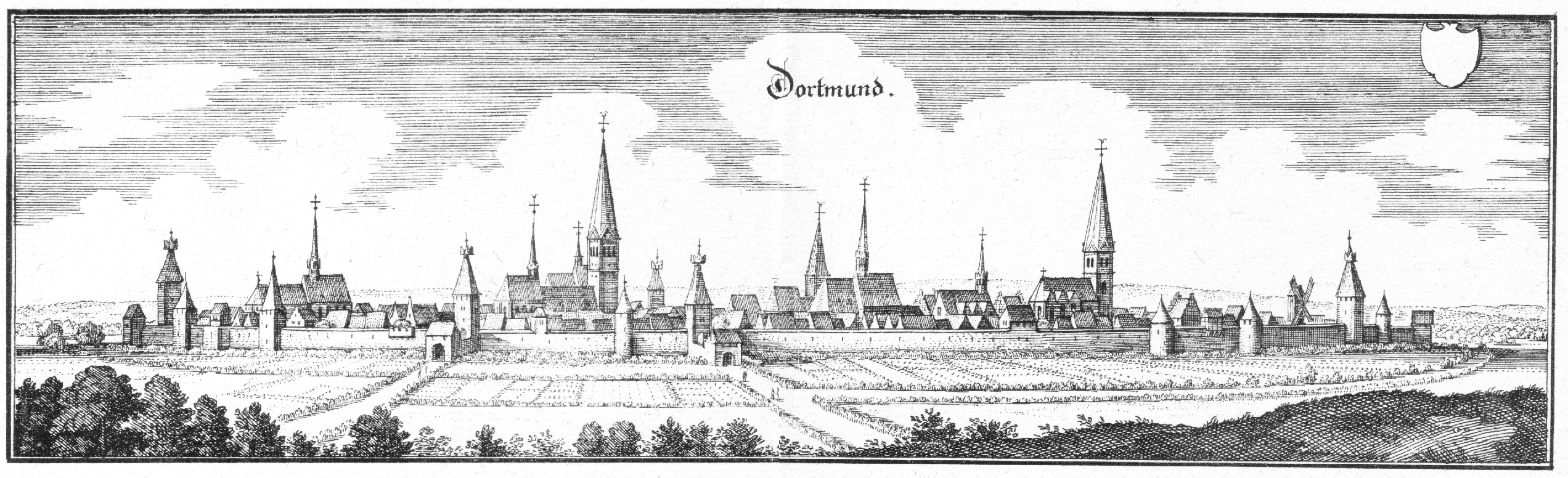
Kupferstich Matthäus Merians der Stadt Dortmund von 1647

### Stadtgeschichte

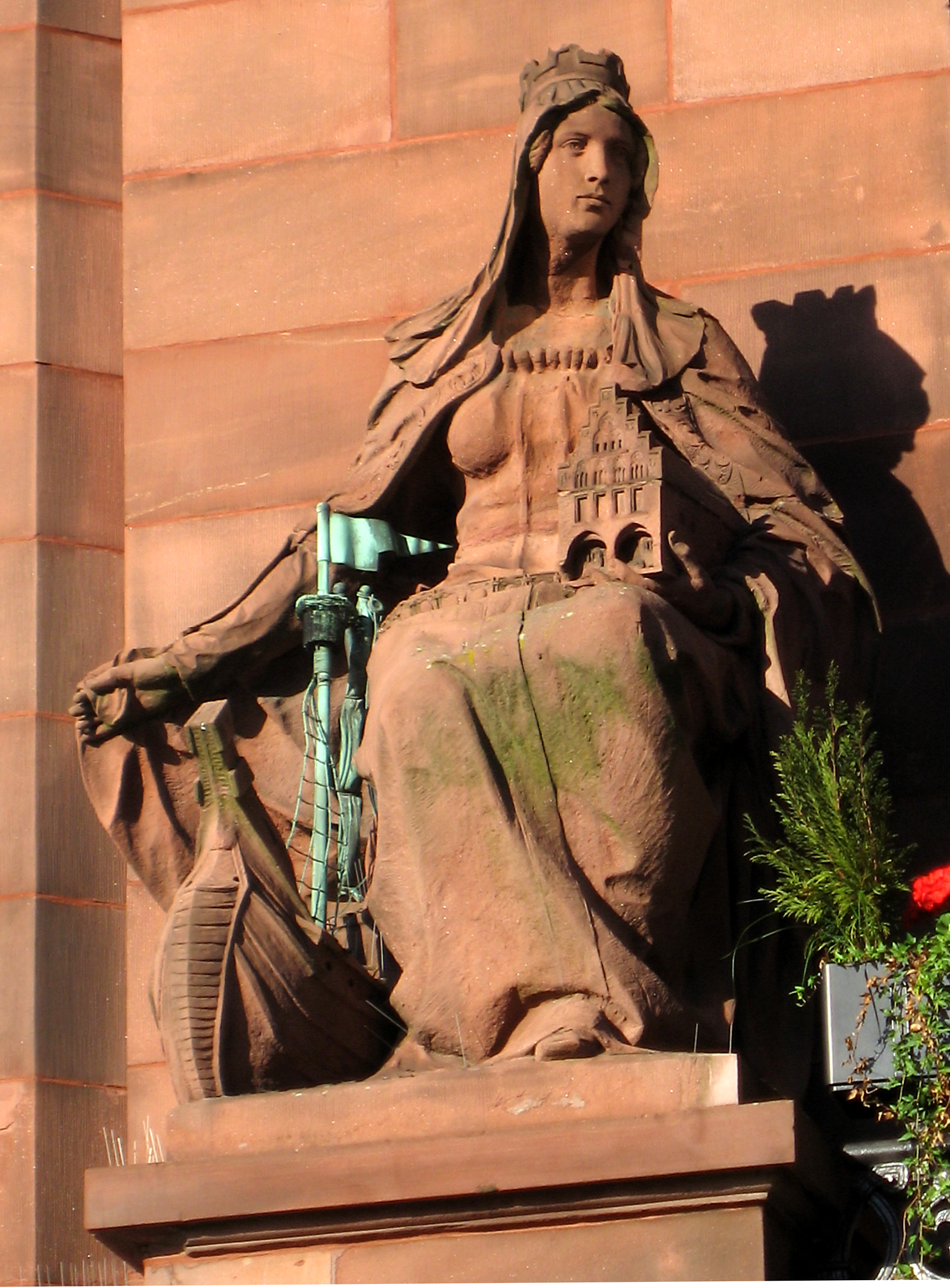
Altes Stadthaus: Personifikation des Handels mit Hansekogge und mittelalterlichem Rathaus

Erste Spuren der Besiedlung auf dem heutigen Dortmunder Stadtgebiet reichen bis in die Jungsteinzeit zurück. Dortmund wurde im Jahre 882 das erste Mal als Throtmanni erwähnt. Die Ersterwähnung der Dortmunder Marktrechte stammt aus dem Jahr 990. Im 11. Jahrhundert wurde der Legende nach Reinoldus der Schutzpatron der Stadt.

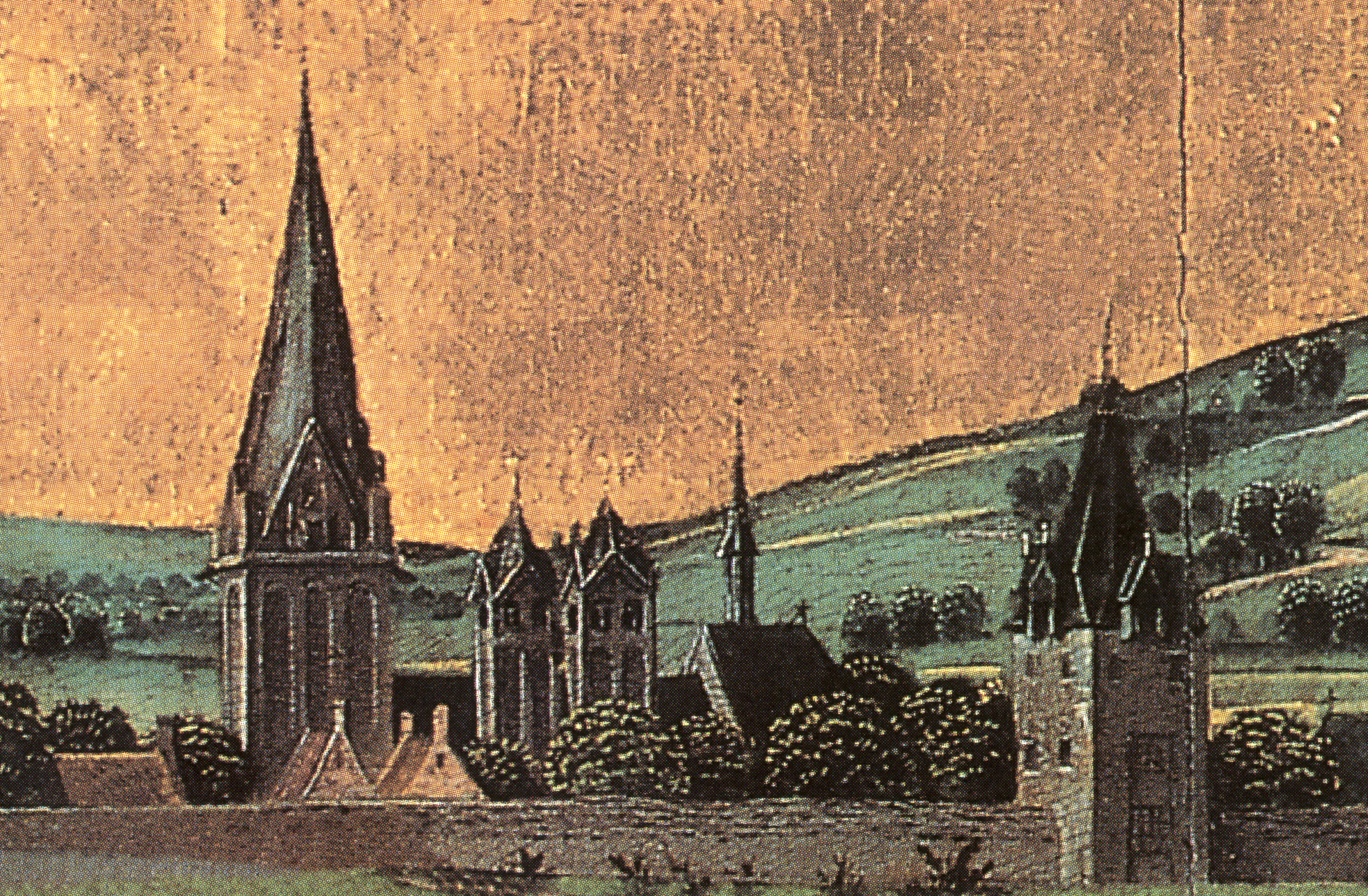
Älteste bekannte Dortmunder Ansicht 1470

Im Jahr 1152 fand in Dortmund ein Hoftag unter König Friedrich Barbarossa, dem späteren Kaiser statt. Infolgedessen siedelten vermehrt Handwerker und Händler um die Königspfalz und trugen zur allmählichen Stadtwerdung Dortmunds bei. Bereits im Jahr 1200 wurde die heutige Ausdehnung der Stadtmitte von 82 Hektar erreicht und mit Stadtmauern befestigt. Im Jahr 1232 (oder 1231) kam es zu einem großen Stadtbrand. Vermutlich durch Brandstiftung ausgelöst, zerstörte er die Stadt fast vollständig. Das Feuer wütete wohl vor allem im dicht besiedelten Stadtkern nördlich des Hellwegs und zerstörte nicht nur die hölzernen Häuser der Krämer und Handwerker, sondern auch die steinerne Reinoldikirche. Durch den Brand ging auch das Archiv der Stadt verloren und mit ihm sämtliche Urkunden aus der Zeit vor dem Stadtbrand. Die beim Stadtbrand verloren gegangenen Privilegien Dortmunds wurden 1236 von Friedrich II. erneuert und die Stadt Dortmund (lateinisch [burgus] Tremonia) erstmals als Reichsstadt (wörtlich: „civitas nostra Tremoniensis imperialis“) bezeichnet.

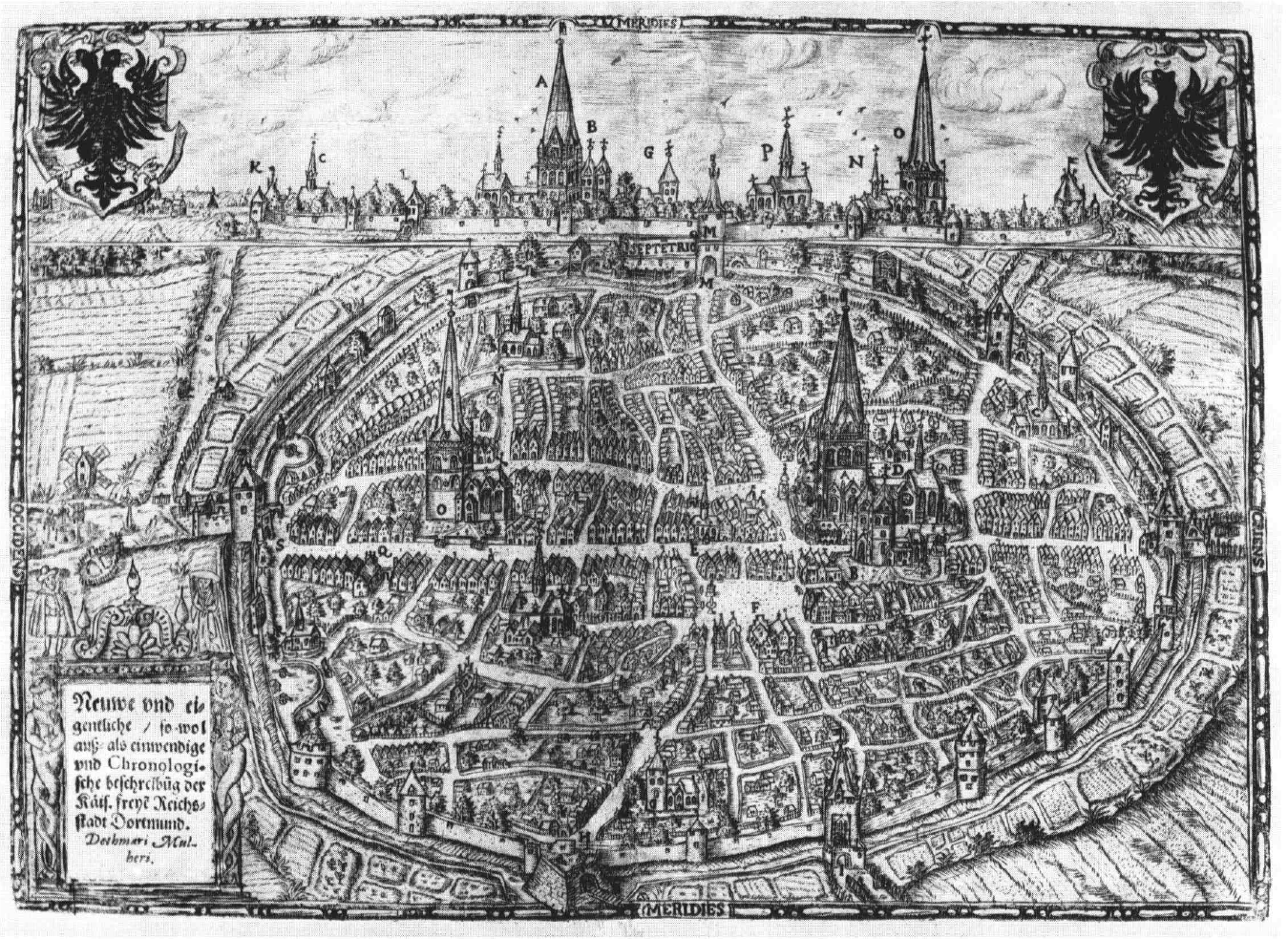
Dortmund um 1610 von Detmar Muhler

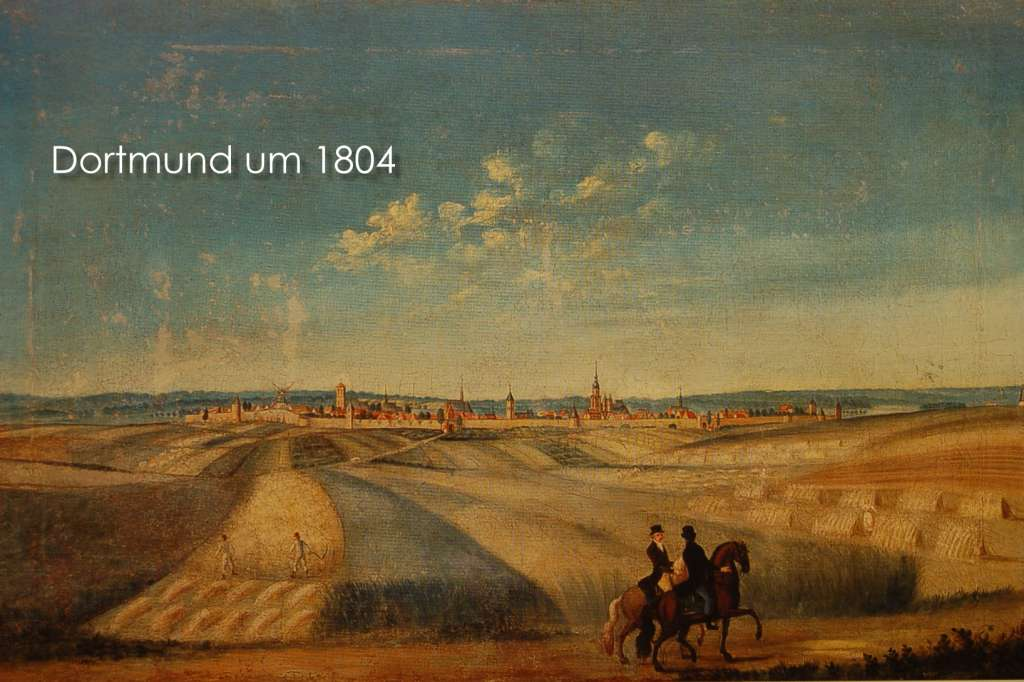
Dortmund 1804

Im Jahr 1293 wurde der Stadt das Braurecht verliehen und es begann eine beispiellose Entwicklung der Bierindustrie innerhalb der Stadt. Nach dem großen Stadtbrand erstarkte auch der Einfluss der Dortmunder Bürgerschaft. Dieser reichte dabei weit über das Stadtgebiet hinaus und war dabei so stark, dass um 1252 die baltische Stadt Memel unter Mithilfe von Dortmunder Kaufleuten gegründet und erwogen wurde, die Stadt „Neu-Dortmund“ zu nennen. Diese Bürgerschaft bzw. Patriziat, das sich selbstbewusst rempublicam Tremoniensem gubernantes (etwa: regierende Herren des Staats Dortmund) nannte, bestand aus einflussreichen Familien wie den Kleppings, Sudermanns, von Wickedes, Swartes, Muddepennings, vom Berges, Lembergs, Berswordts, Wales und Brakes. Letztere besaßen allesamt exzellente Handelsbeziehungen in ganz Europa und im Speziellen nach England. Die Vormachtstellung der Dortmunder Kaufleute führte sogar dazu, dass Englands König, Eduard III. im Jahr 1339 die englische Königskrone an ein von Dortmunder Kaufleuten geführtes Konsortium verpfändete.
Im Jahr 1389 überstand Dortmund die Große Dortmunder Fehde gegen den Grafen von der Mark und den Erzbischof von Köln sowie deren Verbündete. Allerdings wurde langsam der wirtschaftliche Niedergang der Stadt eingeleitet. Dieser Prozess wurde durch den Dreißigjährigen Krieg fortgeführt und verstärkt und führte dazu, dass die Stadt zum Ackerbürgerstädtchen herabsank und die Einwohnerzahl bis zum Jahr 1793 auf 4500 Einwohner zurückging. Dortmund verlor durch den Reichsdeputationshauptschluss 1803 seinen Status als Freie Reichsstadt und kam als Exklave zum Fürstentum Oranien-Nassau. 1808 wurde Dortmund als Teil des napoleonischen Großherzogtums Berg Präfektur des Ruhrdepartements. Das Ruhr-Département bestand aus den drei Arrondissements Dortmund, Hamm und Hagen. An seiner Spitze stand der Präfekt Gisbert von Romberg I. Dortmund wurde zur Hauptstadt des Ruhrdepartements bestimmt, weil es eine günstigere Lage und geeignete Verwaltungsgebäude besaß, hierdurch wurde die vormalige Reichsstadt zum Sitz der zahlreichen Verwaltungs- und Gerichtsbehörden. Nach dem preußischen Sieg über Napoleon fiel Dortmund 1815 schließlich an die preußische Provinz Westfalen. Hier wurde Dortmund 1817 Sitz eines Landkreises innerhalb des Regierungsbezirks Arnsberg, aus dem Dortmund 1875 als Stadtkreis ausschied.

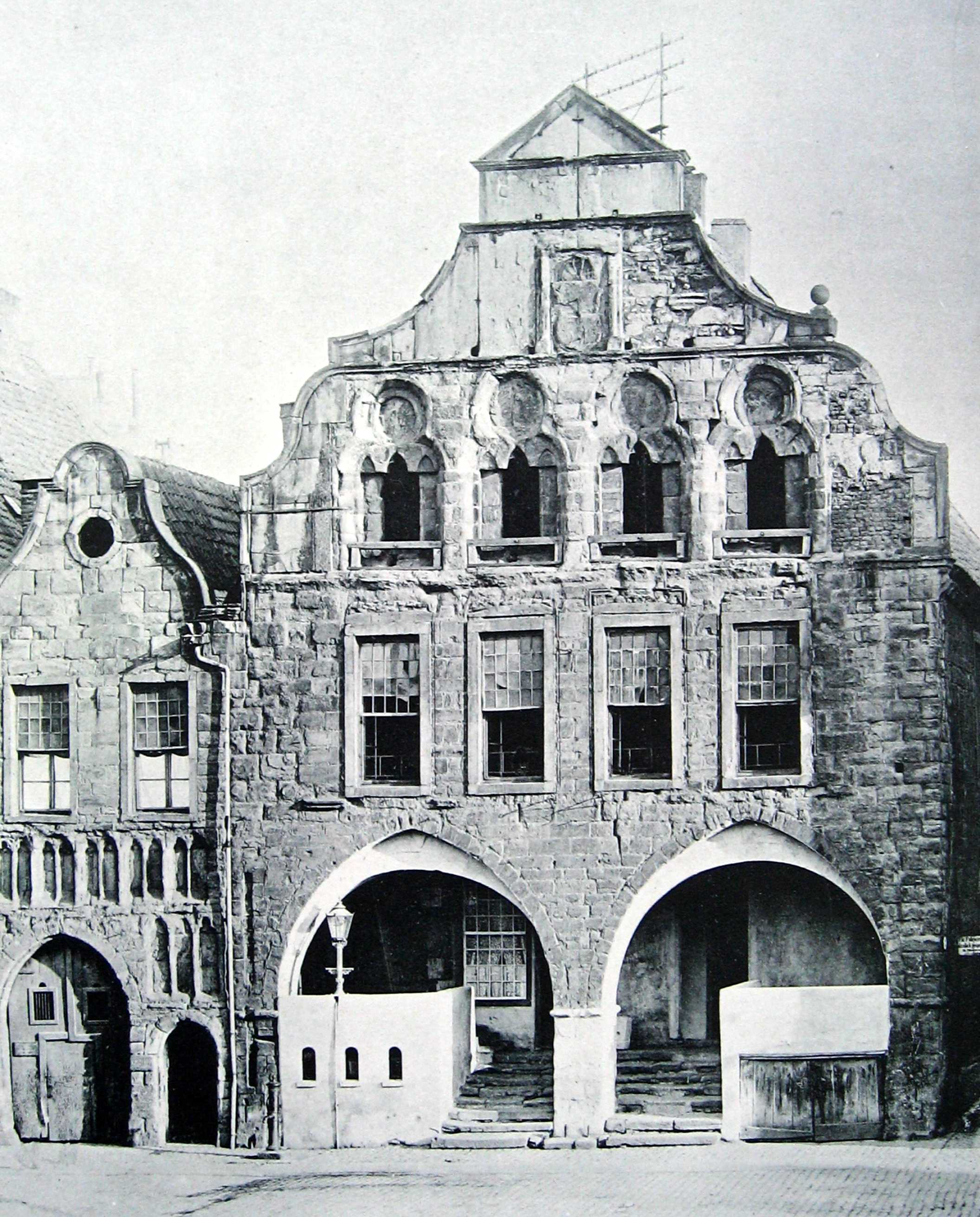
Altes Rathaus, 1894 von der Marktseite, kurz vor der Instandsetzung, noch mit barockem Giebel

Erst mit dem Beginn der Industrialisierung Anfang des 19. Jahrhunderts konnte der Niedergang gestoppt werden. Nach der Urkatasteraufnahme aus dem Jahr 1826 lebten innerhalb der Wallanlagen ca. 4000 Menschen in 940 Wohnhäusern und 453 Stallungen und Scheunen. Das Stadtbild wurde geprägt von engen ungepflasterten Straßen und Gassen und vielen Fachwerkhäusern. Einzig die vier großen mittelalterlichen Stadtkirchen, das alte Rathaus und einige wenige steinerne Profanbauten zeugten vom großen kulturellen Erbe der Vergangenheit.
Ab der Mitte des 19. Jahrhunderts begann durch die Kohlenförderung und Stahlverarbeitung der erneute Aufstieg Dortmunds und der Wandel zu einer Industriestadt. Seit der Eröffnung der Cöln-Mindener Eisenbahn im Jahr 1847 wurde Dortmund zu einem wichtigen Verkehrsknoten im Ruhrgebiet. Einen weiteren bedeutenden Beitrag zur wirtschaftlichen Entwicklung leistete 1899 die Eröffnung des Dortmund-Ems-Kanals und damit des Hafens.
Diese Infrastruktur ebnete Dortmunds Weg zur Großstadt. Die Stadt wuchs über die engen Grenzen der mittelalterlichen Wallanlage hinaus. Die Erweiterung erfolgte zunächst nach Norden um den neuen Hauptbahnhof. Ab 1858 wurde durch den Stadtbaumeister Ludwig ein rechtwinkliges Straßennetz mit Schmuckplätzen (Steinplatz, Nordmarkt, Borsigplatz) in der Dortmunder Nordstadt errichtet.

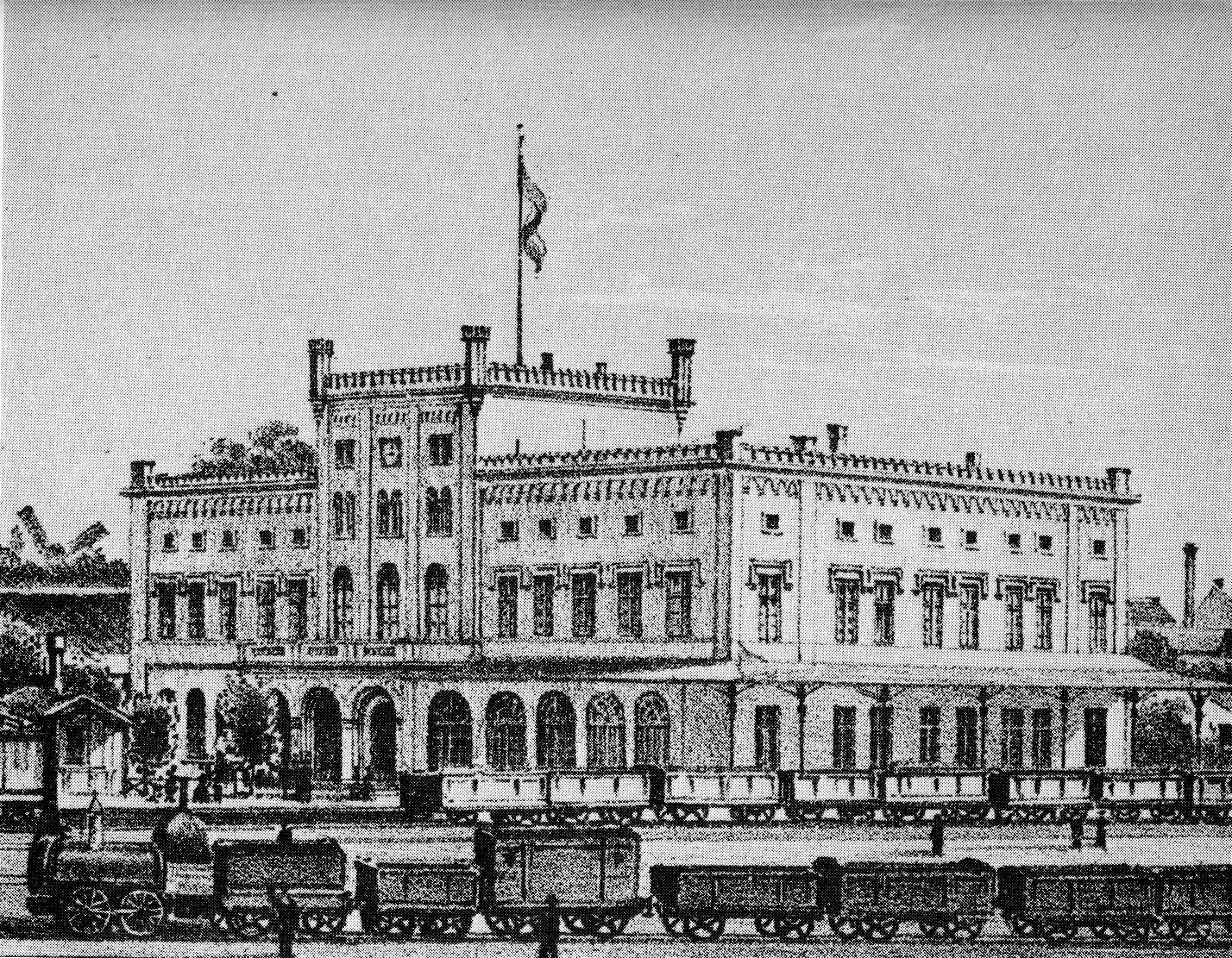
Bahnhofsgebäude am Königswall bis 1910

Nach Eröffnung der Bahntrasse der Rheinischen Eisenbahngesellschaft zum Dortmunder Südbahnhof im Jahre 1874 wurde das Gebiet südöstlich der historischen Wallanlage für städtebauliche Zwecke erschlossen. Anders als die kompakten Blockrandgebiete in der Nordstadt, wurden das Kaiserviertel und die Südstadt jedoch vorrangig mit einer lockeren Bebauung mit repräsentativen Stadtvillen konzipiert und wurde zur bevorzugten Wohnlage Industrieller und Unternehmer. Im Jahr 1876 wurde der ca. 16 Hektar große Ostpark als parkähnliche Grünanlage eröffnet. Dieser wurde als zweiter städtischer Friedhof nach dem „Westentotenhof“, dem heutigen Westpark, eingerichtet. Diese zweite Friedhofsanlage steht im Zusammenhang mit dem rapiden Bevölkerungswachstum im Zuge der Industrialisierung des Ruhrgebiets. Während bei der Gründung des Westentotenhofs 1811 etwa 4.000 Menschen in Dortmund lebten, waren es 1876 über 50.000.
Südlich der historischen Wallanlage entstanden städtische Einrichtungen wie das Waisenhaus, das Luisenkrankenhaus und 1896 die Königliche Werkmeisterschule für Maschinenbauer, der Vorläufer der heutigen am gleichen Standort bestehenden Fachhochschule Dortmund, ließen sich in dem zu dieser Zeit vornehmlich durch umfangreiche Gartenanlagen geprägten Gebiet nieder. Zwischen 1902 und 1908 begann der Beamten-Wohnungsverein mit umfangreichen Bauarbeiten und errichtete in unmittelbarer Nähe der Werkmeisterschule eine umfangreiche Wohnbebauung. Die gründerzeitlichen Bauten dienten vornehmlich Beamten als Heimstätte. Im Zuge der Urbanisierung wurden dann auch Infrastruktureinrichtungen wie Schulen und Kirchen errichtet. Der Bau der Heilig-Kreuz-Kirche, die dem Kreuzviertel heute den Namen gibt, begann 1914 und wurde zwei Jahre später eingeweiht. Mit dem Ersten Weltkrieg war die Bebauung des Stadtviertels weitgehend abgeschlossen, und etwa 10.000 Menschen wohnten hier.

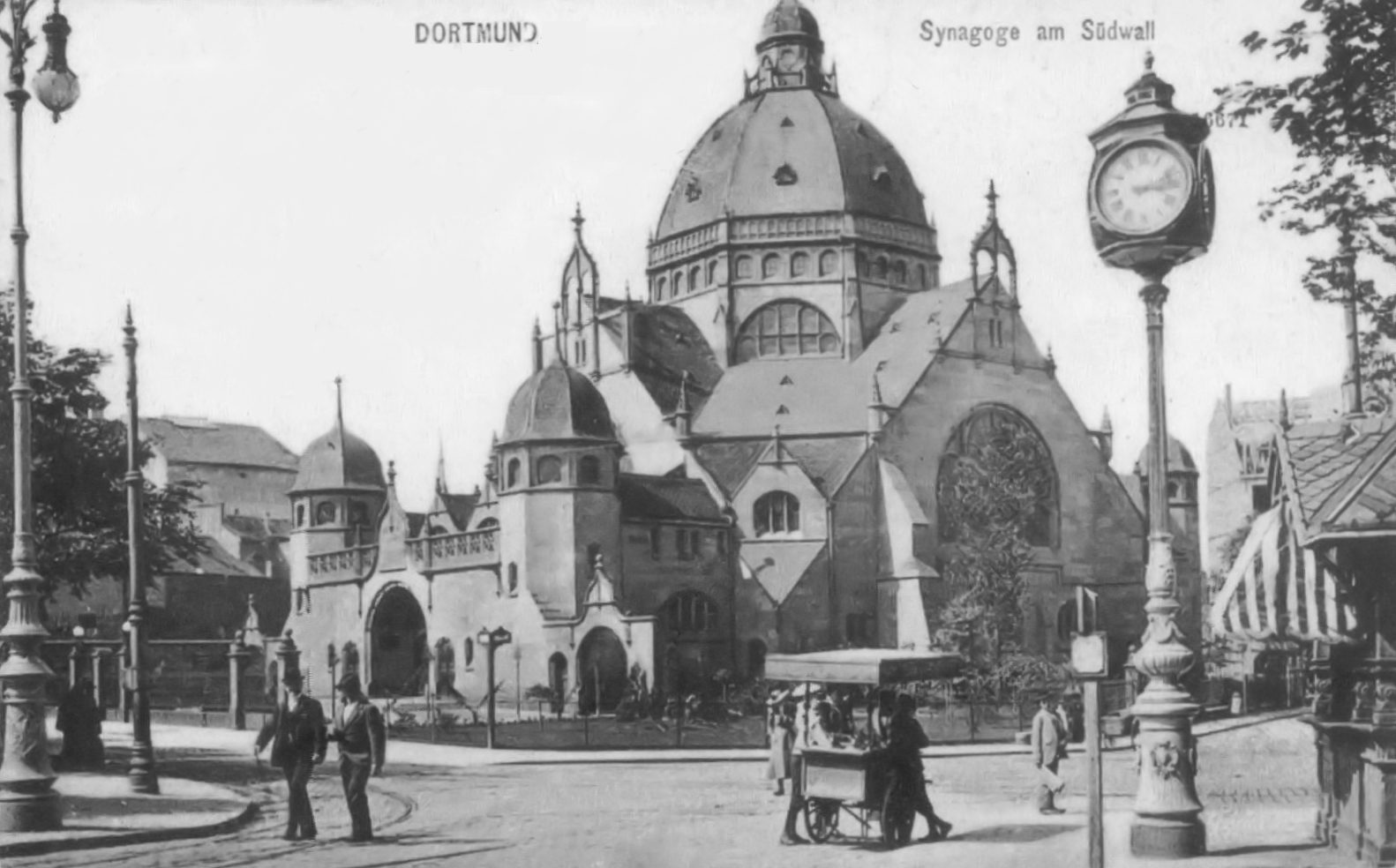
Blick auf den Hiltropwall mit Synagoge

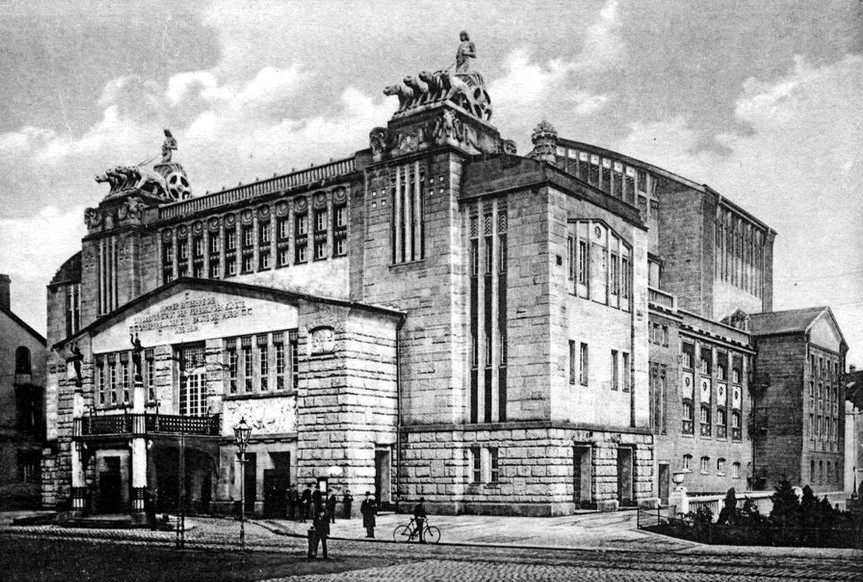
Altes Theater am Südwall auf einer historischen Postkarte

Bereits 1905 begann mit der Eingliederung von Körne eine Welle von Eingemeindungen, die mit dem Gesetz über die kommunale Neuordnung des Ruhrgebiets von 1928 ihren Höhepunkt mit der Eingemeindung der Stadt Hörde (die bereits 1340 Stadtrechte erhielt) erreichte. Das Gebiet Dortmunds liegt seit den Eingemeindungen von 1928 und 1929 zu größeren Teilen auf dem Gebiet der ehemaligen Grafschaft Mark als auf dem der ehemaligen Freien Reichsstadt Dortmund. Bis zum Ausbruch des Zweiten Weltkriegs wandelte sich das Stadtbild vom Ackerbürgerstädtchen zum großstädtischen Aussehen. Innerhalb weniger Jahre wurde das Stadtzentrum durch den Neubau von repräsentativen Bauwerken, wie dem der Synagoge, Kaufhausbau von Althoff 1904, dem Krügerhaus 1912 oder dem gesamten Bahnhofsumfeld durch den Bau eines neuen Hauptbahnhof, dem Theater, dem Postamt und dem Löwenhof als Handelszentrum oder städtebaulichen Maßnahmen wie dem Durchbruch Hansastraße radikal verändert.

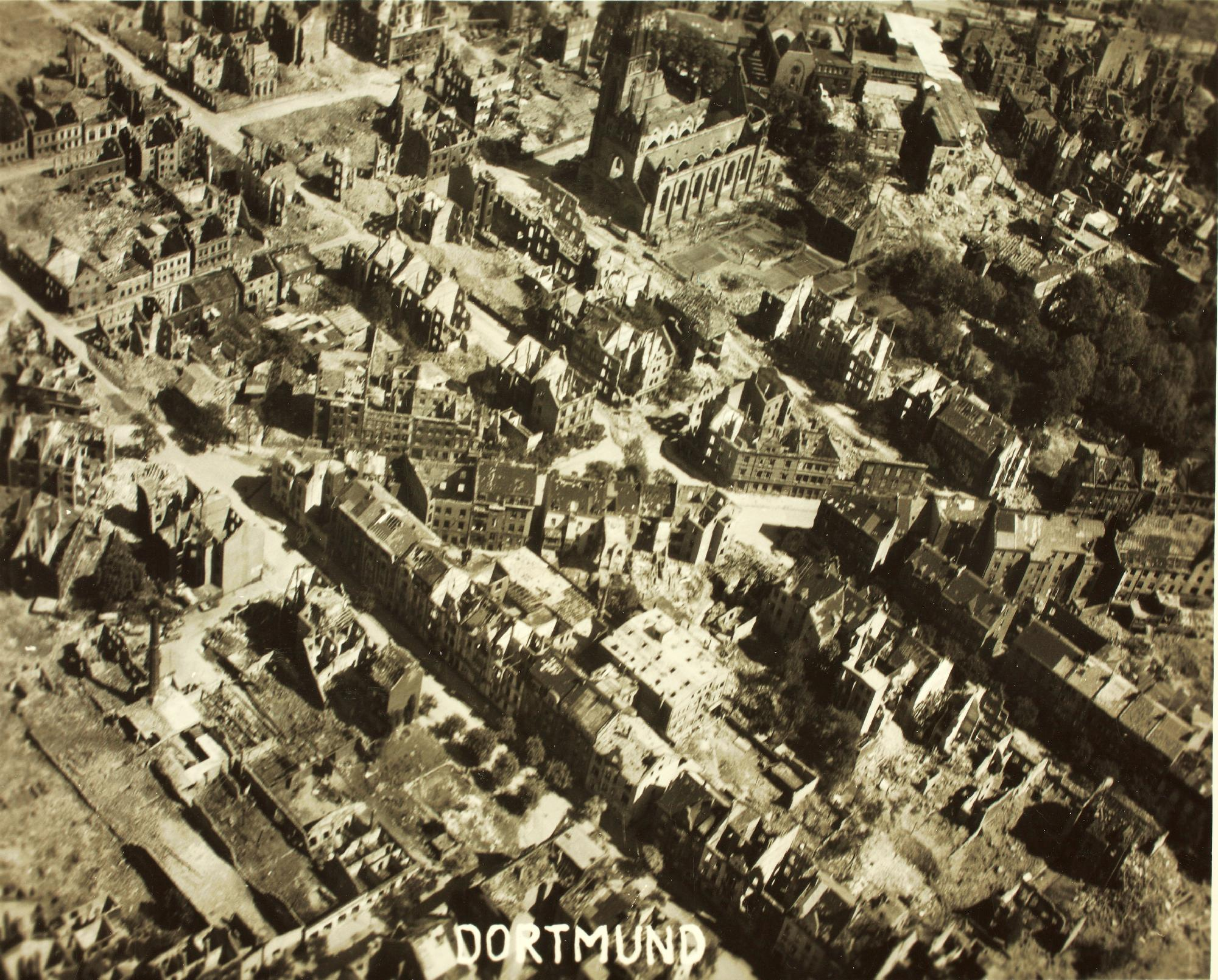
Großflächige Zerstörung der Dortmunder Innenstadt, hier und um die Liebfrauenkirche

Während des Zweiten Weltkriegs wurde die Stadt mitsamt ihren historischen Kirchen durch insgesamt 105 Luftangriffe und mehr als 22.242 Tonnen Bomben im Zentrum zu mehr als 90 Prozent zerstört. Die hohe Prozentzahl liegt teilweise in den acht Großangriffen begründet, in denen die Stadt Dortmund als alleiniges Ziel in den Mittelpunkt eines Angriffes rückte. Bei dem Großangriff vom 12. März 1945 trafen mehr als 4.800 Tonnen Bomben die Stadt. Dieser Angriff war der schwerste Bombenangriff gegen eine deutsche Stadt. Nach diesem letzten folgenschweren Angriff kam das komplette gesellschaftliche und wirtschaftliche Leben zum Erliegen. Zeitgenössischen Berichten zufolge wurde zunächst erwogen, die Innenstadt nicht wieder aufzubauen.

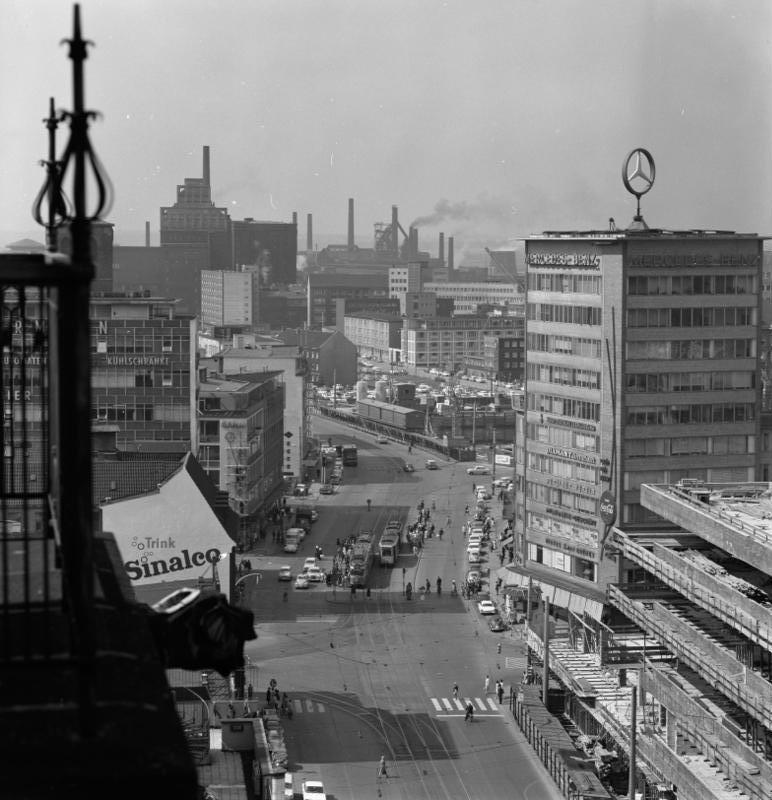
Wiederaufbau der Dortmunder Innenstadt im modernen Stil

Der tatsächliche Wiederaufbau wurde jedoch durch die im Boden vorhandenen Infrastrukturleitungen und die darüber liegenden Straßen bestimmt, die im Nachkriegsalltag als Transport- und Verbindungswege zuerst geräumt wurden. Somit wurde der Umgang der Innenstädte als Wiederaufbau und Modifikationsmöglichkeit gesehen, anstatt einer völligen Neuplanung. Das öffentliche Bewusstsein der Nachkriegszeit war jedoch vom Wunsch geprägt, die städtebauliche Situation als Produkt der Industrialisierung auf den Grundrissen der mittelalterlichen Stadt nicht zu wiederholen. Planungsziel der Wiederaufbaujahre war somit ein neues, offenes und zukunftsfähiges Dortmund, welches sich bewusst von dem Gewesenen und dem alten historischen Erbe absetzen sollte. Trotz heftigen Widerstands der Dortmunder Bevölkerung wurden hierbei viele stadtbildprägende Gebäude wie das Rathaus oder die Synagoge abgerissen oder nicht wieder aufgebaut.
Der Wiederaufbau ging schnell voran und im Jahr 1950 zählte die Stadt 500.000 Einwohner. Bei einer Arbeitslosenquote von 2,3 % herrschte 1952 Vollbeschäftigung und die hervorragenden wirtschaftlichen Bedingungen zogen vermehrt Zuwanderer, insbesondere Flüchtlinge aus den Ostgebieten, an. Schon 1956 zählte Dortmund 624.000 Einwohner. 1965 erreichte die Stadt mit 658.075 Einwohnern einen historischen Höchststand.

### Ortsname
Dortmund wurde erstmals im Werdener Urbar erwähnt, das zwischen 880 und 884 entstand. Der lateinische Eintrag lautet: “In Throtmanni liber homo Arnold viii den[arii] nob[is] solvit.” (deutsch: „In Throtmanni zahlt uns der freie Mann Arnold 8 Pfennige.“). Danach gibt es eine große Anzahl verschiedener, aber auf den gleichen Lautstamm zurückgehender Namen. Ihre jeweilige Verwendung in den Quellen erscheint willkürlich und zufällig.
Ein Jahr nach seinem Aufenthalt in Dortmund stellte der König Friedrich Barbarossa 1152 dem Kölner Erzbischof Arnold II. von Wied eine Urkunde aus, die die lateinische Bezeichnung “in burgo Tremonia” (deutsch: „in der Stadt Tremonia“) enthält. Die Bezeichnung Tremonia leitet sich nicht von Throtmanni ab. Man vermutet, dass bei Verwendung dieser Bezeichnung der gute Klang und der vermeintliche Sinngehalt eine Rolle spielten. Der Name würde sich dann aus den Wörtern tres oder tria (deutsch: drei) und moenia (deutsch: Mauer) zusammensetzen und so viel wie Dreimauernstadt bedeuten.
Erst mit dem Aufkommen deutscher Quellen im 14. Jahrhundert wurde die alte Form sprachlich weiterentwickelt wieder aufgegriffen. Im westfälischen Platt wurde sie dann zu [dyœɐpm] verkürzt. [dyœɐpm] wird heute selten verwendet, das lateinische Tremonia ist gelegentlich noch anzutreffen.
Bei der Wortbedeutung von Dortmund wird im Allgemeinen von einem Determinativkompositum ausgegangen.
Das Bestimmungswort ist vermutlich germanisch *þrut-, *þrūt- mit der Bedeutung Kehle / Gurgel / Schlund / Hals. Die Bedeutung des Grundworts ist unklar. Nach einer Theorie ist es das altsächsische Gewässerwort -manni, -menni, -minni. Nach einer anderen Theorie ist es germanisch *-munt mit der Bedeutung Berg / Hügel / Anhöhe / Erhebung. In der ersten Theorie wäre die Bedeutung Kehlbach / Gurgelbach / Siedlung am gurgelnden Gewässer, in der zweiten Theorie als *Throdmend - Berg mit einer Kerbe / Berg mit einem Einschnitt / Hügel mit einer Kerbe / Hügel mit einem Einschnitt. Bei beiden Deutungen handelt es sich um eine geografische Besonderheit, die heute überbaut ist und nicht mehr zu erkennen ist oder – in der zweiten Theorie – einen Hinweis auf eine Burg nördlich der Stadtmauern mit dem Fluss Kuckelke als Einschnitt gibt. Die Existenz einer solchen Burg ist umstritten.
Von spätmittelalterlichen Chronisten ist eine volksetymologische Deutung bekannt, nach der es zwei Dörfer gegeben habe, das alde und das neue Dorp, die beide bei der Burg Munda lagen. Um diese Burg habe es eine Auseinandersetzung zwischen Sachsen und Römern – oder auch Franken – gegeben. Den Schlachtruf trucide hätten die Burgmannen als truz oder trot interpretiert und die Angreifer höhnisch Trotmanni (Trutzmänner) genannt. Die Bezeichnung sei dann auf den Ort übergegangen.
In der Vergangenheit wurde die Stadt auf Niederländisch Dortmond, auf spanisch Tremonia, auf altfranzösisch Trémoigne genannt. Diese Exonyme sind aber außer Gebrauch gefallen und die Stadt wird heute international mit ihrem deutschen Namen bezeichnet.

### Eingemeindungen
Charakteristisch für das heutige Dortmunder Stadtgebiet ist die räumlich stark ausgeprägte Abgrenzung einzelner Stadtteile zu ihren Nachbarstadtteilen durch Felder, Wälder oder Verkehrsflächen. Dieser Umstand beruht auf den relativ kleinteilig erfolgten Eingemeindungen ehemals eigenständiger Gemeinden. Einige größere Stadtteile wie die Stadtbezirkszentren Hörde, Aplerbeck oder Mengede vermitteln ihre ehemalige Eigenständigkeit noch deutlich durch die Größe ihrer Stadtteilzentren und ihrer Einkaufsstraßen.
In die Stadt Dortmund wurden folgende Gemeinden eingegliedert:
- 1. April 1905: Gemeinde Körne
- 10. Juni 1914: Gemeinden Deusen, Dorstfeld, Eving, Huckarde, Kemminghausen, Lindenhorst, Rahm und Wischlingen
- 1. April 1918: Gemeinden Brackel und Wambel
- 1. April 1928: Stadt Hörde und vom aufgelösten Landkreis Dortmund die Gemeinden Asseln, Bodelschwingh, Bövinghausen bei Lütgendortmund, Brechten, Brüninghausen, Derne, Ellinghausen, Grevel, Holthausen bei Brechten, Husen, Kirchderne, Kirchlinde, Kley, Kurl, Lanstrop, Lütgendortmund, Marten, Mengede, Nette, Oespel, Westerfilde und Wickede
- 1. August 1929: Teile der Gemeinde Somborn (Landkreis Bochum) und vom aufgelösten Landkreis Hörde die Gemeinden Aplerbeck, Barop, Berghofen, Kirchhörde, Schüren, Syburg und Wellinghofen sowie Teile der Gemeinde Sölde
- Im Rahmen der kommunalen Neugliederung in Nordrhein-Westfalen wurden am 1. Januar 1975 durch das Ruhrgebiet-Gesetz die Gemeinden Holzen und Lichtendorf nach Dortmund eingemeindet. Einige Flurstücke dieser Gemeinden gingen jedoch an die Stadt Schwerte. Dortmund erhielt weiterhin einige Flurstücke aus der Stadt Westhofen, die nach Schwerte eingemeindet wurde und durch das Sauerland/Paderborn-Gesetz einige Flurstücke aus der Gemeinde Garenfeld, die nach Hagen eingemeindet wurde.[56]

## Religionen
| Dortmunder Stadtkirchen 1611 | Dortmunder Stadtkirchen 1611 |
| ---------------------------- | --- |
|                              | A = Reinolditurm B = Marienkirche G = alte Nicolaikirche M = Burgtor P = Dominikanerkloster (heute Propsteikirche) N = Katharinenkloster O = Petrikirche |

### Konfessionsstatistik
Am Stichtag 31. Dezember 2023 waren nach Recherchen der Forschungsgruppe Weltanschauungen in Deutschland 22,6 % der Einwohner der Stadt evangelisch, 21,6 % römisch-katholisch und 55,8 % waren konfessionsfrei oder gehörten einer sonstigen Religionsgemeinschaft an. Von den 609.546 Einwohnern Dortmunds gehören (Stand 31. Dezember 2022) 23,7 % der evangelischen und 22,6 % der römisch-katholischen Kirche an; 53,8 % (327.748) haben ein anderes religiöses Bekenntnis oder sind konfessionslos. Jahresende 2019 gehörten 26,1 % (157.806) der evangelischen und 24,9 % (150.373) der römisch-katholischen Kirche an; 49,0 % hatten eine andere Konfession oder Religion oder waren konfessionslos. 2017 gehörten von den 601.780 Einwohnern Dortmunds 27,5 % der evangelischen und 25,9 % der römisch-katholischen Kirche an.
Nach einer Berechnung aus den Zensuszahlen für die Personen mit Migrationshintergrund lag der Bevölkerungsanteil der Muslime in Dortmund 2011 bei 9,5 % (rund 54.200 Personen).

### Christentum

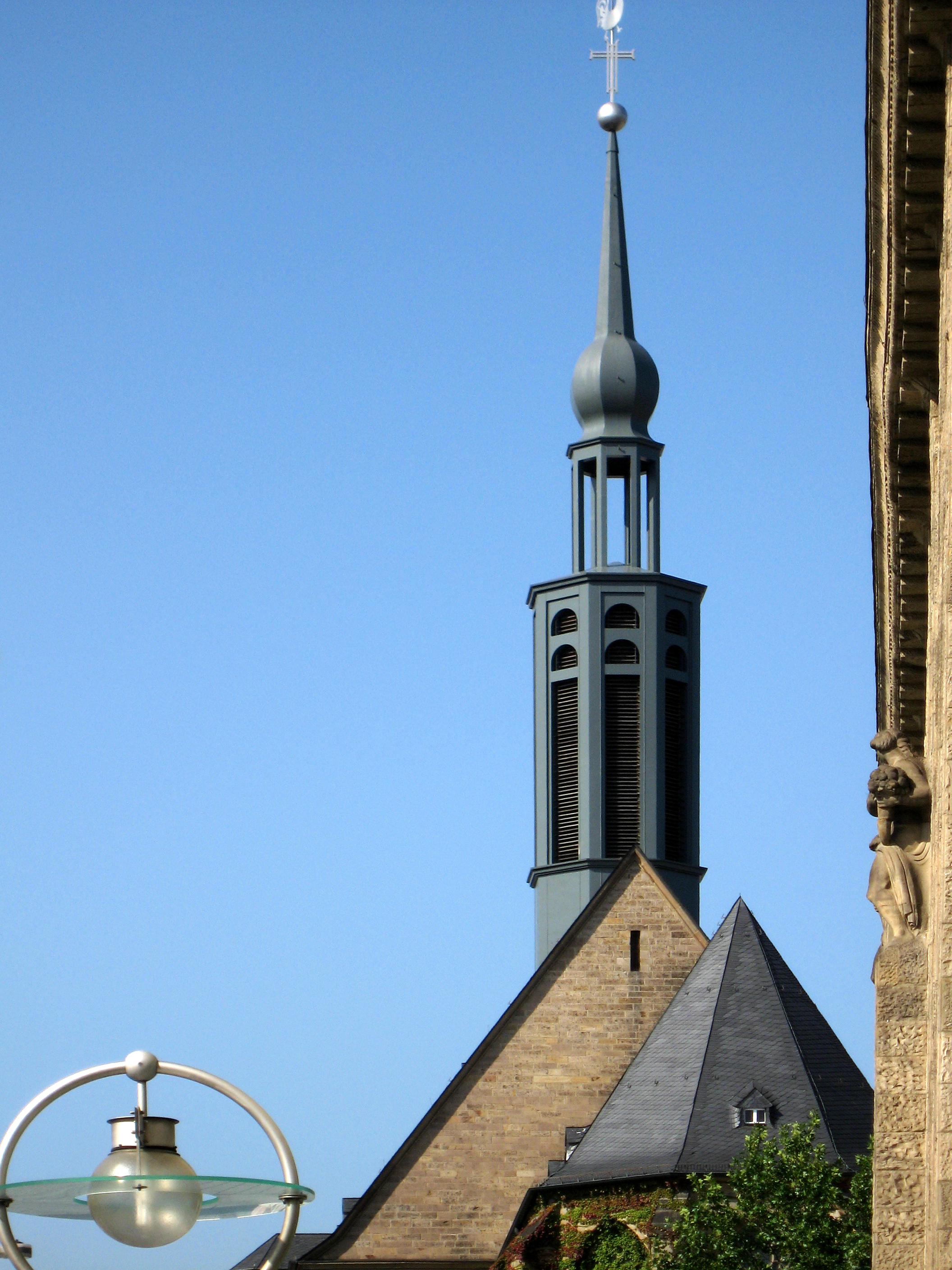
Propsteikirche vom Hansaplatz aus gesehen

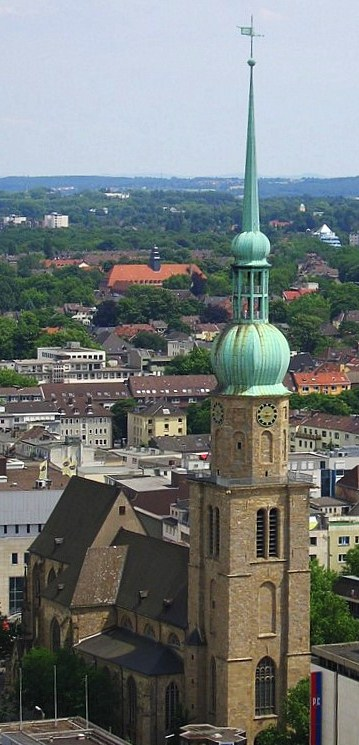
Reinoldikirche

Dortmund gehörte seit der Gründung zum Erzbistum Köln und war Sitz eines Archidiakonats. Ab 1523 fasste allmählich die Reformation Fuß. Doch wurde erst ab 1562 das Abendmahl in beiderlei Gestalt ausgeteilt. Die Stadt war danach überwiegend protestantisch. Als Freie Reichsstadt konnte Dortmund auch die religiösen Angelegenheiten selbst regeln und so erhielt die Stadt 1570 ein neues Kirchenregiment. Vorherrschend war das lutherische Bekenntnis. Das reformierte Bekenntnis war bis 1786 überhaupt nicht zugelassen. 1625 errichtete der Rat die Superintendentur Dortmund. Hieraus entstand nach dem Übergang an Preußen der spätere Kirchenkreis Dortmund innerhalb der Evangelischen Kirche in Preußen beziehungsweise dessen westfälischer Provinzialkirche. 1960 wurde der Kirchenkreis Dortmund in vier Kirchenkreise aufgeteilt. Bis Ende 2013 bildeten die Kirchenkreise Dortmund-Mitte-Nordost (zwölf Kirchengemeinden), 2002 fusioniert aus den Kirchenkreisen Dortmund-Mitte und Dortmund-Nordost, Dortmund-Süd (acht Kirchengemeinden) und Dortmund-West (fünf Kirchengemeinden) mit ihren zugehörigen Kirchengemeinden zusammen mit dem benachbarten Kirchenkreis Lünen (vier Kirchengemeinden) die „Vereinigten Kirchenkreise Dortmund – Verband der evangelischen Kirchengemeinden und Kirchenkreise in Dortmund und Lünen“. Am 1. Januar 2014 haben sich die vier Kirchenkreise zum Evangelischen Kirchenkreis Dortmund vereinigt. Mit seinen 28 Kirchengemeinden, 24 in Dortmund, drei in Lünen und einer in Selm ist er Teil der Evangelischen Kirche von Westfalen.
Auch nach Einführung der Reformation gab es noch wenige Katholiken in Dortmund, die weiterhin zum Erzbistum Köln gehörten. Ihnen verblieben zunächst nur die Klosterkirchen für gottesdienstliche Nutzungen. 1616 erhielt jedoch das Dominikanerkloster wieder Pfarrrechte. Nach 1803 wurden die römisch-katholischen Klosterkirchen entweder säkularisiert oder gar abgebrochen. Die Kirche des aufgehobenen Dominikanerklosters blieb als Propsteikirche erhalten. 1821 wurden die Katholiken dem Bistum beziehungsweise Erzbistum Paderborn zugeordnet. Infolge starker Zuwanderung im 19. Jahrhundert und frühen 20. Jahrhundert, insbesondere aus der damaligen Provinz Posen, nahm auch die Zahl der Katholiken stark zu. 1832 wurde Dortmund Sitz eines römisch-katholischen Dekanats. Auch nach der Gründung des „Ruhrbistums“ Essen verblieb Dortmund beim Erzbistum Paderborn.
Neben den evangelisch-unierten und römisch-katholischen Gemeinden in Dortmund existieren verschiedene Freikirchen, darunter mehrere evangelisch-freikirchliche Gemeinden (Baptisten) (Christuskirche Dortmund-Mitte, Feldherrnstraße, Brückengemeinde Dortmund-Hörde, Auferstehungsgemeinde Dortmund-Eving, Evangelisch-Freikirchliche Gemeinde Dortmund-Asseln, Evangelisch-Freikirchliche Gemeinde Dortmund-Mitte, Saarbrücker Straße (Brüderbewegung) und Evangelisch-Freikirchliche Gemeinde Dortmund-Huckarde), die Freie evangelische Gemeinde Dortmund-Körne und die Evangelisch-methodistische Kirche Dortmund-Mitte und die Freikirche der Siebenten-Tags-Adventisten. Mit der Trinitatisgemeinde der Selbständigen Evangelisch-Lutherischen Kirche und der altkatholischen St. Martin-Gemeinde sind auch die altkonfessionellen Kirchen in Dortmund vertreten.

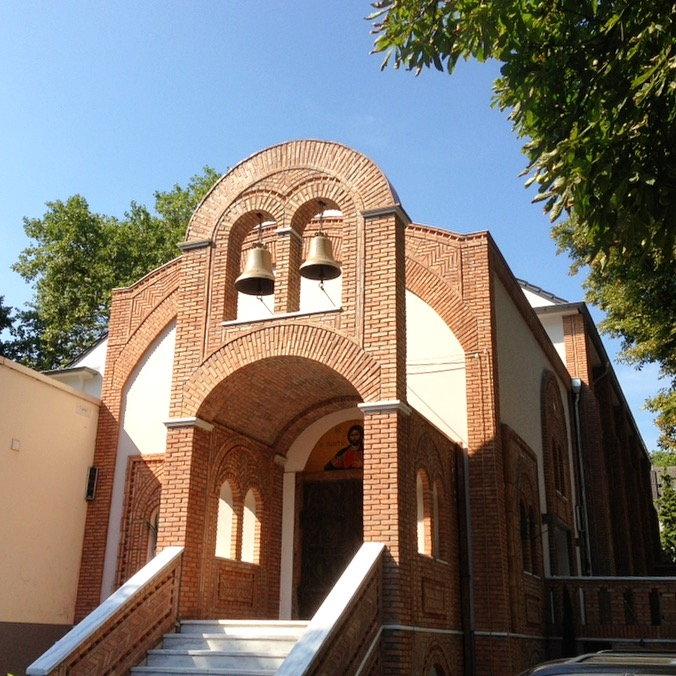
Griechisch-orthodoxe Kirche der Heiligen Apostel

In Dortmund sind die griechisch-orthodoxe Kirche, die Serbisch-Orthodoxe Kirche, die Russisch-Orthodoxe Kirche und die Mazedonisch-Orthodoxe Kirche vertreten. 1961 wurde unter dem Archimandriten Ánthimos Drakonákis der Beschluss gefasst, eine griechisch-orthodoxe Gemeinde in Dortmund zu gründen (Kirche der Heiligen Apostel zu Dortmund, griech. I.N. Αγίων Αποστόλων Ντόρτμουντ – I.N. Agíon Apostólon Dortmund). Es handelt sich somit vermutlich um die erste Gründung einer griechisch-orthodoxen Gemeinde, die im Zusammenhang mit dem Anwerben von Gastarbeitern steht. Bis dahin hatte es nur dort Gemeinden gegeben, wo Griechen seit über 200 Jahren als Kaufleute sesshaft waren. Der damalige griechisch-orthodoxe Metropolit von Deutschland, Polyeuktos (Finfinis) (griechisch Πολύευκτος Φινφίνης), wies den neu gegründeten griechisch-orthodoxen Gemeinden in Deutschland ihren jeweiligen Amtsbezirk zu. Dem frisch geweihten Presbyter Tilémachos (Margarítis) übergab er Ende des Jahres 1965 die Kirchengemeinde Dortmund und damit die seelsorgerliche Verantwortung für die orthodoxen Christen des östlichen Ruhrgebiets. Tilemachos hatte dieses Amt bis zum Oktober 2006 inne. Ihm folgte der Archimandrit Dr. Filótheos.
Dortmund ist Sitz des Sekretariats der Orthodoxen Bischofskonferenz in Deutschland.
Daneben gibt es als weitere Religionsgemeinschaften, die ihre Wurzeln im Christentum haben, die Zeugen Jehovas und die Kirche Jesu Christi der Heiligen der Letzten Tage („Mormonen“). Die Mormonen betreiben in Dortmund eine genealogische Forschungsstelle.
Seit dem Jahr 1896 ist durch die Gründung der Gemeinde Dortmund-Nord (fusionierte 2008 mit der Gemeinde Dortmund-Eving) die Neuapostolische Kirche auch in Dortmund vertreten. Ebenfalls befindet sich die Verwaltung der Neuapostolische Kirche Westdeutschland in Dortmund.
Durch den demographischen Wandel in der Gesellschaft und die steigende Zahl inaktiver Kirchenmitglieder wurden in den letzten Jahren einige Standorte aufgegeben und Gemeinden zusammengelegt. Im Jahr 2012 gab es noch 24 Gemeinden im Stadtgebiet, aktuell (Stand 2015) sind es 17 Gemeinden.

### Islam

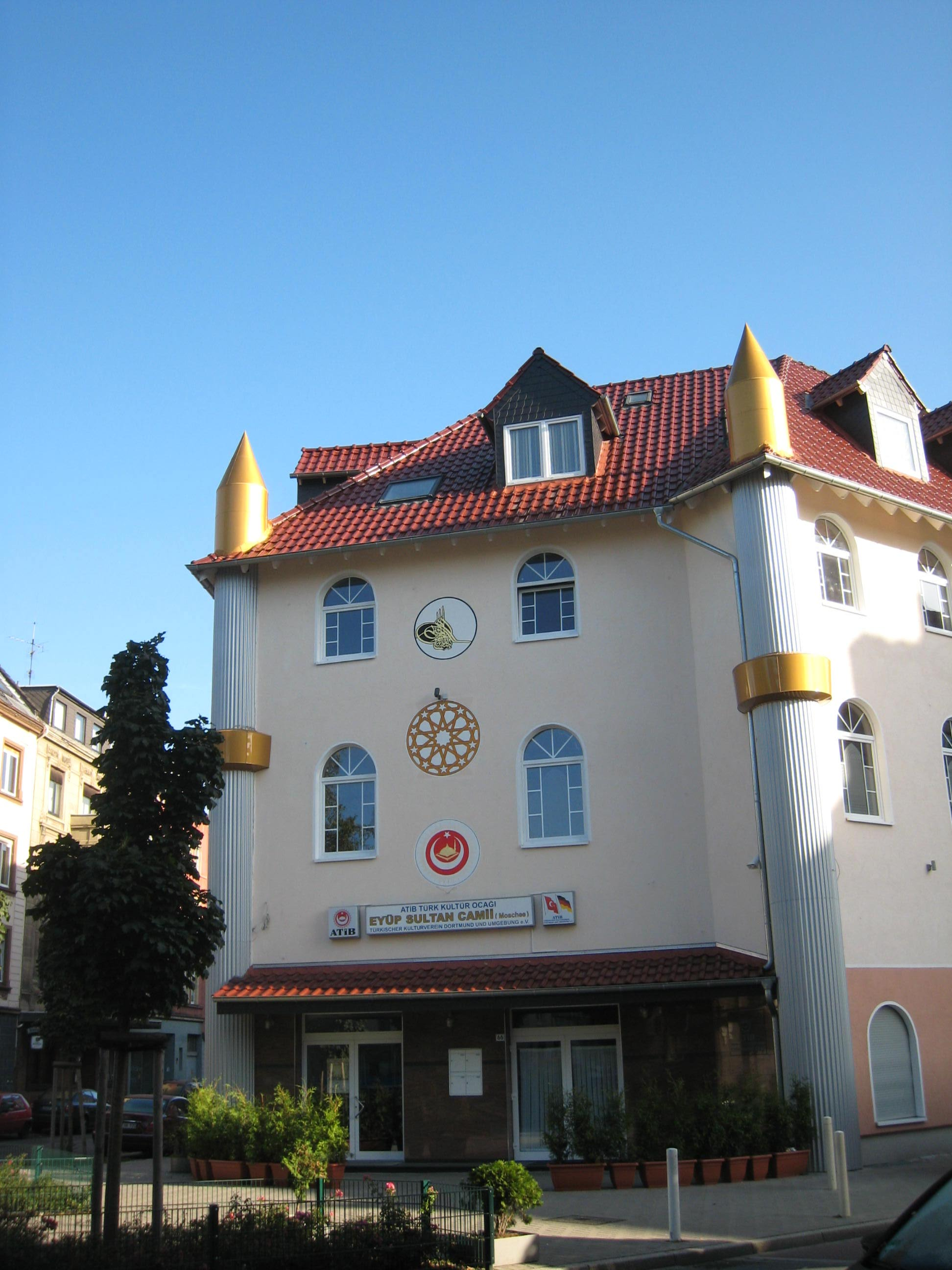
Türkische Moschee in der Nordstadt

Bedeutendste nichtchristliche Religionsgemeinschaft in Dortmund ist der Islam. Viele Moscheen und Gebetshäuser (vor allem in der stark migrantisch geprägten nördlichen Innenstadt/Nordstadt) machen dies deutlich. Zurzeit gibt es in Dortmund etwa 30 Moscheevereine, die seit September 2007 von einem gemeinsamen Rat der Muslime in Dortmund vertreten werden.
Die islamischen Strukturen in Dortmund gründeten in Vereinen meist türkischstämmige Arbeitsmigranten. Später kamen auch marokkanische Moscheevereine wie die Al-Fath-Moschee in der Mallinckrodtstraße, sowie gibt es seit dem Zuzug der Flüchtlinge aus Syrien ab 2015 syrische Moscheen. Der 1966 gegründete Verein Türkischer Arbeitnehmer in Dortmund und Umgebung richtete 1973 die erste islamische Gebetsstätte in einer ehemaligen evangelischen Notkirche in der Dortmunder Nordstadt ein. Mitte der siebziger Jahre gab es zahlreiche Gründungen von Vereinen gemeinsamer religiöser Identität. Unterstützt wurden diese Gemeinden häufig durch das Amt für Religiöse Angelegenheiten (türkisch: Diyanet İşleri Başkanlığı, kurz: DİB), das seit Anfang der 1970er Jahre in der Türkei ausgebildete islamische Theologen in die deutschen Moscheevereine entsendet. Im November 1976 wurde der erste islamische Theologe als Lehrer und Vorbeter in Dortmund begrüßt.
Zwischen 1979 und 1983 bestand die Islamische Gemeinde Dortmund als selbstständiger Dachverband der islamischen Gemeinden in Dortmund. Diese löste sich 1983 auf, da die Gründung einer sogenannten Diyanet-Stiftung seitens des Religionsattachés der türkischen Botschaft angedacht war. Diese Stiftung wurde letztlich nicht realisiert und die Dortmunder Gemeinden schlossen sich schließlich der Türkisch-Islamischen Union der Anstalt für Religion (türkisch: Diyanet İşleri Türk İslam Birliği, kurz: D.I.T.I.B.) an. Zur D.I.T.I.B. gehören heute zehn Gemeinden in Dortmund.
Neben den an den nationalen Gegebenheiten in der Türkei orientierten Moscheevereinen existieren in Dortmund weitere islamische Gemeinden, zum Beispiel die Islamische Gemeinschaft Millî Görüş und Alevitische Gemeinde mit anderen spirituellen Ausrichtungen.
Als sich in den 1990er Jahren abzeichnete, dass die Arbeitsmigranten dauerhaft in Dortmund bleiben würden, hatte dies auch Auswirkung auf die Moscheevereine. Die bis dahin lose organisierten Vereine organisierten sich nach deutschem Vereinsrecht und strebten Gemeinnützigkeit an. Die zuvor häufig in Hinterhäusern untergebrachten Gebetsstätten zogen in die Vorderhäuser. Der Islam wurde sichtbarer. Der Trend zum Bau repräsentativer Moscheen, wie er in ganz Deutschland zu beobachten ist, hält auch in Dortmund an.
Im Herbst 2007 bildeten die Vertreter der meisten Moscheegemeinden unter Beteiligung aller wichtigen islamischen Organisationen in Deutschland einen „Rat der muslimischen Gemeinden in Dortmund“.

### Judentum

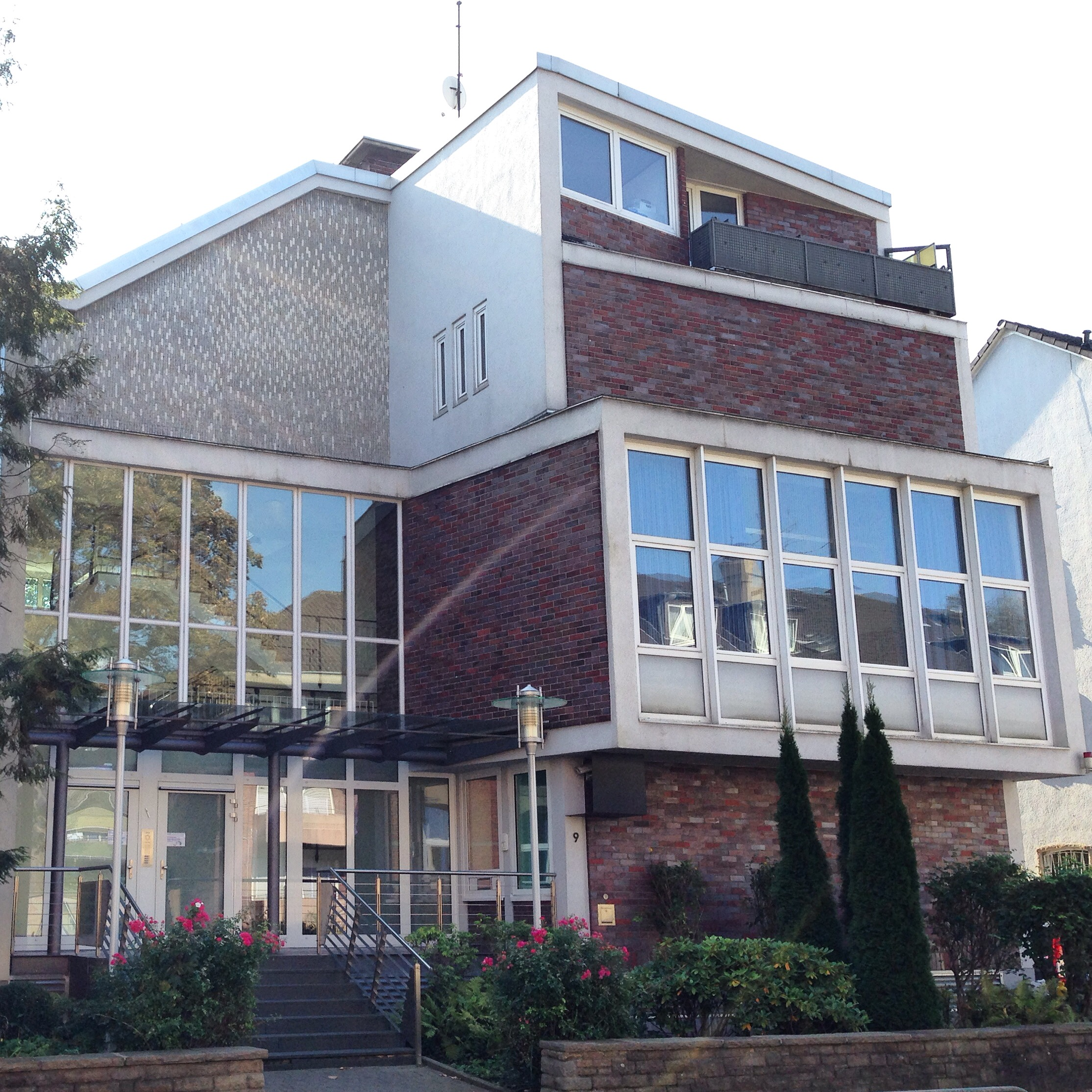
Dortmunder Synagoge

Das früheste Dokument, das auf die Existenz von Juden in der früheren Hanse- und Reichsstadt Dortmund hinweist, ist ein Privileg Heinrichs IV. von 1074; eine zweite urkundliche Erwähnung von Juden stammt aus dem Jahre 1096. Die meisten Wohnstätten der Dortmunder Juden, ihr Bethaus und die Mikwe lagen am westlichen Rand des Stadtkerns. Im Zusammenhang mit den Pestpogromen 1460/1465 wurden die Juden aus Dortmund vertrieben und siedelten sich erst im 16. Jahrhundert wieder in umliegenden Ortschaften u. a. in Dorstfeld, Hörde, Schwerte, Unna an. Erst zu Beginn des 19. Jahrhunderts gestattete die Stadt Dortmund wieder jüdische Ansiedlung in ihren Mauern. Seit Mitte des 19. Jahrhunderts wuchs die Zahl der in Dortmund ansässigen Juden stetig infolge der industriellen Entwicklung des Ruhrgebietes.
Im Zuge dessen entstand 1895 als zentrale, repräsentative Betstätte die Alte Synagoge. Mit 1300 Plätzen, davon 750 für Männer reservierte Sitzplätze im Erdgeschoss und 450 Plätze für Frauen auf den Emporen des Kuppelbaus, war die Synagoge zu ihrer Zeit eines der größten jüdischen Bethäuser in Deutschland. Als eine von wenigen jüdischen Gemeinden in Deutschland, wurde die Gemeinde noch vor den Novemberpogromen 1938 ihres Besitzes enteignet und der Abriss vollzogen. Neben der großen Synagoge in der Innenstadt gab es auch in Dortmund-Hörde und Dortmund-Dorstfeld jüdische Gemeinden mit eigenen Synagogen, die ebenfalls zerstört wurden. Die anschließende erzwungene Auswanderung im Nationalsozialismus und der Holocaust dezimierten die jüdische Bevölkerung Dortmunds drastisch.
In den 1990er Jahren ist die Jüdische Gemeinde durch den Zuzug von Juden aus der ehemaligen Sowjetunion wieder erheblich gewachsen. Heute umfasst die Kultusgemeinde, eine orthodox geprägte Einheitsgemeinde, ca. 2600 Mitglieder. Sie betreibt neben einer Synagoge auch einen Kindergarten. Auch der jüdische Teil des Dortmunder Hauptfriedhofs wird heute wieder aktiv genutzt.
Dortmund ist Sitz des Landesverbandes der Jüdischen Gemeinden von Westfalen-Lippe.

### Weitere Religionsgemeinschaften
In Dortmund existieren zwei Thai-Buddhistische Gemeindezentren: das Wat Metta Parami im Hüttenbruchweg und das Wat Dhammabharami auf der Engelbertstraße. Neben diesen beiden Gemeinden, die am Theravada-Zweig des Buddhismus orientiert sind, gibt es auch ein Zentrum, das eine Form des Vajrayana vertritt. Dieses gehört dem Buddhistischen Dachverband Diamantweg e. V. an.
Für die hinduistische Gemeinde der in Dortmund lebenden Tamilen ist der Sri-Kamadchi-Ampal-Tempel in Hamm von großer Bedeutung.
Außerdem existiert eine Bahai-Gemeinde.

### Interreligiöser Dialog
Die Ursprünge des christlich-islamischen Dialogs in Dortmund finden sich im 1969 initiierten Arbeitskreis für Religion und Weltanschauung der Rheinisch-Westfälische Auslandsgesellschaft. In den 1990er Jahren fanden erste direkte Kontakte zwischen christlichen und islamischen Gemeinden im Arbeitskreis Kirche und Moschee statt. Diese Arbeitskreise existieren heute nicht mehr.
Seit 1993 widmet sich das gemeinsam von Christen und Muslimen initiierte Dortmunder Islamseminar der interreligiösen Zusammenarbeit zwischen Muslimen und Christen. Träger des Islamseminars sind die Abu-Bakr-Moschee Dortmund, der Verein der Kulturfreunde Dortmund (Al-Fath-Moschee), die Moschee Bachstraße des VIKZ, die Moschee Wali aktiv, die evangelische Lydia-Kirchengemeinde, der Konvent der Franziskaner (OFM) und die Dortmunder DITIB-Gemeinden.
Dem Zusammenleben von Juden und Christen in Dortmund widmet sich die Gesellschaft für christlich-jüdische Zusammenarbeit Dortmund e. V.

## Politik

### Überblick

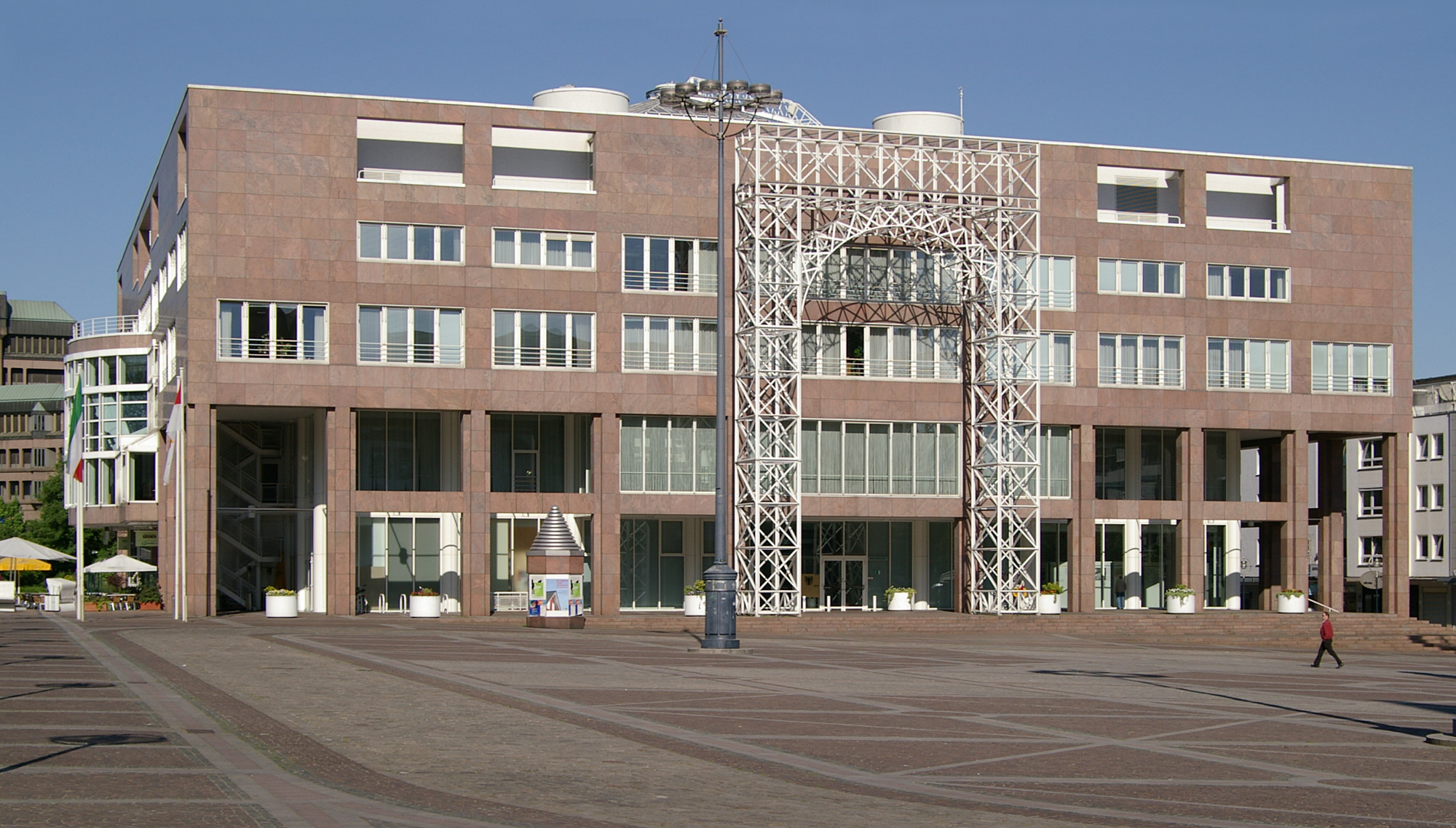
Friedensplatz mit Rathaus

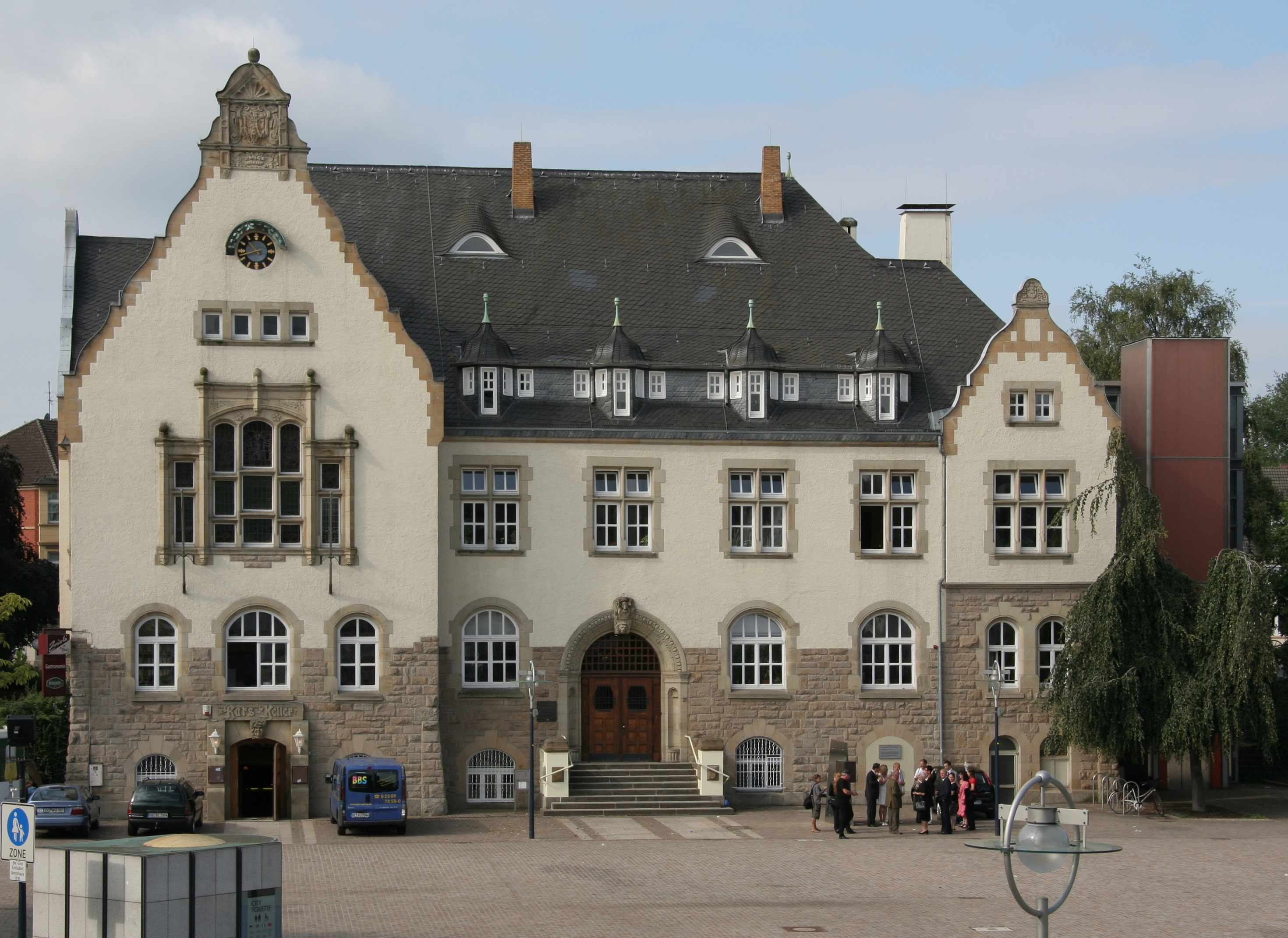
Amtshaus Aplerbeck – Sitz einer von zwölf Bezirksvertretungen in Dortmund

Dortmund ist eine kreisfreie Stadt im Regierungsbezirk Arnsberg des Landes Nordrhein-Westfalen und handelt in freier Selbstverwaltung durch ihre Organe. Gemäß dem Gesetz über die Kommunalwahlen im Lande Nordrhein-Westfalen, der Gemeindeordnung für das Land Nordrhein-Westfalen und der Hauptsatzung der Stadt Dortmund sind dies der Rat der Stadt Dortmund und der Oberbürgermeister. Alle fünf Jahre wählen die Dortmunder Bürger den 82-köpfigen ehrenamtlichen Rat der Stadt Dortmund (2012: zusätzlich vier Überhang- und Ausgleichsmandate) und den hauptamtlichen Oberbürgermeister. Der Rat wählte bisher zwei ehrenamtliche Bürgermeister als Stellvertreter des Oberbürgermeisters seit 2020 sind es drei Bürgermeister. In den zwölf Stadtbezirken wird außerdem jeweils eine 19-köpfige ehrenamtliche Bezirksvertretung gewählt, die aus ihrer Mitte einen Bezirksbürgermeister (bis 2008: Bezirksvorsteher) und einen oder mehrere Stellvertreter wählt. Dem Oberbürgermeister obliegen die Geschäfte der laufenden Verwaltung, er leitet die Ratssitzungen und repräsentiert die Stadt. Der Oberbürgermeister ist verpflichtet, die Beschlüsse des Rats auszuführen. Der Rat wählt außerdem einen Stadtdirektor und bis zu neun weitere Stadträte als Stellvertreter des Oberbürgermeisters in der Verwaltung der Stadt. In den neun Außenstadtbezirken befinden sich Bezirksverwaltungsstellen.
Neben den Organen der kommunalen Selbstverwaltung werden in Dortmund vier Landtagsabgeordnete und zwei Bundestagsabgeordnete per Direktmandat gewählt, bei der Europawahl werden die Kandidaten ausschließlich über Listen gewählt.
In der Parteienlandschaft Dortmunds sind alle großen deutschen Parteien vertreten. Als rein kommunale Gruppe treten die Bürgerliste für Dortmund, die im Rat eine Fraktionsgemeinschaft mit der FDP bildet, auf. Eine dominierende Stellung nimmt die SPD ein: Sie stellt seit 1946 ununterbrochen den Oberbürgermeister, bis 1999 auch die absolute Mehrheit im Rat, sowie sämtliche direkt gewählten Abgeordneten auf Landes- und Bundesebene und erzielt noch heute Wahlergebnisse um die 40 %. Herbert Wehner sprach einst in diesem Zusammenhang von Dortmund als der „Herzkammer der Sozialdemokratie“. Inzwischen ist jedoch der Vorsprung der SPD gegenüber der CDU in Dortmund bei den Bundes- und Landtagswahlen deutlich geringer ausgeprägt als in anderen Ruhrgebietsstädten.

### Politische Geschichte

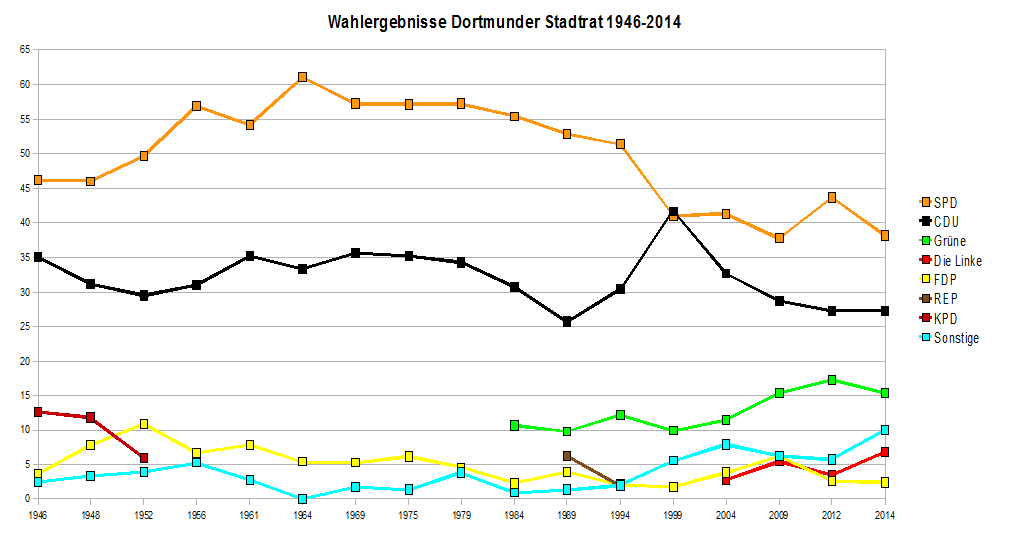
Wahlergebnisse Dortmunder Stadtrat 1946–2014

Sitzverteilung Dortmunder Stadtrat 1946–2014

Die Selbstverwaltung der Stadt Dortmund hat eine lange Tradition. Seit etwa 1240 ist ein Rat belegt und vom König anerkannt, 1288 wurden erstmals Bürgermeister erwähnt und 1504 gingen auch die verbliebenen Rechte an der die Stadt umgebenen Grafschaft Dortmund von den Grafen an die Stadt über. An der Spitze der Stadt Dortmund stand in Zeiten der Freien Reichsstadt der 18-köpfige, später zwölfköpfige, patrizische Rat, der im Laufe der Zeit verschiedentlich zusammengesetzt war. Die Amtszeit dauerte zunächst ein Jahr, wobei die Mitglieder turnusmäßig wechselten, sodass es einen „alten Rat“ und einen „neuen Rat“ beziehungsweise „sitzenden Rat“ gab. Seit Ende des 15. Jahrhunderts wurden die Ratsherren auf Lebenszeit gewählt. Von den sechs Obersten Ratsherren führten zwei den Titel „Bürgermeister“. Der siebte Sitz war dem Freigrafen vorbehalten. Nach 1803 übernahm ein fürstlich-oranischer Stadtmagistrat die Amtsgeschäfte und in französischer Zeit gab es einen Maire, dem ein Munizipalrat zur Seite stand. Als Dortmund 1815 preußisch wurde, gab es einen Bürgermeister und einen Gemeinderat. Mit Einführung der Städteordnung 1835 leiteten der Magistrat und das Stadtverordnetenkolleg unter Vorsitz des Bürgermeisters die Verwaltung. Ab 1860 trug das Stadtoberhaupt den Titel Oberbürgermeister.
Während der Zeit des Nationalsozialismus wurde der Oberbürgermeister von der NSDAP eingesetzt. Nach dem Zweiten Weltkrieg setzte die Militärregierung der Britischen Besatzungszone einen neuen Oberbürgermeister ein und 1946 führte sie die Kommunalverfassung nach britischem Vorbild ein. Danach gab es einen vom Volk gewählten Rat der Stadt (anfangs noch nach dem britischen Mehrheitswahlrecht gewählt), dessen Mitglieder man als Stadtverordnete bezeichnet. Der Rat wählte anfangs aus seiner Mitte den Oberbürgermeister als Vorsitzenden und Repräsentanten der Stadt, der ehrenamtlich tätig war. Des Weiteren wählte der Rat ab 1946 ebenfalls einen hauptamtlichen Oberstadtdirektor als Leiter der Stadtverwaltung. 1999 wurde die Doppelspitze in der Stadtverwaltung aufgegeben. Seither gibt es nur noch den hauptamtlichen Oberbürgermeister.

### Rat und Oberbürgermeister
- PARTEI: 3
- Linke: 5
- Tierschutz: 1
- BVT: 1
- SPD: 27
- Grüne: 22
- Piraten: 1
- Bürgerliste: 1
- FDP: 3
- CDU: 20
- AfD: 5
- RECHTE: 1

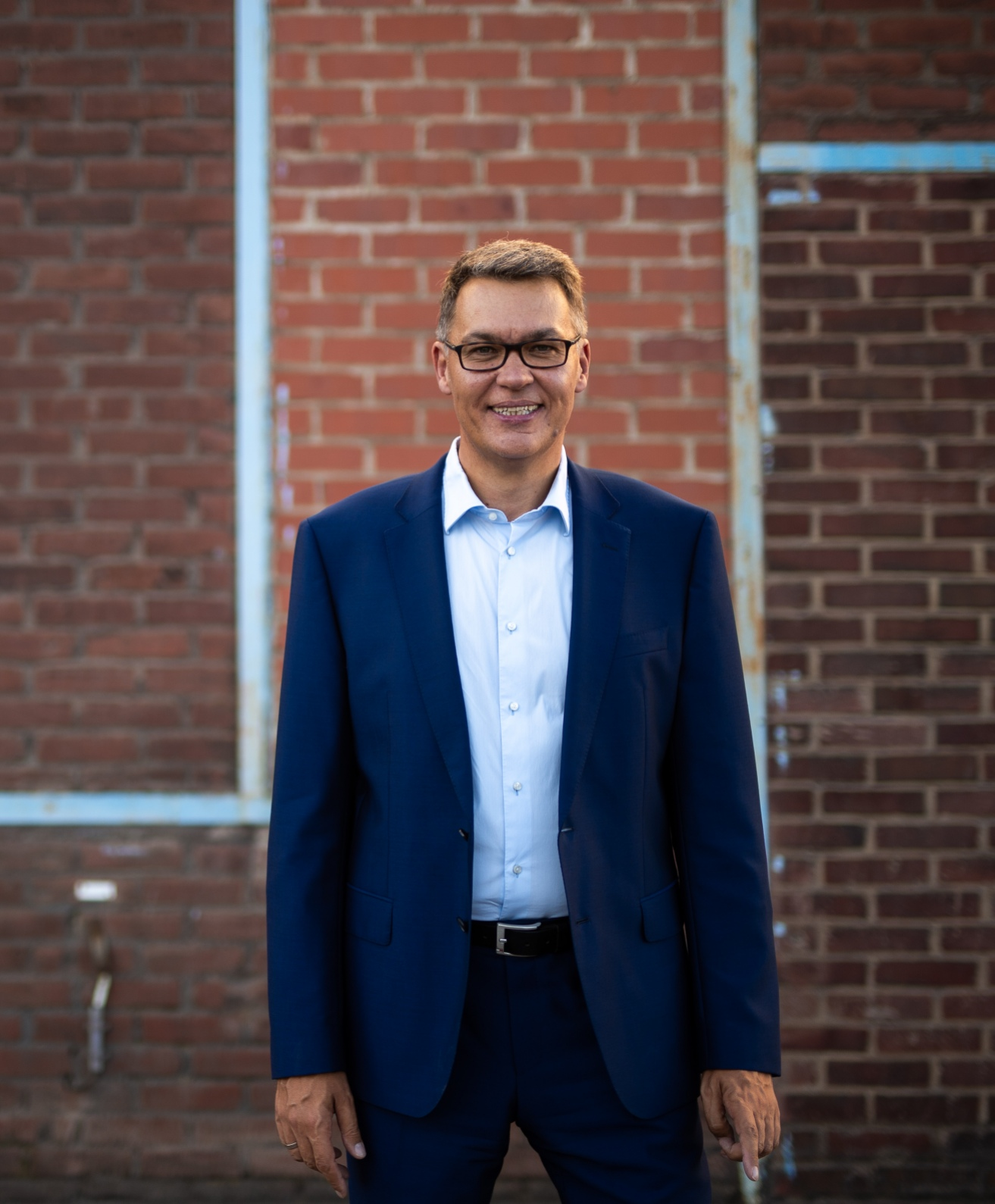
Oberbürgermeister Thomas Westphal

→ Siehe auch: Ergebnisse der Kommunalwahlen in Dortmund, Ergebnisse der Kommunalwahlen vor 1975, Liste der Stadtoberhäupter von Dortmund
Die letzte Kommunalwahl fand in Dortmund am 13. September 2020 statt. Die SPD erreichte 30,0 % der Stimmen (27 Sitze), die GRÜNEN 24,8 % (22 Sitze), die CDU 22,5 % (20 Sitze), DIE LINKE 5,6 % (5 Sitze), die AfD 5,5 % (5 Sitze), die FDP 3,5 % (3 Sitze), Die PARTEI mit 2,8 % (3 Sitze), DIE RECHTE 1,1 % (1 Sitz), die Tierschutzpartei 0,9 % (1 Sitz), die PIRATEN 0,9 % (1 Sitz), das Bündnis für Vielfalt und Toleranz (BVT) 0,8 % (1 Sitz), die Bürgerliste 0,6 % (1 Sitz). Nicht im Stadtrat vertreten sind die Freie Bürger-Initiative (FBI) mit 0,5 %, Basisdemokratie jetzt mit 0,4 %, die DOS mit 0,1 %, Heinz Augat - Miteinander mit 0,0 %, WiR in Dortmund mit 0,0 % und die DKP mit 0,0 %.
Bei der Wahl zum Oberbürgermeister am 13. September 2020 erreichte keiner der Kandidaten die absolute Mehrheit. Deshalb fand am 27. September 2020 eine Stichwahl zwischen Thomas Westphal (SPD) und Andreas Hollstein (CDU) statt. Im ersten Wahlgang erhielt Westphal 35,9 %, Hollstein 25,9 %. Daniela Schneckenburger (GRÜNE) erhielt 21,8 %, Utz Kowalewski (DIE LINKE) 4,4 %. 8 weitere Kandidaten erhielten zusammen 12,0 %. In der Stichwahl setzte sich Thomas Westphal (SPD) mit 52,1 % der Stimmen gegen Andreas Hollstein (CDU), der 47,9 % der Stimmen erhielt, durch.
Unterbrochen von einer konfliktgeladenen Koalition mit den Grünen (2004–2009) regiert die SPD seit dem Verlust der absoluten Mehrheit im Jahr 1999 mit wechselnden Mehrheiten. Die Haushaltspläne werden in der Regel gemeinsam von SPD und CDU beschlossen, fallweise auch von SPD und Grünen.
Die nächste reguläre Kommunalwahl findet im September 2025 statt.

### Weitere Wahlen
In der folgenden Tabelle sind die Ergebnisse von Bundestags-, Landtags- und Europawahlen in Dortmund dargestellt.
| Jahr | Wahl           | Wahlbeteiligung | CDU  | SPD  | Grüne | AfD  | BSW | FDP  | Linke | Sonst. |
| ---- | -------------- | --------------- | ---- | ---- | ----- | ---- | --- | ---- | ----- | ------ |
| 2025 | Bundestagswahl | 80,1            | 22,8 | 23,7 | 13,3  | 16,8 | 4,5 | 3,6  | 11,0  | 4,2    |
| 2024 | Europawahl     | 61,4            | 23,0 | 21,2 | 15,1  | 13,0 | 4,9 | 4,9  | 2,8   | 15,1   |
| 2022 | Landtagswahl   | 53,4            | 25,5 | 32,7 | 20,9  | 5,5  | —   | 5,1  | 2,6   | 3,6    |
| 2021 | Bundestagswahl | 73,8            | 18,6 | 34,0 | 18,0  | 7,4  | —   | 9,5  | 4,7   | 7,8    |
| 2019 | Europawahl     | 58,5            | 19,3 | 22,9 | 25,0  | 9,2  | —   | 5,9  | 5,6   | 12,2   |
| 2017 | Bundestagswahl | 72,3            | 24,5 | 31,3 | 8,4   | 10,3 | —   | 11,0 | 9,6   | 5,0    |
| 2017 | Landtagswahl   | 62,0            | 24,3 | 36,9 | 7,3   | 8,3  | —   | 10,3 | 6,7   | 6,2    |
| 2014 | Europawahl     | 47,5            | 25,0 | 39,3 | 12,5  | 5,9  | —   | 3,0  | 6,5   | 7,8    |

### Parteien und Wählergruppen
In Dortmund sind folgende Parteien und Wählergruppen vertreten: die SPD (Unterbezirksvorsitzender Jens Peick, Fraktionsvorsitzende Carla Neumann-Lieven), die Grünen (Kreisverbandssprecher Hannah Rosenbaum und Marek Paul Kirschniok, Fraktionssprecher Katrin Lögering und Christoph Neumann), die CDU (Kreisvorsitz Sascha Mader, Fraktionsvorsitzender Jendrik Suck), Die Linke (Kreissprecher Kevin Götz und Sonja Lemke, Fraktionsvorsitzender DIE LINKE+ Utz Kowalewski und Petra Tautorat), die Piratenpartei (Kreisvorstandsvorsitzende Uwe Martinschledde und Robert Ziethoff), die Tierschutzpartei (Kreisvorsitzender zurzeit unbekannt, stv. Vorsitzender DIE LINKE+ Michael Badura), die AfD (Kreisvorstandssprecher Peter Bohnhof, Fraktionsvorsitzender Heinrich Theodor Garbe), die FDP (Kreisvorsitzender Nils Mehrer), die Bürgerliste für Dortmund (Erster Vorsitzender und stv. Fraktionsvorsitzender FDP/BL Markus Happe), Die PARTEI (Kreisverbandsvorsitzender Hendrik Klünner, Fraktionsvorsitzender Olaf Schlösser), Die Rechte (Kreisvorstandsvorsitzender zurzeit unbekannt), das BVT (Vorsitzender zurzeit unbekannt), die HEIMAT (Kreisvorsitzender Matthias Wächter), die FBI (Vorsitzender Detlef Münch), das BIG (Kreisvorsitzender zurzeit unbekannt), die DKP (Kreisvorsitzende Doris Borowski) und die Familien-Partei Deutschlands (Kreisvorstandsvorsitzender Alexander Dilger).

### Bundestagsabgeordnete
Das Dortmunder Stadtgebiet bildet zwei Bundestagswahlkreise. Der Bundestagswahlkreis Dortmund I umfasst die westlichen Stadtbezirke. Bei der Bundestagswahl 2025 ging hier das Direktmandat mit 30,6 Prozent an Jens Peick von der SPD. Die östlichen Stadtbezirke bilden den Bundestagswahlkreis Dortmund II. Hier fiel das Direktmandat 2025 mit 32,4 Prozent auf Sabine Poschmann, SPD. Poschmann ist seit 2025 Parlamentarische Staatssekretärin im Bundesministerium für Wohnen, Stadtentwicklung und Bauwesen. 

### Landtagsabgeordnete
Dortmund ist in vier Landtagswahlkreise aufgeteilt. Folgende Abgeordnete vertreten die Stadt Dortmund im Landtag Nordrhein-Westfalen (18. Wahlperiode):
Wahlkreis Dortmund 1: Ralf Stoltze, Selbstständig, SPD
Wahlkreis Dortmund 2: Volkan Baran, Diversity Manager, SPD
Wahlkreis Dortmund 3: Nadja Lüders, Rechtsanwältin, SPD
Wahlkreis Dortmund 4: Anja Butschkau, Diplom-Sozialarbeiterin, SPD
Landesliste:
- Ina Brandes, Ministerin für Kultur und Wissenschaft des Landes Nordrhein-Westfalen, CDU
- Michael Röls-Leitmann, Student der Raumplanung, Grüne

### Wappen und Farben
| Wappen von Dortmund | Blasonierung: „Das Wappen zeigt auf goldenem Grund den rechtsblickenden, einköpfigen, staufischen, reichsstädtischen schwarzen Adler. Er ist rot bewehrt und bezungt.“ |
| Wappen von Dortmund | Wappenbegründung: Nachdem Dortmund sich im 13. Jahrhundert zur Freien Reichs- und Hansestadt entwickelt hatte, führte es den Reichsadler in Wappen und Siegel als imperiales Symbol der kaiserlichen Stadt. Das älteste bekannte Siegel der Stadt Dortmund von 1241 zeigte einen Turm hinter Stadtmauern, die Darstellung des Reichsadlers erscheint wenig später als Symbol der Stadt in Wappendarstellungen. Als Siegelbild findet sich der Adler zunächst im Sekretsiegel, dem kleinen Siegel des Rates. Im Unterschied zum Reichsadler im kaiserlichen Wappen des Mittelalters und der Frühen Neuzeit war der Dortmunder Adler ursprünglich auf silbernem Grund. Bereits 1514 findet sich im Schichtbuch Hermann Botes die heutige Kolorierung. Doch zeigte das offizielle Wappen den Adler lange in Silber. Erst 1946 wurden die historischen, Weimarer Reichsfarben mit goldenem Schild endgültig übernommen. 1871 wurden zwei Löwen als Wappenhalter und eine Krone auf den Schild hinzugefügt. Diese wurden jedoch 1888 beziehungsweise 1908 wieder entfernt. „Die Flagge der Stadt enthält die Farben Rot und Weiß in Längsstreifen.“ Das Siegel zeigt dasselbe Symbol mit der Inschrift „Stadt Dortmund“. |

Flagge der Stadt Dortmund

Neben Wappen und Farben gab es seit 1994 ein Logo, das die stilisierten Buchstaben DO in einem rechtsoffenen Halbkreis aus neun dunkelblauen fünfzackigen Sternen zeigt. Die Sterne werden nach unten hin kleiner. Der senkrechte Strich im D ist nach oben verlängert und nochmals kurz gekreuzt. Er soll den Florianturm darstellen, während zwei gebogene Striche über dem O auf die große Westfalenhalle anspielen. Die beiden Buchstaben sind in Petrol gehalten. Die Darstellung mit Sternen galt als Europalogo, teilweise fand man das Logo auch ohne Sterne. Im Frühjahr 2005 wurde das städtische Corporate Design aber wieder auf die traditionellen Farben und Symbole umgestellt.
Außerdem stellt die Stadt Dortmund für Bürger oder Unternehmen, die ihre Verbundenheit mit Dortmund zeigen wollen, noch eine Stadtsilhouette mit mehreren markanten Gebäuden in der Farbe des ehemaligen Logos zur Verfügung.

### Städtepartnerschaften

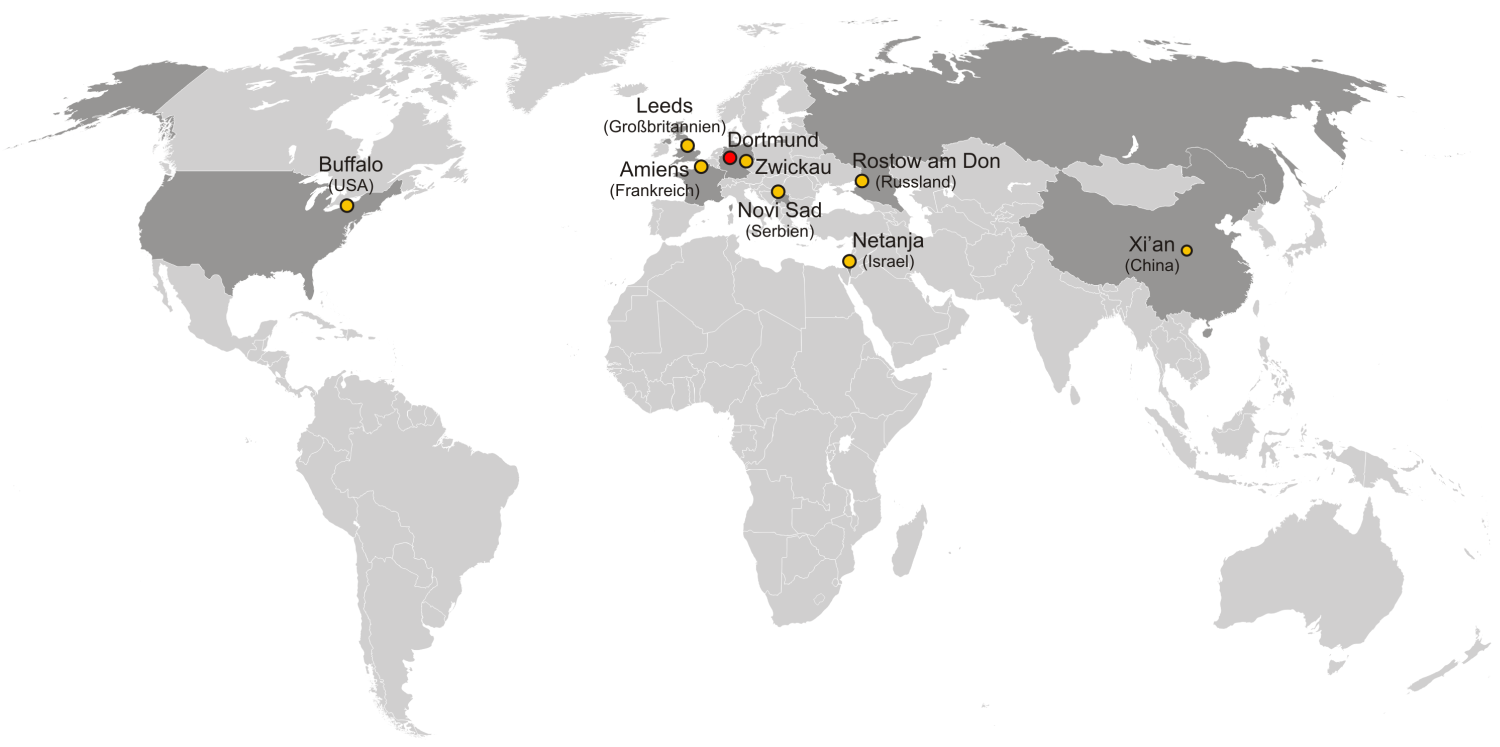
Städtepartnerschaften der Stadt

Dortmund pflegt derzeit offiziell acht internationale Städtepartnerschaften sowie eine innerdeutsche Städtefreundschaft.
| - Amiens (Frankreich), seit 1960 - Leeds (Vereinigtes Königreich), seit 1969 - Rostow am Don (Russland), seit 1977 - Buffalo (USA), seit 1977 - Netanja (Israel), seit 1981 | - Novi Sad (Serbien), seit 1981 - Zwickau (Deutschland), seit 1989 - Xi’an (China), seit 1991 - Trabzon (Türkei), seit 2014 |

Darüber hinaus pflegt die Stadt Dortmund zahlreiche internationale Projektpartnerschaften und engagiert sich verstärkt im Bereich der kommunalen Entwicklungspolitik und der projektbezogenen, internationalen kommunalen Zusammenarbeit. Ziel ist dabei eine Zusammenarbeit auf Augenhöhe, deren Mehrwert für beide Partner auf Gegenseitigkeit beruht und die Umsetzung der Nachhaltigkeitsziele in beiden Ländern bzw. Regionen fördert. Die Projektkommunen suchen sich hierbei jeweils Themen, an denen beide arbeiten, und unterstützen sich dabei, Lösungen zu finden.
| - Pittsburgh (USA) - Cluj-Napoca (Rumänien) - Dura (Palästina) - Kumasi (Ghana) - Mbandaka (Demokratische Republik Kongo) - Kankan (Guinea) | - Bondo (Kenia) - Schytomyr (Ukraine) |

Die älteste Städtepartnerschaft Dortmunds besteht zu Amiens in Frankreich. Erste Schritte zu einer solchen Partnerschaft entwickelten sich aus privaten Kontakten eines Bürgermeisters und Überlegungen des Auslandsinstituts bereits 1952. Ab 1957 kam es zu verstärkten Kontakten zwischen den Städten, und am 2. April 1960 erfolgte die Proklamation durch den Rat der Stadt Dortmund.
Noch weiter reicht die Partnerschaft zu Leeds im Vereinigten Königreich zurück. Bereits Ende 1949 wurde von der britischen Control Commission for Germany der Vorschlag gemacht, Beziehungen zwischen dem West Riding of Yorkshire und dem Regierungsbezirk Arnsberg aufzunehmen, da sich beide Gebiete strukturell ähnelten. Die eigentliche Städtepartnerschaft geht auf eine Reise mehrerer Bürgermeister aus dem Ruhrgebiet in diese Region im Jahr 1957 zurück, bei der eine partnerschaftliche Beziehung zwischen Leeds und Dortmund erwogen wurde. In der Folge intensivierten sich die Kontakte, und am 2. Juni 1969 kam es schließlich zur Unterzeichnung des Partnerschaftsabkommens durch die Stadt Dortmund.
Beide Partnerschaften standen noch im Schatten des Zweiten Weltkriegs und waren geprägt von dem Willen, eine derartige Katastrophe sich nicht wiederholen zu lassen. Sie sollten den Gedanken der Völkerverständigung und europäischen Freundschaft auch in der Bevölkerung verankern.
Der Gedanke der Völkerverständigung spiegelte sich auch in der Partnerschaft zu Buffalo im US-Bundesstaat New York wider, allerdings gingen hier die Bemühungen wesentlich stärker von der Partnerstadt aus, die sich daneben von dieser auch eine Stärkung der Kultur der dortigen deutschstämmigen Bevölkerung erhoffte. Erste Bemühungen vonseiten Buffalos fanden bereits 1950 statt, zu einem umfangreicheren Austausch kam es aber erst Mitte der 1970er Jahre. Der offizielle Beschluss wurde schließlich am 4. Juli 1977 gefasst.
Exakt ein Jahr später fasste der Rat den Beschluss, auch eine Städtepartnerschaft mit Rostow am Don in der damaligen UdSSR (heute Russland) aufzunehmen. Sie entwickelten sich aus den Auslandskulturtagen der Stadt von 1973 mit der Sowjetunion. Aufgrund der großen geographischen Entfernung und der Zugehörigkeit zu unterschiedlichen Blöcken stellte diese Städtepartnerschaft von Anfang an eine Besonderheit dar. Zu intensiven Kontakten kam es entsprechend erst nach Ende des Kalten Krieges.
Die Städtepartnerschaft zu Netanja in Israel, am 12. Juni 1980 vom Rat der Stadt Dortmund beschlossen, geht auf eine Einladung aus dem Jahr 1972 an ehemalige Dortmunder Bürger, die als Juden aus Deutschland fliehen mussten, die Stadt zu besuchen, zurück. Infolgedessen wurde von Seiten Dortmunds der Wunsch an den israelischen Städteverband gerichtet, eine Partnerschaft mit einer israelischen Stadt aufzunehmen. Kurz darauf kündigte der Bürgermeister von Netanja Interesse an einer solchen Partnerschaft an. Aus dieser sind sechs Dortmunder Schulpartnerschaften hervorgegangen.
Ebenfalls auf die Dortmunder Auslandskulturtage geht die Partnerschaft mit Novi Sad im damaligen Jugoslawien (heute Serbien) zurück. Im Anschluss an die Veranstaltung 1978 teilte der Bürgermeister Novi Sads mit, dass vom jugoslawischen Konsulat eine Städtepartnerschaft mit Dortmund in Erwägung gezogen werde. Am 26. März 1981 unterzeichnete der Rat schließlich ein Partnerschaftsabkommen.
Die jüngste Dortmunder Städtepartnerschaft mit Xi’an in der Volksrepublik China geht auf geschäftliche Kontakte der ThyssenKrupp Uhde GmbH und eine Partnerschaft der Technischen Universität Dortmund mit der Jiaotong-Universität Xi’an zurück. Im Februar 1986 lagen Dortmund Anfragen mehrerer Städte nach einer Partnerschaft vor, und man entschied sich schließlich aufgrund der bestehenden Kontakte und der guten Verkehrsanbindung für Xi’an. Daraufhin intensivierten sich die Kontakte und am 1. April 1989 unterzeichnete der Volkskongress der Stadt Xi’an die Partnerschaftserklärung. Aufgrund des Tian’anmen-Massakers bestätigte die Stadt Dortmund die Partnerschaft nicht offiziell, sodass diese formal erst seit dem 27. Juni 1991 besteht.
Am 2. Juni 2014 wurde die Städtepartnerschaft zwischen Trabzon und Dortmund besiegelt. Der damalige Ausländerbeirat, heute Integrationsrat, hatte sich bereits 2008 für die Projektpartnerschaft ausgesprochen und sich im Nachgang – unter Beteiligung zahlreicher Akteure innerhalb und außerhalb von Politik und Verwaltung – intensiv für die Begründung einer offiziellen Städtepartnerschaft eingesetzt.
Am 31. Juli 2020 unterzeichnete Oberbürgermeister Ullrich Sierau mit seinem Amtskollegen Emil Boc aus der rumänischen Stadt Cluj-Napoca eine Absichtserklärung, um eine kommunale Partnerschaft einzugehen. Im Zentrum der Vereinbarung steht der Austausch insbesondere zu den Themen Digitalisierung und Smart City, Technologie- und Start-up-Förderung, Weiterentwicklung als Innovationscluster, Nachhaltigkeit und Daseinsvorsorge. Koordiniert wird die Projektpartnerschaft von dem Büro für Internationale Beziehungen und Nachhaltige Entwicklung der Stadt Dortmund und dem Büro für Internationale Angelegenheiten und ausländische Investitionen der Stadt Cluj.
Darüber hinaus arbeiten seit dem Russischen Angriffskrieg auf die Ukraine die Städte Dortmund und Schytomyr zusammen mit dem Ziel einer Partnerschaft.
Neben diesen bilateralen Beziehungen ist Dortmund Mitglied in den Vereinigungen Eurocities, Rat der Gemeinden und Regionen Europas und United Cities and Local Governments. Historische Beziehungen zu anderen Städten leben in der Neuen Hanse fort. Seit dem 14. Januar 2008 ist die Stadt Mitglied des Konvents der Bürgermeister.
Nach dem Zweiten Weltkrieg bildete sich der Patenstadtarbeitskreis Waldenburger Bergland/Dortmund, der bis 2008 alle zwei Jahre das Waldenburger Heimattreffen für den Kreis und die Stadt Waldenburg in der Westfalenhalle veranstaltete und auch heute über das Kulturportal West-Ost aktiv ist.

### Jugendpolitik
Dortmund ist bekannt als Hochburg der Schüler- und Jugendpolitik. Die Bezirksschülervertretung Dortmund gehört zu den bundesweit stärksten Schülerorganisationen. Seit 2005 gewinnen die Schülervertretungen in der Stadtöffentlichkeit an Bedeutung. Die Bezirksschülervertretung hat Stimmrecht in der Vollversammlung des Jugendring Dortmund und ist beratendes Mitglied im Schulausschuss des Rates der Stadt Dortmund.
Dem „Ring Politische Jugend Dortmund“, der die Gelder für die parteipolitischen Dortmunder Jugendorganisationen verteilt, gehören die Jusos, die Junge Union, die Grüne Jugend, die Jungen Liberalen und die Linksjugend an. Als bekanntestes, von Jugendlichen organisiertes Projekt galt Rock in den Ruinen, mit über 15.000 Besuchern, das bis 2013 jährlich von der Juso AG Hörde und dem SPD-Stadtbezirk Hörde organisiert wurde.

## Kultur und Sehenswürdigkeiten

### Stadtbild

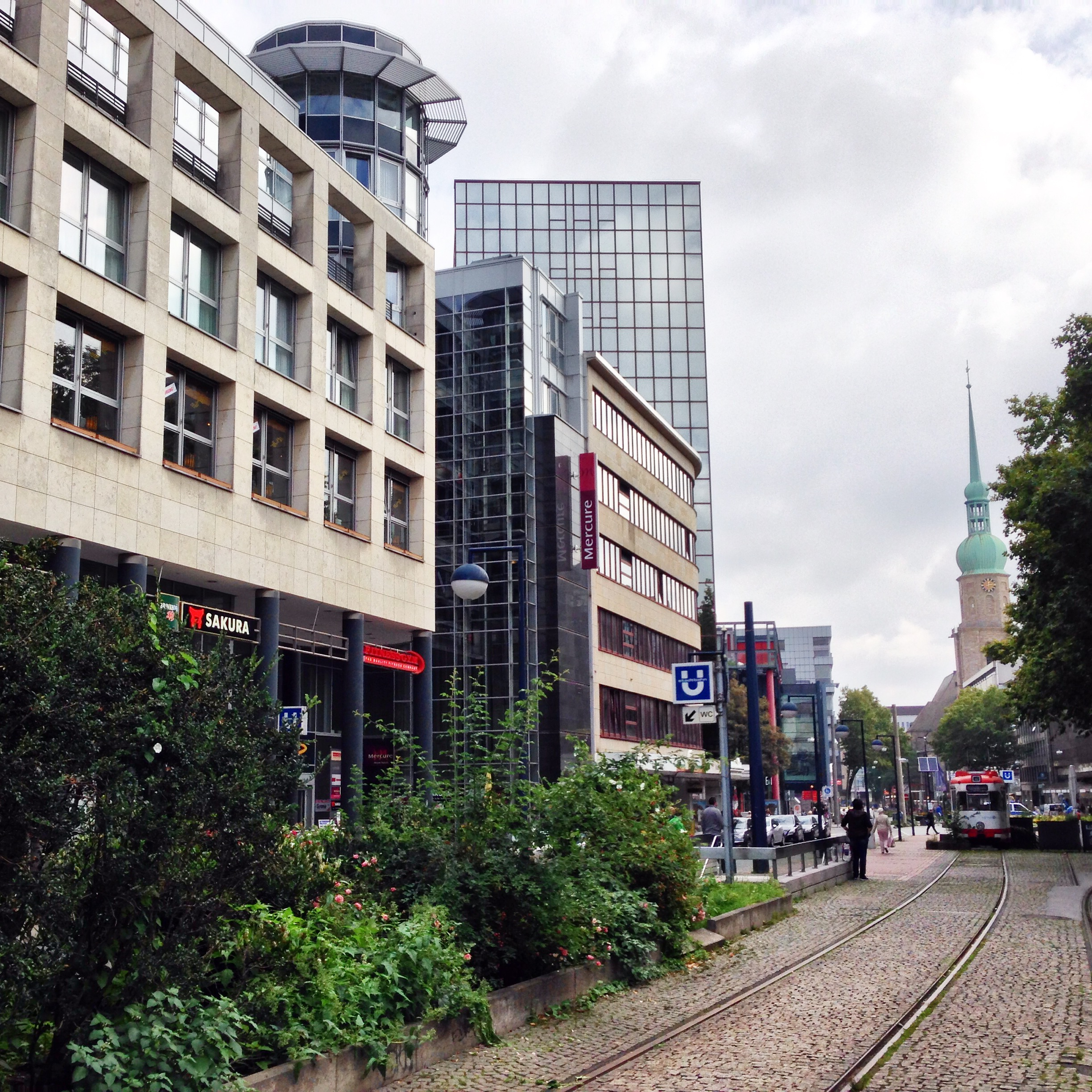
Kampstraße

Durch insgesamt 105 Luftangriffe mit mehr als 22.242 Tonnen Bomben wurde das historische Stadtzentrum innerhalb der Wallanlagen zu 95 % zerstört. Dortmund hatte damit sein städtebauliches Gesicht im Stadtzentrum, das neben den mittelalterlichen Stadtkirchen, dem Alten Rathaus und einigen Profanbauten vor allem in der Zeit von 1890 bis 1930 entscheidend geprägt worden ist, im Hagel der Bomben völlig verloren. Es wurde von der britischen Militärregierung und dem Dortmunder Baudezernenten Wilhelm Delfs sogar erwogen, die Trümmer als Mahnmal gegen den Krieg vor Ort liegen zu lassen und Dortmund an einer anderen Stelle neu zu errichten.
Der Wiederaufbau wurde jedoch maßgeblich durch die im Boden vorhandenen Infrastrukturleitungen und die darüber liegenden Straßen bestimmt. Ausnahmen bilden hierbei die Nord-Süd-Achse entlang der Kleppingstraße und die Ost-West-Linie entlang der Kampstraße in der Innenstadt, welche im Zeitgeist der autogerechten Stadtentwicklung durch die Altstadt geschlagen wurden. Beim Wiederaufbau wurden jedoch im Wesentlichen Straßenverläufe sowie historische Straßennamen beibehalten, die Bebauung erfolgte hierbei allerdings im Stil der 1950er Jahre. Das öffentliche Bewusstsein und die Planung der Nachkriegszeit waren vom Wunsch gekennzeichnet, die städtebauliche Gegebenheit als Produkt der Industrialisierung nicht auf den Grundrissen der mittelalterlichen Stadt zu wiederholen. Somit sind weite Teile der Innenstadt von Nachkriegsarchitektur geprägt; dazwischen befinden sich einzelne Bauten, die erhalten geblieben sind. Wenngleich aufgrund der Kriegszerstörung und der Nachkriegsstadtplanung kein geschlossenes historisches Stadtbild mehr existiert, so besitzt die Stadt doch zahlreiche Gebäude vieler Epochen, insbesondere herausragende Beispiele der Nachkriegsmoderne und außerhalb des Stadtzentrums weitläufige Gründerzeitviertel.
In den letzten Jahren erhielt das Stadtbild Impulse durch verschiedene Maßnahmen wie den Umbau der Kampstraße als Boulevard oder den Bau der Thier-Galerie als Einkaufszentrum.

### Architektur
Architektonisch gesehen ist Dortmund eine Stadt voller Widersprüche. Die Wahrnehmung wird stark vom Stil der Nachkriegs- und Postmoderne geprägt und erweckt den Eindruck einer jungen Stadt. Tatsächlich besteht aufgrund der über 1125-jährigen Stadtgeschichte jedoch eine Vielzahl von Bauwerken aus verschiedenen Architekturepochen. Besonders sehenswerte Bauten werden zumeist in eigenen Artikeln beschrieben.

### Bauwerke

#### Bauwerke innerhalb des Wallrings

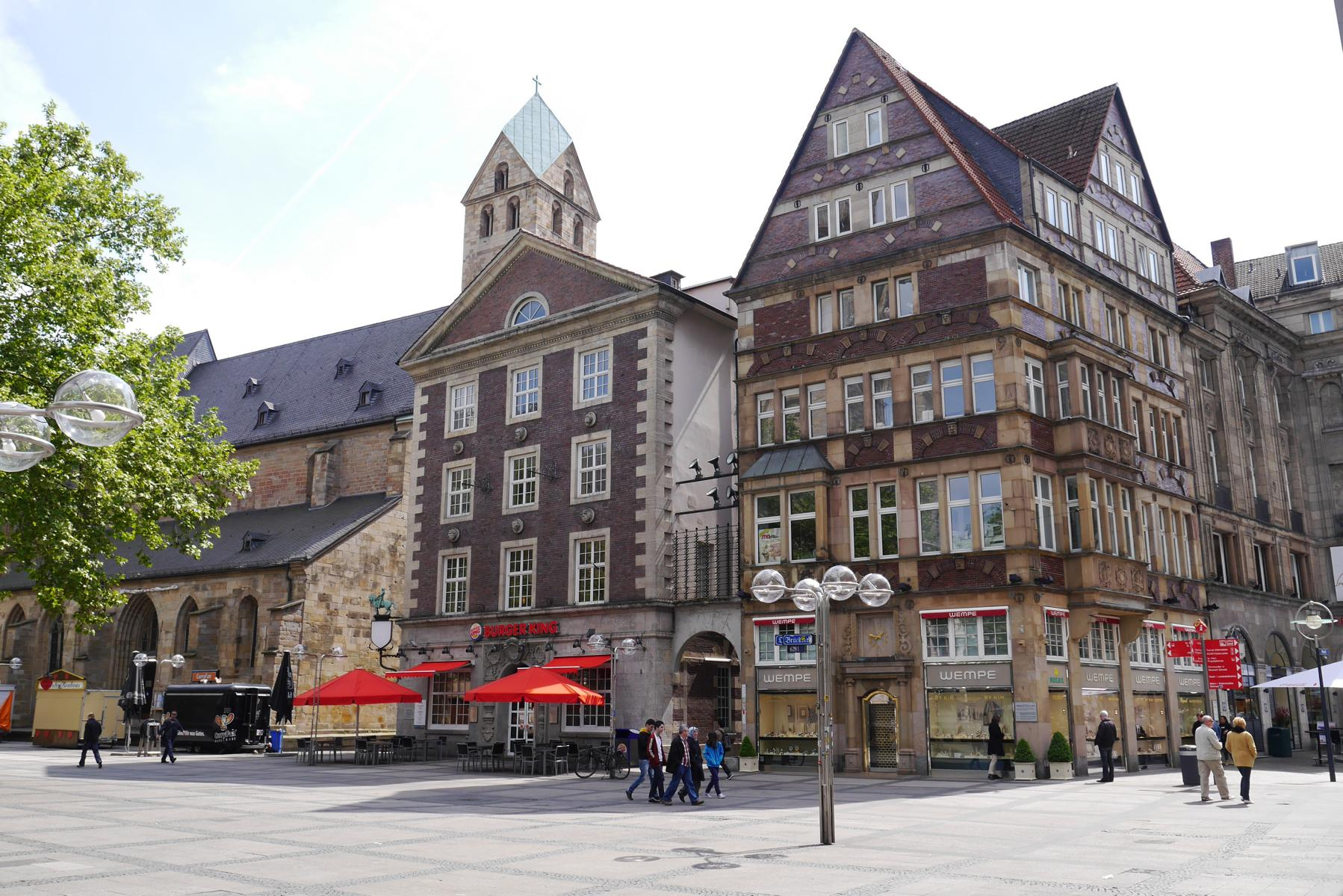
Ostenhellweg

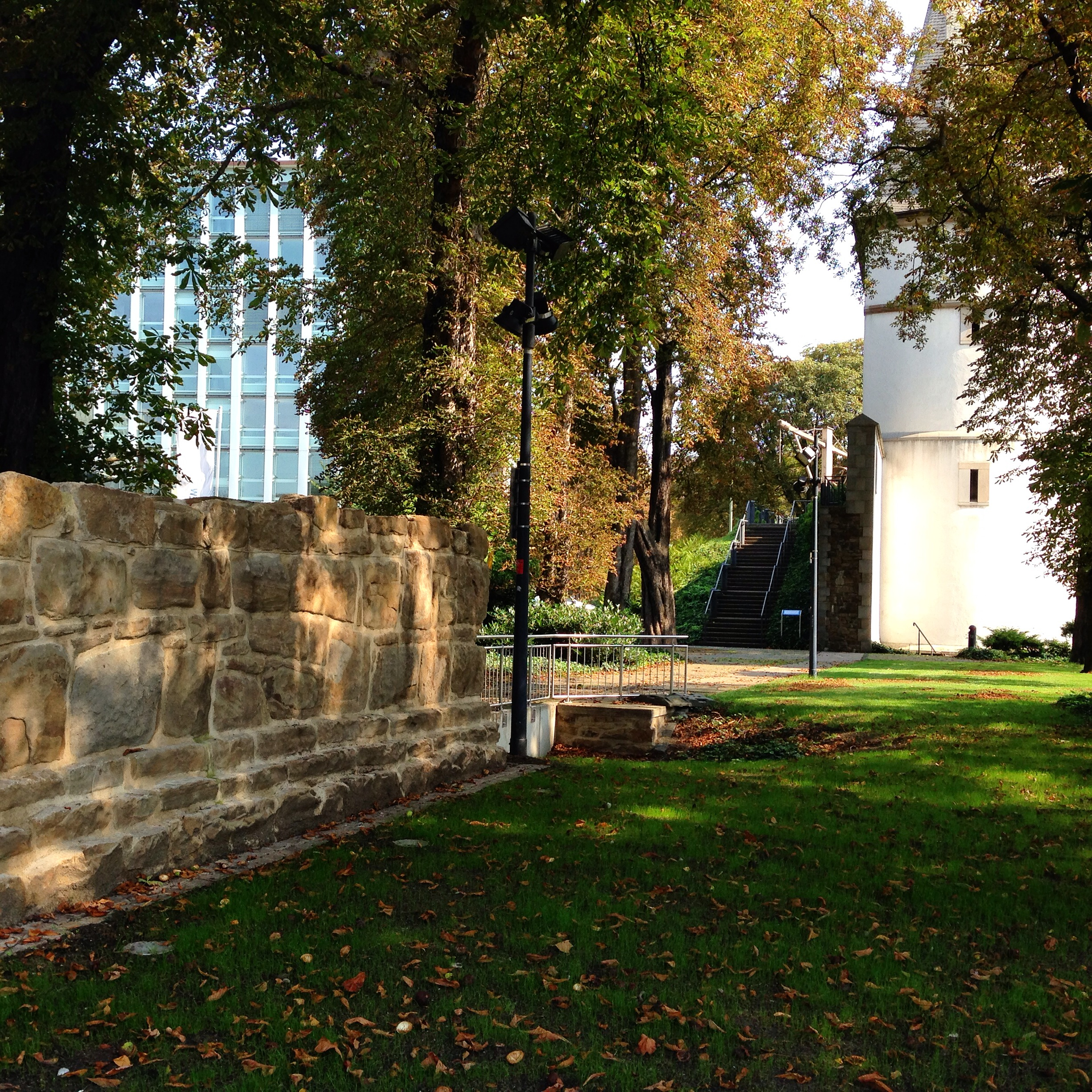
Stadtmauer und Adlerturm als Reste der mittelalterlichen Stadtbefestigung

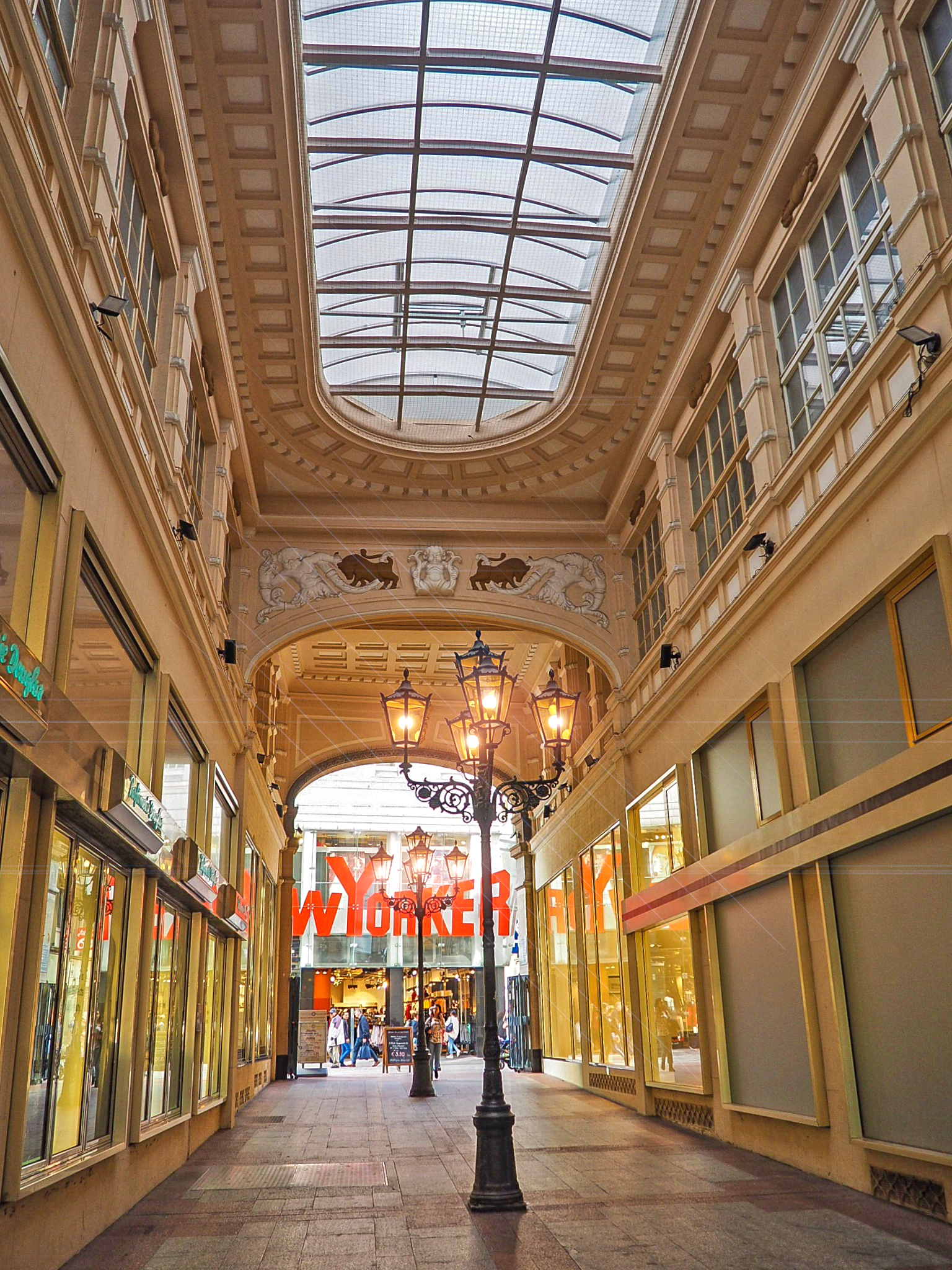
Krügerpassage im Krügerhaus am Westenhellweg

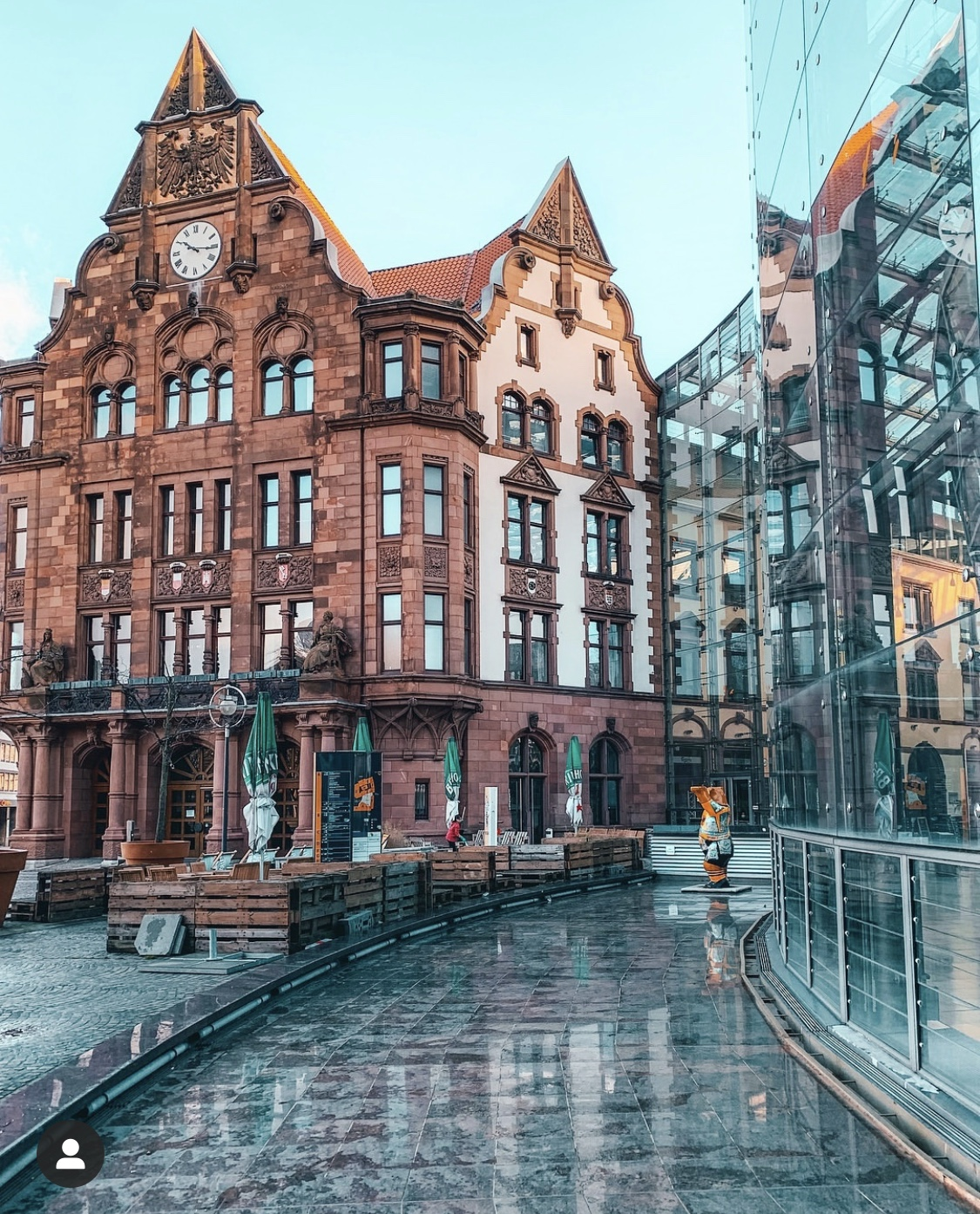
Altes Stadthaus am Friedensplatz

Entlang des Dortmunder Ostwalls lassen sich noch die Strukturen und Ausdehnungen der mittelalterlichen Dortmunder Stadtbefestigung erkennen. Als einziger Wall zeigt der Ostwall jetzt noch die alte Mittelpromenade mit Kastanienallee, die im Zeitraum von 1810 bis 1874 durch das Schleifen der Stadtmauer entstanden ist. Bekannte Bauwerke am Ostwall sind das Schüchtermann-Denkmal, das alte Museum am Ostwall, der Adlerturm und ein Teilstück der historischen über 800 Jahre alten Stadtmauer.
Das Alte Stadthaus wurde 1899 nach einem Entwurf von Stadtbaurat Friedrich Kullrich im Stil der Neurenaissance errichtet. Wie viele Gebäude Dortmunds wurde es im Zweiten Weltkrieg stark beschädigt. Zwischen zwei Fenstern der Westseite befindet sich der westfälische Spruch „So fast as düörpm“, zu deutsch: „So fest wie Dortmund“.
An der Frontseite sind die Wappen der acht Hansestädte Bremen, Hamburg, Köln, Lippstadt, Lübeck, Münster, Osnabrück und Soest zu sehen. Den Balkon über dem Portal umrahmen zwei weibliche allegorische Figuren, deren linke die Blütezeit Dortmunds im Mittelalter symbolisiert. In einer Hand hält die Figur das mittelalterliche Rathaus, in der anderen die Hansekogge. Die rechte Figur ist ein Symbol für das neu herangebrochene Industriezeitalter, denn die Figur stützt sich mit dem Arm auf einem Dampfhammer ab, in den Händen hält sie ein Messgerät und einen Plan.
Angrenzend an das Alte Stadthaus stehen mit seinem Erweiterungsbau von 1929 an der Ecke Olpe/Kleppingstraße, dem neuen Stadthaus am Südwall von 1952 sowie der Berswordt-Halle von 2002 weitere Gebäude, die zusammen den städtischen Verwaltungskomplex gegenüber dem Dortmunder Rathaus bilden.
Neben dem neuen Stadthaus am Südwall befinden sich mit der ehemaligen Hauptverwaltung der Vereinigte Elektrizitätswerke Westfalen, heute Hauptsitz der DEW 21, und dem Gebäudekomplex der Versicherung für Handwerk, Handel Gewerbe, das heute als Jugendamt der Stadt Dortmund genutzt wird, weitere herausragende Großbauten der 1950er Jahre am Dortmunder Neutor.
Die Krügerpassage in der Dortmunder Innenstadt ist die älteste Passage auf Dortmunder Stadtgebiet; sie wurde 1912 im Stil der Neorenaissance von Paul Lutter und Hugo Steinbach erbaut. Jedoch fiel sie im Zweiten Weltkrieg wie viele bedeutende Dortmunder Bauwerke dem Krieg zum Opfer und wurde erst 1953 wieder aufgebaut.
Das Vehoff-Haus am Ostenhellweg gehört zu den ältesten steinernen Profanbauten im Dortmunder Stadtzentrum. Es wurde im Jahr 1607 erbaut, im Jahr 1905 durch einen Brand zerstört und in seinen Grundzügen als Kopie des historischen Hauses wiedererrichtet. Dabei wurde es in seiner Höhe an die Nachbargebäude angepasst. Nach der Zerstörung im Zweiten Weltkrieg erfolgte ein zweiter Wiederaufbau mit der Originalhöhe des historischen Hauses von 1607. Es grenzt hierbei direkt an die Dortmunder Marienkirche und befindet sich am Kreuzungsbereich zwischen Westenhellweg und Ostenhellweg.

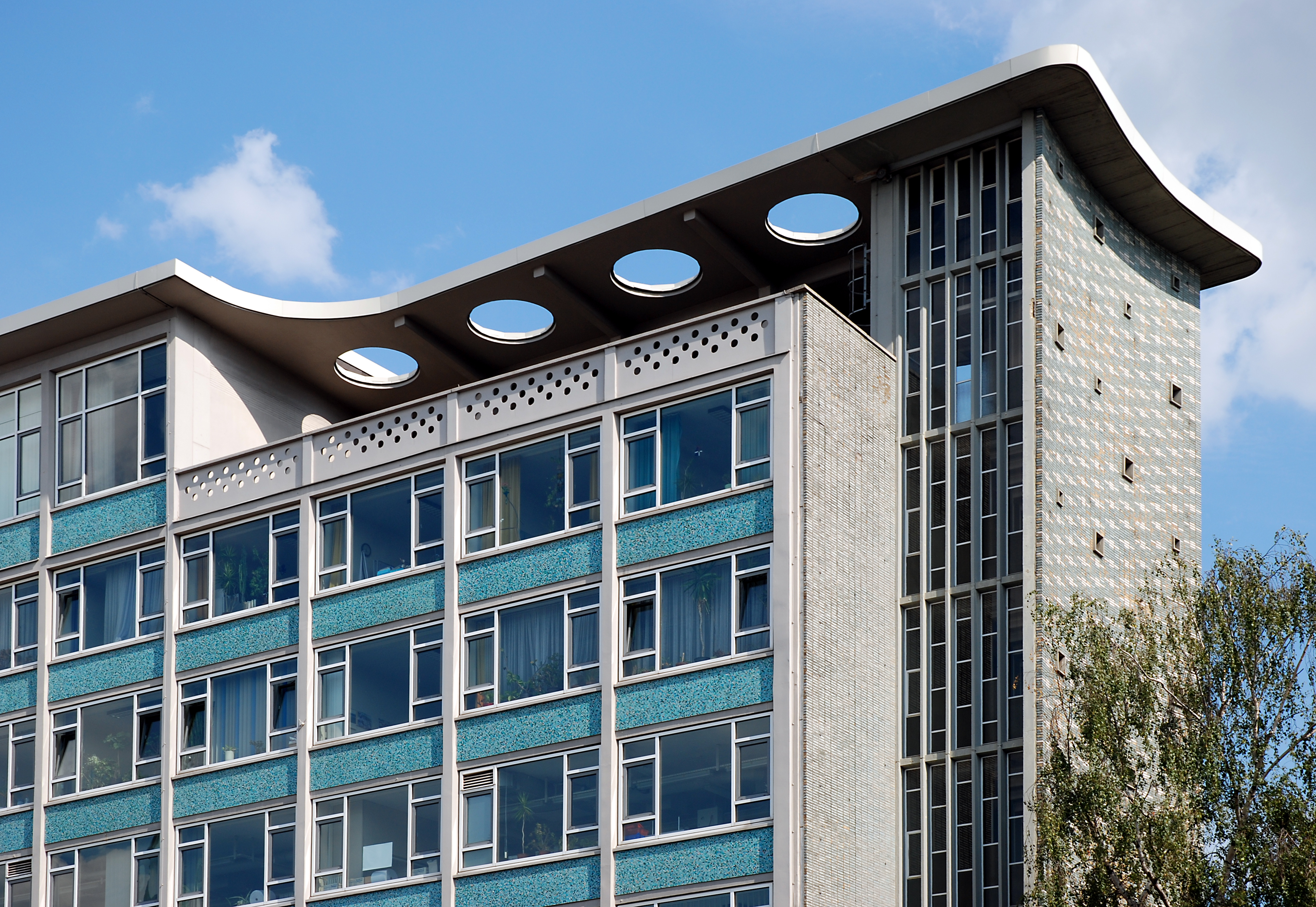
Gesundheitshaus Dortmund

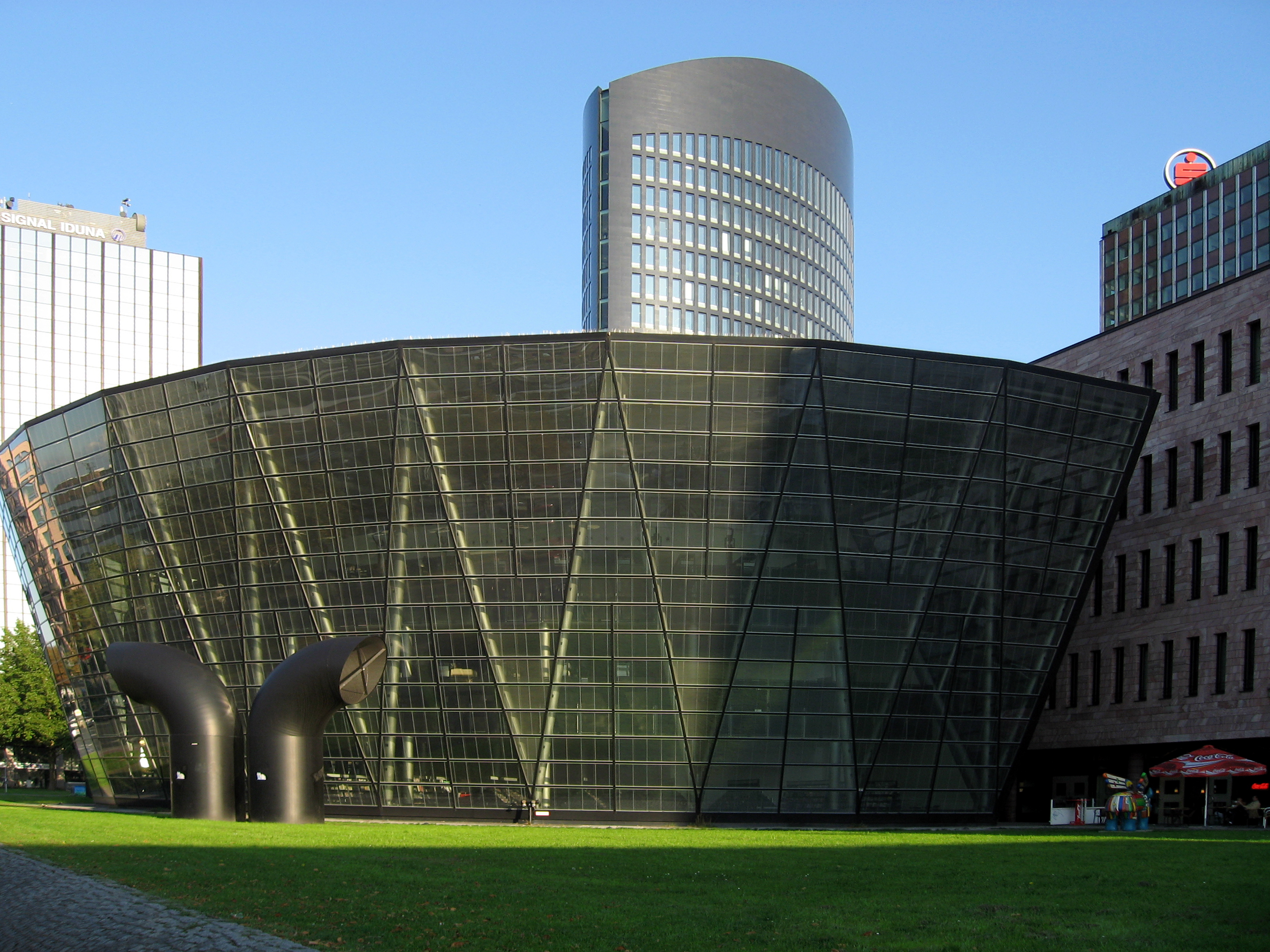
Stadt- und Landesbibliothek mit IWO-Hochhaus, RWE-Tower und Sparkassen-Hochhaus

Aufgrund der Kriegszerstörung und der Nachkriegs-Stadtplanung befinden sich innerhalb des Dortmunder Wallrings eine Vielzahl von herausragenden Beispielen der Nachkriegsmoderne. Namhafte Architekten wie Harald Deilmann, Will Schwarz und Fido Spröde verwirklichten sich hierbei im Stadtzentrum, herausragende Bauten sind unter anderem das Fritz-Henßler-Haus, das Museum am Ostwall und das Gesundheitshaus Dortmund. Die Gebäude der Architekten rücken hierbei in der letzten Zeit vermehrt in den Fokus des Interesses und werden aufwendig saniert, wie das Beispiel der ehemaligen WestLB Dortmund zeigt. Letztere wurde wegen seiner zeittypischen, von der Pop Art inspirierten Architektur als jüngstes Baudenkmal 2011 in die Denkmalliste der Stadt Dortmund eingetragen und fachgerecht saniert.
Weiterhin befinden sich eine große Anzahl von kleineren Bauwerken innerhalb des Wallrings, die unter Denkmalschutz gestellt wurden oder bereits tief im Bewusstsein der Dortmunder Bevölkerung verankert sind.
Der RWE Tower, erbaut nach Plänen des Architekturbüros Gerber, ist nach der Petrikirche und der Reinoldikirche das dritthöchste Bauwerk der Dortmunder Innenstadt und wurde am 24. August 2005 eingeweiht. Das 100 Meter hohe, im Grundriss linsenförmige Gebäude mit einer Fassade aus anthrazitfarbenem chinesischem Granit wird von der RWE AG genutzt. Er ist zusammen mit den Innenstadtkirchen, dem angrenzenden IWO-Hochhaus und dem Sparkassen-Hochhaus eines der höchsten Gebäude innerhalb des Wallrings.
Die Stadt- und Landesbibliothek Dortmund wurde 1999 südlich des Dortmunder Hauptbahnhofs eröffnet. Der von Architekt Mario Botta gestaltete Bibliotheksbau besteht aus einem rechteckigen Baukörper aus rosafarbenem Sandstein und einer vorgelagerten Glasrotunde.

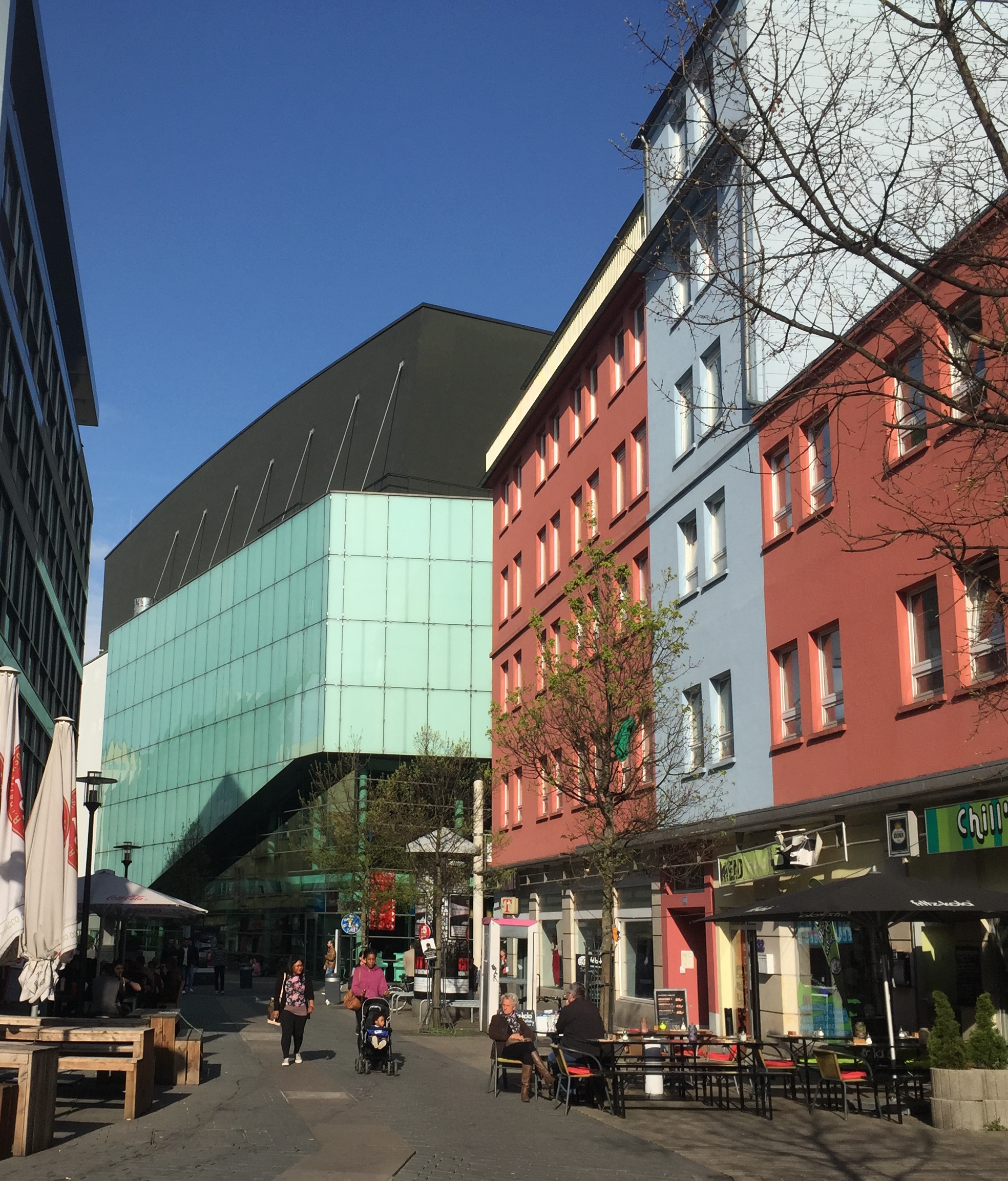
Konzerthaus

Das Konzerthaus Dortmund im Brückstraßenviertel an der Kreuzung der Brückstraße mit der Ludwigstraße wurde im September 2002 eröffnet. Das Konzerthaus (auch Philharmonie für Westfalen genannt) reiht sich in die vorhandene Fassadenreihe ein, aber sticht gleichzeitig durch die Eckposition und die Schräge hervor. Die optische Verbindung mit den anderen Fassaden wird durch eine gläserne Passage zwischen Konzerthaus und Nachbargebäude erreicht. In den Abend- und Nachtstunden kann die komplette Fassade durch LED-Elemente bespielt werden. Durch die enge und dichte Bebauung innerhalb des Brückstraßenviertels musste auf einen Vorplatz verzichtet werden, doch das Eingangsfoyer, die ganz aus Glas gestaltete Erdgeschosszone, bindet das Haus ganz natürlich in den Stadtraum ein.
Die Thier-Galerie mit ihren 33.000 Quadratmetern ist eines der neusten Großprojekte innerhalb des Wallrings. Neben einem modernen großflächigen Neubau wurde außerdem der ehemalige Verwaltungsbau der Thier-Brauerei aus den 1950er Jahren reaktiviert und das ehemalige Clemenschen Kaufhaus von 1902 als Repräsentationsbau des Klassizismus am Westenhellweg detailgetreu und mit einer neuen Außenterrasse rekonstruiert.

#### Bauwerke außerhalb des Wallrings
Neben dem RWE Tower, IWO-Hochhaus und dem Sparkassen-Hochhaus besitzt Dortmund noch weitere Hochhäuser, denn in den letzten Jahren hat sich in der Stadt ein beachtliches Cluster an Hochhäusern mittlerer Gebäudehöhe entwickelt. Zusammen mit den mittelalterlichen Kirchen St. Reinoldi und St. Petri bilden die Bürotürme die Dortmunder Skyline. Die Entwicklung erfolgt nach dem von der Stadt beschlossenen Stadtentwicklungskonzept Dortmund 2030. Hierbei sollen einzelne Orte innerhalb der Innenstadt als Stadttore akzentuiert und kenntlich gemacht werden und so eine stark ausgeprägte Silhouette – die City-Krone – bilden. Weitere Hochhäuser sind das im April 1994 eröffnete Harenberg City-Center mit 19 oberirdischen und 2 unterirdischen Geschossen bei einer Höhe von 70 Metern eines der höchsten Häuser der Stadt sowie das Ellipson mit einer Höhe von 60 Metern und 17 Etagen und dem neuen Volkswohl Bund Hochhaus mit 63 Metern am Hohen Wall. Darüber hinaus bestehen am Rheinlanddamm und Westfalendamm weitere Hochhäuser wie der Florianturm mit 208 Metern, das Telekom-Hochhaus mit 88 Metern und der Westfalentower mit 86 Metern Höhe.

Ausgewählte Hochhäuser
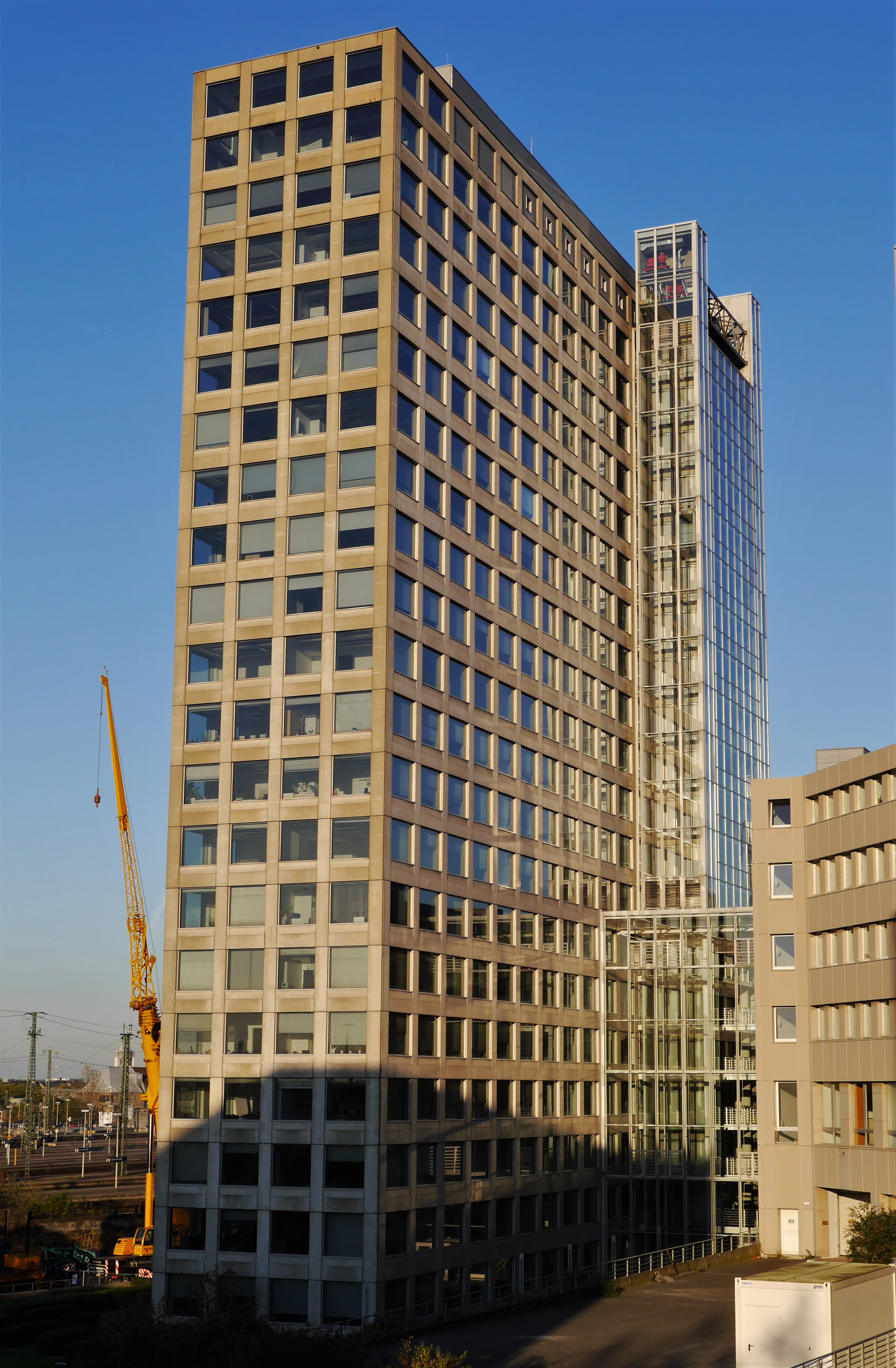
Harenberg City-Center
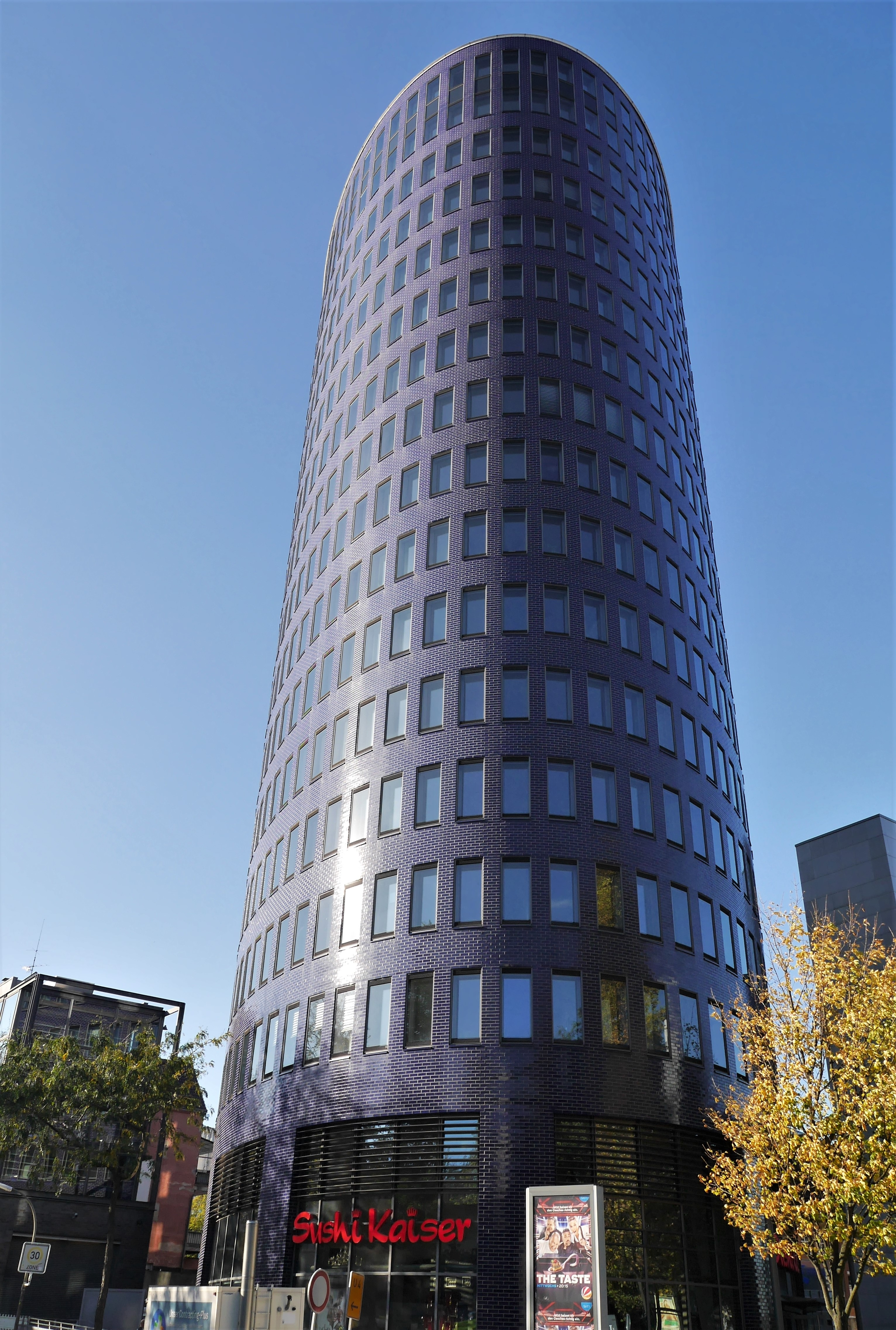
Ellipson am S-Bahnhof Stadthaus
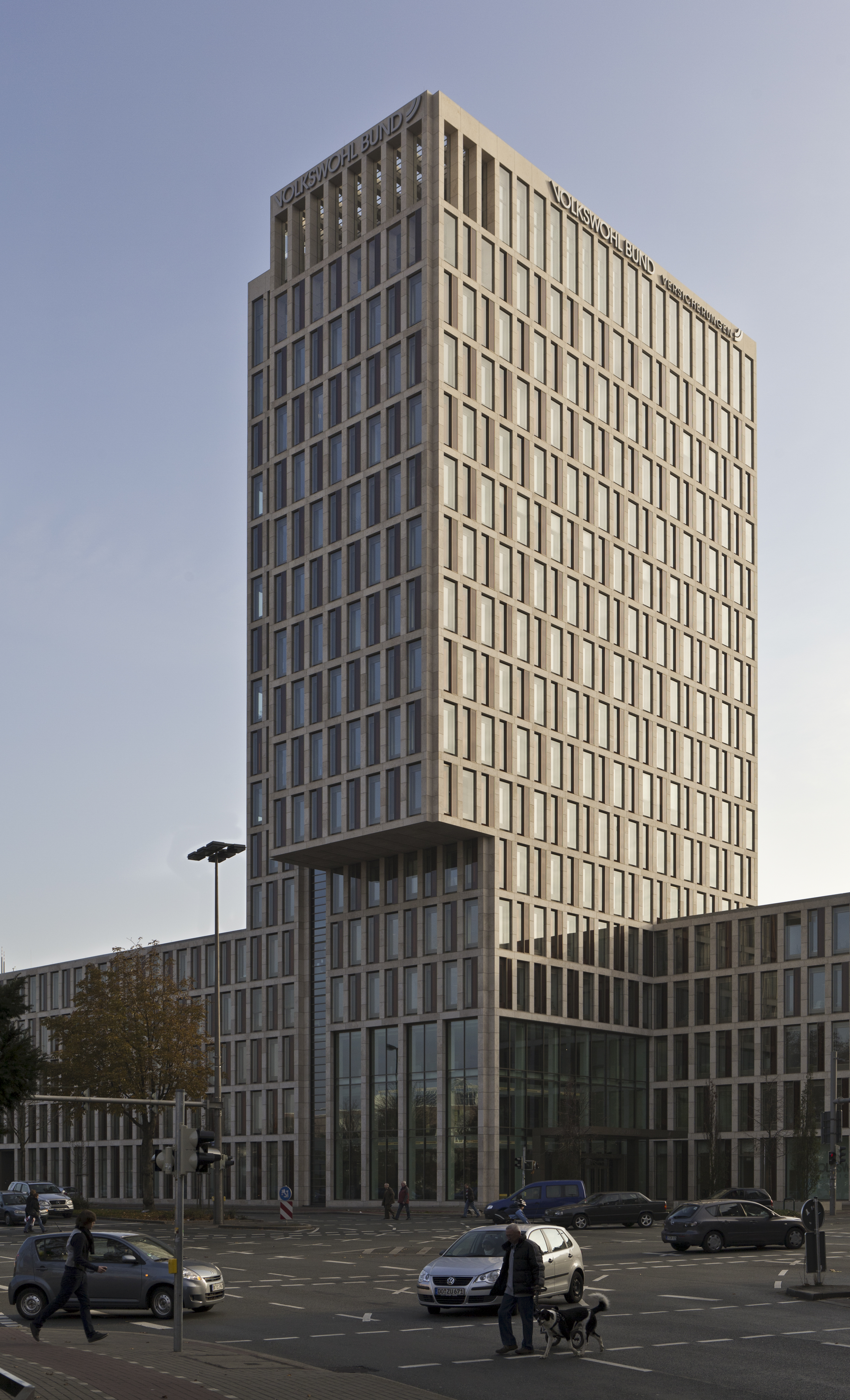
Hauptsitz Volkswohl-Bund
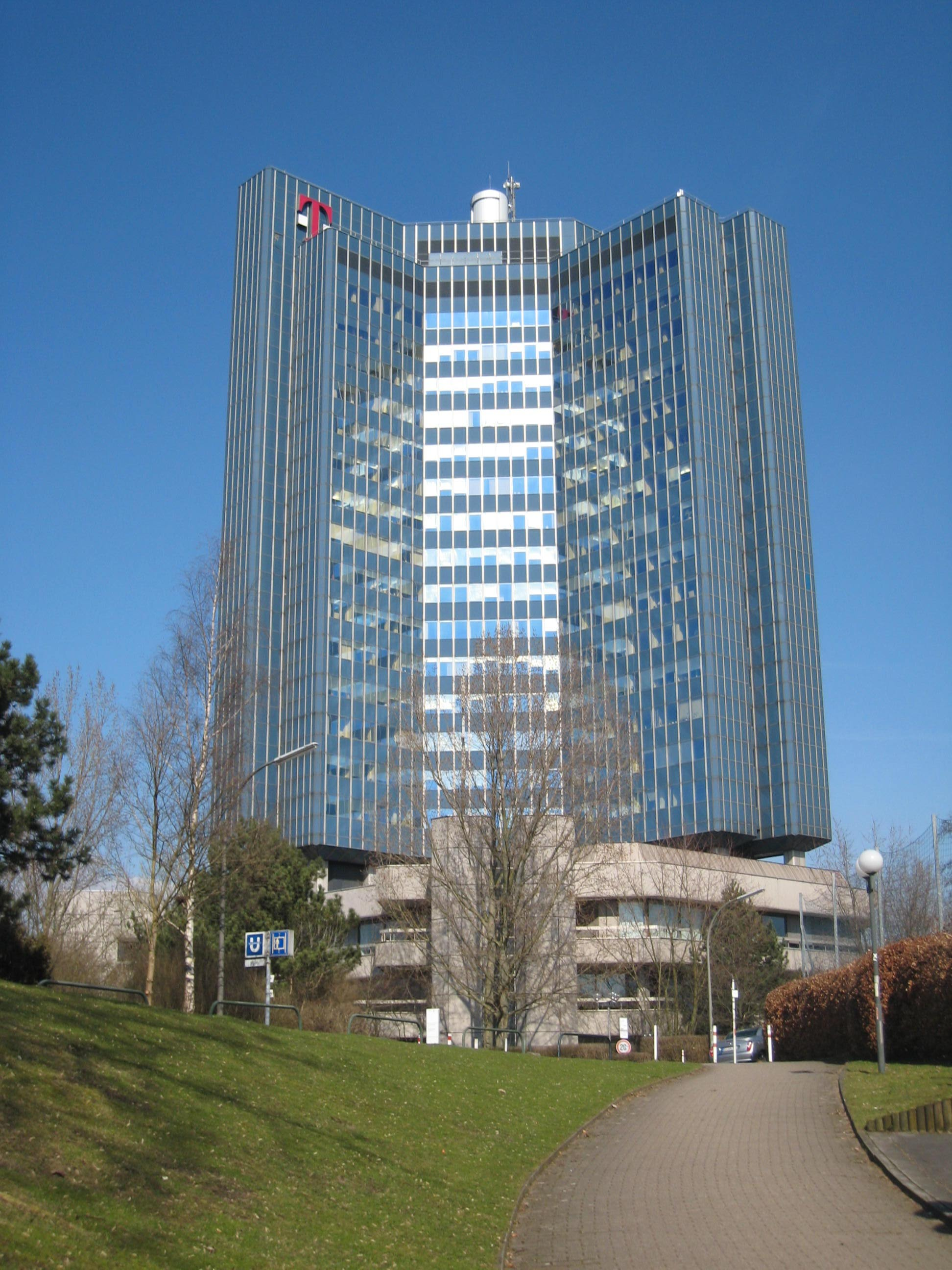
Hauptsitz Westnetz
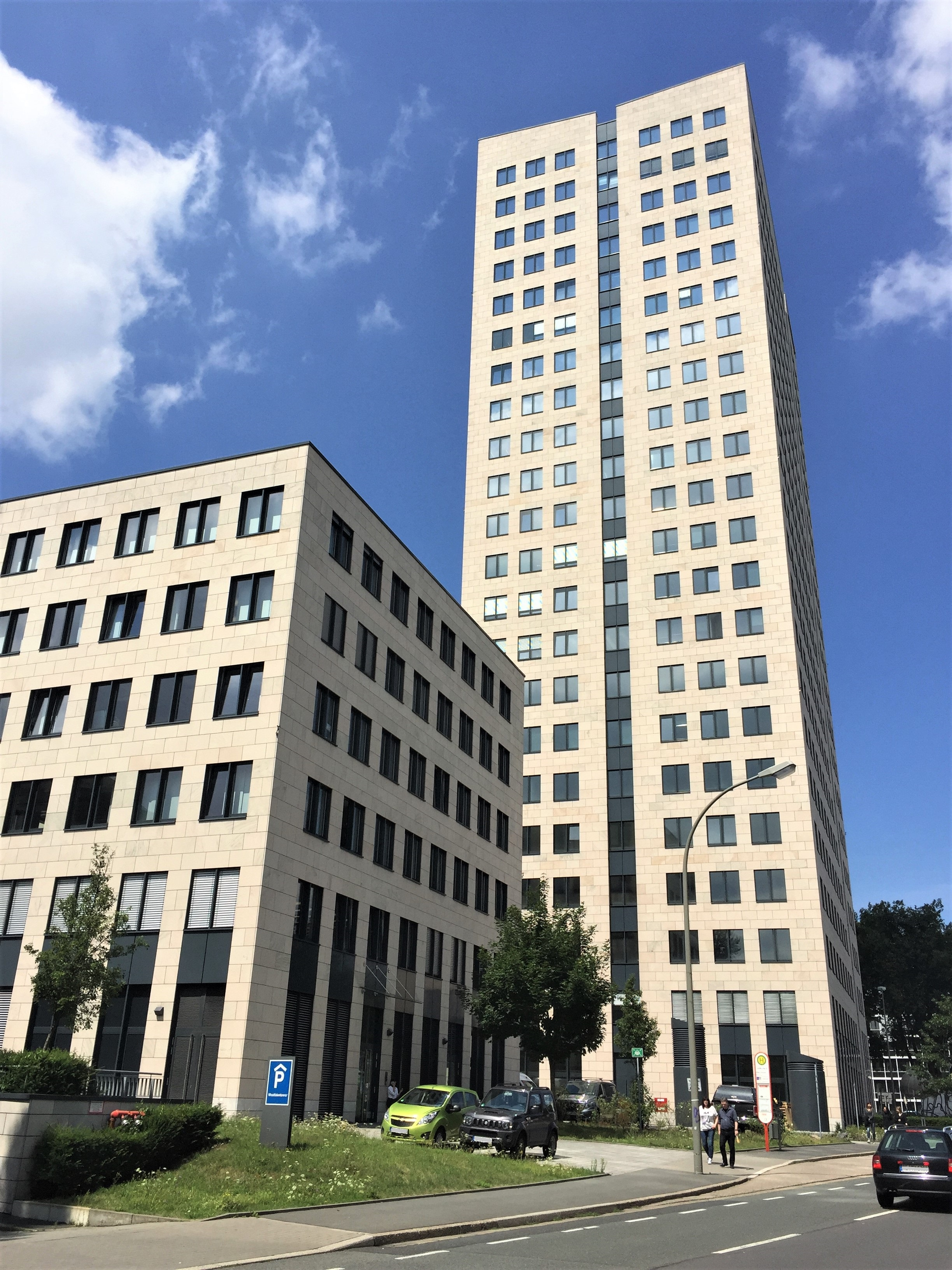
Westfalentower

Das Landesoberbergamt Dortmund – ursprünglich Oberbergamt Dortmund – im Kaiserstraßenviertel entstand im Jahr 1910 nach einem Entwurf des Regierungsbaumeisters Behrendt und des Dortmunder Baurats Claren. Das repräsentative, dreigeschossige Bauwerk nebst Seitenflügel und schiefergedecktem Uhrenturm wurde während des Zweiten Weltkriegs stark beschädigt, aber nach dem Krieg weitgehend im Ursprungszustand wieder aufgebaut. Das Gebäude beherbergt die Abteilung Bergbau und Energie in NRW der Bezirksregierung Arnsberg.
Das Verwaltungsgebäude Union ist der ehemalige Hauptsitz der Union, AG für Bergbau, Eisen- und Stahl-Industrie an der Rheinische Straßen im Unionviertel. Der neoklassizistische Backsteinbau aus dem Jahr 1921 wurde von den Architekten Dietrich und Karl Schulze geplant und weist Ähnlichkeiten mit dem Mannesmann-Verwaltungsgebäude in Düsseldorf von Peter Behrens aus dem Jahre 1911/12 auf. Das Union-Gebäude umschließt im Inneren drei Lichthöfe. Nach außen zur Rheinischen Straße präsentiert sich das Gebäude als monumentaler Block. An der Kopfseite des Gebäudes befinden sich zehn Säulen im Stile der Neorenaissance. Oberhalb dieser Säulenreihe prangt weithin sichtbar die Inschrift „Es lobt den Mann die Arbeit und die Tat.“

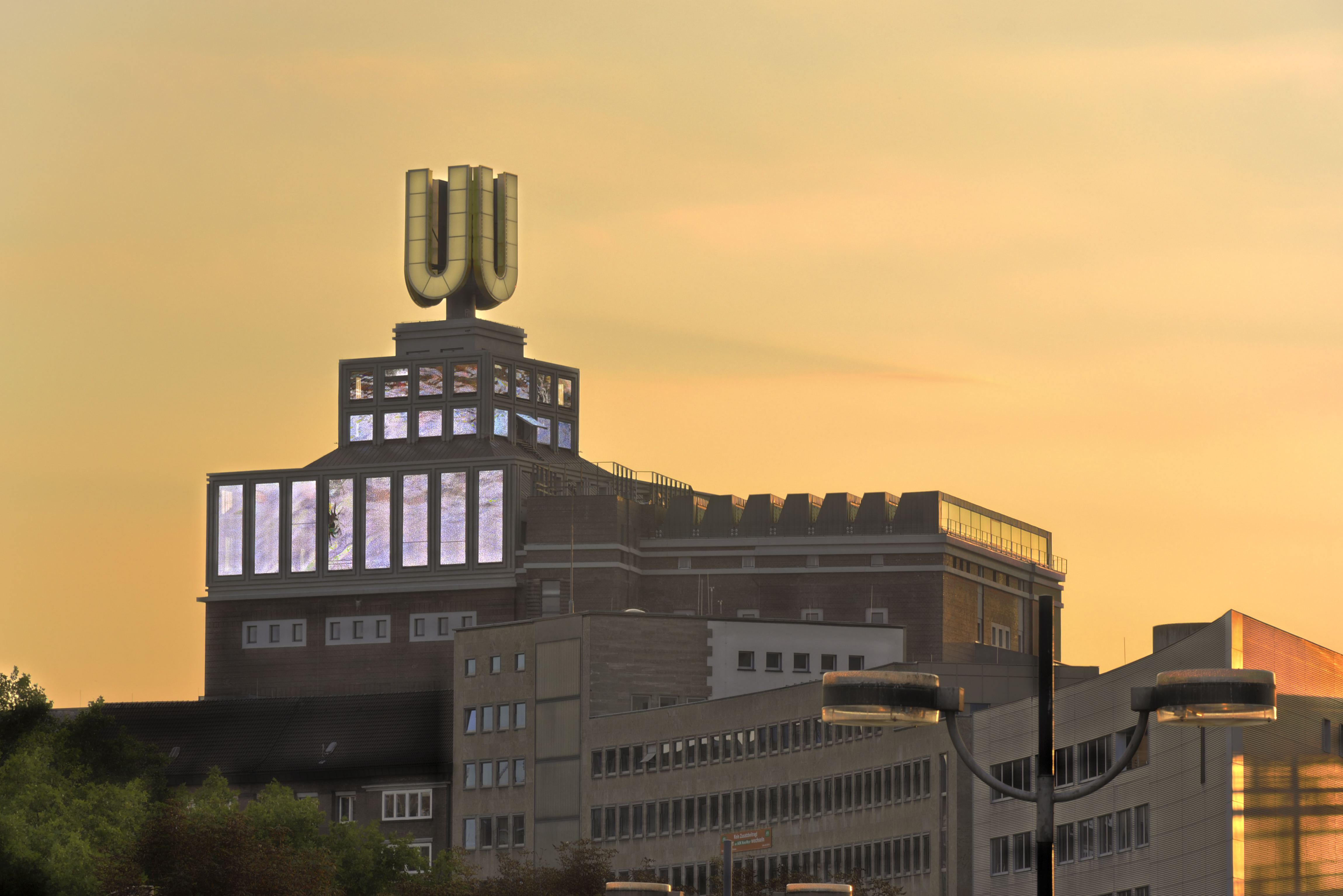
Dortmunder U

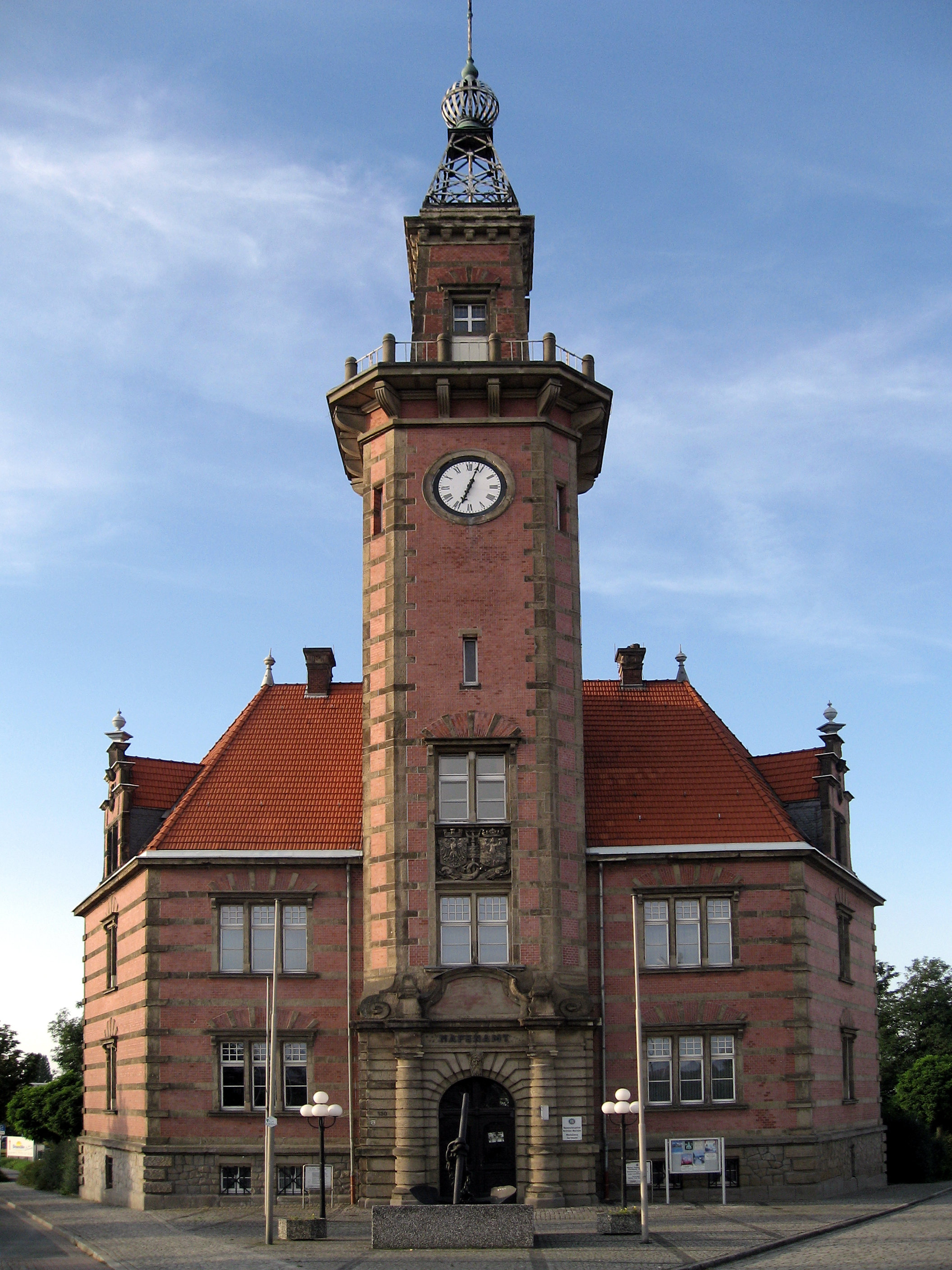
Altes Hafenamt Dortmund

Das Dortmunder U, ein denkmalgeschütztes Industriehochhaus aus dem Jahre 1926, gilt als markantes Wahrzeichen der Stadt. Auf dem Dach des ursprünglich als Brauerei genutzten Gebäudes prangt seit 1968 das neun Meter hohe beleuchtete goldene Dortmunder U als Unternehmenszeichen der Union-Brauerei. Nach dem Umzug der Brauerei in die Peripherie wurden seit 2003 alle umliegenden Gebäude abgerissen. Das Gebäude wurde nach seinem Umbau im Zuge der Ruhr.2010 ab Mai 2010 in Etappen wiedereröffnet und wird heute als Kultur- und Kreativzentrum genutzt. Auf zwei der insgesamt acht Etagen befinden sich die Ausstellungsräume des hierher umgezogenen Museums Ostwall.
Das Alte Hafenamt wurde 1899 im Stil der Neurenaissance nach Plänen von Stadtbaurat Friedrich Kullrich errichtet. Der zweigeschossige Bau mit einem zentralen Frontturm besitzt einen sechseckigen Grundriss und wurde am 11. August 1899 durch Kaiser Wilhelm II. eingeweiht. Bis 1962 war das Gebäude Sitz der Dortmunder Hafen AG. Heute beherbergt das Hafenamt die Wasserschutzpolizei und die Ausstellung Hafen und Schifffahrt mit Exponaten zur Hafengeschichte.
Das Seminargebäude der Industrie- und Handelskammer zu Dortmund wurde 1928–1930 von den Dortmunder Architekten Peter Grund & Karl Pinno entworfen und 1965 nach Planungen des Dortmunder Architekten Werner Lehmann erweitert. Der flachgedeckte mit Sandstein verkleidete Baukörper aus den 1930er Jahren erstreckt sich dabei über 100 Meter entlang der Märkischen Straße und bildet zusammen mit dem Kammergebäude aus den 1960er Jahren einen großen Vorplatz. Letzteres ist mit geschliffenen Tafeln aus Leca-Beton verkleidet und gilt in seiner architektonischen Ausprägung als Musterbeispiel seiner Bauweise.

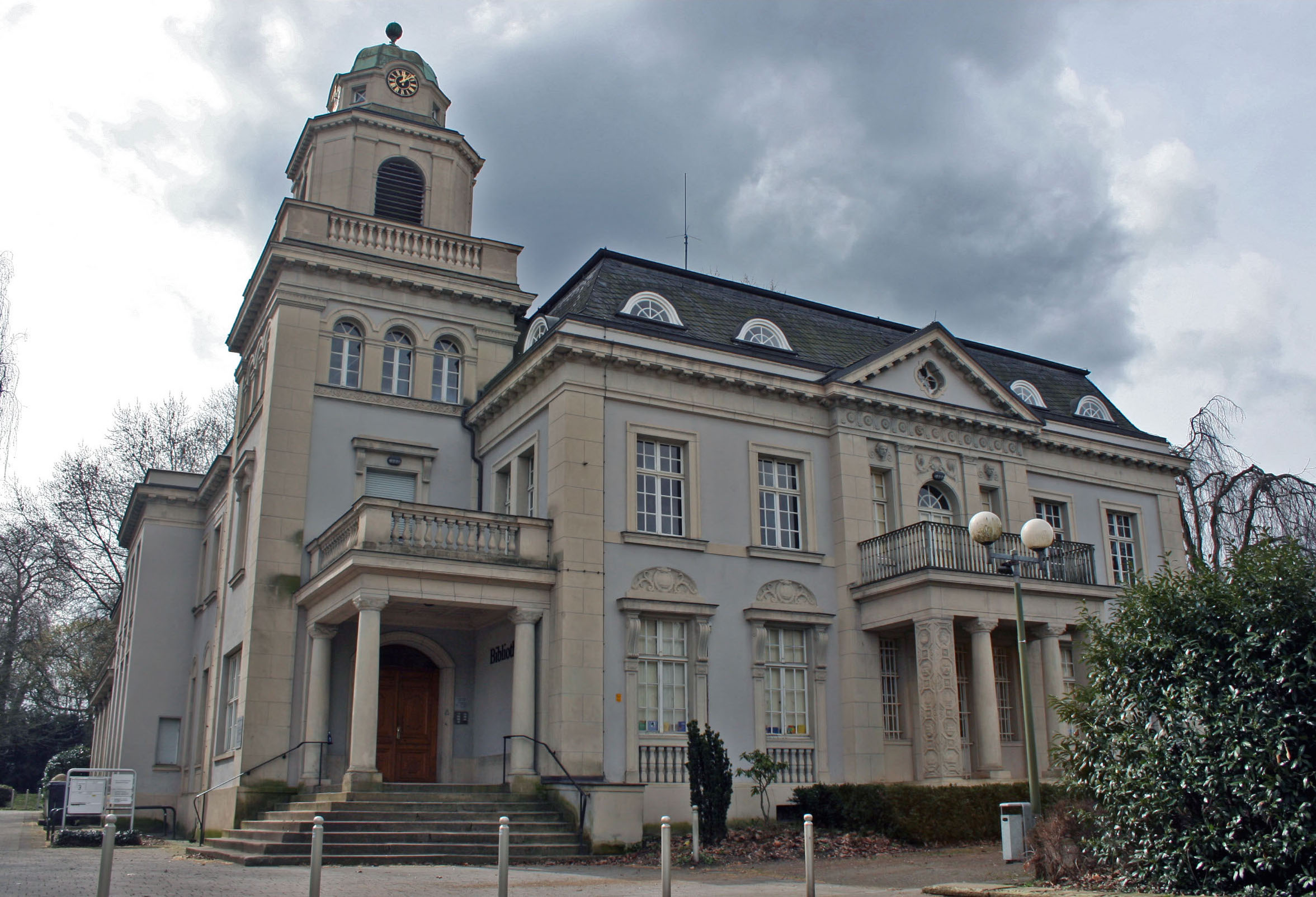
Haus Schulte Witten

Das Haus Schulte-Witten ist ein 1880 erbautes Herrenhaus unweit des Dortmunder Stadtzentrums im Stadtteil Dorstfeld. Archäologische Funde belegen ein Vorgebäude am gleichen Standort, das sich auf den Dreißigjährigen Krieg datieren lässt. Hinter dem Haus befindet sich ein weitläufiges Parkgelände sowie das ehemalige Wirtschafts- und Renteigebäude an. Das Haus Schulte-Witten gehört heute der Stadt Dortmund und wird als Stadtteilbibliothek und für sogenannte Ambiente-Trauungen genutzt.
Der Wasserturm des Dortmunder Südbahnhofs ist ein 43 Meter hohen alter Wasserhochbehälter am ehemaligen Bahnbetriebswerk Dortmund Süd. Er wurde zwischen 1923 und 1927 als Stahlbeton-Skelett-Bau von der Deutschen Reichsbahn errichtet und beherbergt diverse Büros von Architekten und Werbeagenturen.
Die Spielbank Hohensyburg wurde 1985 nach Plänen des Architekten Harald Deilmann und zweijähriger Bauzeit auf der Hohensyburg fertiggestellt. Deutschlands umsatzstärkstes Casino liegt oberhalb des Hengsteysees und bietet einen weitschweifenden Blick über das Ruhrtal bei Hagen.
Im Stadtwald Bittermark erinnert das Mahnmal Bittermark an die Endphaseverbrechen im Rombergpark und in der Bittermark durch die Geheime Staatspolizei.

#### Bedeutende Sakralbauten

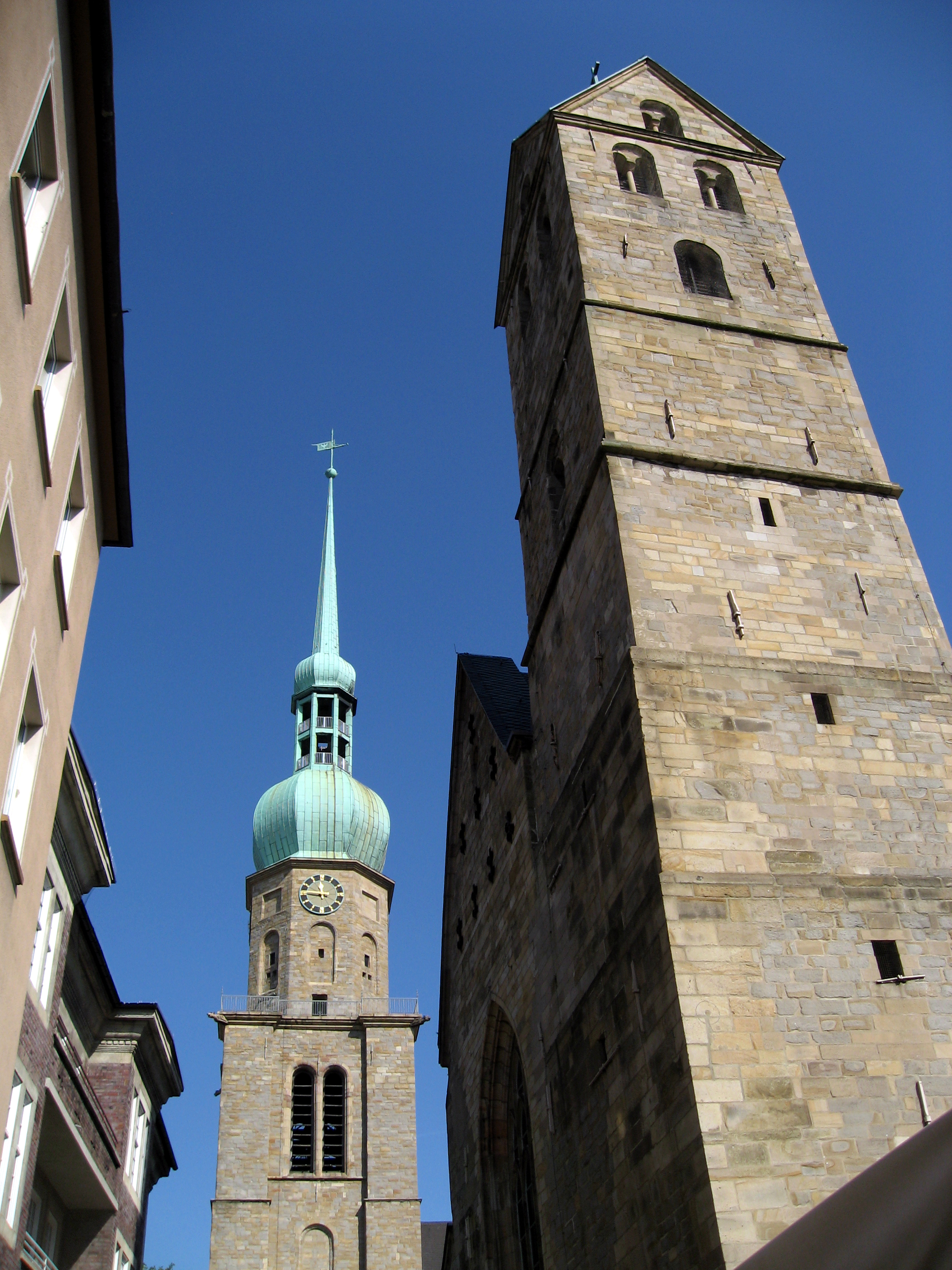
Türme der Marienkirche (rechts) und der Reinoldikirche

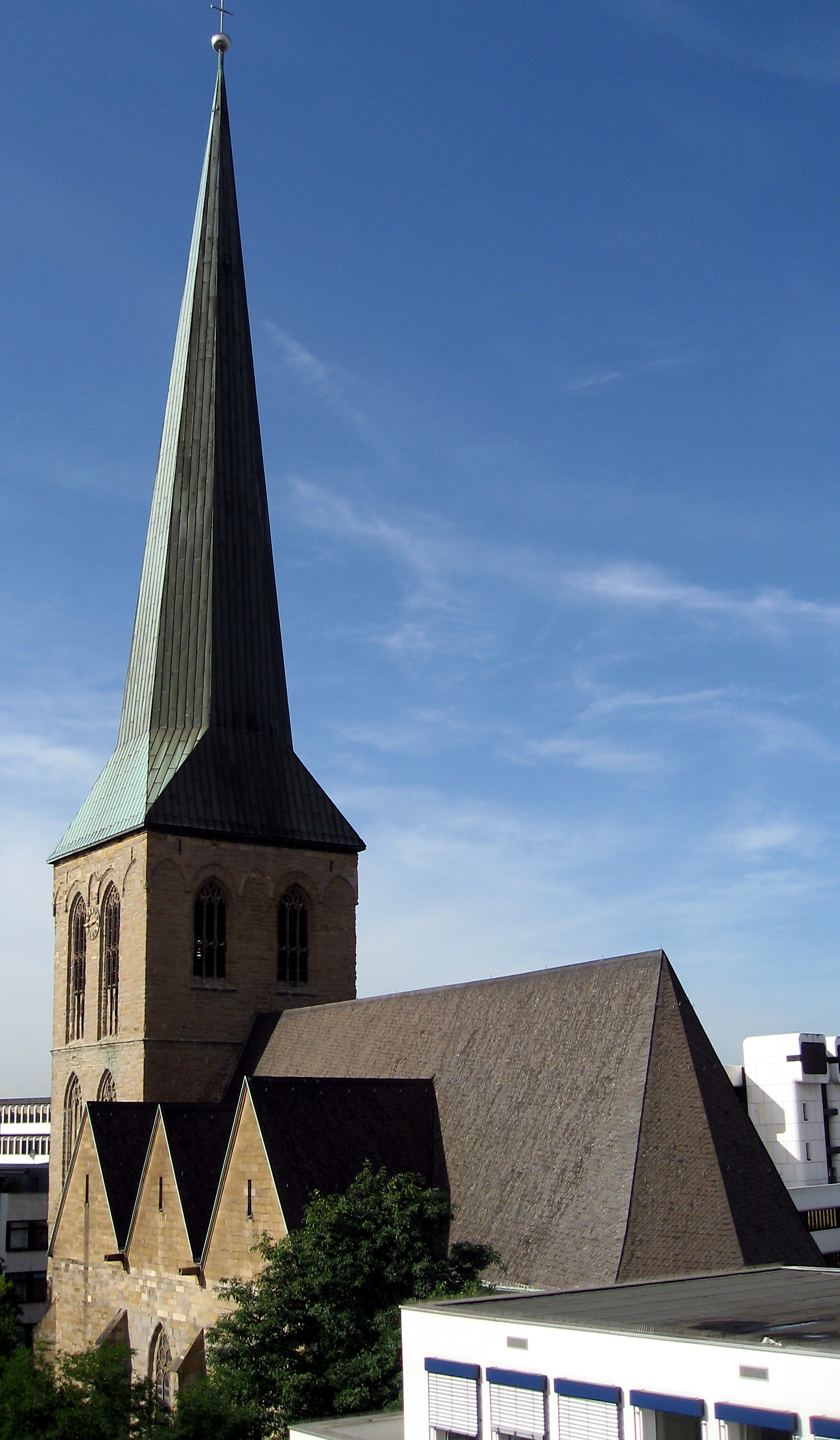
Petrikirche am Westenhellweg

Auf Dortmunder Stadtgebiet befinden sich 63 römisch-katholische, 43 evangelische sowie weitere Kirchenbauten aus verschiedenen architektonischen Epochen. Darüber hinaus besitzt Dortmund nach Köln und Regensburg unter den deutschen Städten die drittmeisten romanischen Kirchen auf seinem Stadtgebiet.
Mit dem Bau der Reinoldikirche wurde 1250 begonnen. Die evangelische Kirche ist nach dem heiligen Reinoldus, dem Schutzpatron der Stadt benannt. Der ursprünglich 112 m hohe Turm der Reinoldikirche galt nach seiner Vollendung 1454 als „Wunder von Westfalen“. Nach Erdbebenschäden stürzte dieser 1661 ein und wurde unmittelbar wiederaufgebaut. Der Turm der Reinoldikirche mit einer heutigen Höhe von 104 m kann bis zur ersten Plattform durch den Glockenturm bestiegen werden.
Gegenüber der Reinoldikirche liegt die Marienkirche. Der wahrscheinlich älteste Gewölbebau Westfalens entstand in der zweiten Hälfte des 12. Jahrhunderts als spätromanische Pfeilerbasilika. Ende des 14. Jahrhunderts wurde ein gotischer Chor ergänzt und auch andere Bauteile gotisch erneuert, etwa die Fensterfront der Südseite. Die Kirche hatte ursprünglich zwei Türme. Das Innere der Kirche schmücken ein Marienaltar des Dortmunder Meisters Conrad von Soest aus dem Jahr 1420 und der ältere Altar des namentlich unbekannten Berswordtmeisters, der die Kreuzigung darstellt.
Auch die Petrikirche wurde am Hellweg errichtet. Der dreijochige Bau wurde im frühen 14. Jahrhundert begonnen und als gotische Hallenkirche vollendet. Im Inneren von St. Petri befindet sich das Goldene Wunder von Westfalen, ein prächtiger Flügelaltar aus dem Jahre 1521, der derzeit aufwändig restauriert wird.
Die Propsteikirche St. Johannes Baptist war die Klosterkirche des 1330 gegründeten ehemaligen Dominikanerklosters St. Johann und ist die einzige römisch-katholische Kirche in der Dortmunder Innenstadt. Zu den erhaltenen Sehenswürdigkeiten des Klosters zählt ein Altarretabel des Weseler Malers Derick Baegert aus dem 15. Jahrhundert.
Weitere Kirchenbauten in der Innenstadt sind:
- Heilig-Kreuz-Kirche
- Liebfrauenkirche (jetzt Kolumbarium)
- Franziskanerkirche (dort ruhen die Gebeine des Franziskanerbruders Jordan Mai)
- Nicolai-Kirche
- Pauluskirche
- Dreifaltigkeitskirche

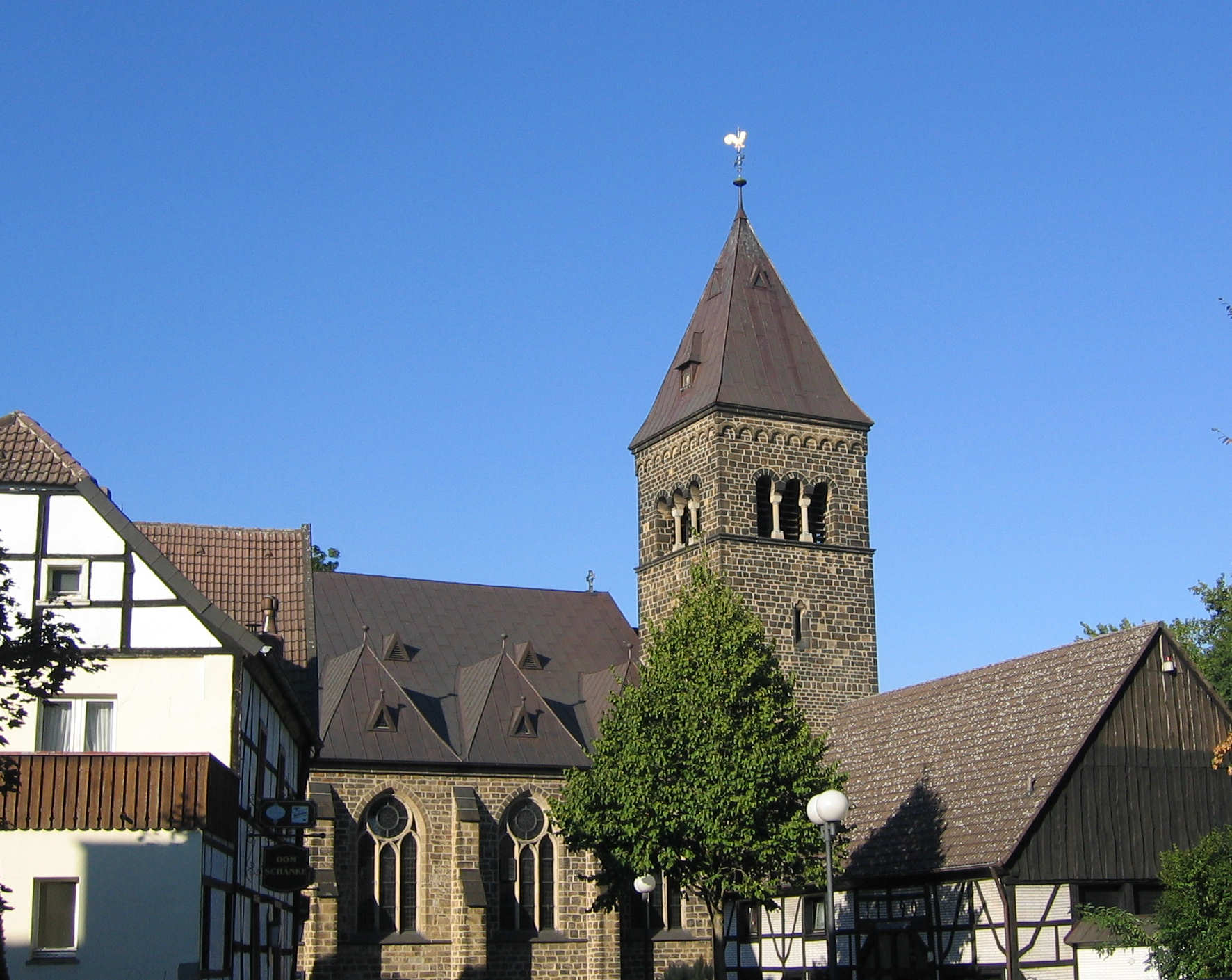
St.-Urbanus-Kirche in Huckarde

Auch in den Stadtteilen gibt es zahlreiche historisch bedeutende Sakralbauten, unter anderem mehrere kleine romanische und gotische Kirchen, aber auch Beispiele für den modernen Kirchenbau. Besonders sehenswerte Bauten werden in den Artikeln der jeweiligen Stadtteile beschrieben.
Die älteste Kirche auf Dortmunder Stadtgebiet ist St. Peter zu Syburg. Die ursprüngliche Kirche wurde 776 auf der Hohensyburg durch Karl den Großen errichtet und 779 durch Papst Leo III. geweiht. Auf den Ruinen dieses Bauwerks erstand im 11. Jahrhundert die bis heute erhaltene Wehrkirche. Die Alte Kirche Wellinghofen stammt aus dem 12. Jahrhundert. Sie stand unter dem Patronat der Familie von Romberg. In der Kirche befinden sich ein romanischer Taufstein und viele Schätze mittelalterlicher Kirchenkunst. In Kirchhörde findet sich die Kleinreinoldi genannte, ebenfalls aus dem 12. Jahrhundert stammende, evangelische Patrokluskirche (Kirchhörde). Aus dem 13. Jahrhundert stammen die St.-Margareta-Kirche in Eichlinghofen, die Margaretenkapelle in Barop, die St.-Josef-Kirche in Kirchlinde und die St.-Remigius-Kirche in Mengede.
Weitere Kirchenbauten sind:
- Lutherkirche
- St. Bonifatius
- St. Maria Magdalena
- St. Michael in Lanstrop

#### Burgen und Schlösser

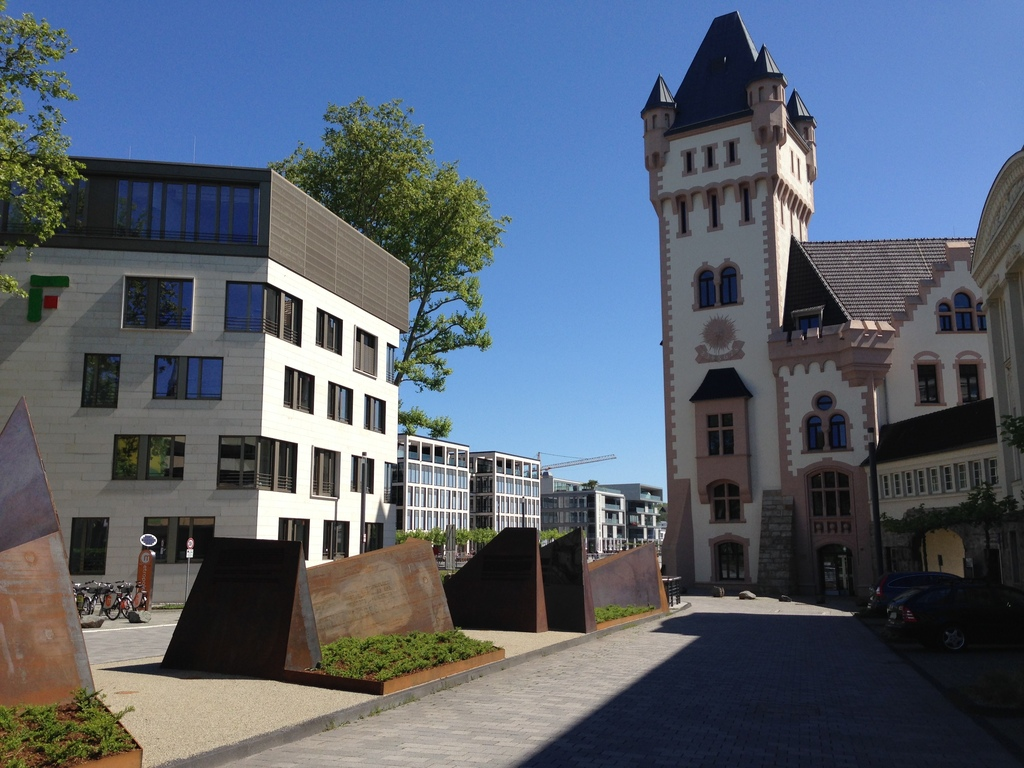
Hörder Burg am Phoenixsee

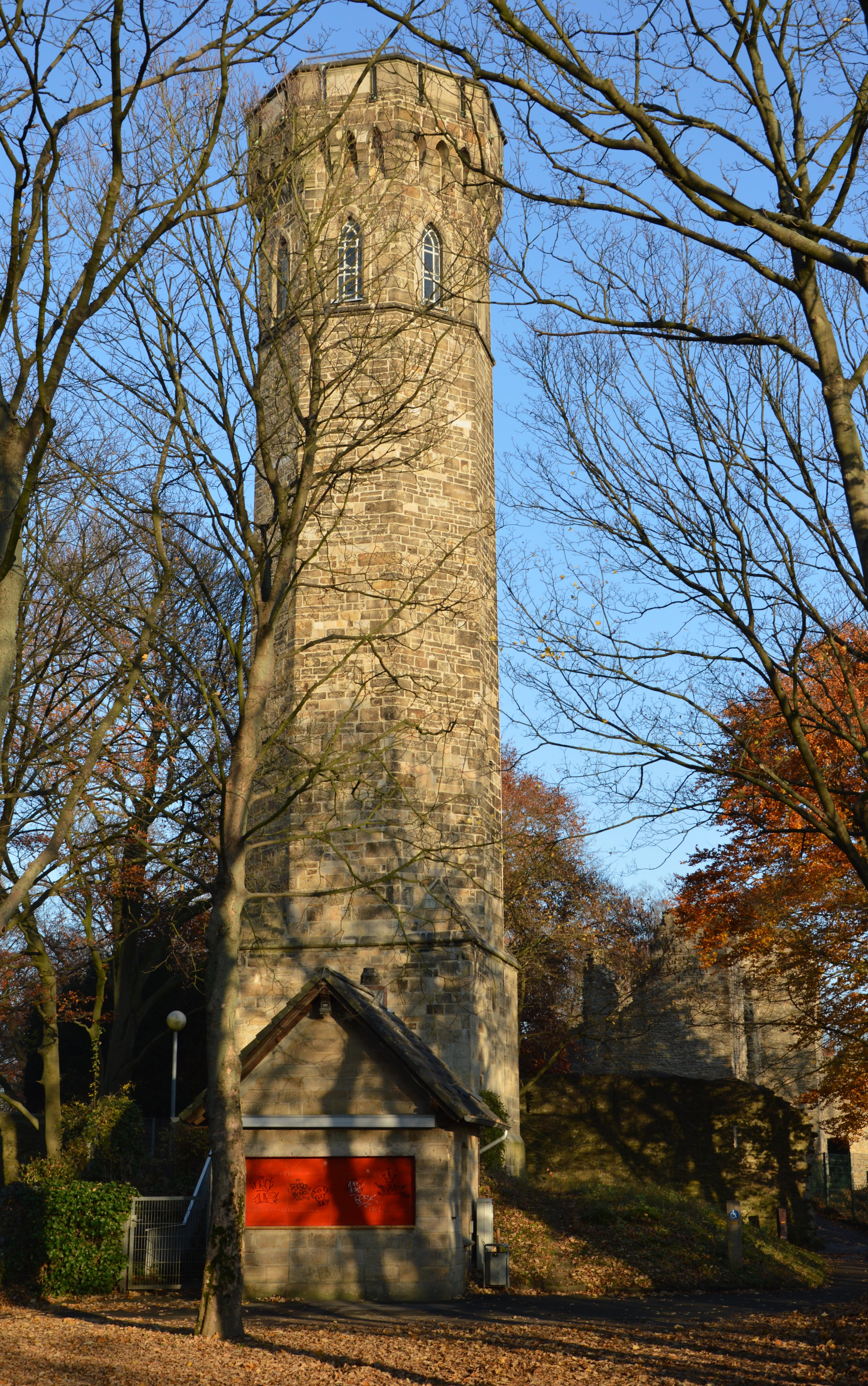
Vincketurm der Hohensyburg

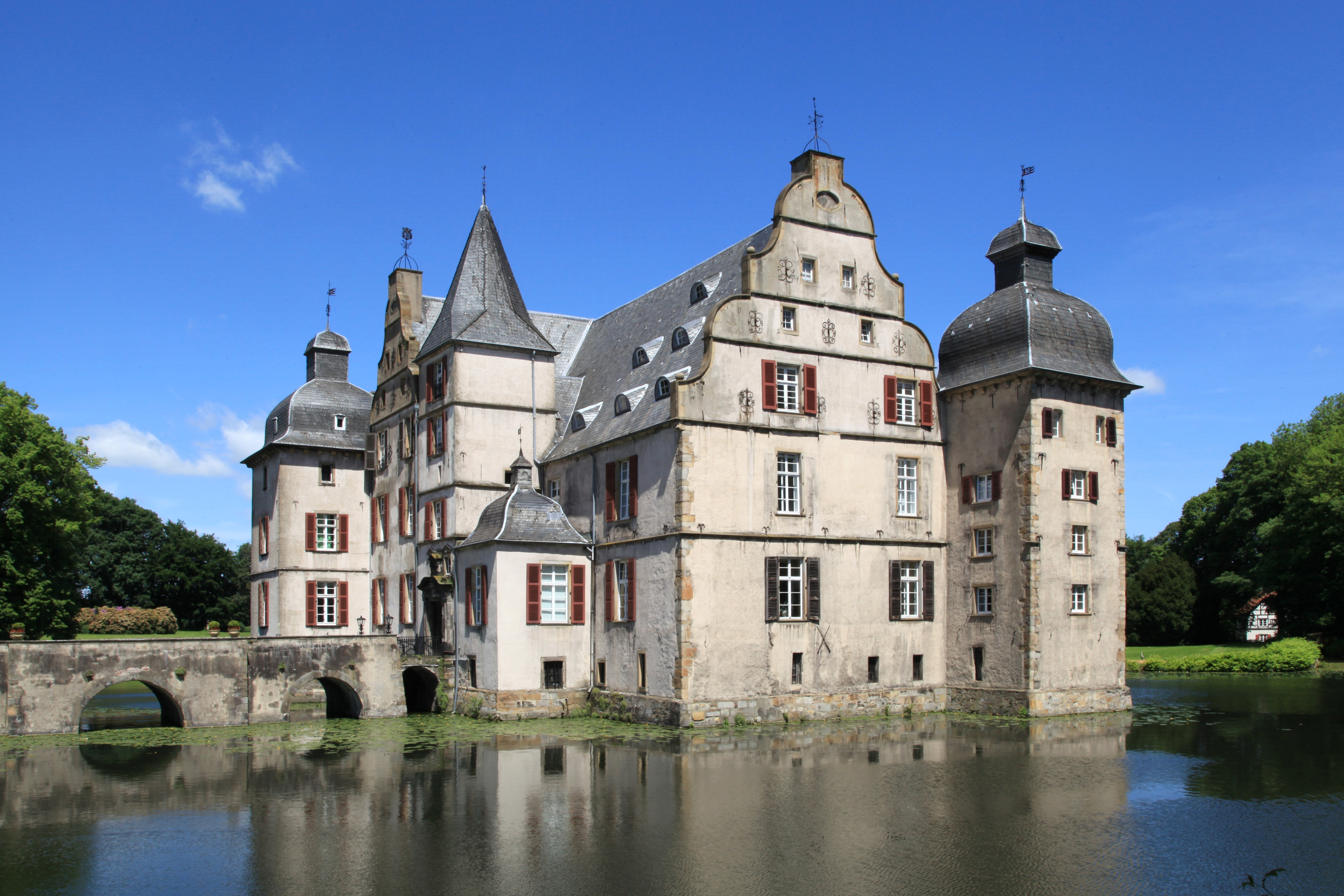
Haus Bodelschwingh

Auf dem Dortmunder Stadtgebiet befinden sich viele ehemalige Adelssitze:
Oberhalb des Zusammenflusses von Ruhr und Lenne in den Hengsteysee auf dem Rücken des Ardeygebirges liegt die historisch bedeutsame Hohensyburg. Von der sächsischen Sigiburg, deren erste urkundliche Nennung im Jahr 775 erfolgte, sind bis heute Ruinen erhalten. Auf dem Syberg findet sich weiterhin die auf das Jahr 1100 datierte historische Wehrkirche St. Peter zu Syburg, der 1857 errichtete Vincketurm und ein 1893 bis 1902 erbautes Kaiser-Wilhelm-Denkmal. Die 1985 fertiggestellte Spielbank Hohensyburg gilt als das umsatzstärkste Casino Deutschlands.
Die Hörder Burg wurde ursprünglich im 12. Jahrhundert am Hörder Bach erbaut. Sie diente lange Zeit als Gerichtssitz. Die Hörder Burg gilt als eine Wiege der Ruhrindustrie. Der Iserlohner Fabrikant Hermann Diedrich Piepenstock errichtete hier 1852 ein Puddel- und Walzwerk, die spätere Hermannshütte. Nach dem Niedergang der Montanindustrie befindet sich heute zu Füßen der Hörder Burg der Phoenix-See.
Das im 13. Jahrhundert erbaute Wasserschloss Haus Dellwig vereinigt verschiedene architektonische Stile und liegt in der hügeligen Moränenlandschaft im Dellwiger Bachtal, umgeben vom Naturschutzgebiet Dellwiger Wald. In fußläufiger Entfernung findet sich das Westfälische Industriemuseum Zeche Zollern II/IV.
Im Dortmunder Stadtteil Aplerbeck liegt das 1290 erstmals urkundlich erwähnte Wasserschloss Haus Rodenberg. Das vom Ritter Diederich von dem Rodenberge erbaute Wasserschloss gehört heute der Stadt Dortmund, wurde 1996 grundlegend saniert und dient als Seminargebäude der Volkshochschule.
Das Wasserschloss Haus Bodelschwingh wurde im 13. Jahrhundert von der Familie von Bodelschwingh errichtet und befindet sich bis heute im Familienbesitz.
Das von der Familie von Romberg im 13. Jahrhundert erbaute Schloss Brünninghausen wurde im Zweiten Weltkrieg weitgehend zerstört. An das ehemalige Wasserschloss erinnern heute das als städtische Kunstgalerie genutzte Torhaus und der ehemalige Schlosspark.
Der Rittersitz Haus Wenge wurde im 13. Jahrhundert von Goswin und Johann von der Wenge angelegt und präsentiert sich heute als einziges im Dortmunder Raum erhaltenes Adelshaus des 16. Jahrhunderts mit gotischen Formen.
Von der ehemaligen Wall- und Befestigungsanlage der freien Reichsstadt Dortmund zeugen der Adlerturm und, als vorgelagerte Warte, der Steinerne Turm.
Weitere bedeutsame Bauwerke sind:
- Rittergut Haus Sölde
- Gut Niederhofen
- Schloss Westhusen
- Haus Wischlingen
- Haus Steinhausen

#### Industriedenkmäler

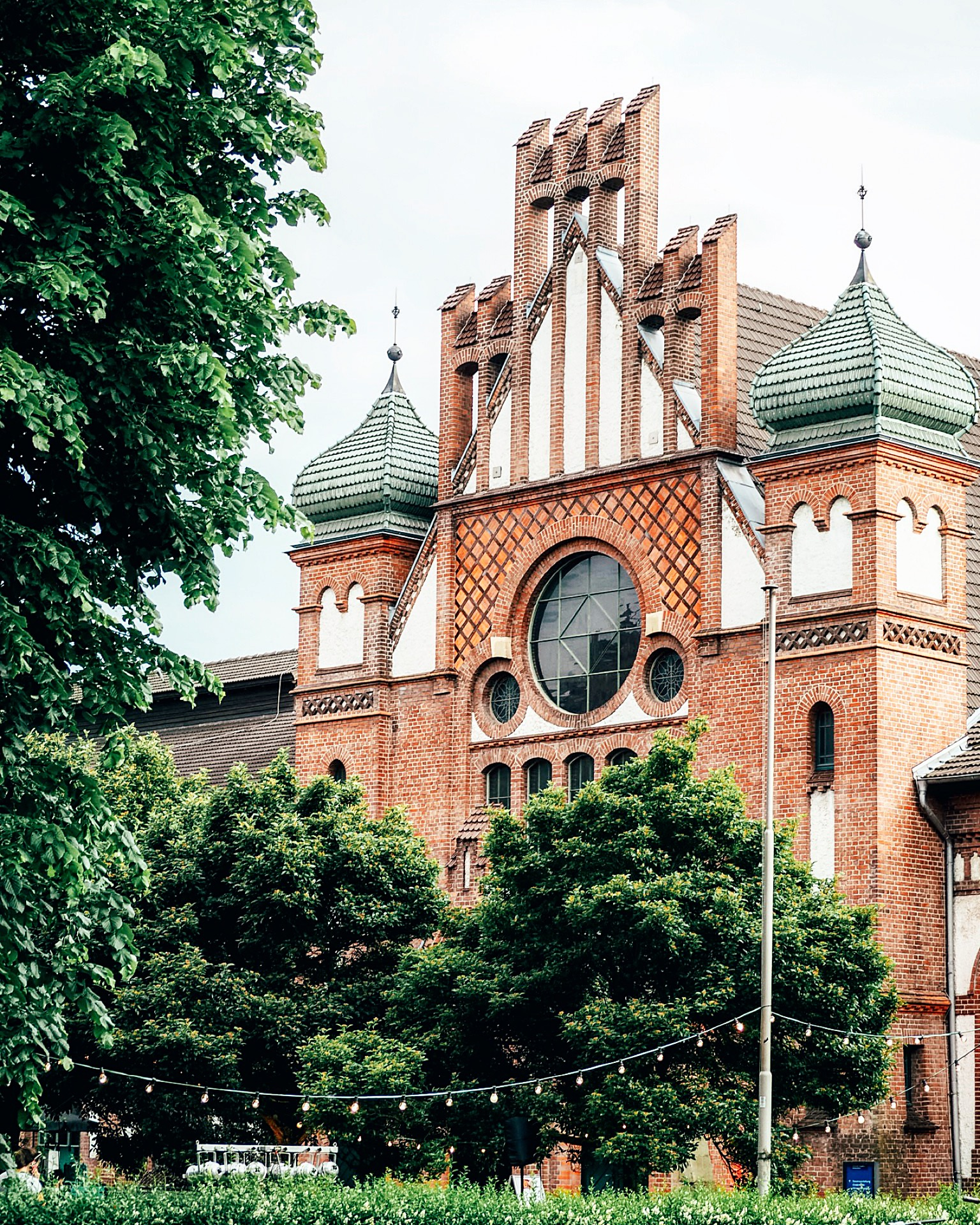
Zeche Zollern in Bövinghausen

Der zunehmende Verfall und der drohende Abriss einer Vielzahl von Zeugnissen der zurückliegenden wirtschaftlichen Blütezeit mit seinen tiefgreifenden Auswirkungen, die die Industrialisierung auf das Zusammenleben der Menschen hatte, wurden von der Dortmunder Bevölkerung als existentieller Angriff auf die eigene Identität begriffen. Als einer der ersten Orte im Ruhrgebiet entstand hier der Kampf für den Erhalt des historischen Erbes der Industrialisierung und ihrer gesellschaftlichen Anerkennung. Der Ausgangspunkt der gesamten Bewegung war hierbei die Maschinenhalle der Zeche Zollern, die dank der Initiative von Hans P. Koellmann 1969 nicht wie geplant abgebrochen, sondern als erstes Industriebauwerk in Deutschland unter Denkmalschutz gestellt wurde. Im Jahr 1981 integrierte der Landschaftsverband Westfalen-Lippe die Zeche in das dezentrale Westfälische Industriemuseum. Nach und nach wurden die umliegenden Gebäude restauriert und für die Öffentlichkeit zugänglich gemacht. Neben den eindrucksvollen Bauwerken sind auch die Außenanlagen Teil des Museums. Die Kohleverladestation, der ehemalige Zechenbahnhof und ein begehbares Fördergerüst gehören zu den Attraktionen.

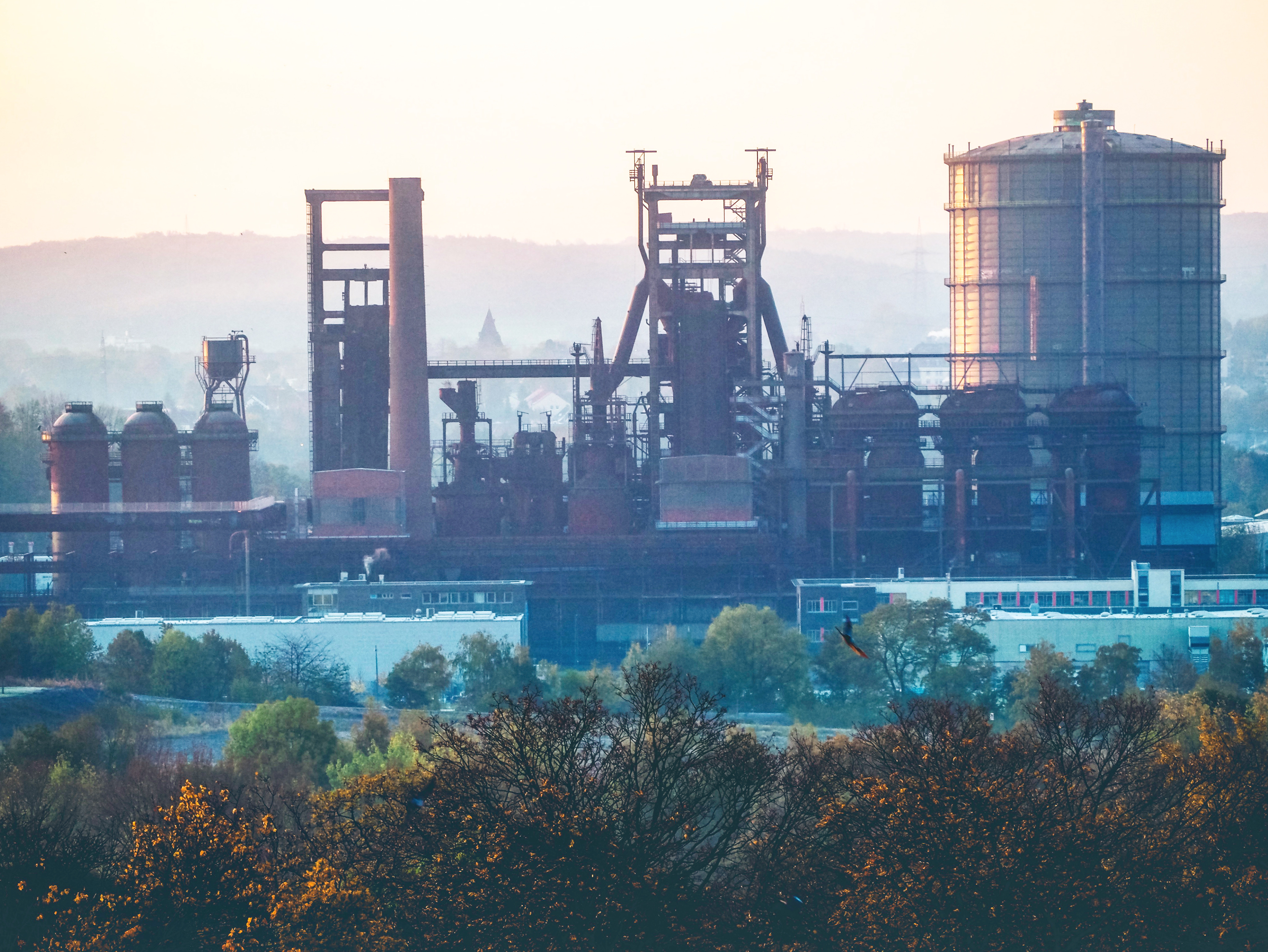
Hochofenreste und Gasometer des ehemaligen Stahlwerks Phoenix-West

Die 1928 errichtete ehemalige Kokerei Hansa befindet sich seit 1995 im Besitz der Stiftung Industriedenkmalpflege und Geschichtskultur. Seit 1998 sind die meisten Anlagenteile unter Denkmalschutz gestellt und das Denkmal Kokerei Hansa ist Teil der Route der Industriekultur. Die Anlage kann im Zuge von Führungen durch ehemalige Mitarbeiter und angelernte, fachkundige Begleiter erfahren werden.
Die Alte Kolonie Eving ist eine denkmalgeschützte Arbeitersiedlung im Stadtteil Eving. Die Siedlung wurde zwischen 1898 und 1899 von der Zeche Vereinigte Stein und Hardenberg für in dieser Zeit verstärkt angeworbene auswärtige Arbeiter errichtet und bestand ursprünglich aus 76 Häusern mit 270 Wohnungen.
Auf dem stillgelegten, teilweise denkmalgeschützten und zum größten Teil abgerissenen Hochofenwerk Phoenix-West südlich des Westfalenparks erinnern zwei in Teilen erhaltene Hochöfen, ein Gasometer, die sanierte und ungenutzte Gebläsehalle, das heute als Veranstaltungshalle genutzte ehemalige Reserveteillager und einige weitere Fragmente an die Industriegeschichte des Stadtteils Hörde.
Das Besucherbergwerk Graf Wittekind am Syburger Bergbauweg erlaubt einen Einblick in die Anfänge des Bergbaus im südlichen Ruhrgebiet.
Weitere industriehistorisch bedeutsame Bauten sind:
- Zeche Westhausen in Bodelschwingh
- Zeche Adolf von Hansemann
- Zeche Minister Stein
- Zeche Gneisenau in Derne
- Wasserturm des Dortmunder Südbahnhofs
- Landesoberbergamt Dortmund
- Verwaltungsgebäude Union

#### Plätze

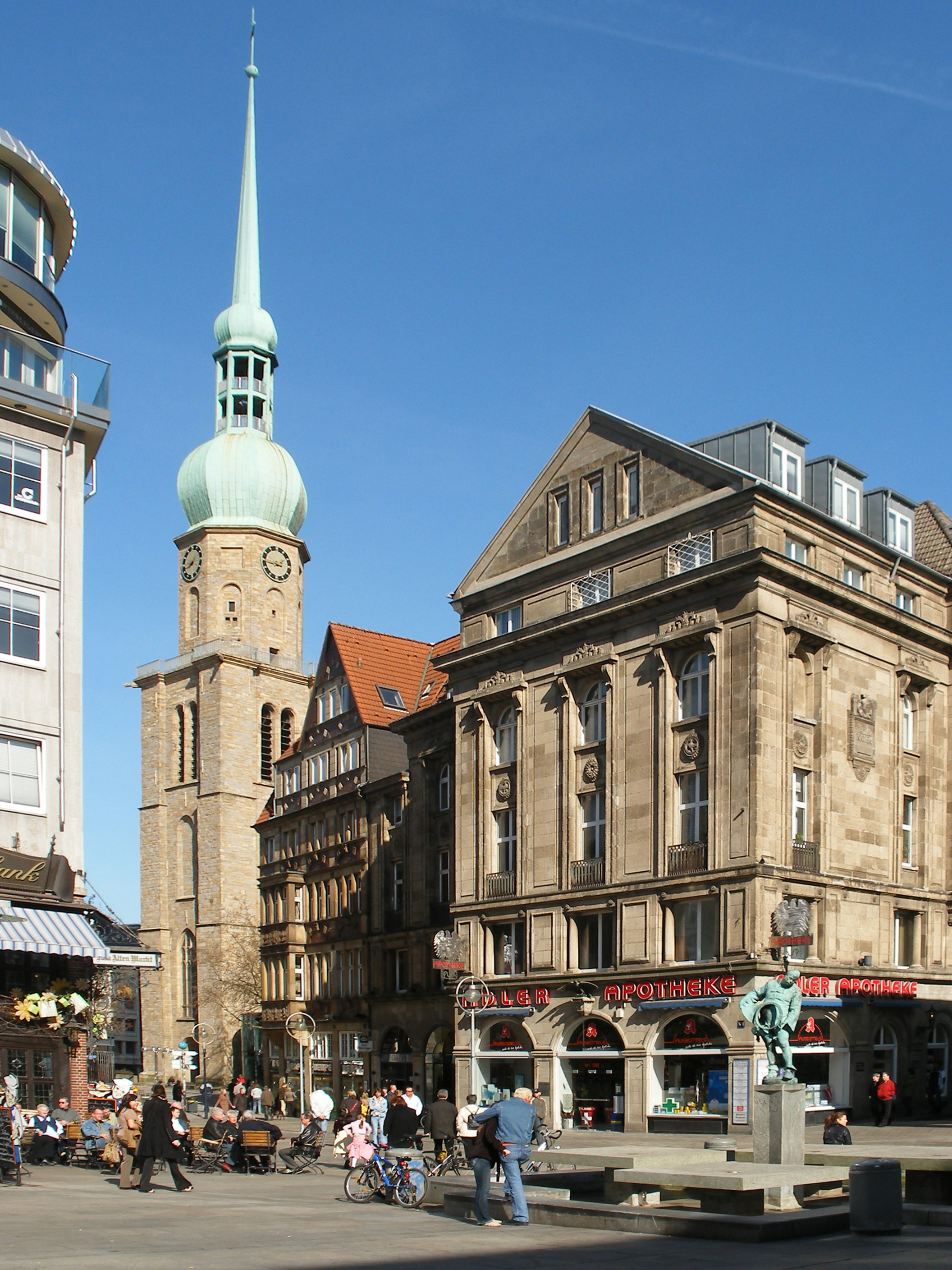
Alter Markt

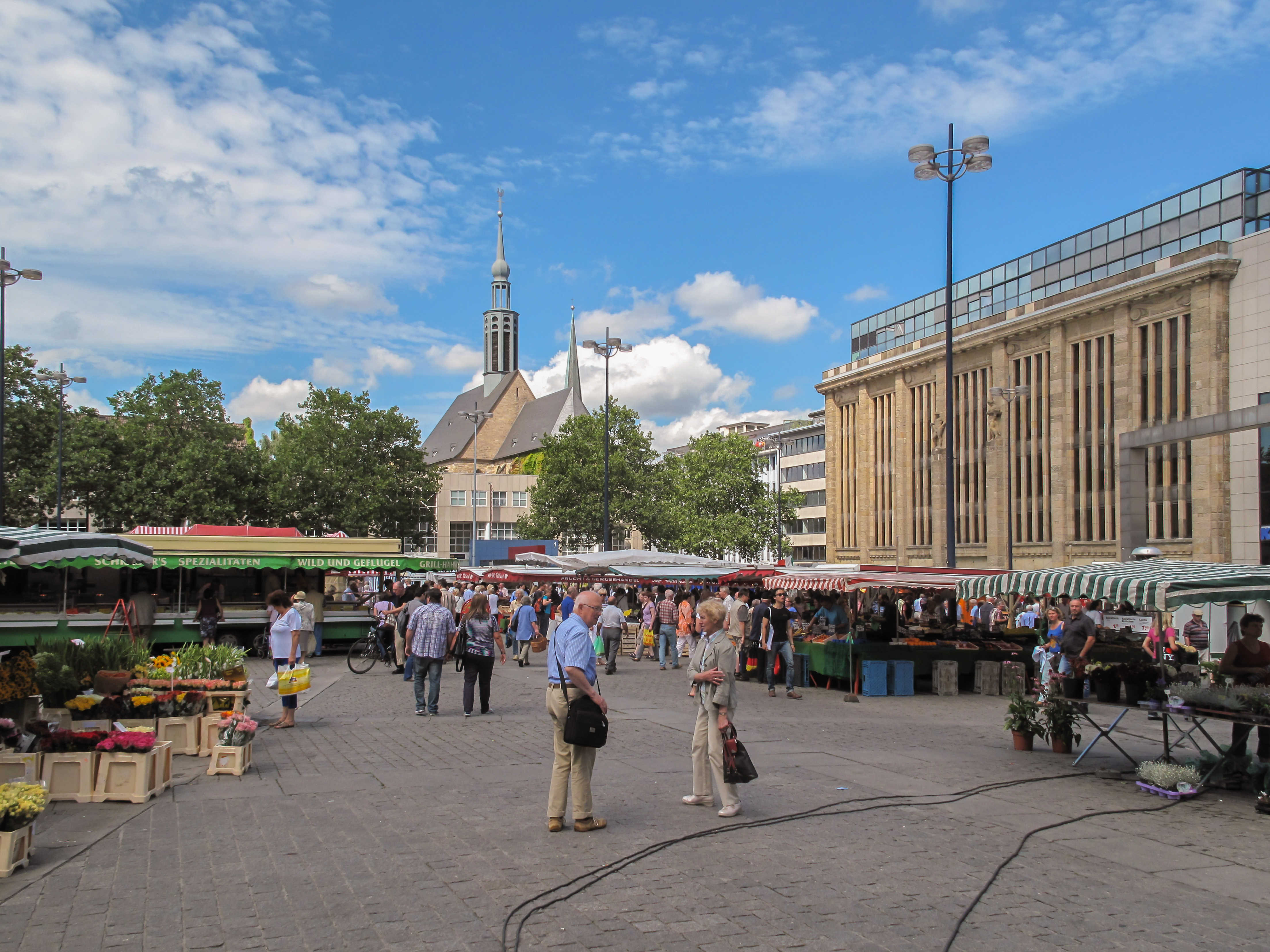
Hansaplatz

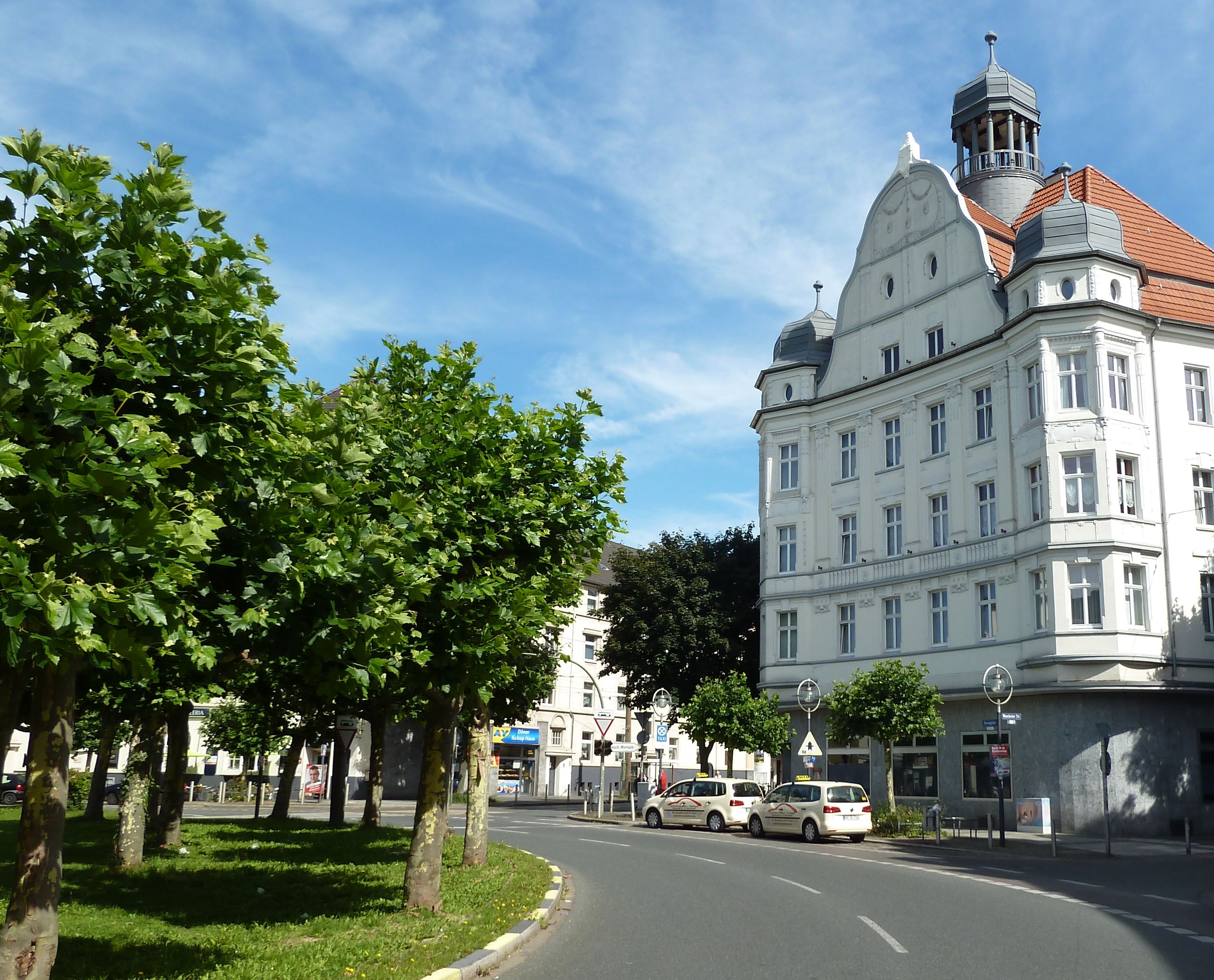
Borsigplatz

Wie jede Großstadt verfügt Dortmund über eine Vielzahl öffentlicher Plätze. Die Entstehungsgeschichte der verschiedenen Plätze ist dabei so unterschiedlich wie die Gestaltung. So war der Alte Markt eine Keimzelle der Stadt, andere Plätze entstanden während der Industrialisierung oder sind Produkt aktueller Stadtgestaltung. Die meisten liegen im Fußgängerbereich des historischen Stadtkerns.
Der Alte Markt bildet das historische Zentrum der Stadt. Um den Markt gruppierten sich im Mittelalter die historischen Zunft- und Gildenhäuser der Dortmunder Hanse-Kaufleute. Bis heute findet sich hier das Stammhaus der Privatbrauerei Dortmunder Kronen sowie die Adler Apotheke. Bis 1955 befand sich außerdem die Ruine des im Zweiten Weltkrieg zerstörten Alten Rathauses, das als das älteste steinerne Rathaus Deutschlands galt, und die Ruine der 1914 erbauten Städtischen Sparkasse, die nach dem Umzug in die Hansastraße bis 1943 als Bücherei benutzt wurde. Von beiden ehemals prachtvollen Gebäuden standen nach Kriegsende 1945 nur noch die Außenmauern. Heute dominiert rund um den Alten Markt die Gastronomie, die in den Sommermonaten annähernd den gesamten Platz bestuhlt. Der Alte Markt wird weiterhin häufig für Stadtfeste genutzt. Eine Besonderheit ist dabei der 1901 erbaute Bläserbrunnen, der an die Markttradition Dortmunds erinnert. Bereits im 12. Jh. wurde diese Stelle in der Stadt als Handelspunkt für Kaufleute, Handwerker und Bürger genutzt. Der Bläserbrunnen wurde dabei als Tränke für die Pferde der Markthändler angelegt. Seinen Namen bekam der Brunnen durch seine markante Figur auf seiner Mittelsäule, die von dem Berliner Prof. Gerhard Janensch geschaffen wurde. Sie soll dabei einen fahrenden Musikanten aus dem Mittelalter darstellen. 1964 wurde der Brunnen in der heutigen Form an der Ostseite des Alten Marktes angelegt, mit modernem Brunnenbecken, aber der alten Bläserfigur.
Im Südwesten an den Alten Markt anschließend befindet sich der Hansaplatz, der bis zum Ende des 19. Jahrhunderts noch Wickedeplatz hieß. Bevor dieser am Anfang des letzten Jahrhunderts zusammen mit dem Bau der Hansestraße entstand, verliefen durch diese Gegend zwei Straßenzüge mit einer dichten, kleinteiligen und dörflichen Bebauung. Anfang des 20. Jahrhunderts wurde mit dem Straßendurchbruch diese Bebauung abgebrochen und es entstanden repräsentative Neubauten wie das Althoffgebäude – heute Karstadt –, die Wandelhalle als Propstei-Arkaden, die Commerzbank und das Gebäude der ehemaligen Dresdner Bank. Heute findet auf dem Platz mittwochs, freitags und samstags der Wochenmarkt statt.
Der Friedensplatz ist der zentrale Veranstaltungsplatz der Stadt. Am Friedensplatz befinden sich wichtige städtische Einrichtungen wie das Rathaus, das aus rotem Sandstein erbaute Alte Stadthaus, die Berswordt-Halle, das Neue Stadthaus sowie die städtische Dortmund-Agentur. In der Mitte des Platzes ragt die Friedenssäule in den Himmel.
Rund um die Reinoldikirche liegen der Willy-Brandt-Platz, der Reinoldikirchplatz und der Platz von Leeds. Letzterer ist dabei einer von insgesamt fünf Plätzen in der Dortmunder Innenstadt, die nach einer Partnerstadt benannt sind. Weitere Plätze sind dabei der Platz von Buffalo, Platz von Amiens, Platz Rostow am Don und Platz von Netanya.
In der planmäßig angelegten Nordstadt sah der damalige Stadtbaumeister Brandhoff bereits 1858 elf „Schmuckplätze“ vor. Realisiert wurden der Borsigplatz, die Wiege des Ballspielvereins Borussia Dortmund, der Nordmarkt, der Hackländerplatz und der Freiherr-vom-Stein-Platz, bis 1990 Steinplatz. Hinzu kommt der Fredenbaumplatz als Zentraler Festplatz der Stadt an der Eberstraße.

#### Urbane Viertel

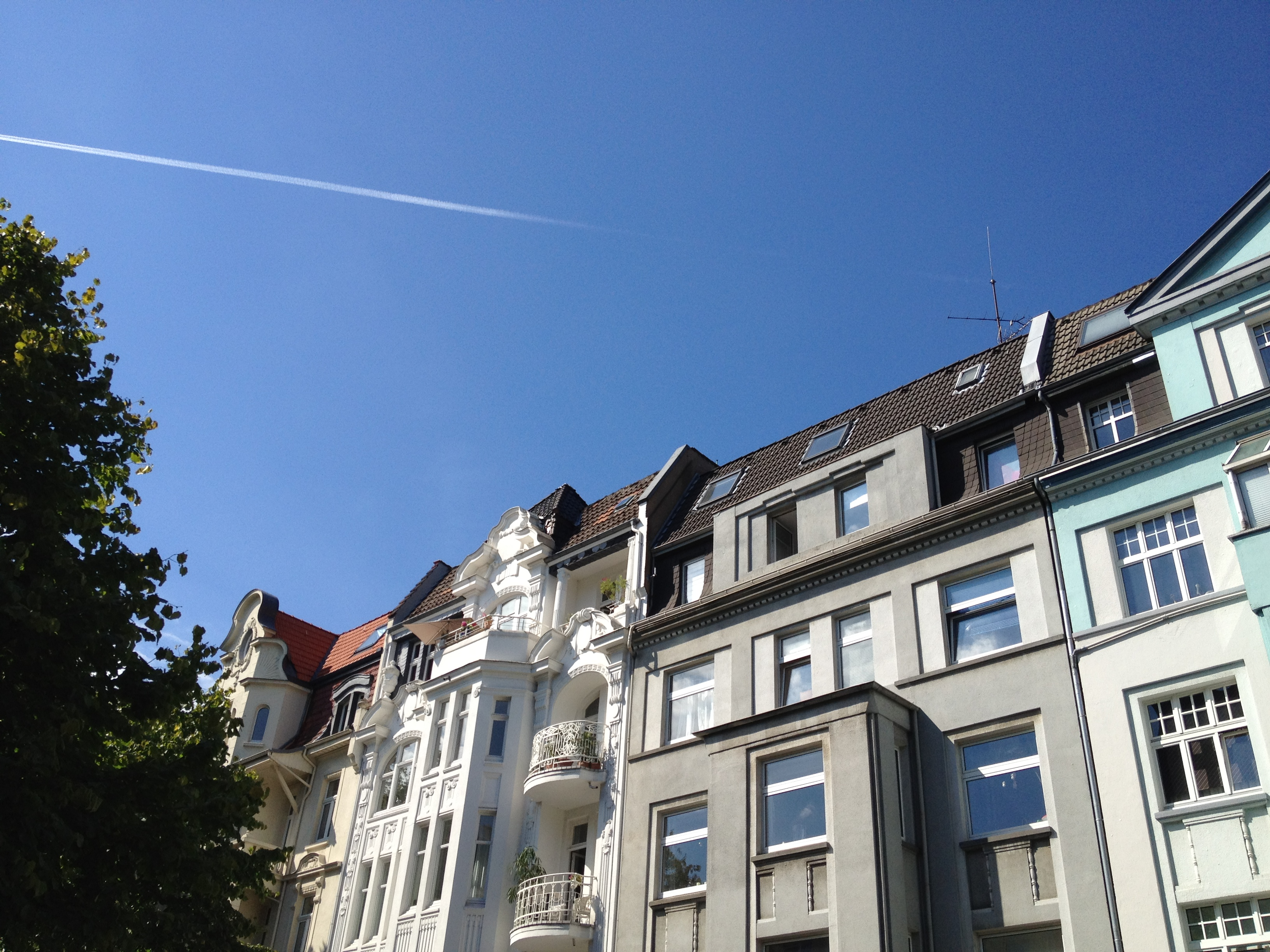
Typische Häuserfassaden im Kreuzviertel

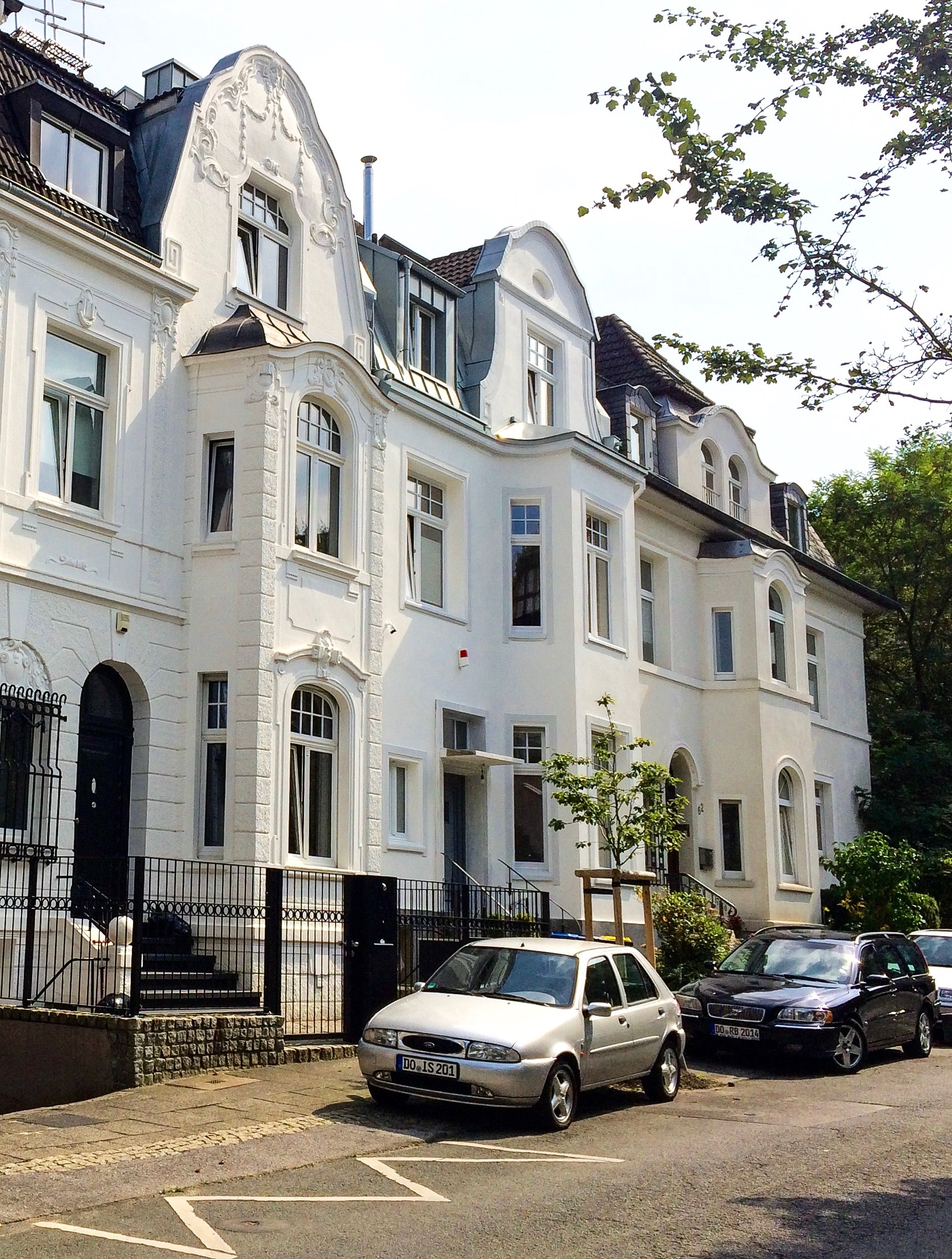
Bürgerhäuser im Kaiserviertel, Bismarckstraße

Die Dortmunder Innenstadt wurde im Zweiten Weltkrieg weitgehend zerstört. In den benachbarten Stadtvierteln, die meist zur Gründerzeit in urbaner Blockrandbebauung entstanden, haben sich zahlreiche Altbauten und eine lokale Stadtteilkultur erhalten.
Das Kreuzviertel im Südwesten der Innenstadt wurde zwischen 1904 und 1908 vom Beamten-Wohnungsverein bebaut und gilt noch heute als ein Wohnviertel der oberen Mittelschicht. Als Standort der Fachhochschule Dortmund und mit Nähe zur Universität ist das Kreuzviertel bei Studenten sehr beliebt. Im Stadtviertel macht sich dies durch eine vielfältige Szene von Cafés und Kneipen, vielfach mit Außengastronomie, bemerkbar. Die Kneipendichte zählt zu den höchsten im gesamten Ruhrgebiet. Bei Wahlen erzielen die Grünen im Kreuzviertel die höchsten Stimmenanteile in Dortmund.
Die Nordstadt wurde zwischen 1858 und 1913 als Arbeiterviertel errichtet und wird heute überwiegend von Migranten bewohnt, welche meist dort arbeiten oder ihre Geschäfte eröffnet haben. Nördlich des Dortmunder Hauptbahnhofs gelegen, ist die Nordstadt das größte zusammenhängende Gründerzeitviertel Nordrhein-Westfalens. Die Münsterstraße im Zentrum der Nordstadt ist eine Wohn- und Einkaufsstraße mit dem Motto „Dortmunds lebendiges Pflaster“. Sie ist durch die Mischung der Gastronomie aus verschiedensten Ländern bekannt geworden und besitzt touristisches Potenzial. Es gibt rund 150 Einzelhandels-, Gastronomie- und Dienstleistungsbetriebe aus verschiedensten Ländern und Kulturkreisen, das Münsterstraßenfest findet jährlich dort statt. Außerdem ist in der Nähe die Zentralmoschee Dortmund. Die Schützenstraße im Hafenviertel hat eine ähnliche Struktur mit multikultureller Gastronomie. Borsigplatz, Hoesch-Viertel und Hoesch-Park tragen die industrielle Entstehung des Stadtbezirks noch im Namen.
Das Kaiserviertel, aufgrund der gleichnamigen Geschäftsstraße auch Kaiserstraßenviertel genannt, befindet sich östlich der ehemaligen Wallanlagen Dortmunds und ist der judikative Schwerpunkt der Stadt. Neben dem Amtsgericht und Landgericht sind auch das italienische und südafrikanische Konsulat sowie das Landesoberbergamt hier angesiedelt. Inzwischen werden hier aufgrund vieler Gründerzeitbauten und Unternehmervillen die höchsten Miet- und Immobilienpreise innerhalb der Dortmunder Innenstadt erzielt. Der historische Kaiserbrunnen ist heute der Mittelpunkt des lebendigen Viertels mit vielen inhabergeführten Einzelhandelsgeschäften, Freiberuflern, Bars, Cafés und Restaurants.
Das Brückstraßenviertel ist der letzte Teil der Innenstadt, dessen Straßennetz aus der Vorkriegszeit erhalten geblieben ist. Als Kinomeile und Standort zahlreicher Diskotheken hatte die Brückstraße ein zwielichtiges Image. Auch eine über die Stadt hinaus bekannte offene Drogenszene war bis Mitte der 1990er Jahre hier aktiv. Mit der Ansiedlung hochwertiger kultureller Einrichtungen (Konzerthaus, Volkshochschule und Orchesterzentrum NRW) und einem Quartiersmanagement durch die Stadt konnte hier eine gegenläufige Entwicklung eingeleitet werden. Heute präsentiert sich die Brückstraße als moderne, hochfrequentierte Einkaufsstraße mit einem multikulturellen Hintergrund als auch ein aktives Nachtleben mit Bars und Szenekneipen.

#### Parks und Grünflächen

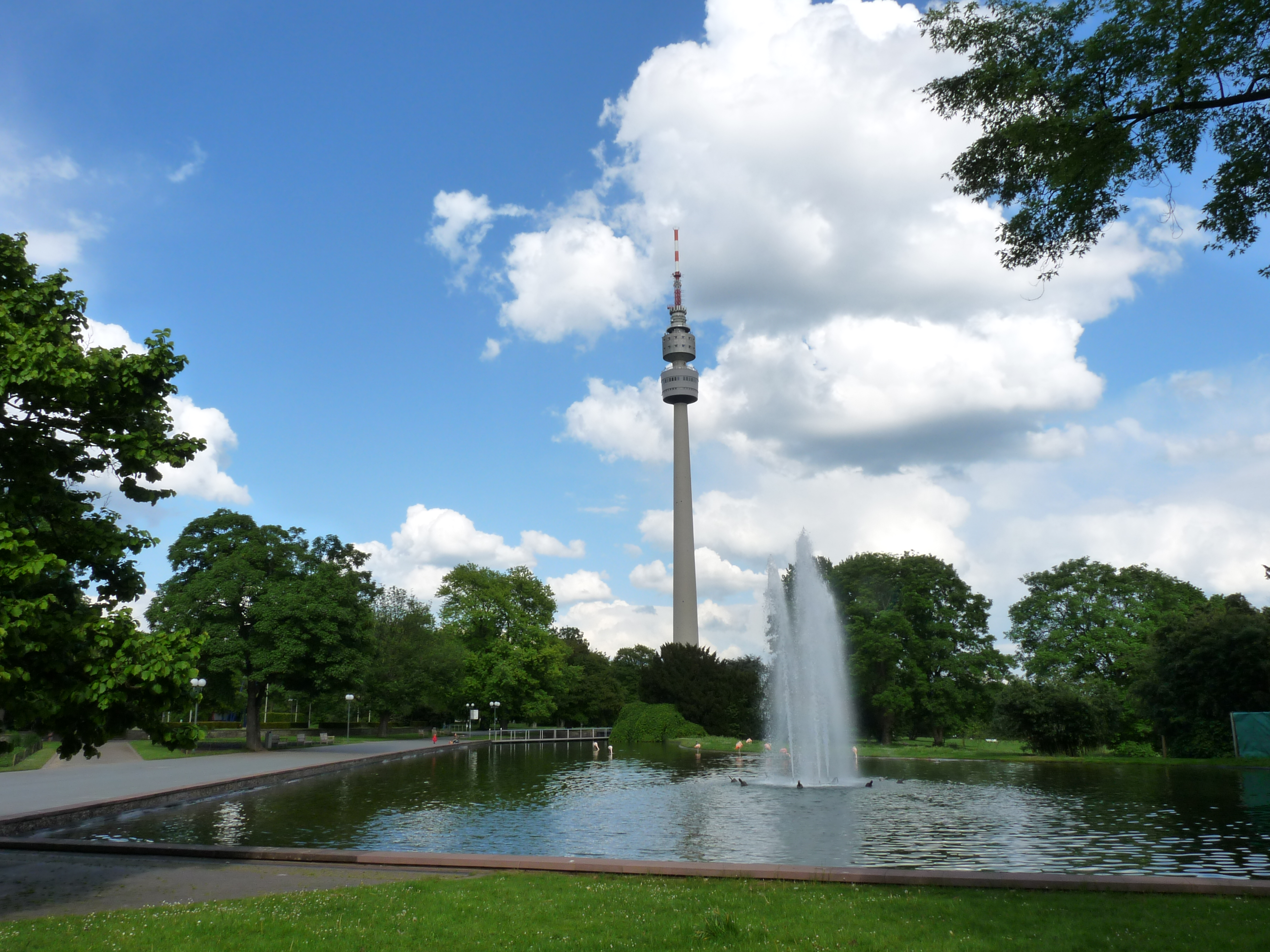
Westfalenpark

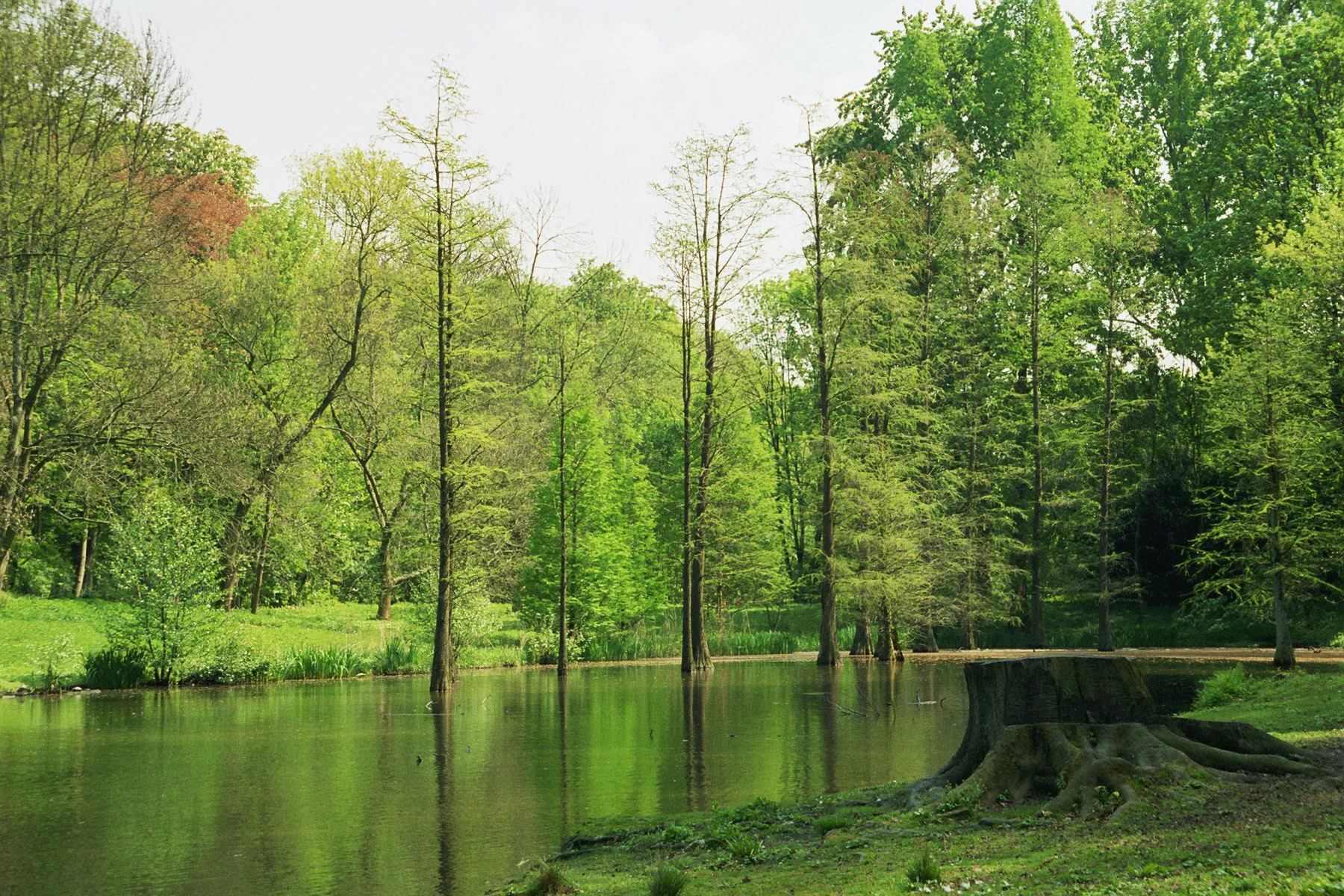
Rombergpark

1897 entstanden aus einem patriotischen Zeitgeist überall im Ruhrgebiet sogenannte Kaisergärten, etwa in Oberhausen. Der Dortmunder Kaiserhain lag südlich der Bundesstraße 1. Auf diesem Gelände entstand 1959 zur Bundesgartenschau der Westfalenpark mit dem Deutschen Rosarium und dem Florianturm. In dem 75 Hektar großen Park fanden 1969 und 1991 weitere Bundesgartenschauen statt.
Etwa zwei Kilometer südlich, auf dem Gelände des Schlossparks des ehemaligen Schlosses Brünninghausen, findet sich der etwa 65 Hektar große Rombergpark. Er entstand als Botanischer und Englischer Landschaftsgarten und ist insbesondere für seine Gehölzsammlung bekannt. Als Besonderheit finden sich in dem naturnah belassenen Park ein Heilkräutergarten sowie eine künstliche Moor-Heide-Landschaft.
Das Gelände zwischen Westfalenpark und Rombergpark, früher Standort des Stahlwerks Phoenix-West, wird momentan renaturiert. Das Zusammenwachsen der beiden großen Dortmunder Parks wird damit vorbereitet.
Auch der Dortmunder Zoo gehört zu dieser großen städtischen Grünfläche. Am südlichen Ende des Rombergparks liegt der früher als „Tierpark Dortmund“ bekannte Zoo. Auf einer Gesamtfläche von 28 Hektar finden sich 1.840 Tiere in 265 Arten. Schwerpunkt des Zoos sind Haltung und Zucht südamerikanischer Tierarten.
Die größte Dortmunder Grünanlage ist mit 135 Hektar der weiterhin als Friedhof genutzte Hauptfriedhof. Auf dem im historistischen Stil entstandenen Friedhof finden sich große, freie Rasenflächen, landschaftsarchitektonisch interessante Sichtachsen und alter Baumbestand.
Der innenstadtnahe Ostenfriedhof verfügt über alten Baumbestand und eine Vielzahl historischer Gräber berühmter Dortmunder Bürger.
In der Dortmunder Nordstadt lädt der Fredenbaumpark auf dem Gelände des ehemaligen Stadtwalds Westerholt und der Freizeitanlage Lunapark auf 63 Hektar zu ausgedehnten Spaziergängen und Erholung ein. Eine Öffnung des Fredenbaumparks zum Wasser wurde 2007 mit URBAN-II-Mitteln realisiert. Im Nordwesten wurde der Park zum Dortmund-Ems-Kanal und den dortigen Ruderhäusern ausgeweitet.
Auch der Hoeschpark liegt im Dortmunder Norden. In der 1937 vom Reichsarbeitsdienst in unmittelbarer Nähe der Westfalenhütte und des Borsigplatzes angelegten Grünanlage finden sich zahlreiche Sportanlagen und das Warmwasserfreibad Stockheide. Nach dem Verkauf durch den Thyssen-Konzern an die Stadt wird der Park momentan saniert und wieder hergerichtet.
Der 1811 als Westentotenhof in der westlichen Innenstadt angelegte Westpark lädt mit Biergarten und Boulebahnen zum sommerlichen Verweilen ein. Ebenso wie der nahe gelegene Tremoniapark auf dem Gelände der ehemaligen Zeche Tremonia, dessen große Wiese als Liegewiese und Fußballplatz genutzt wird. Beide Grünanlagen werden insbesondere von der jüngeren Bevölkerung als Treffpunkt für Erholung und freundschaftliches Beisammensein genutzt.
Auch der Revierpark Wischlingen und das Naturschutzgebiet Hallerey liegen im Westen der Stadt.
Von der Volksgartenbewegung Ende des 18. Jahrhunderts zeugen die Volksgärten Mengede und Lütgendortmund.
In der Dortmunder Peripherie an den Grenzen zu Sauerland und Münsterland liegen die ausgedehnten Waldgebiete Bolmke, Stadtwald Bittermark, Schwerter Wald, Niederhofer Wald, Grävingholz, Kurler Busch, Rahmer Wald und das Wannebachtal. Ein wichtiges Naherholungsgebiet ist auch der Ortsteil Syburg mit Burgruinen, dem Kaiser-Wilhelm-Denkmal, dem Spielcasino, einer Naturbühne und einem Lehrpfad zur Bergbaugeschichte. Südlich der Hohensyburg fällt das Gelände steil zum Hengsteysee mit Bootsrevieren und Wanderwegen ab.

#### Sportstätten

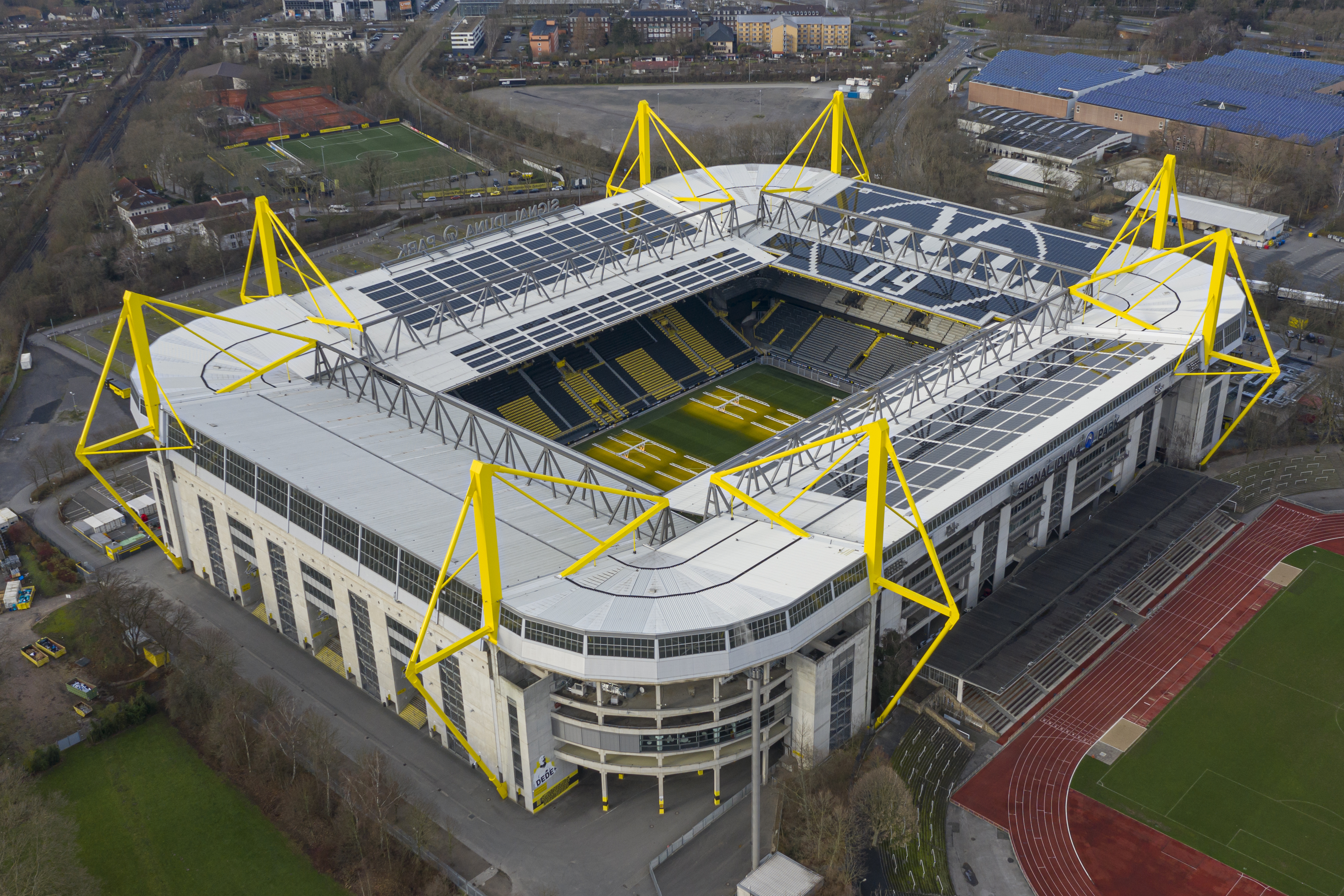
Westfalenstadion (zurzeit Signal Iduna Park)

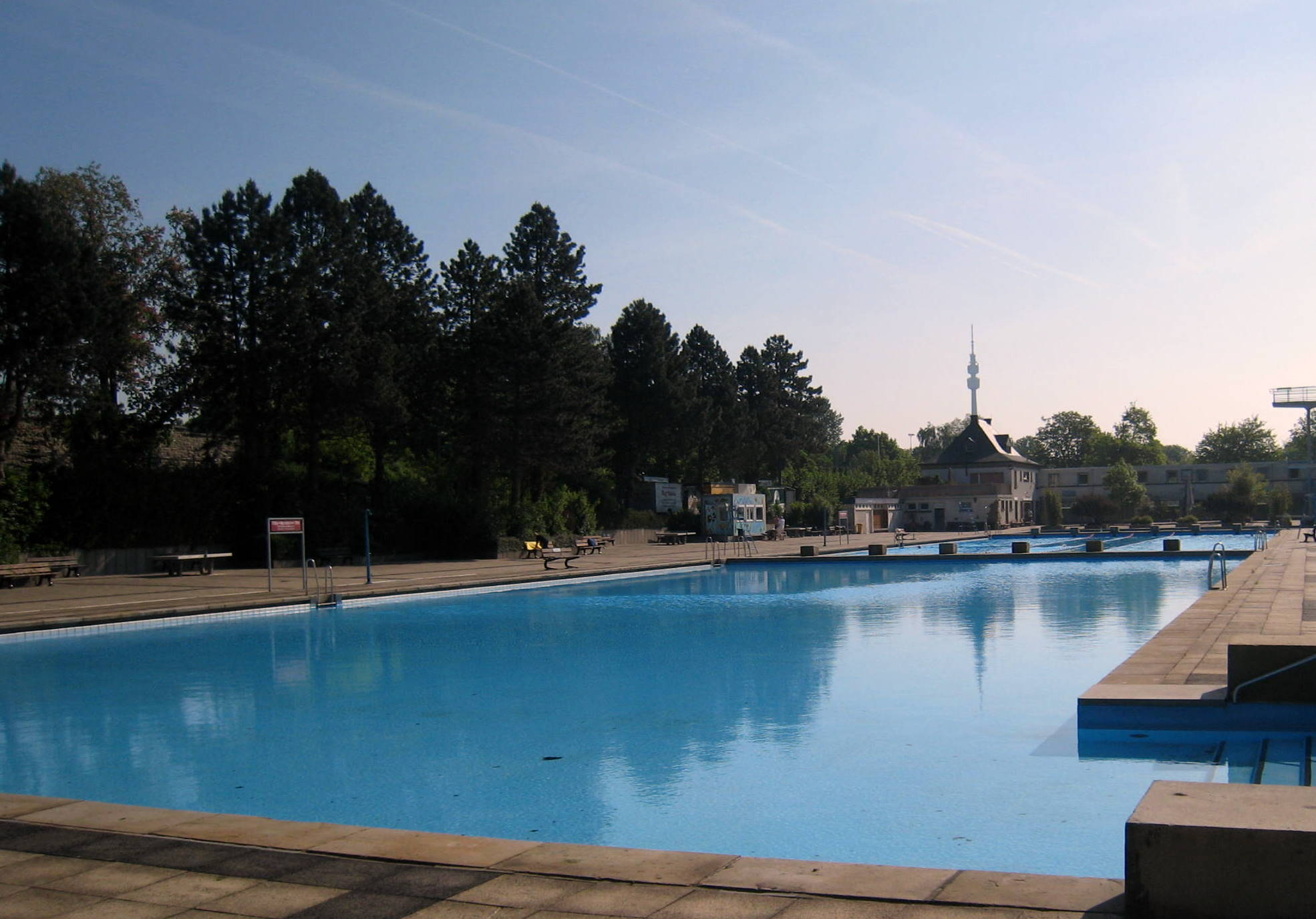
Volkspark mit dem angrenzenden Stadion Rote Erde

Nachdem die ersten Pferderennen bereits 1887 an der Hobertsburg am Fredenbaum stattgefunden hatten, wurde 1913 die Galopprennbahn Dortmund mit einer Sand- und Rasenbahn in Wambel eröffnet. Die historische Rennbahn ist Austragungsort des Deutschen St. Leger.
Die erste Sportstätte des Ballspielvereins Borussia Dortmund (BVB) war die Weiße Wiese an der Westfalenhütte im Dortmunder Norden. Dieses erste Stadion der Borussia bot 1924 als Sportpark Borussia Platz für 18.000 Zuschauer. 1937 wurde das Sportgelände von den Nationalsozialisten enteignet und der Reichsarbeitsdienst begann hier mit der Errichtung des Hoeschparks. An die Weiße Wiese erinnert heute nur noch eine Gedenktafel im Freibad Stockheide nahe dem Hoeschpark.
Die 1926 neu erbaute Kampfbahn Rote Erde im bürgerlichen Süden der Stadt wurde neue Spielstätte des BVB. Das Stadion Rote Erde war Teil des Volksparks Dortmund und beruhte auf der städtebaulichen Planung des Baurats Hans Strobel. Zum Dortmunder Volkspark gehörten zur damaligen Zeit ebenfalls die Westfalenhalle, die Rosenterrassen und das seit 2007 unter Denkmalschutz stehende Volksbad Dortmund unmittelbar südlich der alten Reichsstraße 1. Seine großen Zeiten erlebte das Stadion Rote Erde mit den Erfolgen der Borussia Mitte der 1960er Jahre. Mit hölzernen Behelfstribünen wurde die Zuschauerkapazität auf 42.000 Menschen angehoben. Nach dem Umzug Borussia Dortmunds in das Westfalenstadion diente die Rote Erde bis in die 1990er Jahre als Trainingsstätte für die Profimannschaft des BVB. Heute dient das Stadion, mit einer Kapazität von 25.000 Zuschauern, als Leichtathletikstadion und ist Austragungsort nationaler und internationaler Wettkämpfe. Außerdem dient es als Spielstätte für die in der 3. Liga spielende zweite Mannschaft von Borussia Dortmund.
Zur Fußball-Weltmeisterschaft 1974 wurde das Westfalenstadion mit einer Kapazität von 54.000 Zuschauern neu errichtet. Ein reines Fußballstadion im Stil der 1970er Jahre aus Beton, und doch wurde es von der Bevölkerung und den Fans enthusiastisch angenommen. Trotz ausbleibender Erfolge der Borussia und einer Zeit in der Zweiten Bundesliga wurden Besucherrekorde gefeiert. Mit den Erfolgen Borussia Dortmunds Mitte der 1990er Jahre begann der sukzessive Ausbau des „Fußballtempels“. Das Westfalenstadion ist heute mit einer Zuschauerkapazität von 81.365 (bei internationalen Spielen 65.851) Zuschauern das größte Fußballstadion Deutschlands. Eine Besonderheit und äußerst sehenswert ist die Südtribüne. Als größte Stehplatztribüne Europas ist sie die Heimat der Fans der Borussia. Auch 2006 war das Stadion Spielstätte bei der Weltmeisterschaft. In Dortmund fanden sechs Spiele inklusive einer Achtel- und einer Halbfinalbegegnung statt. Die Kapazität wurde für alle sechs Spiele aus Sicherheitsgründen auf 60.285 (alles Sitzplätze) reduziert. Das Stadion war nach dem Olympiastadion Berlin die zweitgrößte Spielstätte der Weltmeisterschaft.

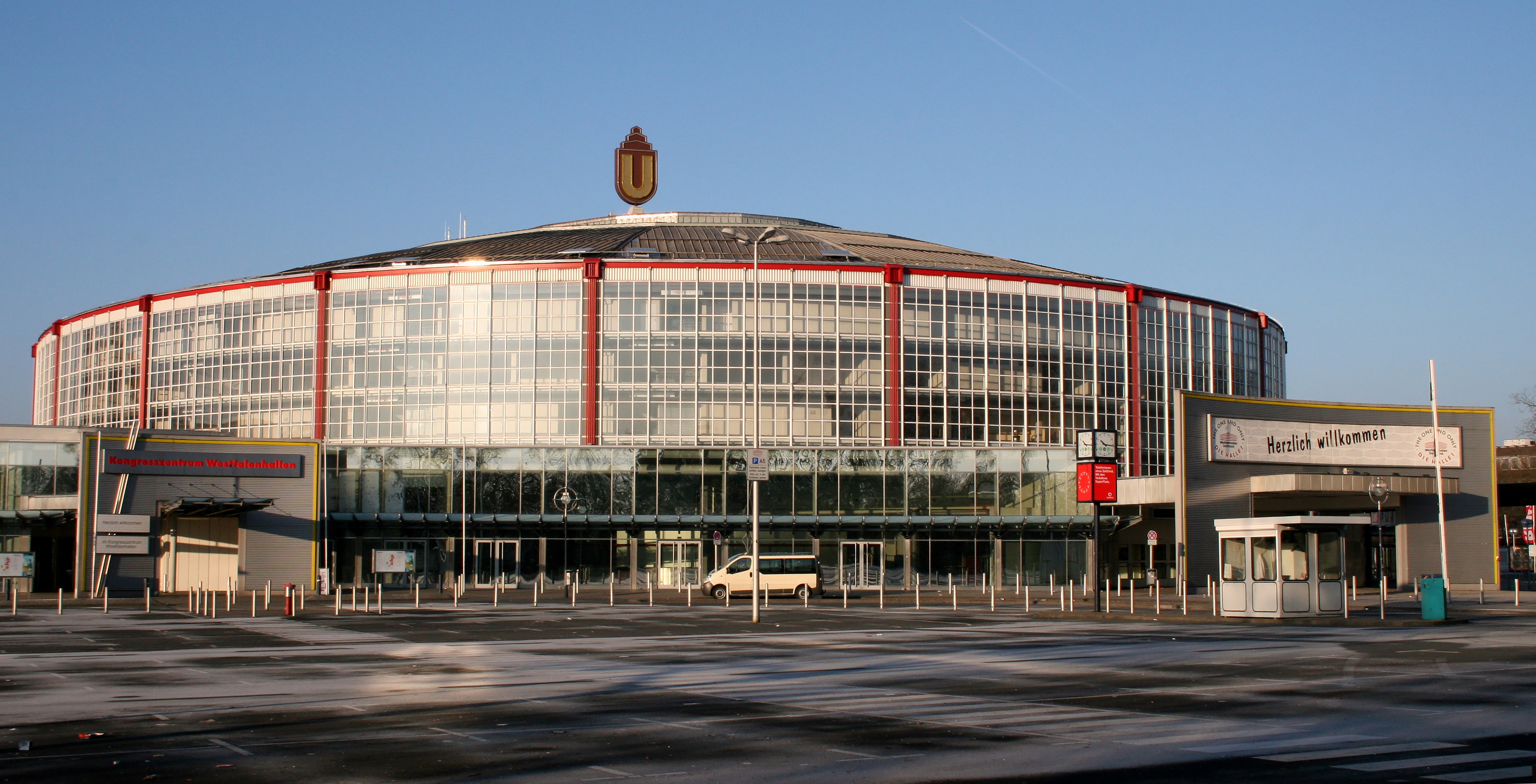
Westfalenhalle

Die Westfalenhalle wurde als hölzerne Rundhalle durch Baurat Strobel in den 1920er Jahren errichtet. Mit einer Kapazität von 15.000 Zuschauern war sie zeitweilig das größte Hallengebäude Europas. Legendär ist der Weltmeisterschaftskampf von Max Schmeling im Jahre 1927. Im Zweiten Weltkrieg wurde die Halle als Kriegsgefangenenlager missbraucht, bei der Bombardierung der Halle durch die Alliierten kamen zahlreiche Gefangene ums Leben. Schon kurz nach dem Krieg wurde die Halle neu errichtet. 1952 wurde die neue Halle, erbaut als freitragende Dachkonstruktion mit einer Kapazität von 20.000 Zuschauern, durch Bundespräsident Theodor Heuss ihrer Bestimmung übergeben. Heute ist die Halle Teil des Messezentrums Westfalenhallen mit insgesamt neun Veranstaltungshallen.
Der Bundesstützpunkt Dortmund am Dortmund-Ems-Kanal ist nationale Trainingsstätte für den Rudersport. In den Gebäuden des Ruderclub Hansa von 1898 trainieren Teile der Nationalmannschaft des Deutschen Ruderverbandes (DRV) für internationale Wettkämpfe.

### Theater

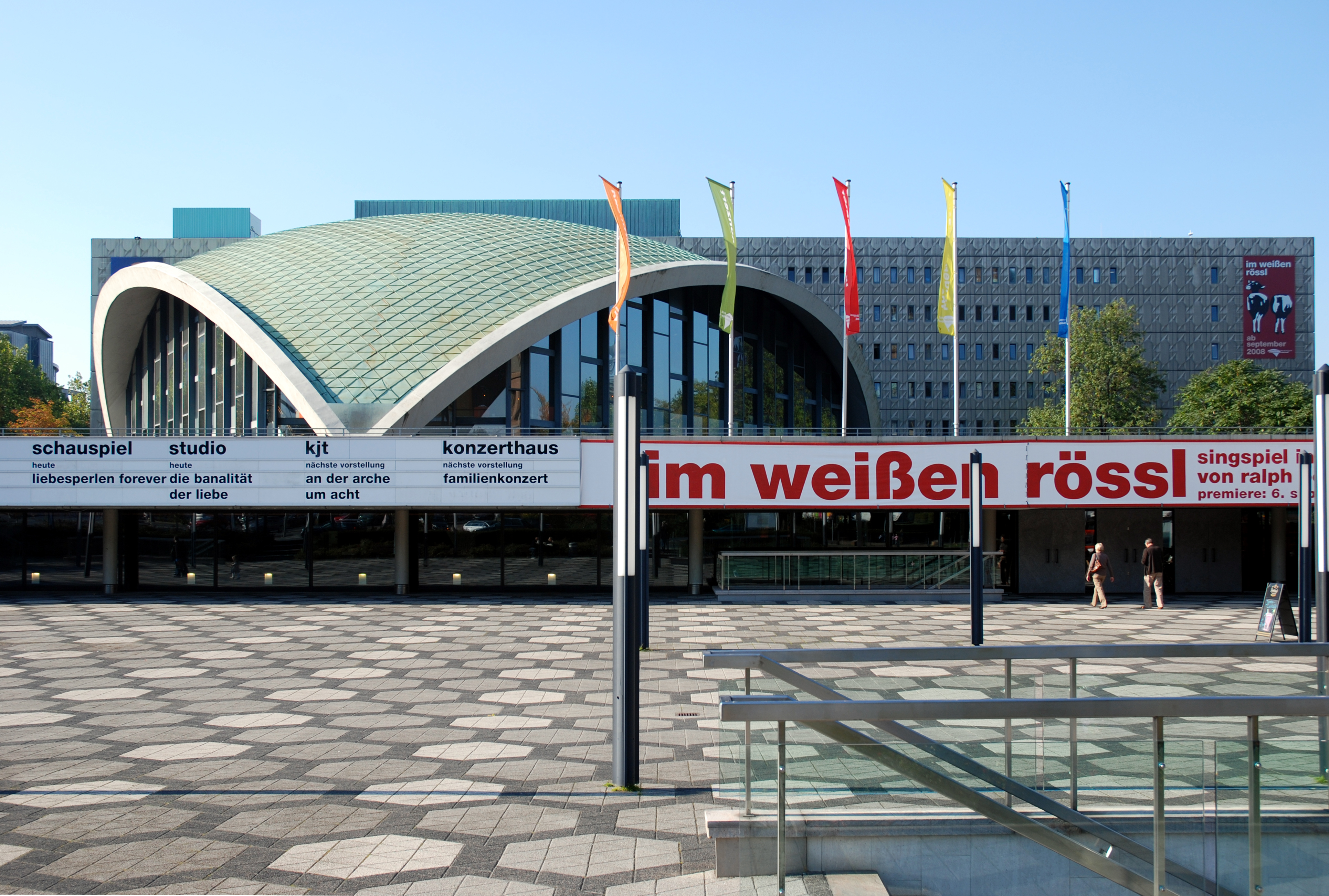
Opernhaus am Platz der Alten Synagoge

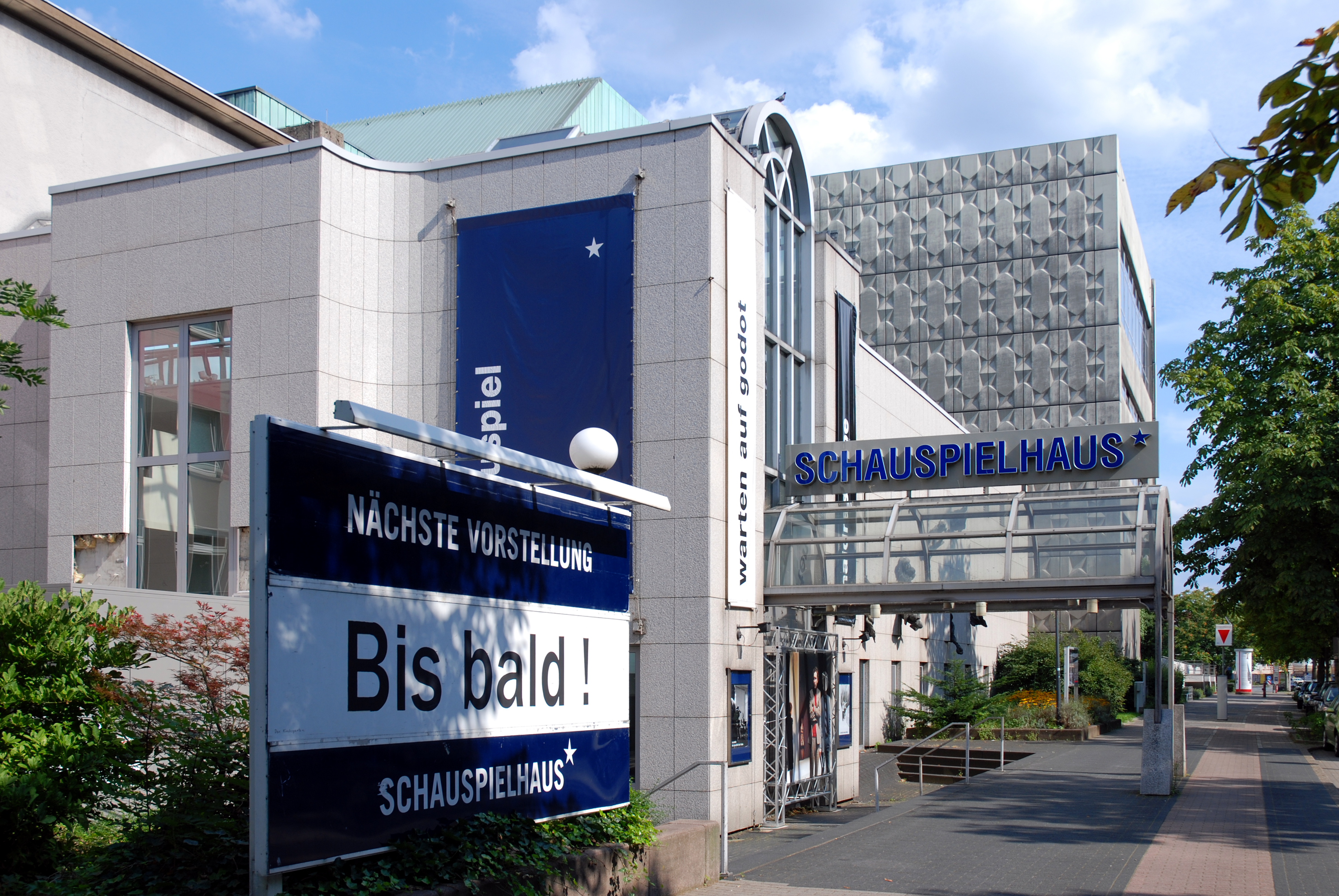
Schauspielhaus am Hiltropwall

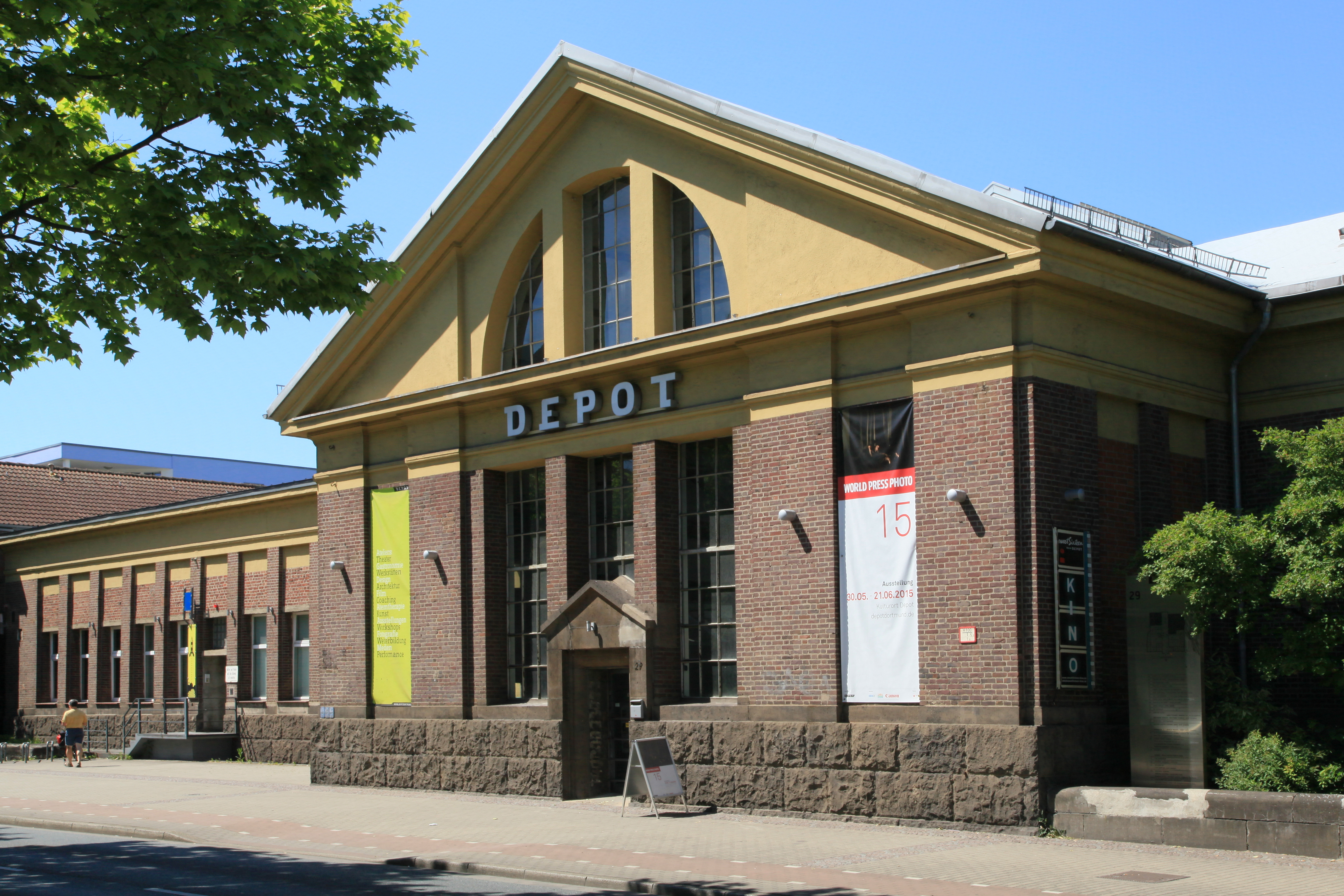
Depot in der Nordstadt

Das 1904 gegründete Theater Dortmund bietet Oper, Ballett, Schauspiel und ein Kinder- und Jugendtheater. Auf dem Gelände der alten Synagoge wurden nach dem Zweiten Weltkrieg die Spielstätten Opernhaus, Schauspielhaus und die Studiobühne neu errichtet und galten als wichtiges Symbol des Wiederaufbaus der kriegszerstörten Stadt. Ein Gedenkstein vor dem im Jahr 1966 eingeweihten Opernhaus erinnert an die Zerstörung der Synagoge im Jahr 1938. Das Kinder- und Jugendtheater „Theater Sckellstraße“ hat seine Spielstätte an der gleichnamigen Straße in unmittelbarer Nähe des Westfalenparks. In den nächsten ist es geplant, den Standort zu schließen und das Kinder- und Jugendtheater in die Innenstadt zu verlagern. Ziel ist es, mit der „Jungen Bühne Westfalen“ bzw. dem Kinder- und Jugendtheater am Hohen Wall einen großen Oper-Theater-Komplex entstehen zu lassen, der alle Bühnen an einem zentralen Ort vereinigt.
Das Ensemble Fletch Bizzel wurde 1979 gegründet. Seit 1985 verfügt das Theater Fletch Bizzel über eine eigene Bühne am Alfons-Spielhoff-Platz. Neben eigenen Inszenierungen des Ensembles werden im Theater regelmäßig Kindertheater- und Puppentheaterproduktionen gezeigt. Zum Theater gehören eine Galerie und eine Kulturwerkstatt, die als Weiterbildungsstätte im Bereich Theater, Tanz und Gesang dient. Die bekannteste Produktion des Theaters ist die alljährlich in der Zeche Zollern stattfindende Veranstaltungsreihe Geierabend.
In einem ehemaligen Straßenbahndepot an der Immermannstraße in der Dortmunder Nordstadt hat das Theater im Depot seine Spielstätte gefunden. Die sich als Zentrum der freien Theaterkunst verstehende Bühne bietet seit Januar 2001 zum großen Teil Eigenproduktionen, aber auch andere freie Theatergruppen ohne eigene Spielstätte finden hier ein Zuhause. Eine Theaterwerkstatt mit Kursen und Workshops für Amateure und Laienschauspieler rundet das Programm ab.
Das private Theater Olpketal ist die Heimatbühne des Dortmunder Originals Bruno Knust, genannt Günna. Der aus Funk und Fernsehen bekannte Günna widmet sich in seinen mit viel Lokalkolorit gewürzten Produktionen immer wieder den Themen Ruhrgebiet, den Bewohnern dieser Region sowie dem Fußball. Er ist ebenfalls Autor regelmäßiger Kolumnen in den Ruhr Nachrichten.
Über die landschaftlich schönste Spielstätte verfügt die Naturbühne Hohensyburg mitten im Syburger Wald am Fuße der Hohensyburg. Seit 1952 werden hier in den Sommermonaten unterschiedliche Inszenierungen für große und kleine Theaterfreunde von Laienschauspielern aufgeführt. Seit 2003 wird in den Wintermonaten die Spielsaison im Studio der Naturbühne fortgesetzt.

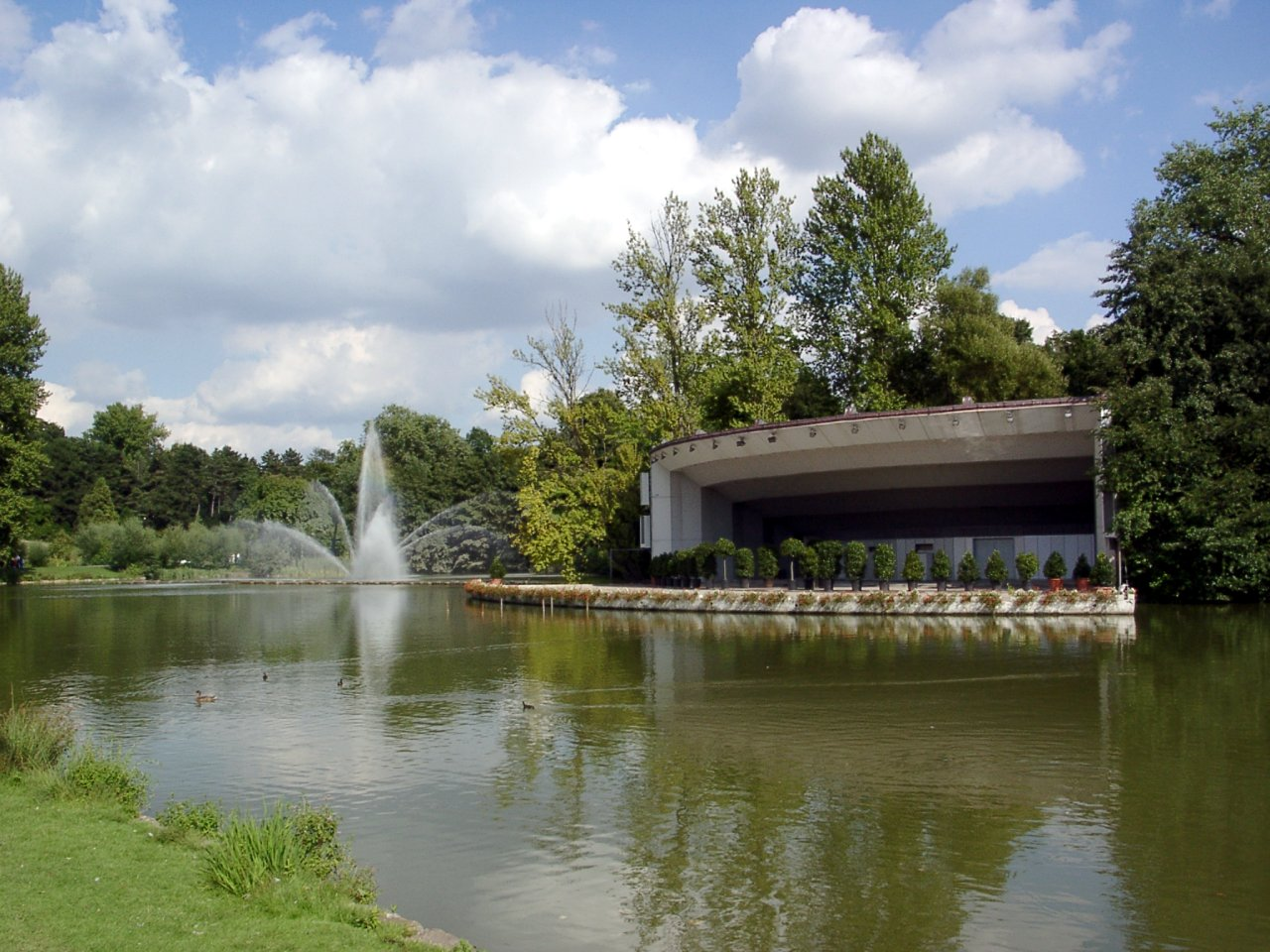
Seebühne im Westfalenpark

Die „Schule für Tanzkunst“ bildet das Tanztheater Cordula Nolte. In einer historischen Turnhalle an der Rheinischen Straße finden seit 1998 regelmäßig Tanztheaterinszenierungen auf einer privaten Studiobühne statt.
Das Roto-Theater im Herzen der Dortmunder Nordstadt legt neben musikalischen Inszenierungen und Komödien seinen Schwerpunkt auf literarische Programme.
Das Hansa Theater ist ein Theater im Dortmunder Stadtteil Hörde. Hier werden insbesondere musikalische Revuen, Musicals und Kabarett gezeigt.
Das mit nur 45 Plätzen kleinste Dortmunder Theater ist das Nostalgische Puppentheater im Westfalenpark.
Weitere Dortmunder Spielstätten sind:
- Harenberg City-Center
- Fritz-Henßler-Haus
- Märchenbühne
- Aula am Ostwall

### Musik

#### Baulichkeiten und Einrichtungen

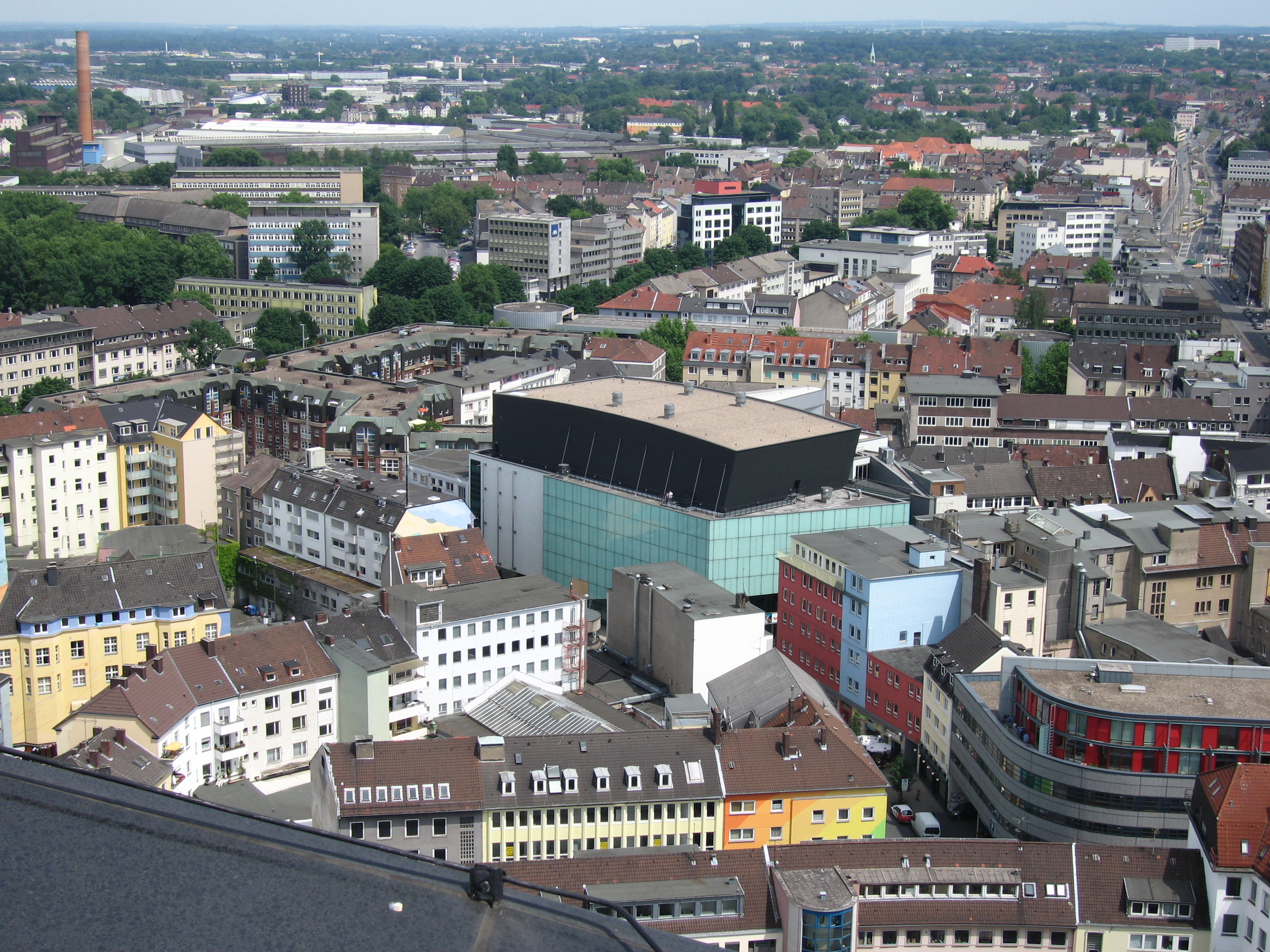
Konzerthaus im Brückstraßenviertel

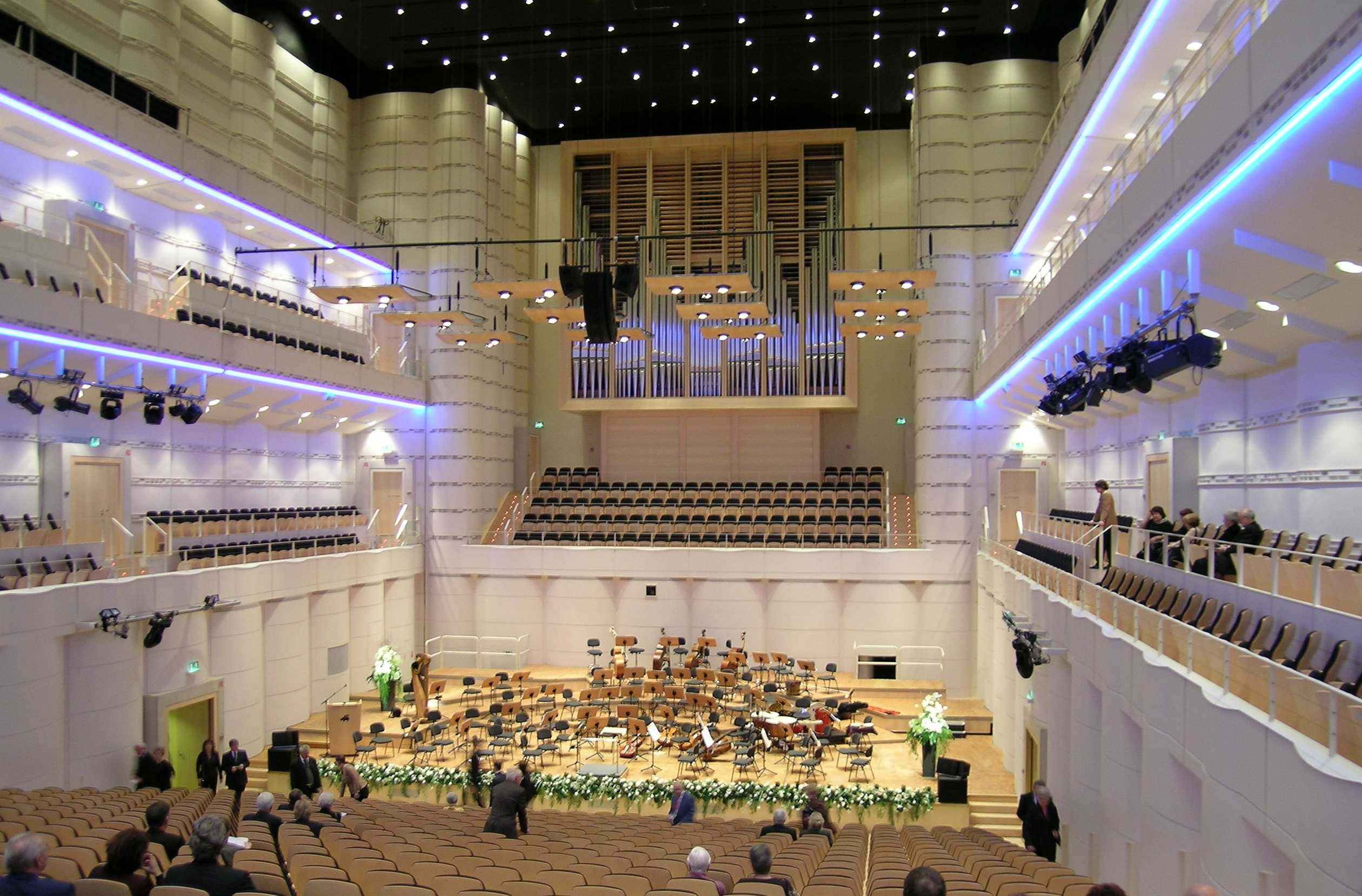
Innenansicht des Konzerthauses

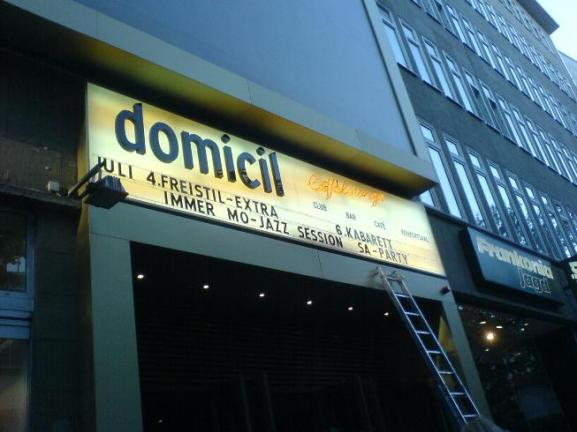
Jazzclub Domicil

Das 2002 eröffnete, neu erbaute Konzerthaus Dortmund gilt als Leuchtturmprojekt der Dortmunder Musikkultur. Darüber hinaus zählt es seit dem Jahr 2014 zum europäischen Spitzenverband der European Concert Hall Organisation (ECHO). Das in einer modernen Stahl-Glas-Architektur errichtete Konzerthaus verfügt über 1500 Plätze und gilt als Klangkörper mit einer herausragenden Akustik.
Die Dortmunder Philharmoniker wurden im Jahr 1887 gegründet. Das Ensemble tritt auf der Bühne des Konzerthaus Dortmund und im städtischen Opernhaus auf. Daneben werden Gastspiele durchgeführt.
Das 1968 von der Stadt Dortmund eröffnete Freizeitzentrum West (FZW) bietet jährlich über 250 Veranstaltungen für verschiedene jugendliche Subkulturen und musikalische Szenen. Im FZW spielen neben regionalen Größen regelmäßig internationale Künstler verschiedener Musikrichtungen. Als einer der ersten Clubs Deutschlands erkannte das FZW früh den Bedarf mittelalter Menschen an guter Musik und Tanz und gründete den Club30. Das Electronic Music Festival Juicy Beats hat in der Clubkultur des FZW seinen Ursprung.
Seit 1969 existiert der Jazzclub domicil. Ursprünglich in den Kellerräumen einer Kindertagesstätte beheimatet, fand dieser 2005 eine Heimat im früheren Studio-Kino im Westfalenhaus an der Hansastraße. Der als Verein organisierte Jazzclub veranstaltete in seiner Geschichte unzählige Konzertveranstaltungen mit regionalen und internationalen Interpreten. Die Webseite des Clubs verfügt über ein umfangreiches Veranstaltungsarchiv. Der WDR und der Deutschlandfunk nutzen den Club regelmäßig zu Konzertmitschnitten. Das renommierte New Yorker Jazzmagazin Down Beat zählt das domicil zu den 100 besten Jazzclubs der Welt.
Das Jugendjazzorchester NRW wird 1975 mit dem Ziel der Nachwuchsförderung als erstes Jugendjazzorchester Deutschlands etabliert. Von den mittlerweile mehr als 500 Künstlern, die im JugendJazzOrchester ihre ersten Meriten sammelten, hat gut ein Drittel den Weg des professionellen Musikers eingeschlagen.
Auf eine mittlerweile mehr als 50-jährige Geschichte konnte die Jazzband Siggi Gerhard-Swingtett zurückblicken. Im 1948 gegründeten Hot Club Dortmund fanden Siggi Gerhard und Hilbert Homberg zueinander und gründeten die bis 2013 bestehende Formation, die mit ihrem eingängigen Swing große Popularität und Auftritte im WDR und beim Deutschen Jazzfestival hatte.
Der Ausbildung von Musikern widmet sich die Musikschule Dortmund. 1951 als Jugendmusikschule gegründet, blickt die Musikschule Dortmund auf eine lange Geschichte zurück. Unter der Leitung von Direktor Stefan Prophet unterrichten 250 Musikpädagogen im Hauptgebäude an der Steinstraße sowie in über 100 Außenstellen im gesamten Stadtgebiet Kinder, Jugendliche und Erwachsene (13.000 Belegungen). Die Musikschule Dortmund weist ein Produktportfolio in fünf Angebotssäulen auf: „MusikschulStart“, „Angebote in Schulen“, „Instrumental- und Vokalunterricht“, „House of Pop“ mit Glen Buschmann Jazz Akademie und Pop School sowie „Projekte, Wettbewerbe, Veranstaltungen“.
Der Internationale Schubert-Wettbewerb für Pianisten wird seit 1987 veranstaltet.

#### Bands und Interpreten
Cochise war eine Band aus Dortmund, die sich Ende der 1970er Jahre bis Ende der 1980er Jahre mit politischen Pop- und Folksongs einen Namen machte und vor allem in der linksalternativen Szene der Neuen Sozialen Bewegungen populär war.
Die Conditors waren eine Rockband aus Dortmund, die in den 1980er Jahren Bekanntheit erlangte. Ihr Stil war bei Rock und New Wave einzuordnen.
Heute wird die vielfältige unabhängige Musikszene durch Bands und Interpreten wie Cosmo Klein, Sasha, Too Strong, Orange but Green oder Axxis deutschlandweit wahrgenommen.

#### Chöre
Dortmund verfügt über eine Vielzahl von Chören, die teilweise im Verband Deutscher Konzertchöre oder im Chorverband Nordrhein-Westfalen Mitglied sind. Der Dortmunder Oratorienchor wurde 1899 als „Lehrer-Gesangverein Dortmund“ gegründet und gab seinen ersten musikalischen Vortrag zur Eröffnung des Dortmunder Hafens in Anwesenheit von Kaiser Wilhelm. Seit 1905 besteht eine Zusammenarbeit mit dem Philharmonischen Orchester Dortmund. Während der nationalsozialistischen Diktatur werden viele Mitglieder des Chores aufgrund ihrer jüdischen Abstammung ausgeschlossen und die Kriegswirren bedeuten das vorläufige Ende des Chors. Erst 1957 findet der Lehrerchor wieder zusammen und wird mangels sangesfreudiger Lehrer 1986 zum Dortmunder Oratorienchor. Das Repertoire des Chores umfasst klassische Musik von Bach bis Vivaldi.
Unmittelbar nach dem Zweiten Weltkrieg wurde 1946 im zerbombten Dortmund von Emil Rabe der Dortmunder Kammerchor aus der Taufe gehoben. Auf zahlreichen Auslandsreisen errang der Chor eine Vielzahl von internationalen Auszeichnungen, so zum Beispiel im Jahre 1954 den „Großen Preis der Republik Irland“. Der Dortmunder Kammerchor wurde bereits viermal mit dem Titel Meisterchor des Sängerbundes Nordrhein-Westfalen ausgezeichnet.
Die Chorakademie am Konzerthaus Dortmund ist europaweit eine der größten Singschulen ihrer Art. Sie betreut um die 1300 Sänger, die in mehr als 30 verschiedenen Chorensembles singen. In Dortmund besteht sie aus 17 Kinderchören und acht Chören im Leistungsbereich. Weitere Standorte gibt es in Essen und Gelsenkirchen mit jeweils sechs Kinderchören.
Weitere Dortmunder Chöre sind folgende:
- Collegium Vocale Dortmund
- Chorgemeinschaft Syburg, gegründet 1864
- Dortmunder Bachchor, gegründet 1892
- Dortmunder Männergesangsverein, gegründet 1904
- Dortmunder Musikverein Philharmonischer Chor, gegründet 1845
- Dortmunder Schubertchor, gegründet 1900
- Florian Singers
- Kammerchor der Technischen Universität Dortmund
- Barbershop-Chor Ladies First
- MGV Eintracht Dortmund, gegründet 1846
- Polizeichor Dortmund, gegründet 1909

### Museen

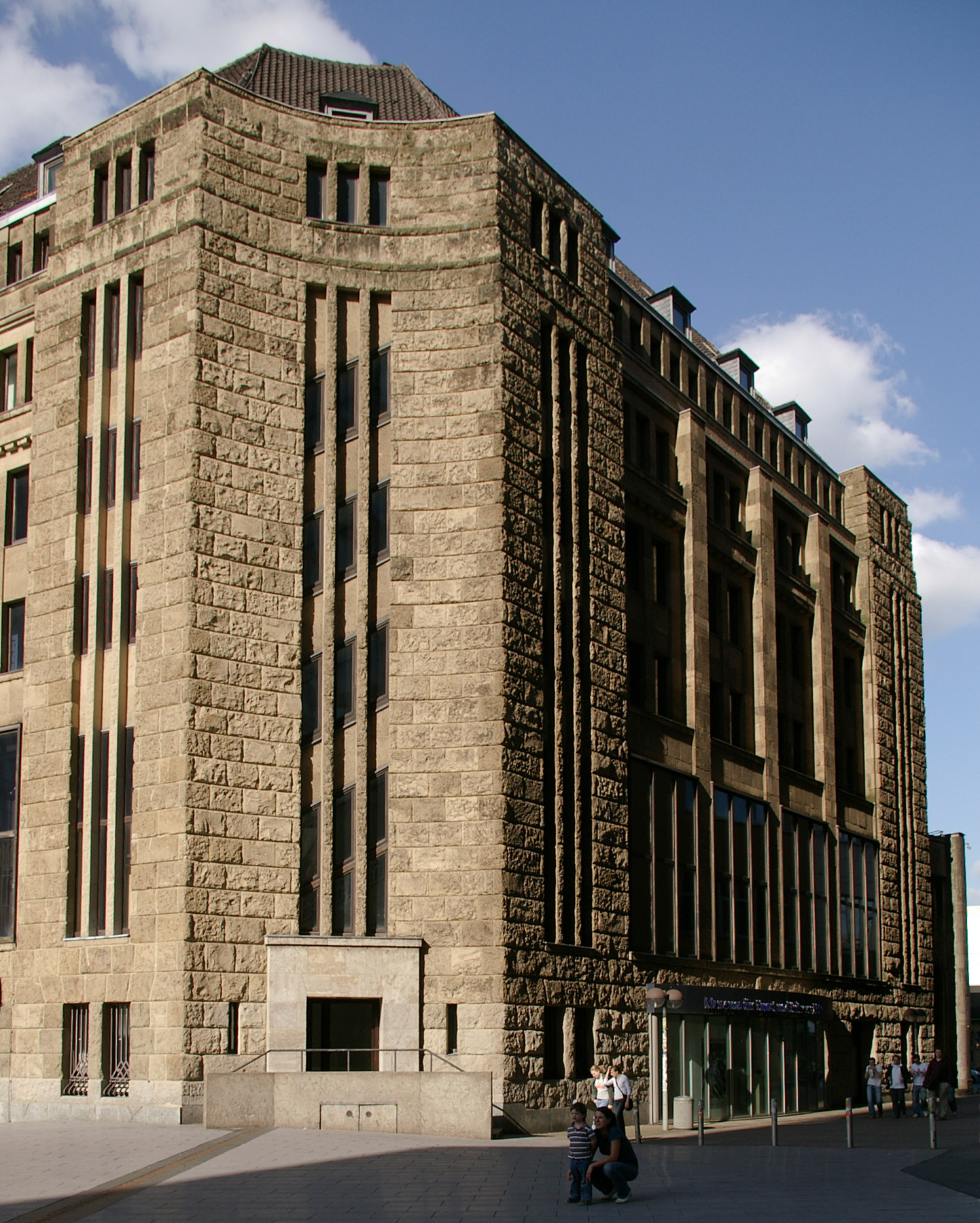
Museum für Kunst und Kulturgeschichte

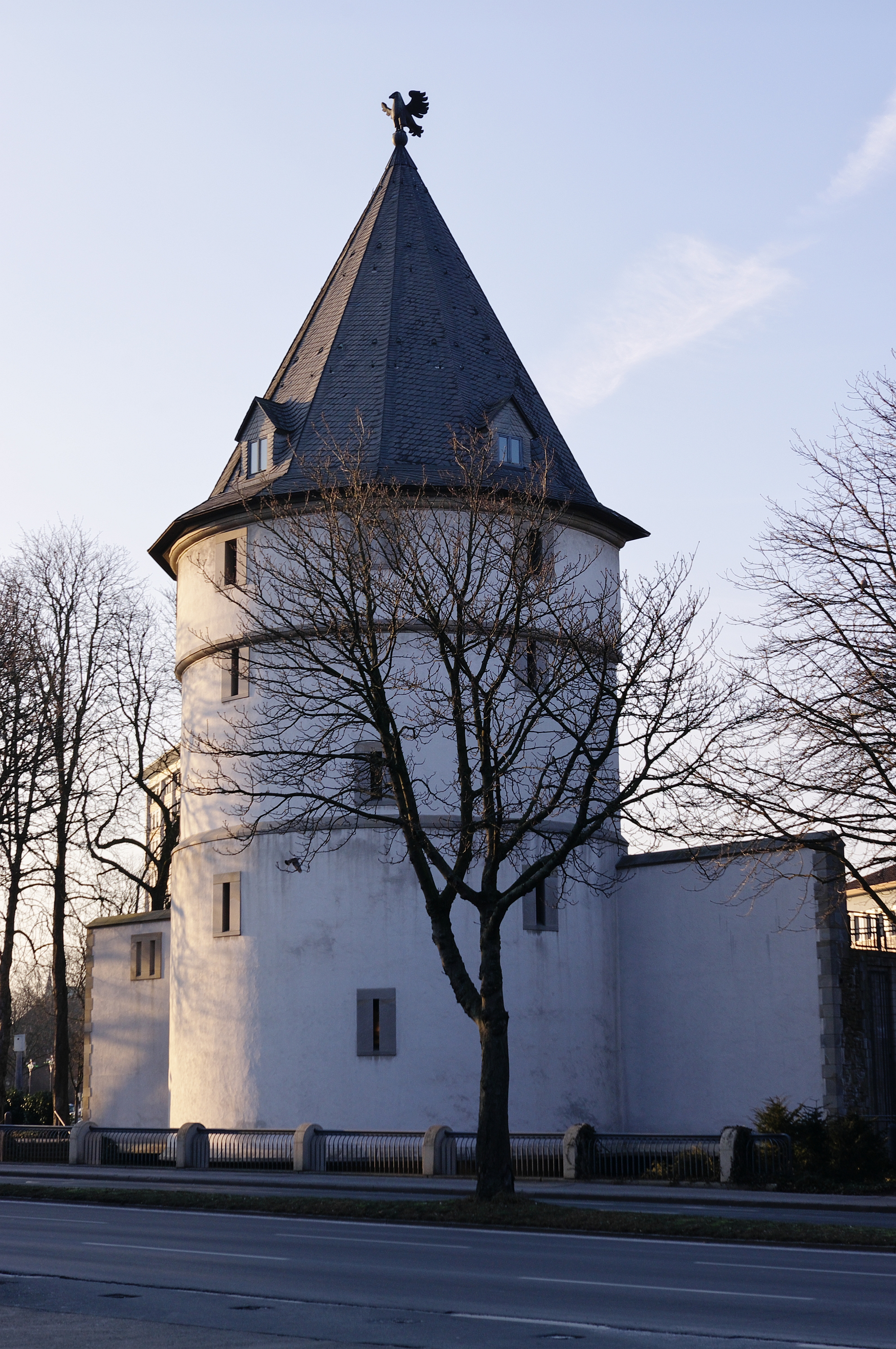
Adlerturm

Das 1947 gegründete Museum Ostwall im Dortmunder U für moderne und zeitgenössische Kunst sammelt Gemälde, Skulpturen, Objekte, Fotos des 20. Jahrhunderts. Es beherbergt die größte Sammlung von Werken des Malers Alexej von Jawlensky in Deutschland sowie die Sammlung Die Brücke aus dem Umfeld des Blauen Reiters. Zudem wurden Anfang der 1990er Jahre über 1000 Arbeiten von Marcel Duchamp bis Joseph Beuys, von Günther Uecker bis Jean Tinguely aus der Sammlung von Siegfried Cremer erworben, die einen weiteren Schwerpunkt des Museums bilden (Informel, ZERO und Fluxus).
Das Museum für Kunst und Kulturgeschichte findet sich heute in einem 1924 von Hugo Steinbach als Städtische Sparkasse erbauten Art-déco-Bau. Die Sammlung des Museums gibt anhand von Gemälden, Skulpturen, Möbeln und Kunsthandwerk einen Einblick in die Kulturgeschichte der Stadt. Zeitlich umfasst die Sammlung Exponate der Ur- und Frühgeschichte bis hin zu Exponaten des 20. Jahrhunderts. Der Förderkreis Vermessungstechnisches Museum e. V. unterhält eine ständige Ausstellung zur Geschichte des Vermessungswesens und präsentiert seltene geodätische Instrumente. Die Räumlichkeiten des Museums werden regelmäßig zur Präsentation von überregional bedeutenden Kunst- und Kulturausstellungen genutzt.
Das Museum Adlerturm beherbergt eine Ausstellung zur mittelalterlichen Stadtgeschichte. Zu sehen sind Ausgrabungsfunde und ein Modell der mittelalterlichen Stadt. Zeitgenössische Darstellungen, historische Waffen und Gebrauchsgegenstände veranschaulichen das Erscheinungsbild Dortmunds im Verlauf der vergangenen Jahrhunderte.

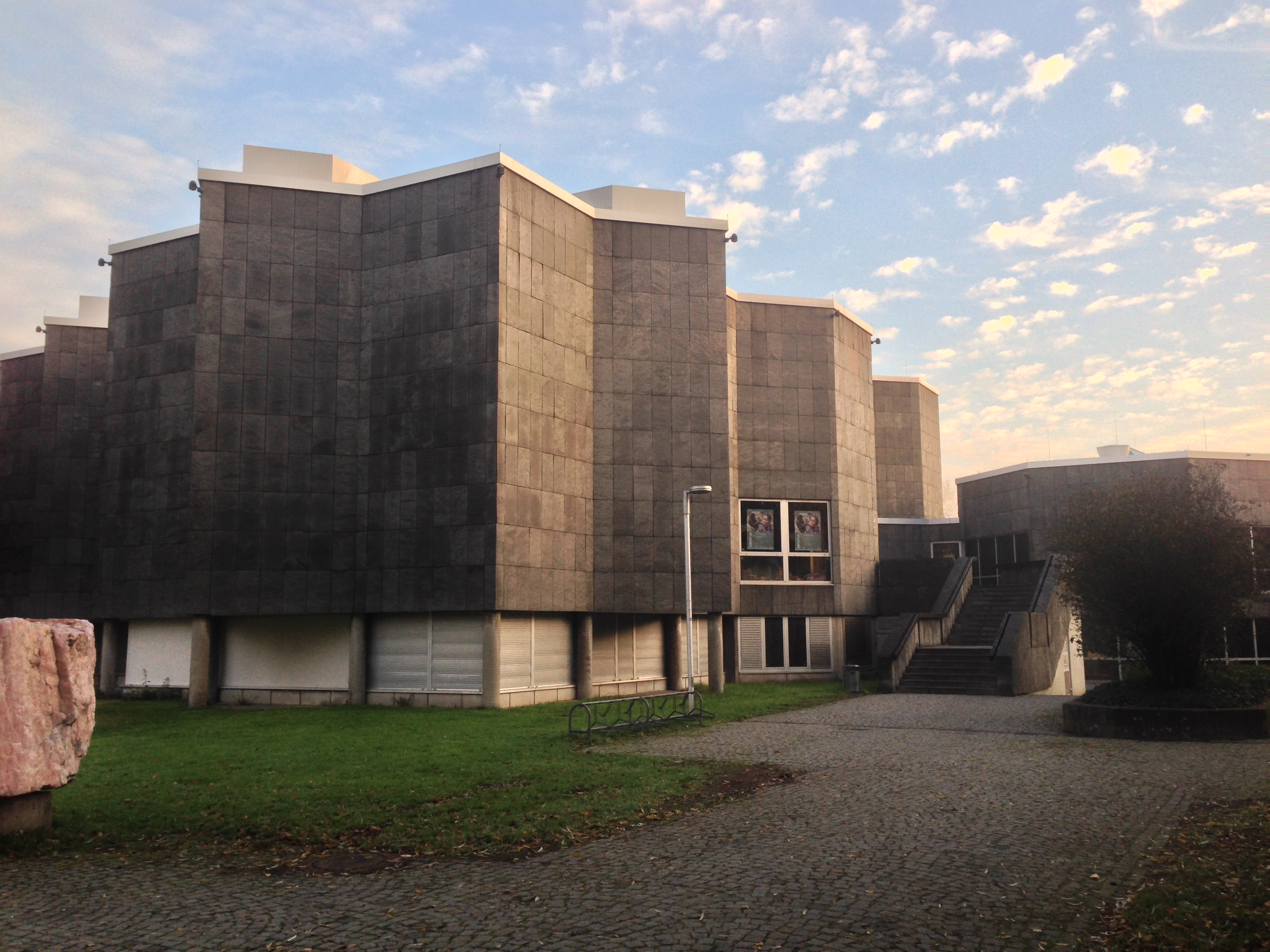
Naturmuseum am Fredenbaumpark

Das Naturmuseum Dortmund wurde 1912 gegründet. Es soll seinen Besuchern die Geologie und Erdgeschichte sowie die heimische Tier- und Pflanzenwelt näher bringen. Höhepunkte sind ein Mineralien-Kabinett mit einer Bergkristall-Gruppe, ein Besucher-Schaubergwerk und ein etwa 90.000 Liter großes Aquarium, in dem die Fischwelt des Möhnesees zu sehen ist. Dieses Aquarium ersetzte 2012 ein etwa 72.000 Liter fassendes aus dem Jahre 1980, in dem tropische Süßwasserfische aus Mittel- und Südamerika lebten.
Im Mittelpunkt des Deutschen Kochbuchmuseums Dortmund steht die Kochbuchautorin Henriette Davidis, die von 1856 bis 1876 in Dortmund lebte. Das Museum möchte anhand der ausgestellten Exponate Gesellschaftsleben und Küchentechnik, Sozialunterschiede und Tischkultur des 19. Jahrhunderts erlebbar machen.
1910 als Einrichtung zur Lehrerfortbildung und als Lehrmittel-Schausammlung gegründet, blickt das Westfälische Schulmuseum auf eine traditionsreiche Geschichte zurück. Das Museum beherbergt eine der bedeutendsten schulhistorischen Sammlungen in Deutschland und besticht durch ein umfangreiches museumspädagogisches Programm.

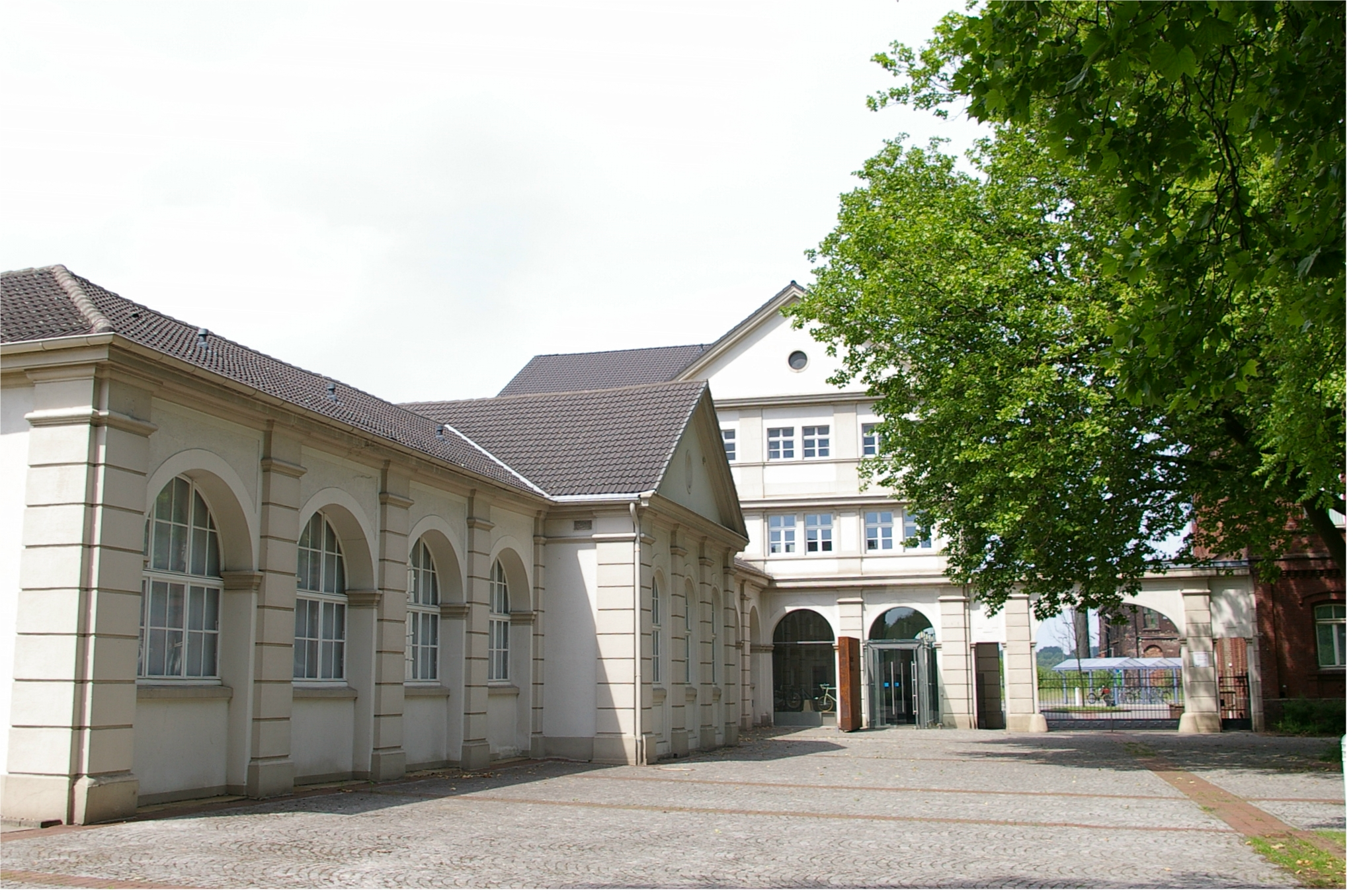
Hoesch-Museum

Das LWL-Industriemuseum hat seine Zentrale auf der Zeche Zollern II/IV, einem Ankerpunkt der Europäischen Route der Industriekultur (ERIH). Die 1903 fertiggestellte Musterzeche der Gelsenkirchener Bergwerks-AG wurde im Jugendstil erbaut und trägt Züge norddeutscher Backstein-Gotik. Das Jugendstilportal rettete die Halle 1969 vor dem drohenden Abriss und machte sie damit zum Pionierbau der Industriedenkmalpflege in Deutschland. Heute ist in Zeche Zollern das Museum der Sozial- und Kulturgeschichte des Ruhrbergbaus.
Die 1992 stillgelegte Kokerei Hansa bietet als begehbare Großskulptur faszinierende Einblicke in die Geschichte der Schwerindustrie des vergangenen Jahrhunderts. Auf einem Erlebnispfad Natur und Technik können Besucher die unter Denkmalschutz stehenden Produktionsbereiche der Kokerei begehen. Herausragend ist eine erhaltene Maschinenhalle mit fünf Gaskompressoren der Demag. Hansa ist Sitz der Stiftung Industriedenkmalpflege und Geschichtskultur.
Das 2005 wiedereröffnete Hoesch-Museum findet sich im ehemaligen Portierhaus I der Westfalenhütte. Das durch die Zusammenarbeit ehemaliger „Hoeschianer“, dem Museum für Kunst und Kulturgeschichte und der Stiftung Westfälisches Wirtschaftsarchiv entstandene Museum zeigt die Bedeutung des Unternehmens Hoesch AG für die Stadt auf und präsentiert die Industriegeschichte der Stahlindustrie von 1871 bis zum Niedergang Ende des 20. Jahrhunderts.

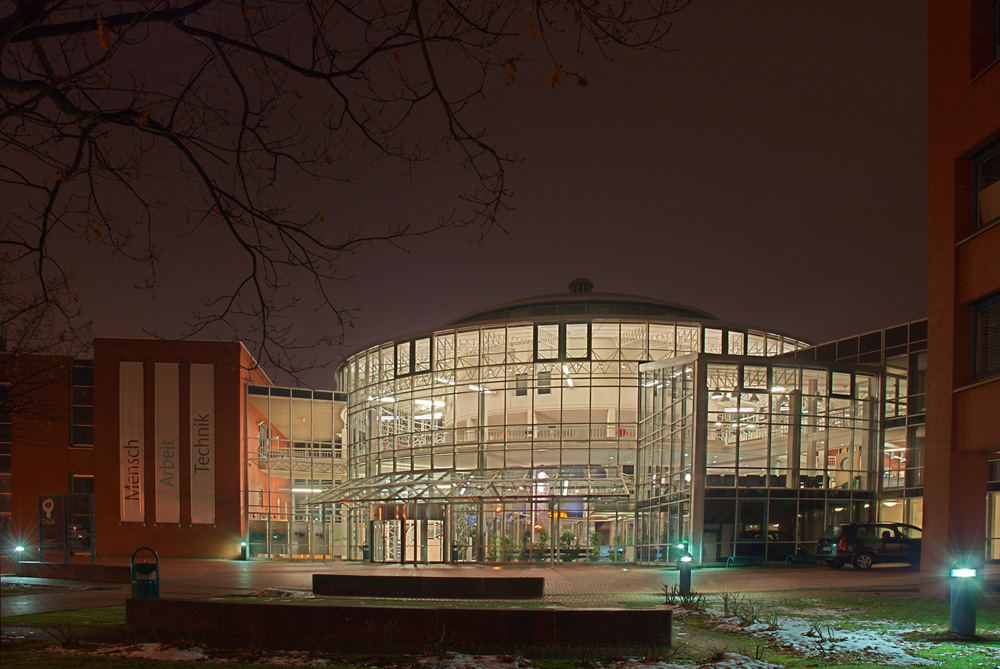
DASA – Arbeitswelt Ausstellung

Die DASA – Arbeitswelt Ausstellung ist ein 1993 gegründetes technisches Museum im Dortmunder Stadtteil Dorstfeld in der Nähe der Technischen Universität Dortmund. Die Ausstellung zeigt auf etwa 13.000 m² Ausstellungsfläche moderne und vergangene Technik-Welten. Die Technik wird dabei nicht als Selbstzweck dargestellt, sondern immer der Bezug zum damit arbeitenden Menschen hergestellt.
Die Steinwache in Dortmund ist eine Mahn- und Gedenkstätte an die Gräuel der Zeit des Nationalsozialismus und beherbergt die ständige Ausstellung „Widerstand und Verfolgung in Dortmund 1933–1945“ des Dortmunder Stadtarchivs.
Im April 2006 wurde das Brauerei-Museum Dortmund wiedereröffnet. Untergebracht im historischen Maschinenhaus der ehemaligen Hansa-Brauerei mit angrenzender Produktionshalle aus den 1960er Jahren gibt das Museum einen Überblick über die Brauhistorie der Stadt.
Die Ausstellung Hafen und Schifffahrt im Alten Hafenamt informiert anhand von Schiffs- und Hafenmodellen über das Schifffahrtswesen und die moderne Hafenwirtschaft.

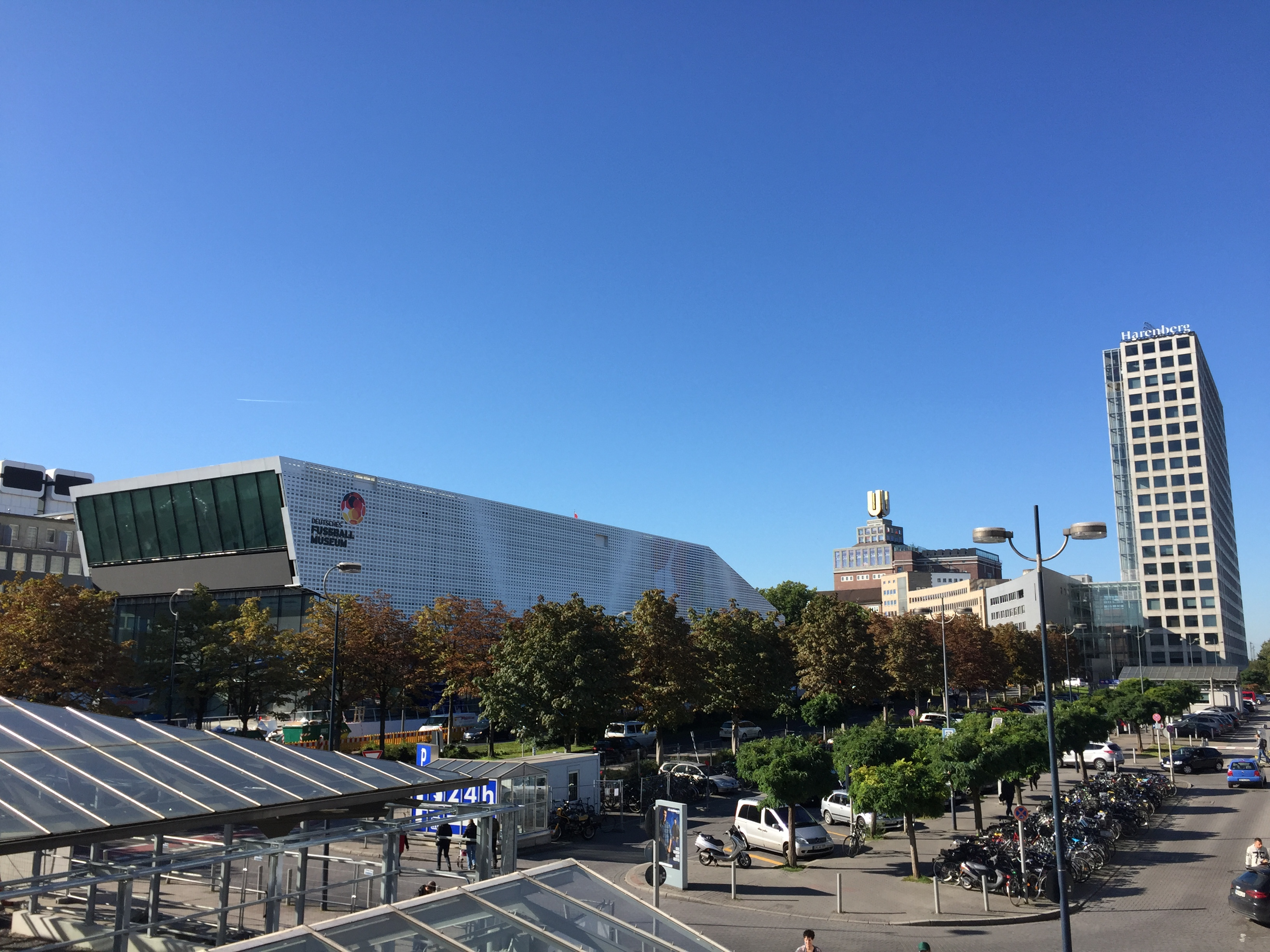
Deutsches Fußballmuseum des DFB beim Hauptbahnhof

Seit dem 19. Dezember 2008, dem 99. Geburtstag von Borussia Dortmund, befindet sich in der Nordostecke des Signal Iduna Parks das Borusseum, ein Museum rund um die Geschichte des Vereins.
Das Deutsche Fußballmuseum ist das offizielle nationale Fußballmuseum des Deutschen Fußball-Bundes (DFB) und wurde am 23. Oktober 2015 eröffnet. Das Gebäude in unmittelbarer Nähe zum Hauptbahnhof wurde von 'HPP Hentrich-Petschnigg + Partner' aus Düsseldorf konzipiert und gliedert sich in die Dortmunder Kunst- und Kulturmeile ein. Inhaltlich ist es ein Erinnerungs- und Erfahrungsort der deutschen Fußballgeschichte. Dabei steht die Information über fußballhistorische Ereignisse und die Entwicklung des Sports in all seinen Facetten ebenso im Mittelpunkt wie soziale und gesellschaftliche Themen rund um den Fußballsport.
In der Wißstraße 11 befindet sich auf 300 Quadratmetern das privat geführte Apotheken-Museum. Es ist mit weit über 10.000 Exponaten die größte private pharmaziehistorische Sammlung Deutschlands.
Das Magnetmuseum ist ein privates Museum des Unternehmens Tridelta. Die Ausstellung gibt einen Überblick über historische und aktuelle Anwendungen von Dauermagneten in der Elektrotechnik. In dem Museum wird der Einsatz von Dauermagneten in Zählern, Lautsprechern, Telefonen, Schaltern, Relais, Uhren, Messgeräten, Kleinmotoren und Generatoren beleuchtet.
Das Nahverkehrsmuseum ist im Stadtteil Nette beheimatet und zeigt Exponate aus dem Bestand der Dortmunder Stadtwerke AG und ihrer Vorgängergesellschaften.
Das Deutsche Industrielack-Museum liegt im Dortmunder Hafen und möchte seinen Besuchern den Industrielack mit all seinen Facetten näher bringen.
Der Eintritt in die städtischen Museen ist ab dem 1. Januar 2019 frei.
Weitere Museen der Stadt sind:
- BINARIUM. Deutsches Museum der digitalen Kultur[109]
- Automobil-Museum Dortmund (aufgelöst)
- Hartware Medienkunstverein im Dortmunder U
- Kleines Bergbaumuseum an der Zeche Adolf von Hansemann
- Kleines Bergbaumuseum Romberg-Stollen
- Heimatmuseum Lütgendortmund im Wasserschloss Haus Dellwig
- Heimatmuseum Hörde in der Hörder Burg
- Die Halle 77 ist ein Automuseum, das an fünf Tagen pro Woche geöffnet ist. Ausgestellt sind rund 40 Autos sowie ein paar Motorräder.[110] Ein Schwerpunkt liegt auf Fahrzeugtuning.[111]

### Kunst im öffentlichen Raum

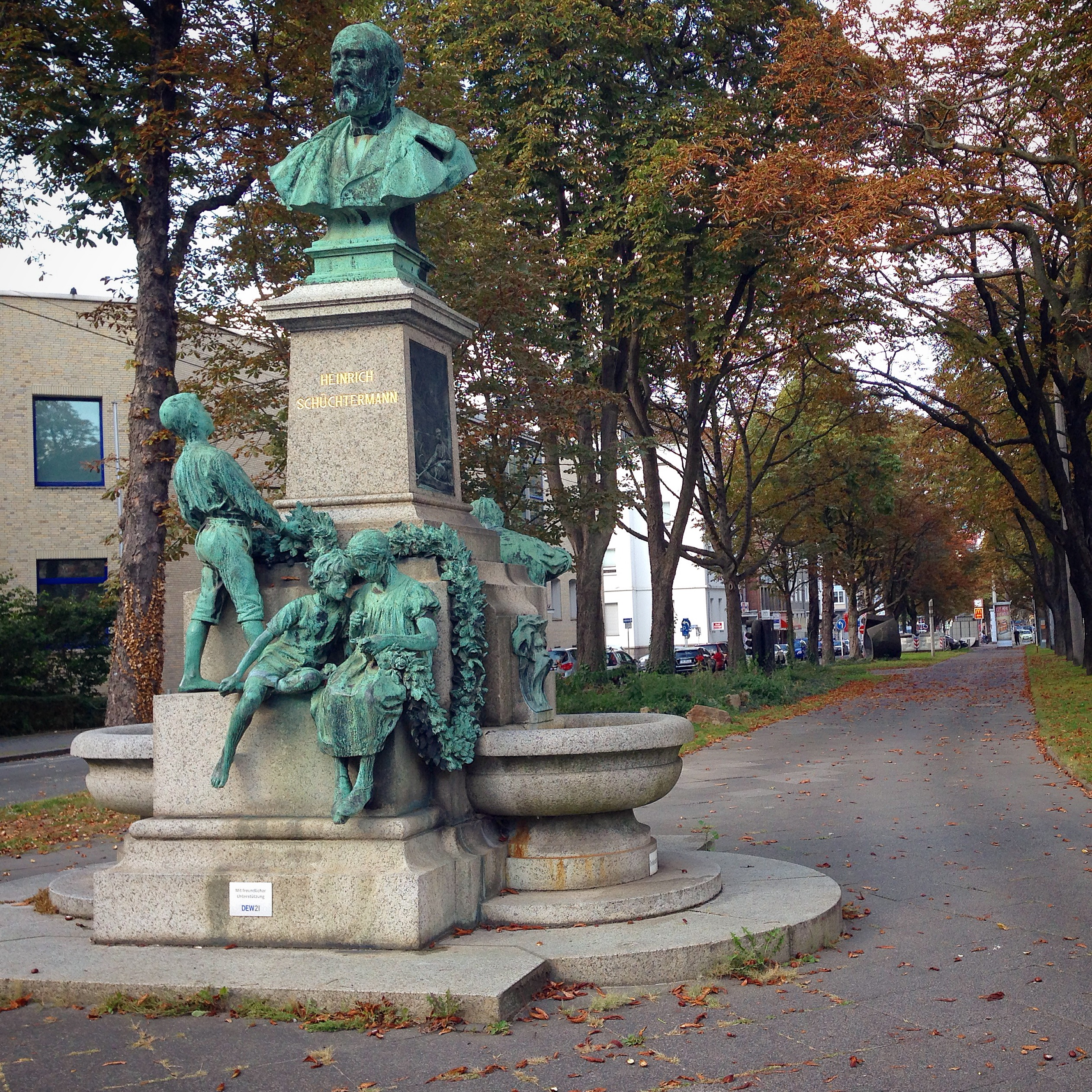
Schüchtermanndenkmal am Ostwall

Über 660 verschiedene Werke stehen im öffentlichen Raum der Stadt Dortmund verteilt – Kunst der letzten 150 Jahre. Von Skulpturen, Plastiken, Pflasterstein, Malereien, Mosaiken, Industrierelikten, Skulpturen oder Brunnen. Neben Denkmälern wie dem Löwendenkmal und dem Schüchtermanndenkmal entstanden seit Mitte der 1980er Jahre in der Innenstadt durch den Umbau der Kleppingstraße und Kampstraße unter anderem drei große Brunnenanlagen, künstlerisch gestaltete U-Bahn-Stationen, Spielplätze und Plastiken wie der „Chip“ am Platz von Amiens, der sich nach seiner Aufstellung zum Treffpunkt vor allem junger Leute entwickelt hat.

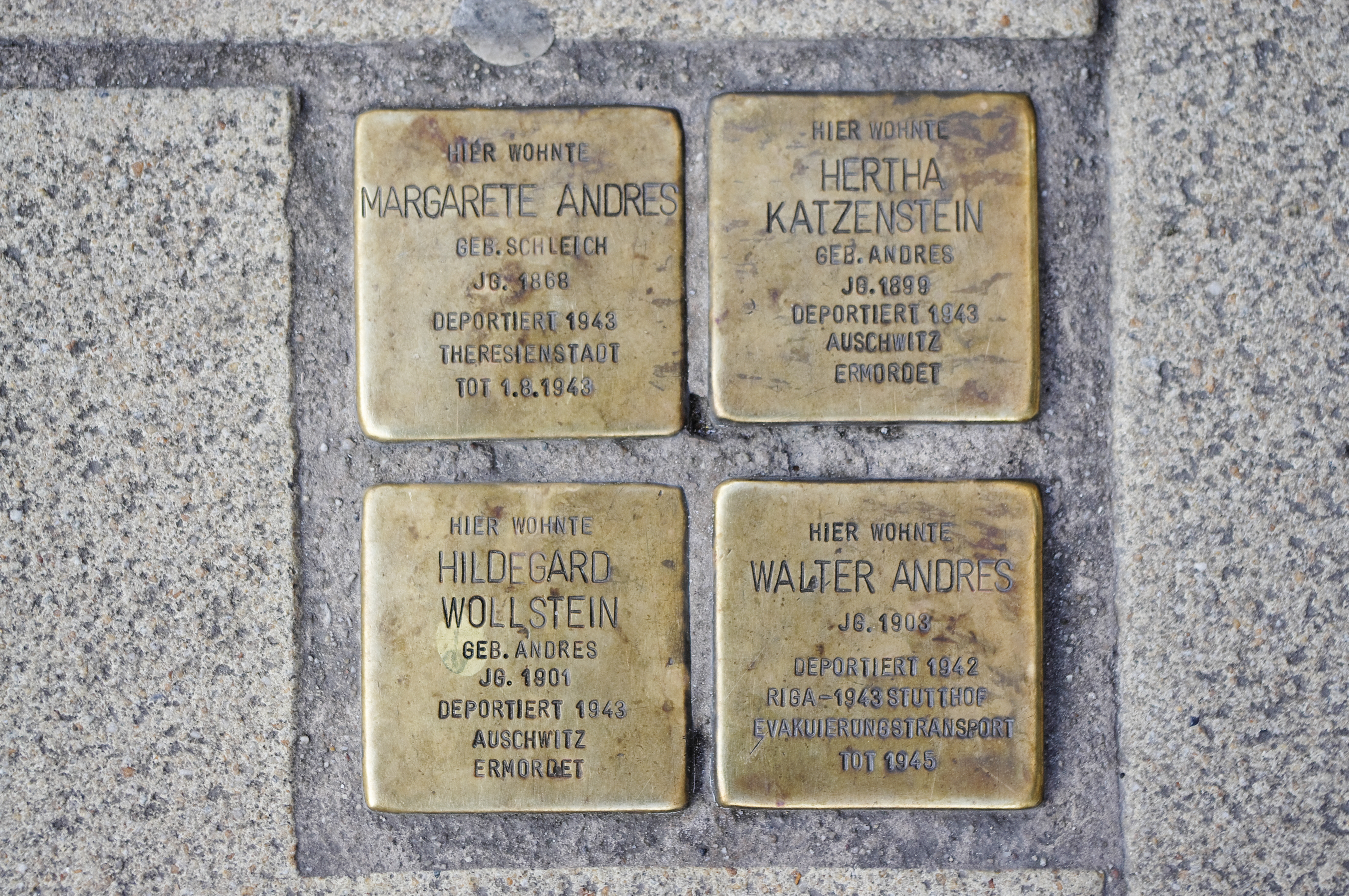
Stolpersteine an der Köln-Berliner Straße

Besonders hervorzuheben ist der Europabrunnen an der Kleppingstraße, der von Joachim Schmettau entworfen und 1989 in Granit und Bronze ausgeführt wurde. Um den Europabrunnen ist mittlerweile entlang der gesamten Kleppingstraße eine rege Straßencafé-Szene entstanden. Ein weiterer Anziehungspunkt ist der Gauklerbrunnen im Zentrum des Stadtgartens. Der von Prof. Eberhard Linke zum 1125-jährigen Stadtjubiläum entworfene Gauklerbrunnen ist etwa 30 Meter lang und 12 Meter breit und überwindet dabei eine Höhendifferenz von 4 Metern. Das Wasser fließt in Kaskaden vom Quellbecken in das untere Brunnenbecken. Hier stehen die namensgebenden, bronzenen Gauklerfiguren, die das Brunnenwasser auf unterschiedliche Art versprühen.
Innerhalb des Wallrings und darüber hinaus steht außerdem das Kunstprojekt Dortmunder Nashorn. Das Nashorn mit Flügeln (Rhinoceros alatus) ist das Wappentier des Dortmunder Konzerthauses. Dutzende unterschiedlich gestaltete Varianten wurden bei einer Kunstaktion im Stadtraum in Zusammenarbeit mit lokalen Künstlern und Jugendgruppen an markanten Stadtpunkten aufgestellt.
Seit 2003 werden auch in Dortmund durch den Künstler Gunter Demnig Stolpersteine für Opfer des Nationalsozialismus verlegt. Bis zum Sommer 2014 waren rund 200 Steine in zahlreichen Stadtteilen gesetzt.

### Galerien

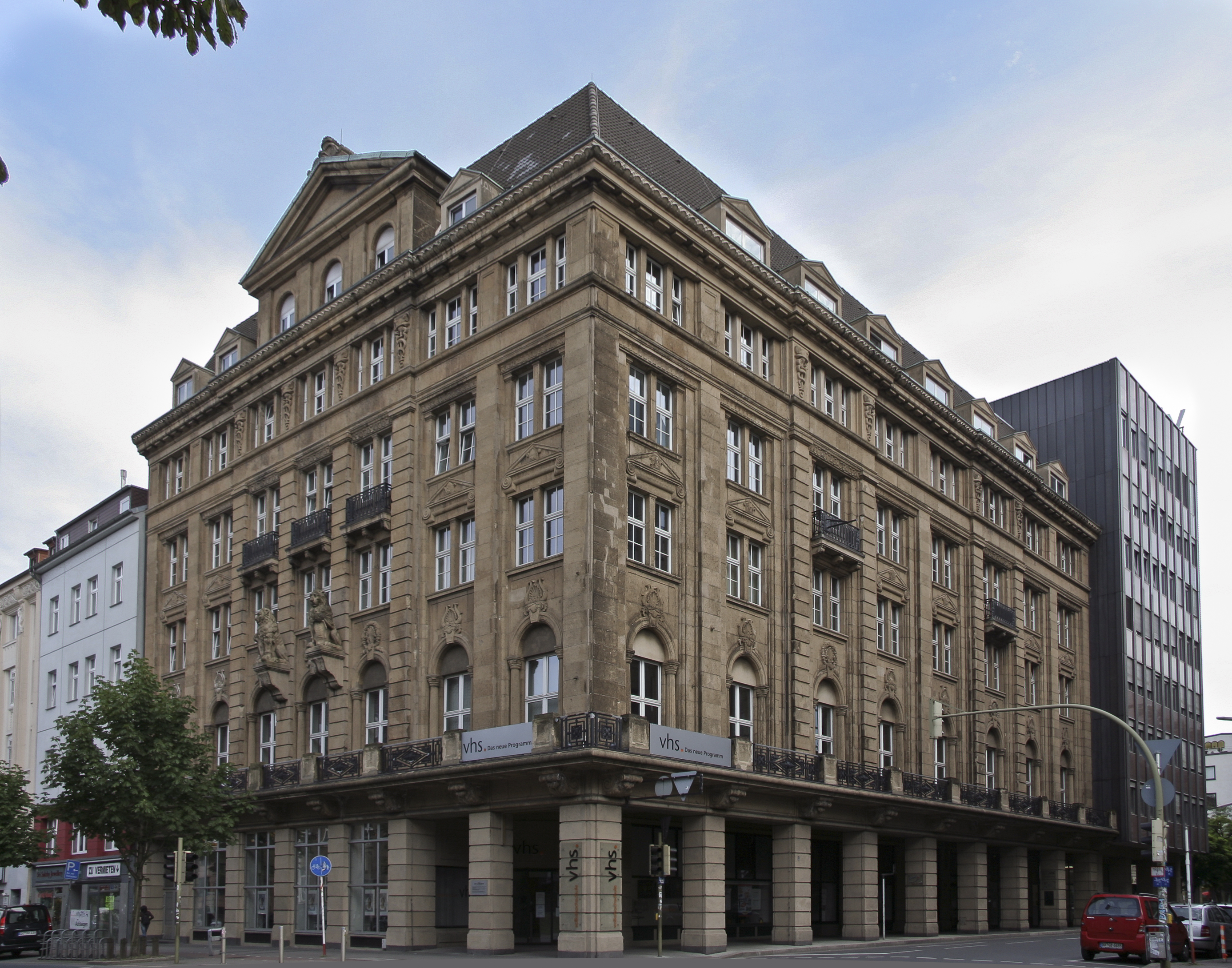
Löwenhof

Das Künstlerhaus Dortmund wird seit 1983 von Künstlern in Selbstorganisation geführt und als Ausstellungsort für zeitgenössische und experimentelle Kunst genutzt. Es befindet sich in der Dortmunder Nordstadt in einem ehemaligen Betriebsgebäude der Zeche Vereinigte Westphalia.
Der Dortmunder Kunstverein wurde 1984 gegründet und hat seinen Sitz in der Volkshochschule. Das Ausstellungsprogramm umfasst jährlich vier bis sechs Präsentationen zeitgenössischer junger Kunst aus den unterschiedlichsten Bereichen wie Malerei, Zeichnung, Bildhauerei, Fotografie oder Videokunst.
Auch das Torhaus Rombergpark des ehemaligen Schlosses Brünninghausen der Familie von Romberg wird als städtische Galerie genutzt.

### Kino, Filmwesen und Fernsehen

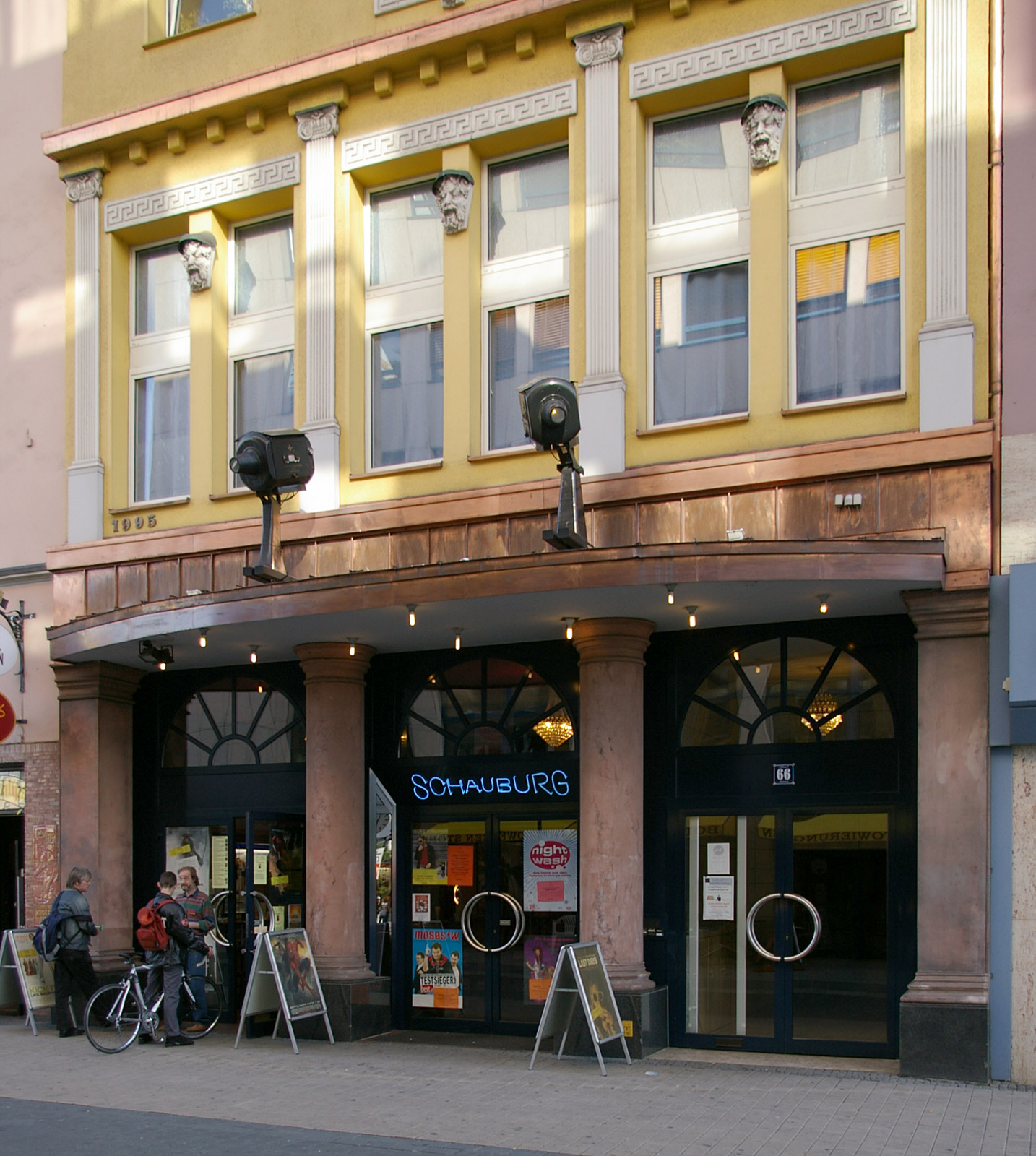
Schauburg

Am Nordausgang des Dortmunder Hauptbahnhofs befindet sich ein Multiplex-Kino der Cinestar-Gruppe. Auf der ehemaligen Kinomeile Brückstraße ist als letztes Kino an der Brückstraße das unabhängige Lichtspieltheater Schauburg erhalten geblieben. Im Dortmunder U befindet sich ebenfalls ein Kino, in dem regelmäßig ein anspruchsvolles Film-Programm gezeigt wird. In der Nordstadt sind die Programmkinos Roxy, Camera und sweetSixteen. Im Stadtteil Aplerbeck existiert außerdem die „Filmbühne Zur Postkutsche“ als einziges verbliebenes Vorort-Kino in Dortmund.
Im Jahr 2013 veröffentlichten Theater- und Filmschaffende in Dortmund das Manifest Dogma 20 13, das eine Weiterentwicklung des Dogmas 95 fordert.
Mit der WAM-Medienakademie und dem Studiengang Film & Sound des Fachbereichs Design an der Fachhochschule Dortmund ist Dortmund auch eine Ausbildungsstätte für Filmschaffende. Zu nennen ist auch der Hartware Medienkunstverein, der 60 Mitglieder zählende Filmklub Dortmund (BDFA-Mitglied), das WDR-Landesstudio Dortmund, der Lernsender NRWision und das Sat.1-NRW-Studio. Von 1997 bis 2012 war zudem der Filmrechteverwerter e-m-s new media hier aktiv.
In Dortmund werden eine Reihe Filmfestivals veranstaltet, darunter das XXS Dortmunder Kurzfilmfestival, das Internationale Frauenfilmfestival Dortmund/Köln, oder das seit 2010 stattfindende Dortmunder Tresen-Filmfestival.
Die Stadt ist immer wieder Schauplatz von Filmaufnahmen, sowohl für erfolgreiche Fernsehserien wie Balko (1994–2003) oder den Dortmunder ARD-Tatort (seit 2012), als auch für Spielfilme (z. B. Fickende Fische oder Was nicht passt, wird passend gemacht, beide 2002) und Dokumentarfilme, etwa zum Phoenix-See (2008, 2014 und 2013–14) oder dem Fußball in der Stadt von Borussia Dortmund.

### Regelmäßige Veranstaltungen

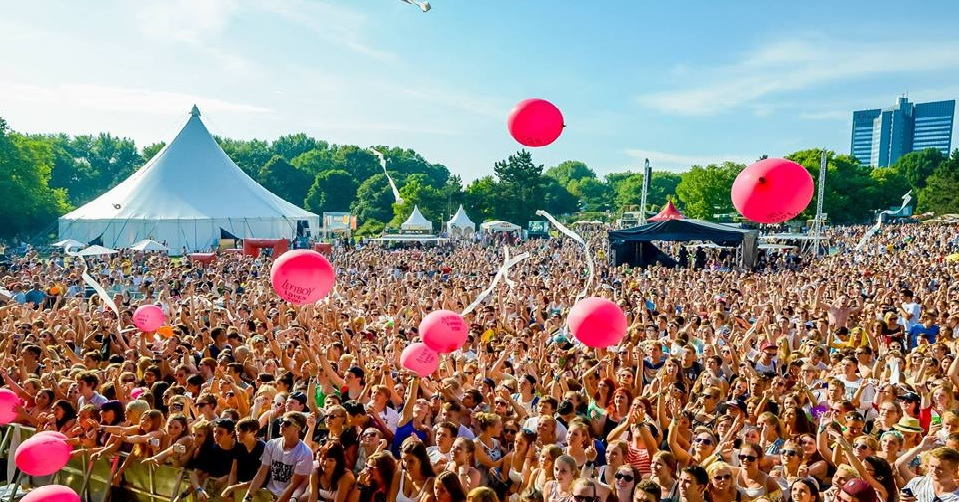
Juicy Beats 2013 im Westfalenpark Dortmund

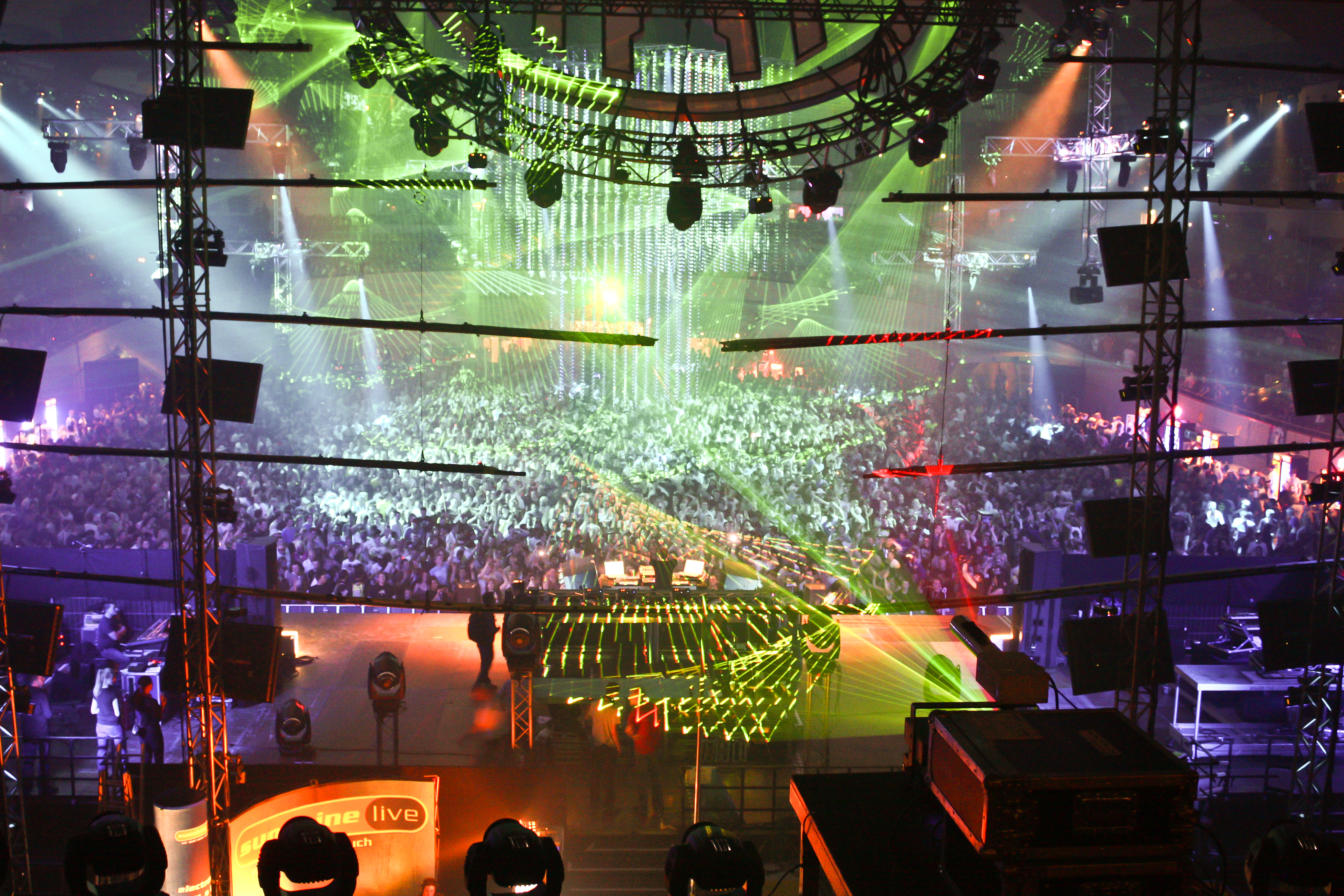
Mayday 2009

Viele Festivals machen Dortmund zum Mekka der elektronischen Musik. Während im Sommer das Musikfestival Juicy Beats mehr als 30.000 Besucher in den Westfalenpark lockt, gilt die Mayday in den Westfalenhallen mit 20.000 bis 25.000 Besuchern pro Jahr als das größte Indoor-Rave Festival Deutschlands. Hinzu kommen weitere elektronische Tanzveranstaltungen wie das Syndicate Festival oder das deutsch-russische Dance Event Glamotion in den Westfalenhallen zwischen 15.000 und 20.000 Besuchern.
Der Hansemarkt in der Dortmunder Innenstadt ist ein alljährliches Spektakel und vereint zahlreiche Händler und Akteure aus ganz Deutschland. Er greift die jahrhundertealte Tradition des Stadtmarktes auf. Und er findet noch immer an historisch bedeutsamer Stelle statt, denn der Dortmunder Markt ist einer der größten Märkte im Mittelalter gewesen.
Die Stadt Dortmund vergibt alle zwei Jahre den Nelly-Sachs-Preis für Literatur.
Seit 1957 gibt es die Internationalen Kulturtage der Stadt Dortmund, das mittlerweile älteste kontinuierlich stattfindende Kulturfestival in Deutschland. Alle zwei Jahre stellt ein europäisches Partnerland Exponate seiner kulturellen Vielfalt auf unterschiedlichen Veranstaltungen vor. Rund 20 europäische Länder waren bisher zu Gast. Heute sind die Dortmunder Kulturtage Kern des landesweiten Ereignisses Scene:NRW.
Eingebunden in die Kulturtage wird beim Jazzfestival europhonics die Jazzszene des jeweiligen Partnerlandes beleuchtet und vorgestellt. Das 1987 zunächst unter dem Titel Dortmunder Jazzfrühling initiierte Musikfest präsentiert jährlich zeitgenössischen, europäischen Jazz an unterschiedlichen Spielorten in der Stadt.

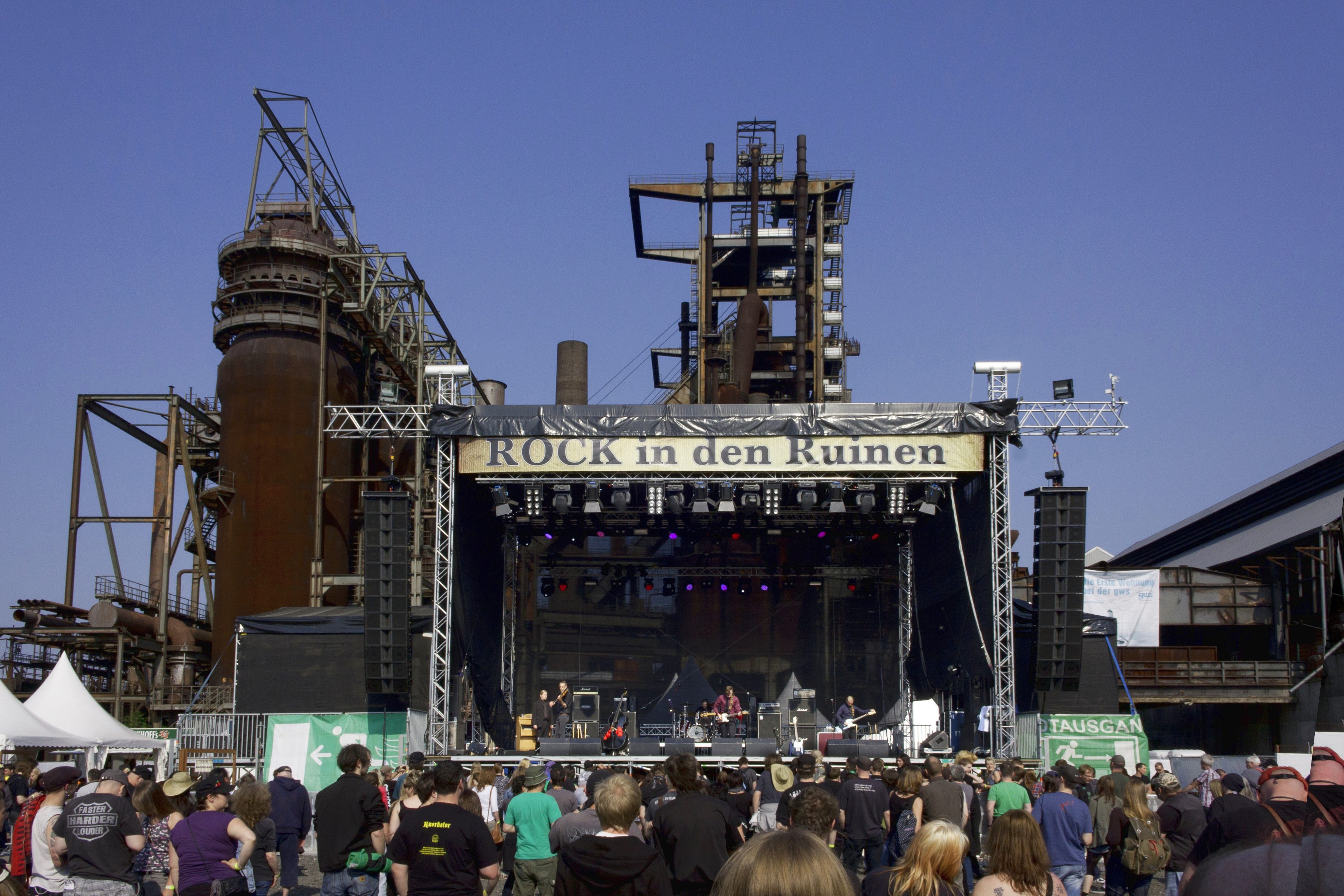
Rock in den Ruinen

Das Internationale Frauenfilmfestival Dortmund/Köln wird seit 1987 zweijährlich veranstaltet. Bei dem Festival mit einem thematischen Schwerpunkt werden Produktionen gezeigt, in denen Frauen im Bereich Regie, Drehbuch, Ton oder Kamera maßgeblich mitgewirkt haben. Auf dem Filmfestival werden zudem ein themenunabhängiger Spielfilmwettbewerb für Regisseurinnen, ein Nachwuchsförderpreis für junge Bildgestalterinnen und ein Förderpreis für Kamerafrauen vergeben. Das Festival fusionierte im Jahre 2005 mit der Kölner feminale zum Internationalen Frauenfilmfestival Dortmund/Köln, das nun abwechselnd in Dortmund und Köln stattfindet.
Seit 1997 richtet sich das Tanz- und Theaterfestival off limits an die freie Tanz- und Theaterszene. Parallel zum Festival wird ein Symposium veranstaltet.
Jährlich wird das Dortmunder Literaturfestival LesArt abgehalten. Wie in anderen deutschen Städten öffnet sich die Kulturlandschaft der Stadt jährlich auf dem Tag des offenen Denkmals und der Dortmunder Museumsnacht einem breiten Publikum.
Im Westfalenpark findet seit 1959 im Sommer das Lichterfest statt und bietet den mehreren zehntausend Besuchern Feuerwerk und Unterhaltung.
Der Dortmunder Weihnachtsmarkt ist mit über 300 Ständen einer der größten Weihnachtsmärkte Deutschlands und wird alljährlich von mehr als zwei Millionen Besuchern aus der Stadt, der Region und aus dem Ausland besucht. Die Attraktion des auf mehreren Plätzen der Innenstadt stattfindenden Dortmunder Weihnachtsmarktes ist der als Gerüstkonstruktion errichtete höchste Weihnachtsbaum der Welt auf dem Hansaplatz mit einer Höhe von 45 Metern. Die Gerüstkonstruktion, in der eine Sprinkleranlage (52 Löschdüsen, 3200 Liter/Minute) zur Brandbekämpfung installiert ist, wird mit 1700 Rotfichten bestückt. 44.000 Lämpchen sorgen für die Beleuchtung. Der Baum hat ein Eigengewicht von 30 Tonnen und wird mit einem Betonfundament von 140 Tonnen gesichert. Auf Grund des bereits jetzt hohen Gewichts ist kein höherer Baum möglich, da die maximale statische Belastbarkeit der unter dem Hansaplatz gelegenen mehrgeschossigen Tiefgarage erreicht ist.
Am 19. Juli 2008 fand mit 1,6 Millionen Besuchern die größte Loveparade insgesamt auf dem Rheinlanddamm und dem Parkplatz der Westfalenhallen statt.
Jedes Jahr wird von Ende November bis Anfang Januar des folgenden Jahres der Westfalenpark im Rahmen der Aktion „Winterleuchten“ illuminiert.
Weitere Veranstaltungen sind:
- Geierabend in der Zeche Zollern
- Micro!festival
- 6-Tage-Rennen
- Kabarett-Matinee „Mitteilungen für interessierte Dorfbewohner“ im Harenberg-City-Center
- XXS Dortmunder Kurzfilmfestival
- Rock in den Ruinen auf Phoenix-West
- Spiegelzelt an der B 1 (RuhrHOCHdeutsch)
- Theaterfestival Favoriten[113]
- UZ-Pressefest (nicht jährlich)
- Ruhr Reggae Summer Dortmund

### Kulinarische Spezialitäten

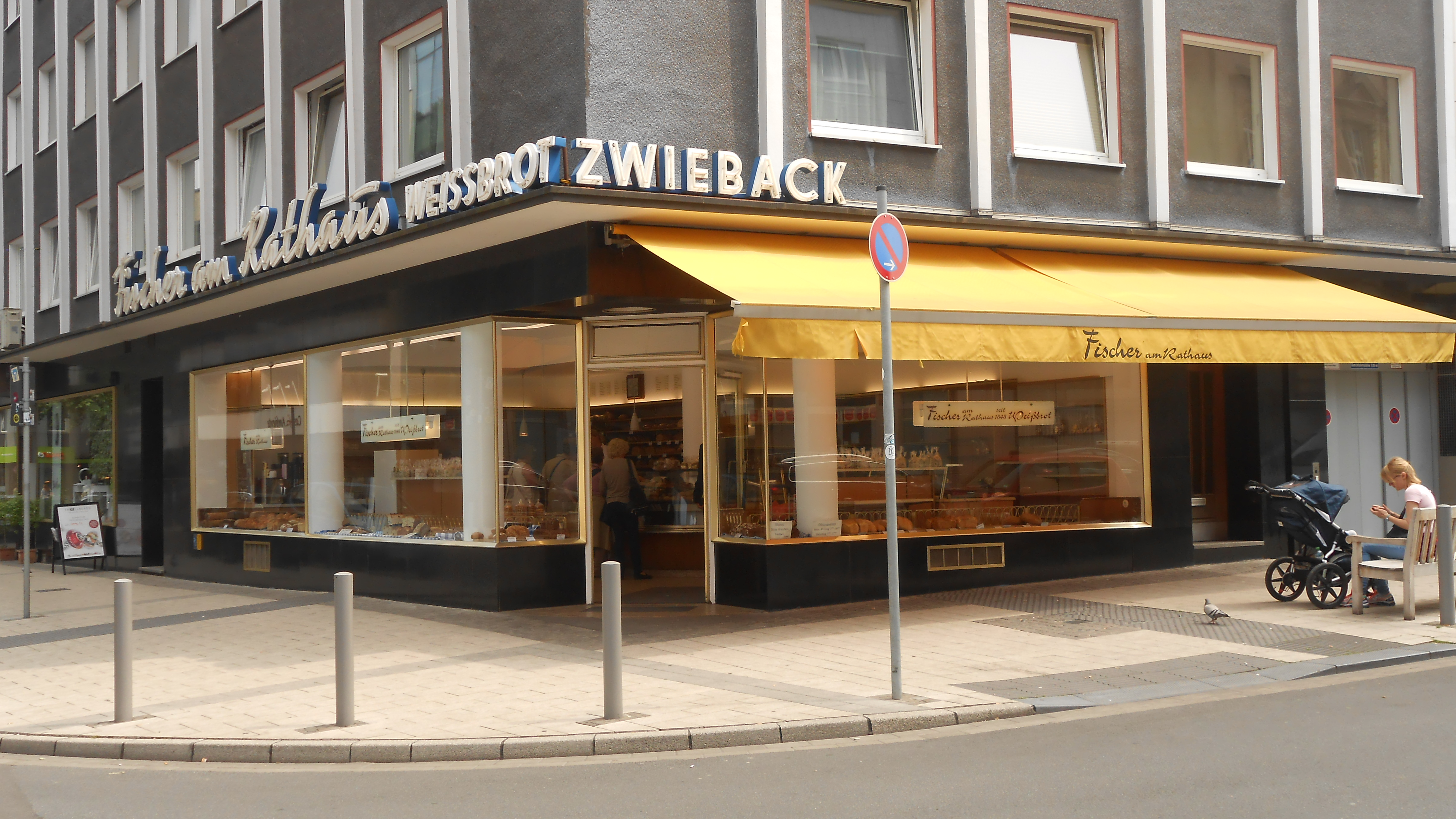
Traditionelle Bäckerei Fischer am Rathaus 1848

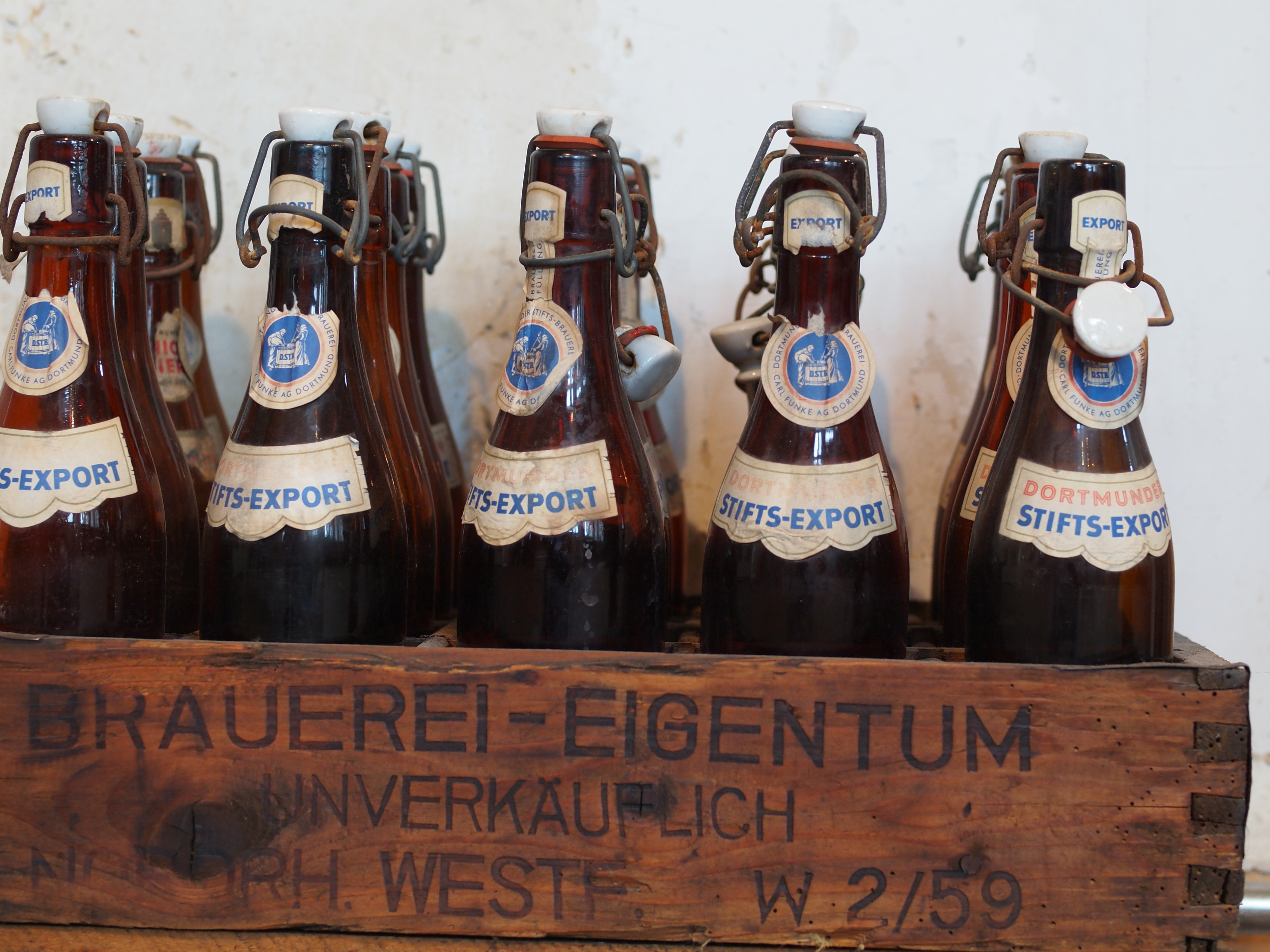
Dortmunder Export

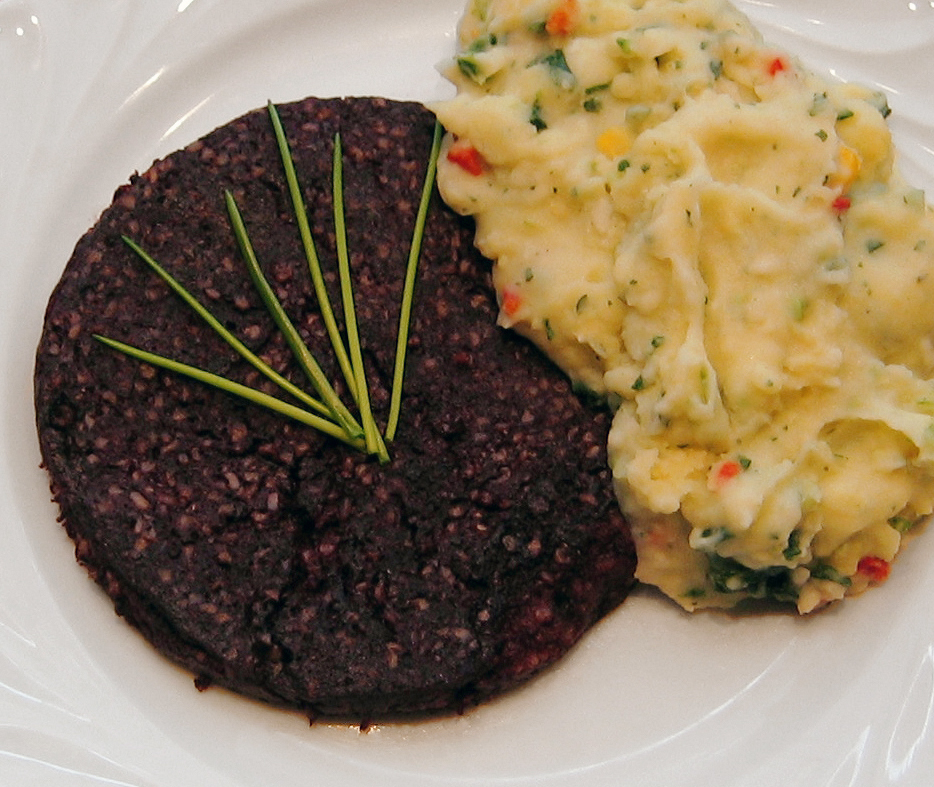
Panhas

Am Dortmunder Export, gerne als Stößchen getrunken, führt in der Dortmunder Küche kein Weg vorbei. Trotz des Niedergangs des ehemals größten Brauereistandorts in Europa hat das Dortmunder Helle, ein herbes, untergäriges Exportbier, weiterhin Weltruf. Als bodenständiges Getränk, gereicht zu den westfälischen Spezialitäten Pfefferpotthast mit Salzgurken, Panhas oder Möppkenbrot, findet es bis heute viele Liebhaber. Weitere kulinarische Spezialitäten aus dem Raum Dortmund sind die klassische Currywurst und das Pumpernickel mit Griebenschmalz.
Die Dortmunder Gastronomie feiert jährlich neben der publikumswirksamen Leistungsschau Dortmund à la carte ein Pfefferpotthastfest auf dem Alten Markt. In Westhofen im Dortmunder Süden, wird im Winter das Sup Peiter mit westfälischen Spezialitäten gefeiert. Einmal im Jahr findet darüber hinaus rund um das Dortmunder U ein mehrtägiges Bierfest statt, an denen sich neben vielen regionalen neuen Biermarken, auch die bekannten Dortmunder Biermarken Bergmann Bier, Kronen, Union Bier, Brinkhoff's, DAB, Hövels, Ritter Bier, Thier Pils und Stifts präsentieren.
Eine Gebäckspezialität ist der Salzkuchen, ein kreisrundes, mit Salz und Kümmel gewürztes Brötchen mit einer Vertiefung in der Mitte. Er wird häufig mit Mett belegt gegessen, wobei die Vertiefung gehackte Zwiebeln aufnimmt.

## Sport
Dortmund ist für den Sport als Heimat bekannter Sportvereine, als Austragungsort wichtiger Wettbewerbe, als Standort großer Sportstätten sowie als Sitz nationaler Sportverbände von Bedeutung. Mehr als 140.000 Menschen sind in 564 Sportvereinen organisiert und geben damit dem Breitensport als auch dem Leistungssport in der Region wichtige Impulse.

### Sportverbände
Dortmund ist Sitz des Deutschen Handballbundes, der mit aktuell etwa 803.000 Mitgliedern in etwa 4.500 Vereinen mit etwa 24.000 Mannschaften als weltweit größter Handballdachverband gilt. Der Hauptsitz befindet sich im Willi-Daume-Haus an der Strobelallee.
In Dortmund ist außerdem der Olympiastützpunkt Westfalen als drittgrößter Stützpunkt Deutschlands beheimatet. An den Standorten Dortmund, Bochum, Warendorf und Winterberg werden mehr als 550 Sportler in über 20 Sportarten betreut.
Dortmund ist auch Sitz der Geschäftsstelle von Special Olympics Nordrhein-Westfalen, einem Landesverband von Special Olympics Deutschland. Special Olympics International ist weltweit der größte Sportverband für Menschen mit geistigen und mehrfachen Behinderungen.
Der Bundesstützpunkt Dortmund ist seit vielen Jahren Trainingsheimat des Deutschlandachters und bietet den Ruderern ideale Trainings- und Umfeldbedingungen. In den vergangenen Jahren stieg die zentrale Bedeutung des Stützpunktes stetig. Aufgrund einer deutlich gestiegenen Anzahl an Kaderathleten wurde mit Hilfe der Stadt Dortmund, des Bundes und des Landes das Zentrum zu einer modernen Trainingsstätte für das Leistungsrudern ausgebaut.
Auch der Deutsche Ringer-Bund hat seine Geschäftsstelle in Dortmund.
Daneben existieren Leistungszentren für die Sportarten Sportschießen, Eiskunstlauf und Eistanzen.

### Vereine und Sportstätten

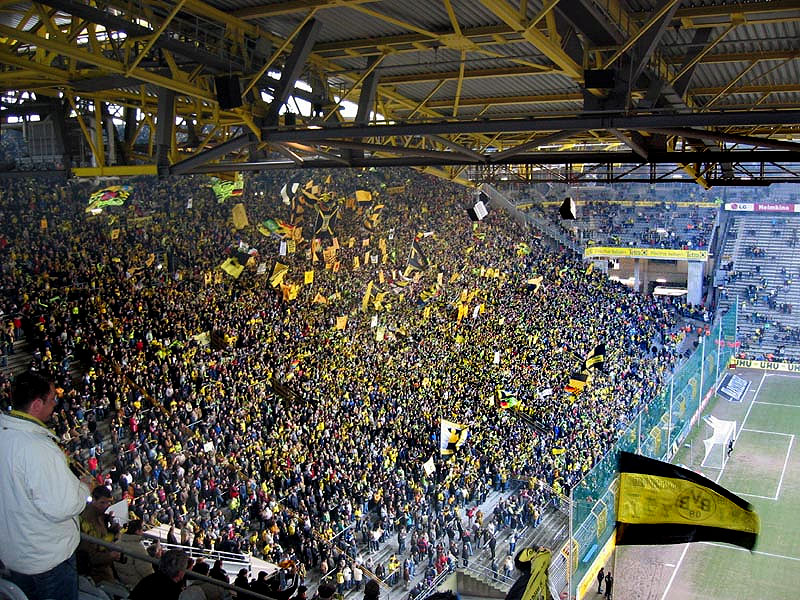
Südtribüne des Signal Iduna Parks

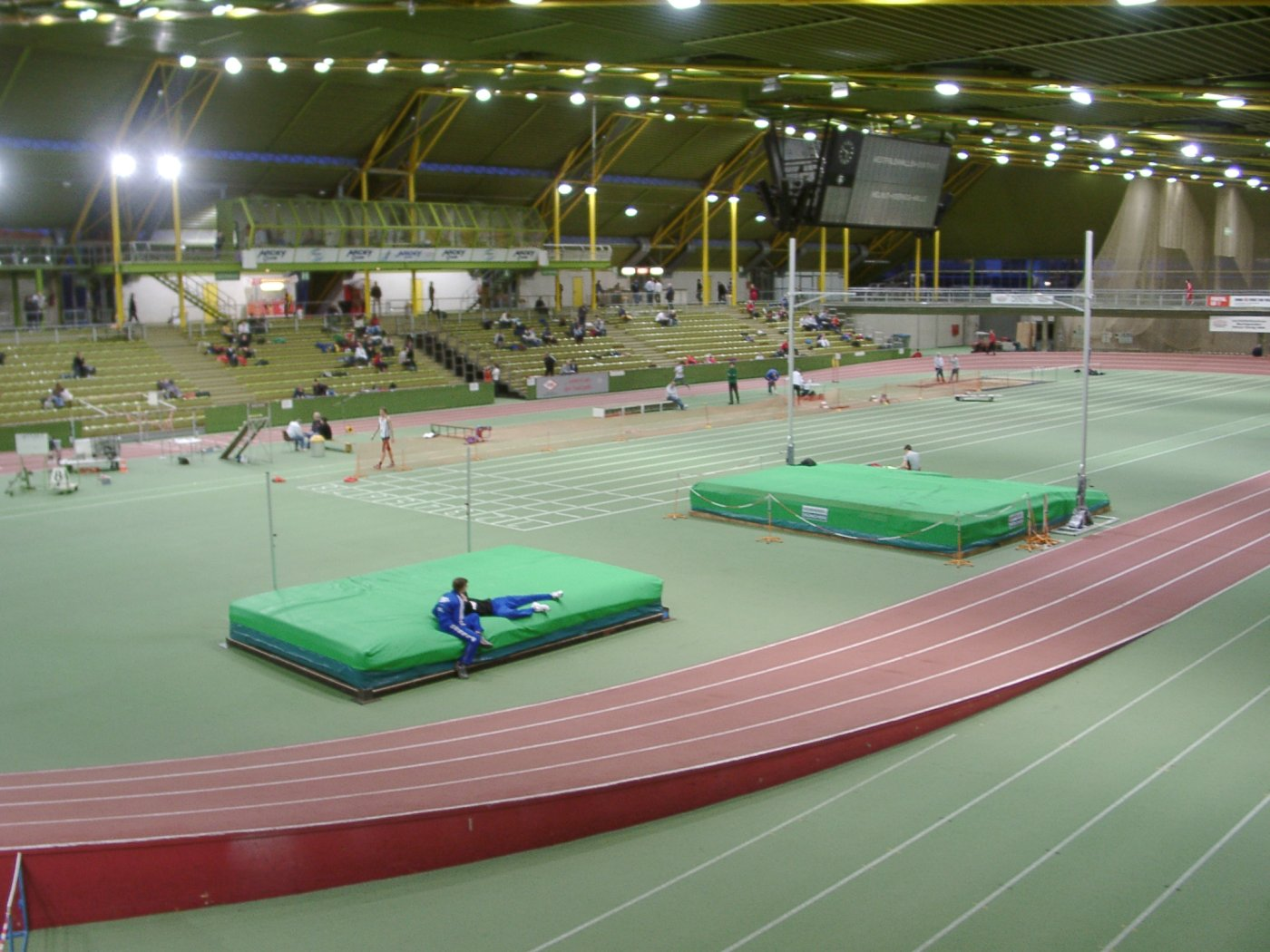
Innenansicht der Helmut-Körnig-Halle

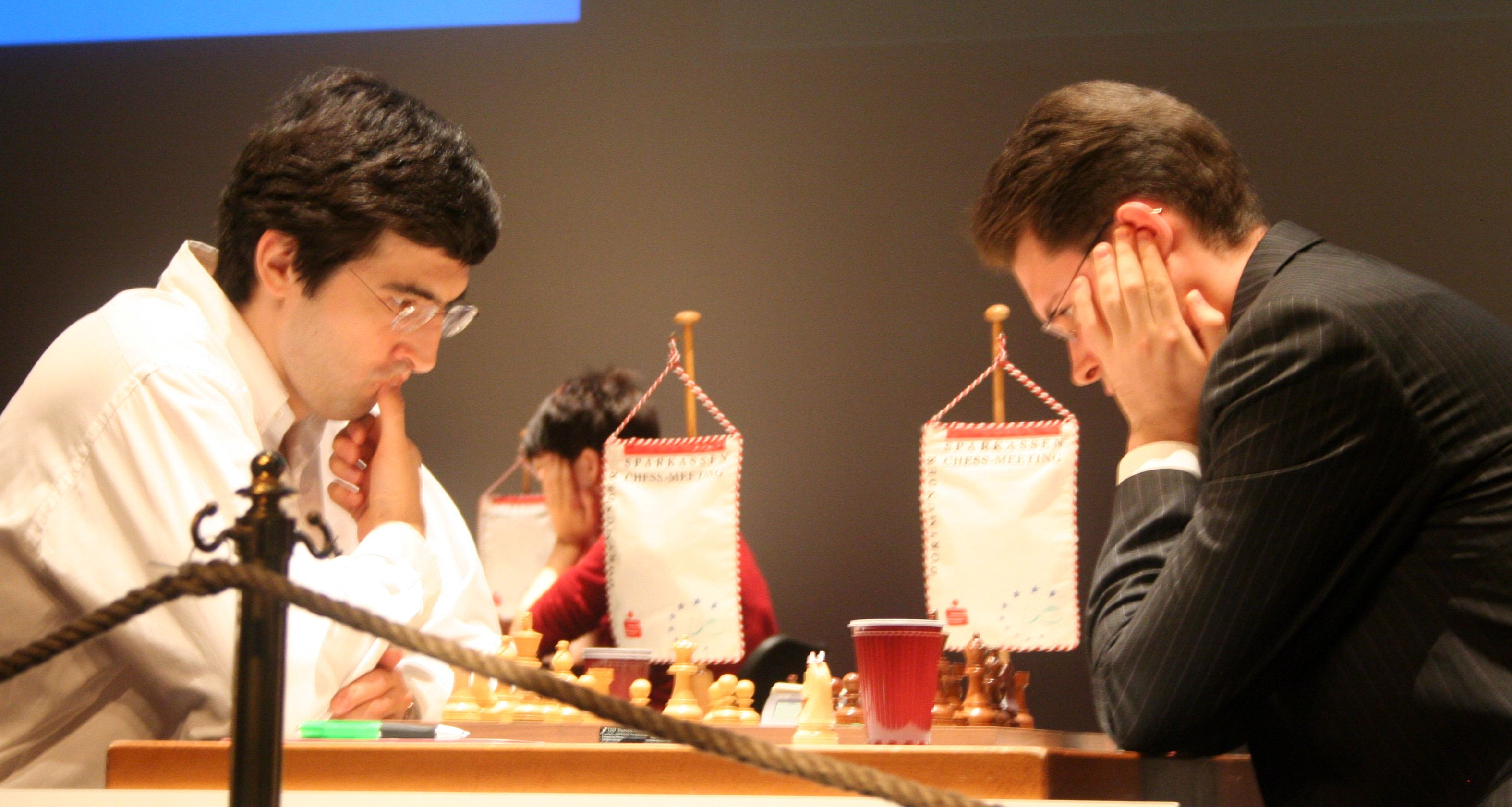
Wladimir Kramnik und Péter Lékó beim Chess-Meeting 2006

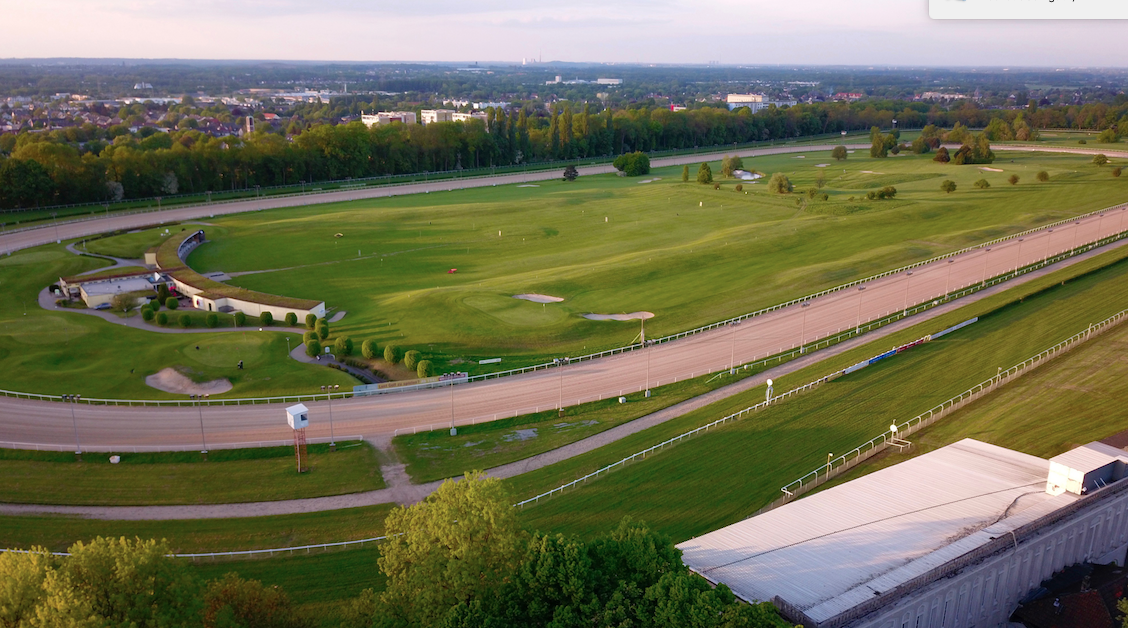
Galopprennbahn Dortmund

Dortmunds sportliches Aushängeschild ist der traditionsreiche Fußball-Bundesligist Borussia Dortmund, Deutscher Fußballmeister 1956, 1957, 1963, 1995, 1996, 2002, 2011 und 2012, DFB-Pokal-Sieger 1965, 1989, 2012, 2017 und 2021, Europapokalsieger der Pokalsieger 1966 sowie Champions-League- und Weltpokalsieger 1997, der im Signal Iduna Park (ehemals Westfalenstadion) südlich der Innenstadt spielt. Der Verein hat etwa 200.000 Mitglieder und einen Zuschauerschnitt von 81.300 Zuschauern. Borussia Dortmund II spielt derzeit in der 3. Fußball-Liga. Die Handballdamen des BVB spielen zur Saison 2008/09 wieder in der Bundesliga. Die erste Mannschaft der Tischtennisabteilung gehört der zweiten Bundesliga an. Die ausgeprägte Fußball- und Sportbegeisterung der Menschen in Dortmund ist international bekannt.
Das Westfalenstadion war Spielstätte der Fußball-Weltmeisterschaften 1974 und 2006. Es bietet Platz für 81.365 Zuschauer und ist damit das größte reine Fußballstadion in Deutschland und das viertgrößte Stadion in Europa. In direkter Nachbarschaft befindet sich das Stadion Rote Erde und das Leichtathletikzentrum Helmut-Körnig-Halle. Die ebenfalls benachbarten Westfalenhallen sind bekannt als Schauplatz zahlreicher Europa- und Weltmeisterschaften in verschiedenen Sportarten, wie der Handballweltmeisterschaft 2007. Seit 1925 wird in der Westfalenhalle das traditionelle Steherrennen immer am 2. Weihnachtsfeiertag abgehalten, dem am gleichen Ort 1926 das jährliche Sechstagerennen bis 2008 folgte. Das internationale Reit- und Springturnier in der Dortmunder Westfalenhalle zählt zu den wichtigsten Veranstaltungen des Reitsports in Deutschland.
Die Helmut-Körnig-Halle und das Stadion Rote Erde stellen die Hauptstützpunkte der Dortmunder Leichtathletikgemeinde dar. Zahlreiche Vereinsmannschaften haben sich in der LG Olympia Dortmund zusammengefunden; zahlreiche Sportler der LGO erzielen auf nationaler und internationaler Ebene große Erfolge.
Auch Basketball findet einen großen Zuspruch. Der in Dortmund ansässige Verein SVD 49 Dortmund spielt derzeit in der Basketball-Regionalliga und erfreut sich bei Heimspielen in der Brügmannhalle regelmäßig an einer ausverkauften Halle. Besonders seit dem Bundesliga-Jahr 1992/93 erregt der Verein ein breites Interesse in der Öffentlichkeit.
Ein weiterer Traditionsverein in Dortmund ist die Eishockeymannschaft des EHC Dortmund. Die Ursprünge des Vereins gehen auf das Jahr 1937 zurück, als der EV Westfalen Dortmund gegründet wurde. In der Folgezeit gab es weitere drei Nachfolgevereine, die allesamt den Spielbetrieb aus finanziellen Gründen einstellen mussten. Der EHC Dortmund besteht seit 1996 und wechselte seitdem mehrfach zwischen Oberliga und Regionalliga. Die Heimspielstätte der Elche ist das Eissportzentrum Westfalenhallen.
Der 1. Snooker Club Dortmund spielte von 2011 bis 2015 in der 1. Snooker-Bundesliga.
Im Dortmunder Schauspielhaus wird das Sparkassen Chess-Meeting Dortmund ausgetragen. Hervorgegangen aus den seit 1973 jährlich stattfindenden Internationalen Dortmunder Schachtagen gilt es als wichtigstes und stärkstes Schachturnier in Deutschland und besitzt internationale Bedeutung. Der Schachclub Hansa Dortmund e. V. spielte 2011/2012 in der Schachbundesliga, derzeit in der Staffel West der 2. Schachbundesliga.
Die seit 1913 bestehende Dortmunder Galopprennbahn im Stadtteil Wambel verfügt über eine 2000-m-Grasbahn und eine 1600-m-Allwettersandbahn. Auf der mit Flutlichtanlage und überdachten Tribünen ausgestatteten Rennbahn werden jährlich das Deutsche St. Leger und der Große Preis der Dortmunder Wirtschaft ausgetragen.
In Dortmund gibt es drei Golfplätze: Den seit 1956 in der Reichsmark vom Dortmunder Golf Club e. V. betriebenen 18-Loch-Platz, die von der ehemaligen britischen Rheinarmee zu Besatzungszeiten angelegte 18-Loch-Anlage Royal Saint Barbara’s in Brackel sowie einen 9-Loch-Golfplatz im Innenfeld der Dortmunder Galopprennbahn (GolfRange Dortmund).
Südlich des Westfalenparks existiert mit der Dortmunder Niere eine Trainingsstrecke für Radsportler.
Im Freizeitbereich und beim Breitensport bietet Dortmund ein vielfältiges Angebot. Unter anderem verfügt die Stadt über zehn Schwimmbäder, zahlreiche Sporthallen und -anlagen, ein inzwischen relativ gut ausgebautes, 300 km umfassendes Fahrradwegenetz, eine Mountainbike-Arena (auf dem Gelände der ehemaligen Hausmülldeponie im Stadtteil Deusen, Deusenberg), drei Kletteranlagen, einen Hochseilgarten sowie mehreren Funsportanlagen (Skateboard-, BMX- und Beachvolleyball-Anlagen) und natürlich die vielen Parks und Grünflächen. Insgesamt gibt es fast 600 Sportvereine in Dortmund mit ungefähr 140.000 Mitgliedern. Das denkmalgeschützte Dortmunder Südbad in der Innenstadt ist die traditionelle Austragungsstätte zahlreicher, national bedeutender Schwimmveranstaltungen.
Eine besondere Bedeutung für den Breitensport besitzen der mit ca. 7000 Mitgliedern größte Verein TSC Eintracht Dortmund, der Stadtsportbund und die Sport Welt Dortmund GmbH, als Betreiber der Dortmunder Schwimmbäder.
Eine große Tradition besitzt auch das Ringen in Dortmund. Zwischen 1927 und 1957 wurde der ASV Heros Dortmund zehnmal und der Sportklub Hörde 04 dreimal deutscher Mannschaftsmeister. Seit 2002 kommt es in Dortmund jährlich zu einem Treffen der Weltelite im griechisch-römischen Ringkampf. Mit Unterstützung des Landes Nordrhein-Westfalen und der Stadt Dortmund wird der „Grand Prix der Bundesrepublik Deutschland“ in der Dortmunder Helmut-Körnig-Halle erfolgreich ausgerichtet.
Aber auch Randsportarten wie American Football, Poker und Baseball finden in Dortmund Beachtung. So waren 1980 die Dortmund Giants einer der ersten deutschen Footballvereine. Nun spielen die Giants in der dritthöchsten deutschen Spielklasse, in der Regionalliga. Im Jahre 2008 spielt die Baseballmannschaft der Dortmund Wanderers in der höchsten deutschen Spielklasse, der 1. Bundesliga. Im Dortmunder Casino Hohensyburg wurde die European Poker Tour von 2007 bis 2009 je einmal jährlich veranstaltet.

### Inklusion
2021 bewarb sich die Stadt als Host Town für die Gestaltung eines viertägigen Programms für eine internationale Delegation der Special Olympics World Summer Games 2023 in Berlin. 2022 wurde sie als Gastgeberin für Special Olympics Palästina ausgewählt. Damit wurde sie Teil des größten kommunalen Inklusionsprojekts in der Geschichte der Bundesrepublik mit mehr als 200 Host Towns.

## Verkehrsinfrastruktur

### Straßenverkehr

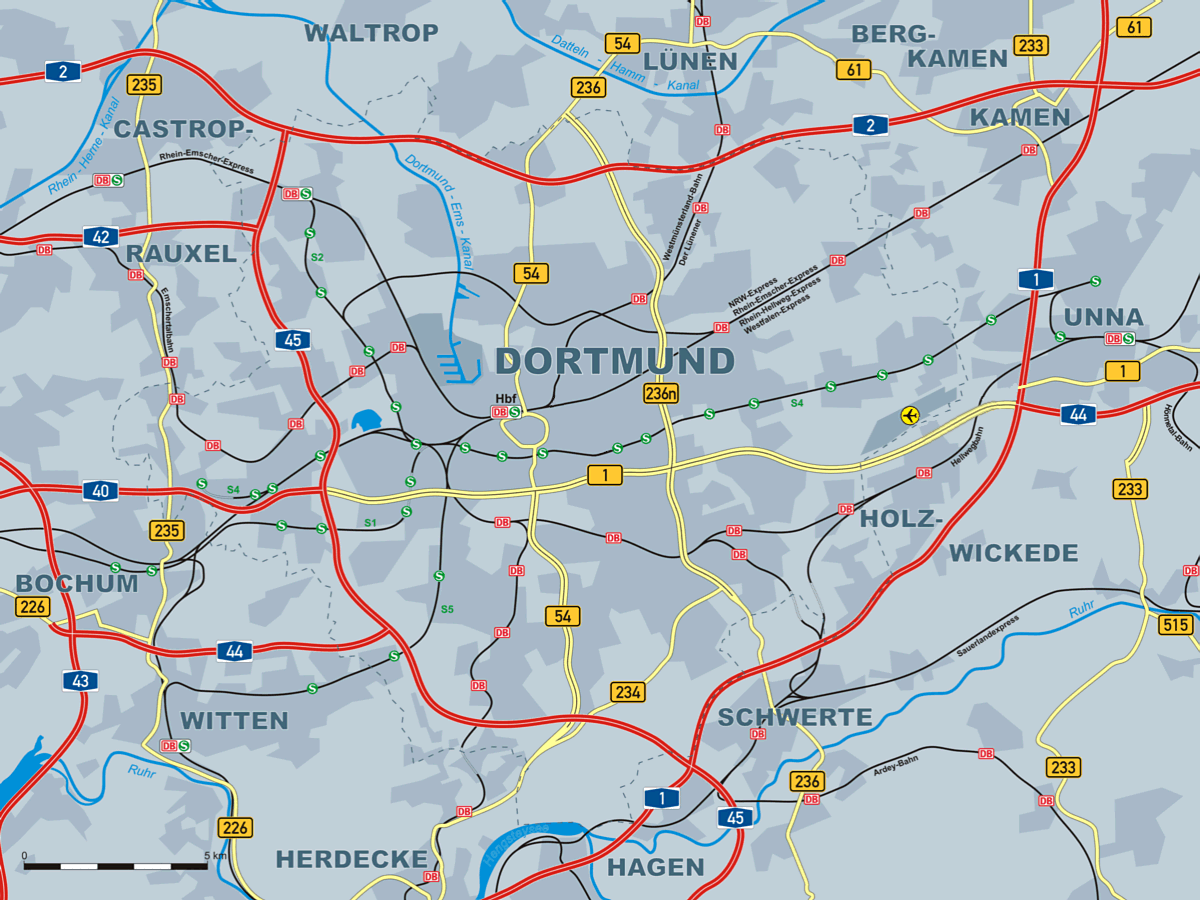
Verkehrsanbindung der Stadt

Die Stadt wurde nach dem Zweiten Weltkrieg im Sinne des Konzepts Autogerechte Stadt wieder aufgebaut. Auffälligste Merkmale sind die südlich des Stadtkerns durch das Stadtgebiet verlaufende Bundesstraße  und der vier- bis sechsspurige Innenstadtring entlang des ehemaligen Stadtwalls. Innerhalb dieses Rings ist der Autoverkehr nur noch sehr eingeschränkt möglich.
Dortmund ist einer der bedeutendsten Verkehrsknotenpunkte des Ruhrgebiets und der Region Westfalens. Der Dortmunder Autobahnring umfasst Teilstücke der Autobahnen  (Bremen–Köln),  (Oberhausen–Berlin) und  (Dortmund–Aschaffenburg). Im Straßenverkehr ist die Stadt zudem über die Autobahnen  (Dortmund–Venlo),  (Dortmund–Kamp-Lintfort),  (Aachen–Dortmund sowie Dortmund–Kassel) und vier Bundesstraßen (, ,  und ) an das deutsche Fernstraßennetz angebunden. Mit dem Kamener Kreuz, dem Westhofener Kreuz sowie den Autobahnkreuzen Dortmund/Unna, Dortmund-West, Dortmund/Witten, Dortmund-Nordwest und Castrop-Rauxel-Ost liegen wichtige deutsche Autobahnkreuze auf oder in der Nähe des Dortmunder Stadtgebiets.

### Schienenverkehr

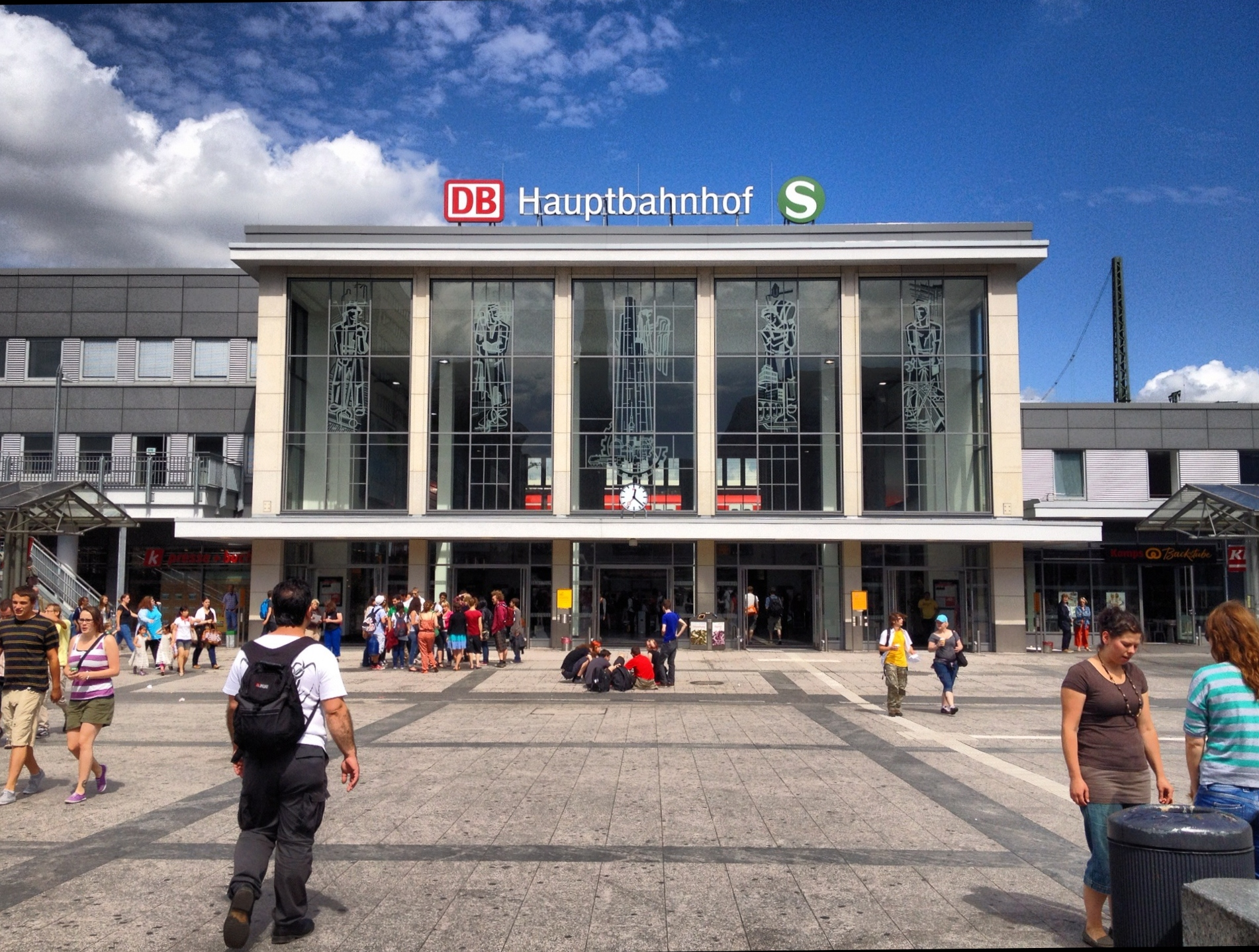
Dortmund Hauptbahnhof

Der Dortmunder Hauptbahnhof zählt mit 41 Millionen Fahrgästen jährlich zu den wichtigsten Eisenbahnknoten im deutschen Personenverkehr. Darüber hinaus gibt es 23 Regionalbahnhöfe im Stadtgebiet. Gemessen an den Anbindungen im Regionalverkehr sind insbesondere die Bahnhöfe Dortmund-Hörde, Kurl und Mengede weitere wichtige Stationen, hinzu kommen 25 Halte der S-Bahn Rhein-Ruhr.
Eine weitere wichtige Verkehrsanlage ist dabei auch das im Osten der Stadt an der Strecke nach Hamm gelegene Bahnbetriebswerk Dortmund-Betriebsbahnhof der DB Regio NRW und DB Fernverkehr, das der Instandhaltung der ICE-Züge sowie weiteren Fahrzeugen des Fern- und Regionalverkehrs dient. Neben den Elektrolokomotiven und den Dieseltriebwagen des Regionalverkehrs und den Waggons des Fernverkehrs wird hier auch der ICE 3 gewartet. Ein weiteres Betriebswerk Dortmund-Hafen der DB Fernverkehr ist geplant. Im Schienengüterverkehr ist Dortmund jedoch nach Stilllegung der beiden Rangierbahnhöfe Dortmund Rbf und Dortmunderfeld kein Eisenbahnknoten mehr. Diese Züge können über die Güterumgehungsbahn Dortmund an der Innenstadt vorbeigeführt werden.

### Luftfahrt

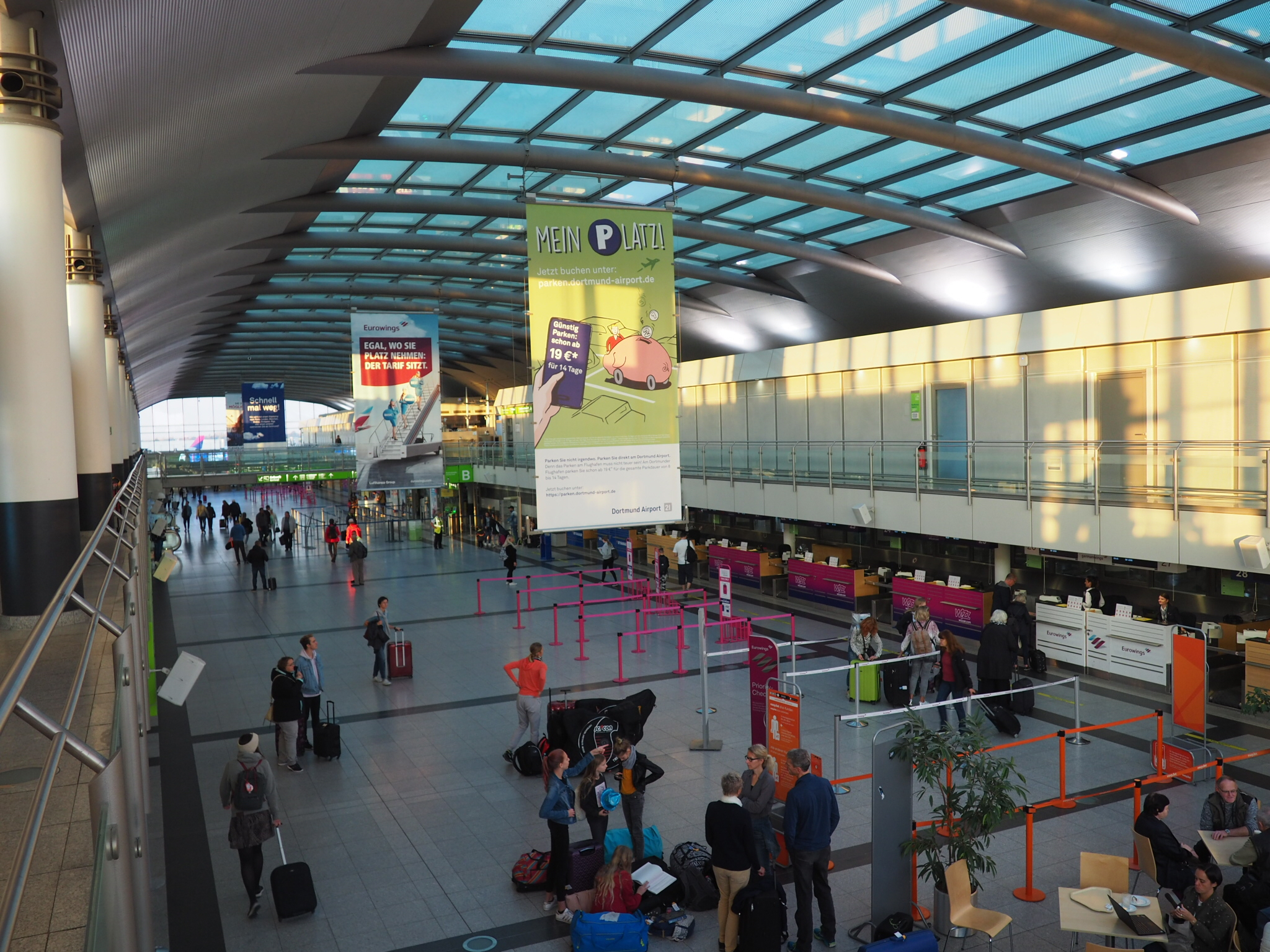
Abflughalle des Flughafens Dortmund

Der Flughafen Dortmund liegt im Osten Dortmunds an der Stadtgrenze zu Holzwickede und Unna. Gemessen an der Passagierzahl ist der Flughafen der drittgrößte Verkehrsflughafen in Nordrhein-Westfalen. Deutschlandweit liegt er auf Platz 10. Einen Großteil des Flugbetriebs machen Billigfluggesellschaften aus. Hinzu kommt ein größerer Anteil an touristischem Linienverkehr, der Geschäftsreiseverkehr sowie die allgemeine Luftfahrt. Auf dem Gelände des Flughafens befindet sich außerdem eine Einsatzstaffel der Polizeiflieger Nordrhein-Westfalen und eine Station der DRF Luftrettung.
Der Flughafen Dortmund ist über die B 1 sowie im öffentlichen Nahverkehr über einen Transferbus direkt über den Bahnhof Holzwickede/Dortmund-Flughafen erreichbar. Seit 2004 betreibt der Flughafen Dortmund zusätzlich den Flughafenexpress, der zwischen dem zentralen Busbahnhof am Dortmunder Hauptbahnhof und dem Flughafen verkehrt. Der VRR-Tarif gilt auf dieser Strecke nicht.
Der Flughafen Düsseldorf ist in etwa einer Stunde mit der Bahn oder dem PKW zu erreichen.

### Schifffahrt

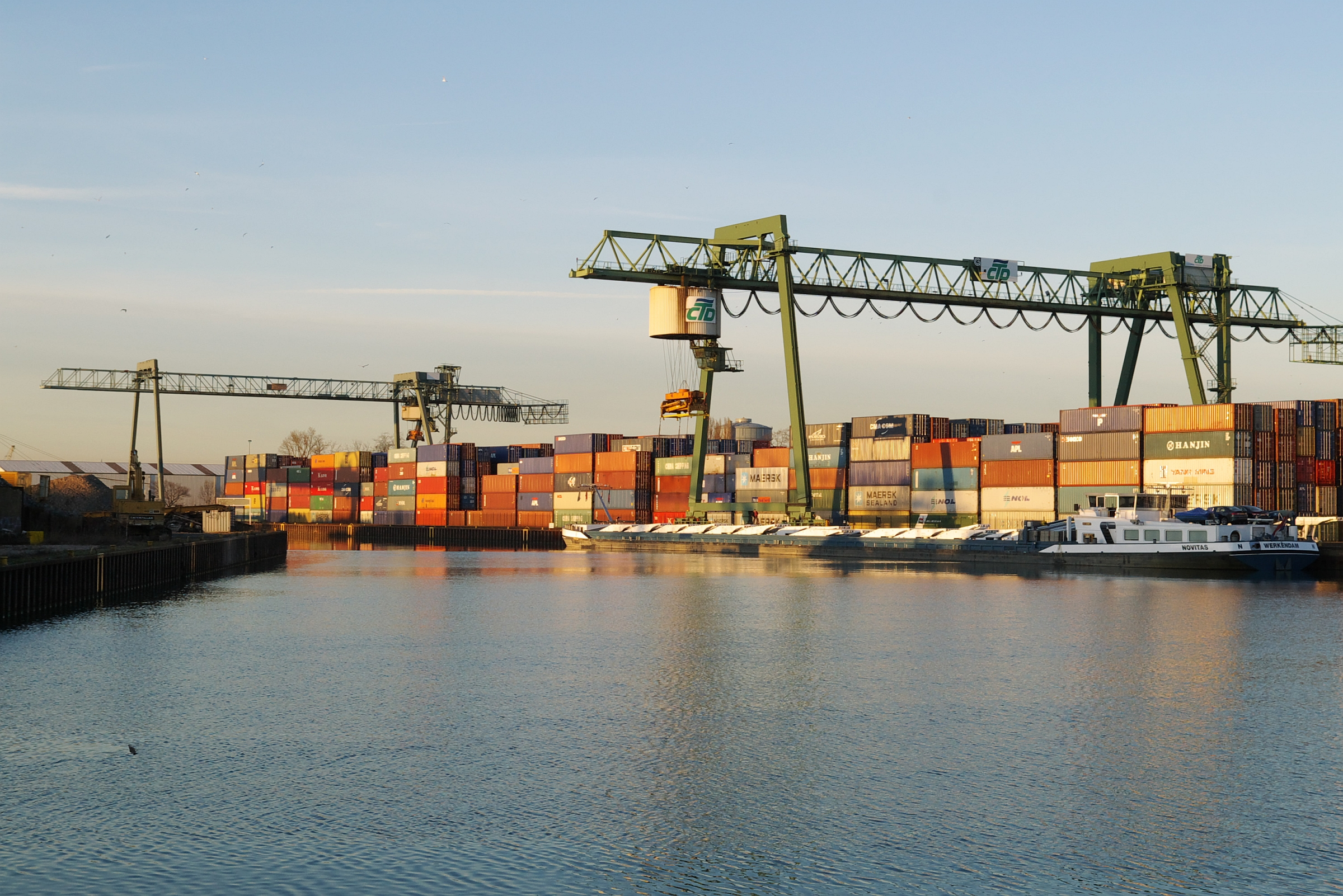
Kanalhafen mit Containerterminal

In der Binnenschifffahrt ist Dortmund über den Dortmund-Ems-Kanal mit dem Rhein und der Nordsee verbunden und verfügt über den größten Kanalhafen Europas.

### Nahverkehr

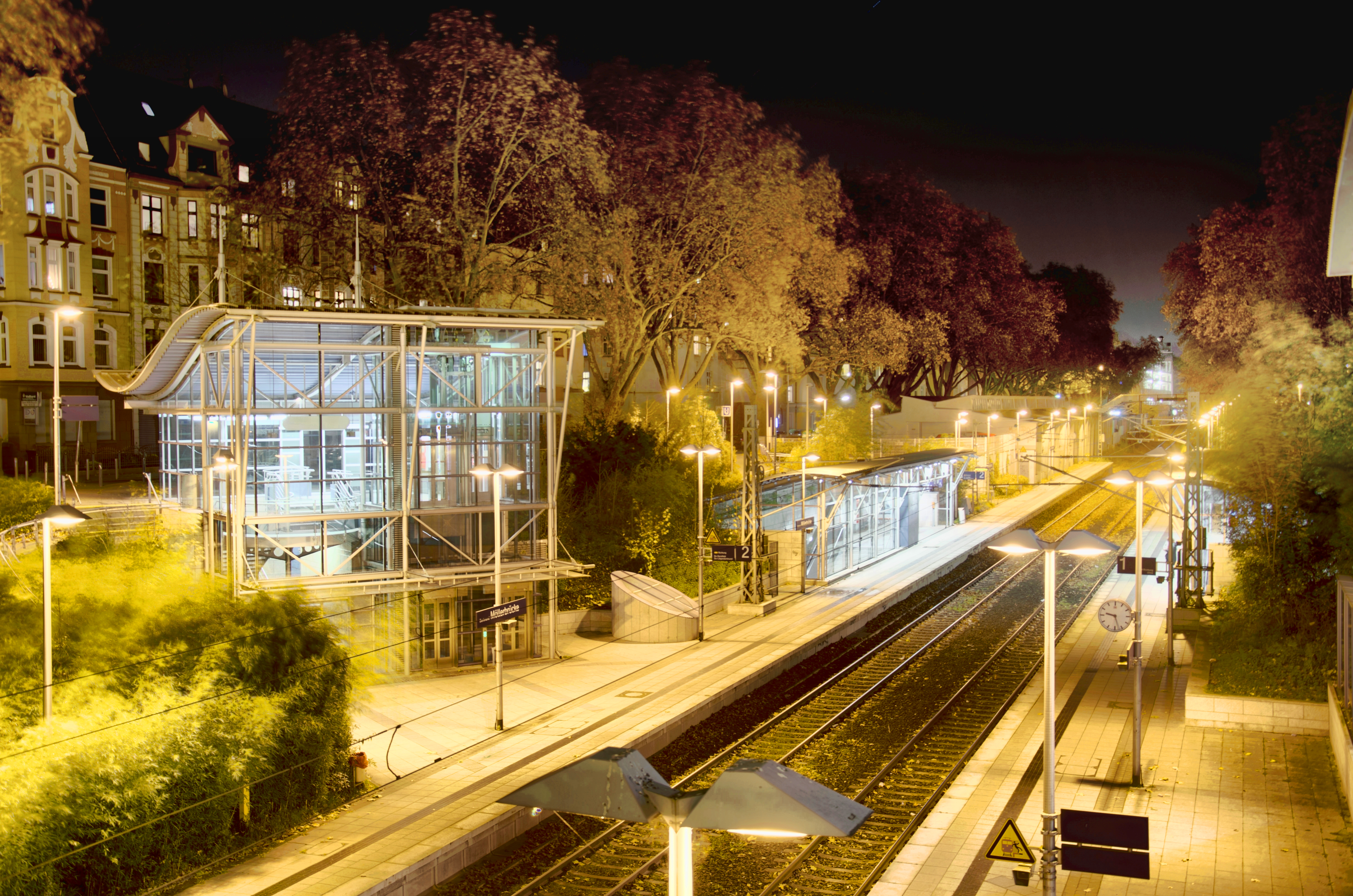
Nahverkehrsknotenpunkt Möllerbrücke

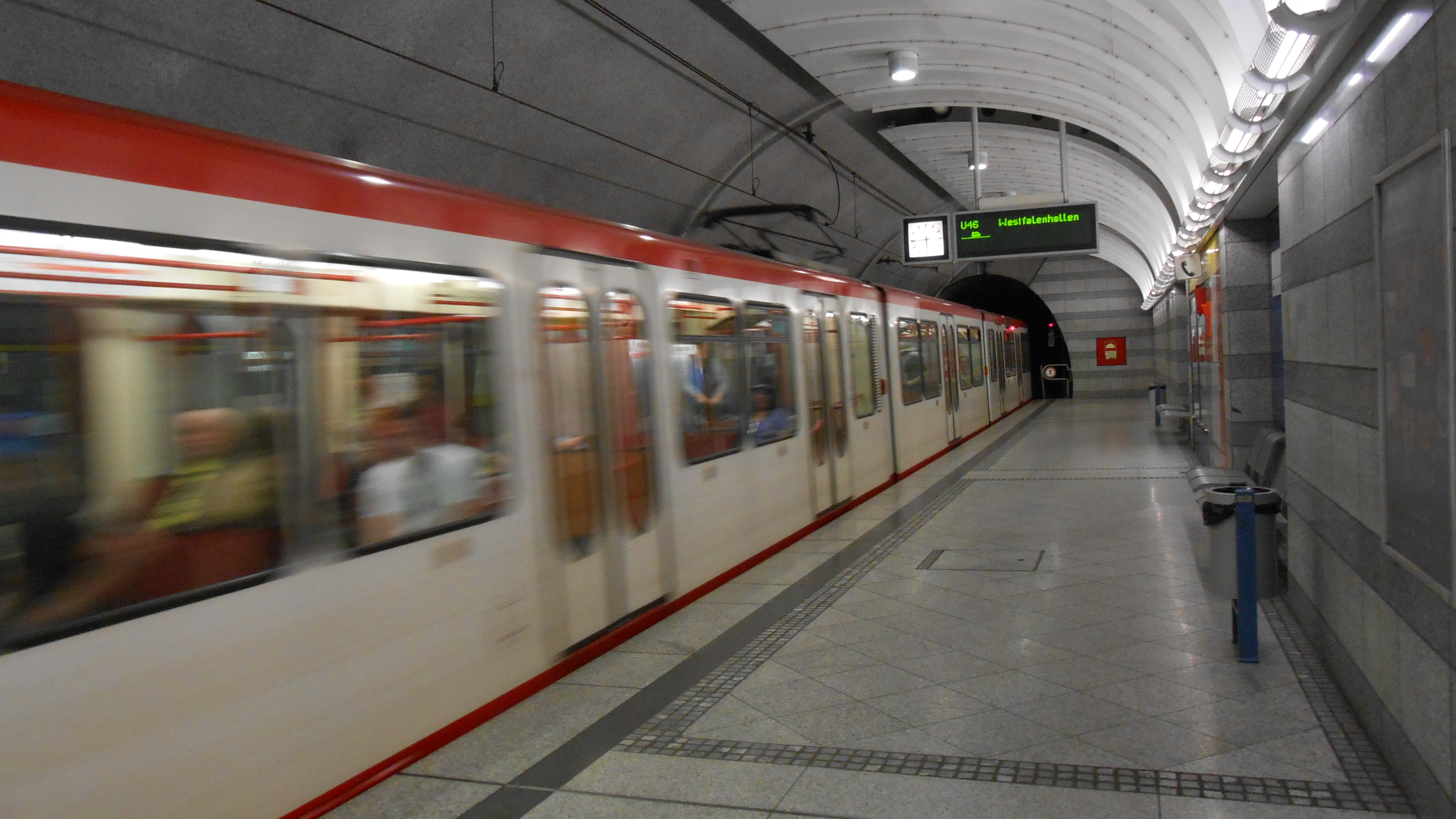
Stadtbahn U 46 im U-Bahnhof Saarlandstraße

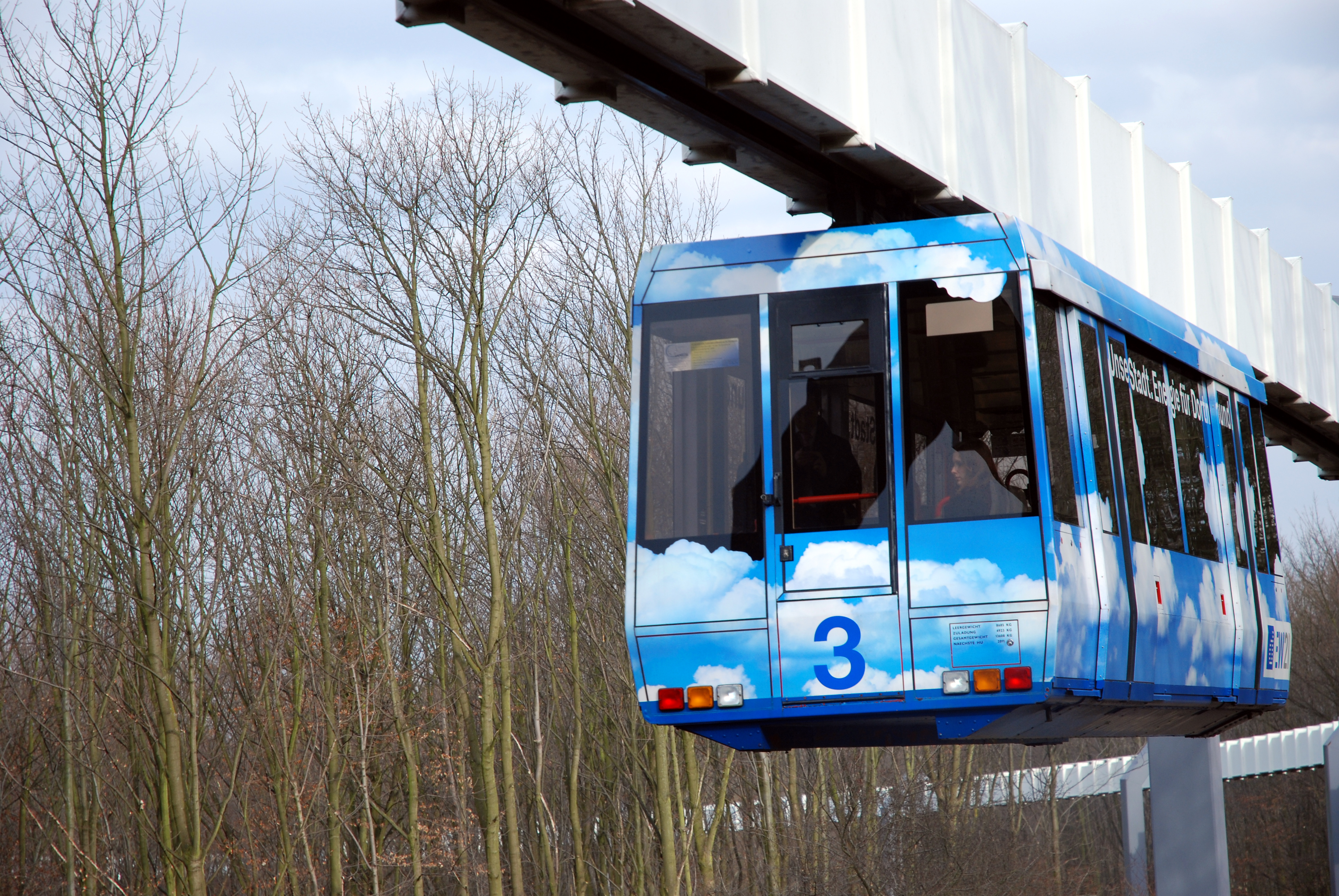
H-Bahn Dortmund

Der Dortmunder Nahverkehr wird zum Großteil durch die DSW21 im Verkehrsverbund Rhein-Ruhr betrieben. Die DSW21 hat innerhalb des VRR den Zahlenbereich der „4“ zugewiesen bekommen, es fangen also alle Liniennummern mit einer „4“ an (Ausnahmen bilden Linien über die Stadtgrenze hinaus). Im Schienenpersonennahverkehr (SPNV) ist Dortmund durch die vier S-Bahn-Linien S 1, S. 2, S. 4 und S 5, zahlreiche Regional-Express-Züge und Regionalbahnen erschlossen.
Im Kommunalen Personennahverkehr verfügt Dortmund über ein Netz aus acht innerstädtisch unterirdisch verlaufenden Stadtbahnlinien: U 41, U 42, U 43, U 44, U 45, U 46, U 47 und U 49. Im April 2008 wurden unter der Innenstadt die letzten Tunnelstrecken fertiggestellt. Die beiden letzten Straßenbahnlinien 403 und 404 wurden nach Eröffnung des Ost-West-Tunnels umgewandelt und heißen nun U 43 und U 44.
Darüber hinaus verkehren im Stadtgebiet 73 Buslinien der DSW21. Dieses Streckennetz umfasst 852,1 Kilometer und befördert jährlich 134 Millionen Personen. [Stand: Januar 2018]
Zudem gibt es eine automatische H-Bahn zwischen den beiden Universitätsstandorten und dem Stadtteil Eichlinghofen sowie dem Technologiepark.
Auffallend waren die roten Doppeldecker-Schnellbusse, mit denen die VKU den ZOB am Hauptbahnhof Dortmund mit dem Busbahnhof in Bergkamen verband. Jetzt verkehren dort Gelenkomnibusse.

### Fahrradverkehr

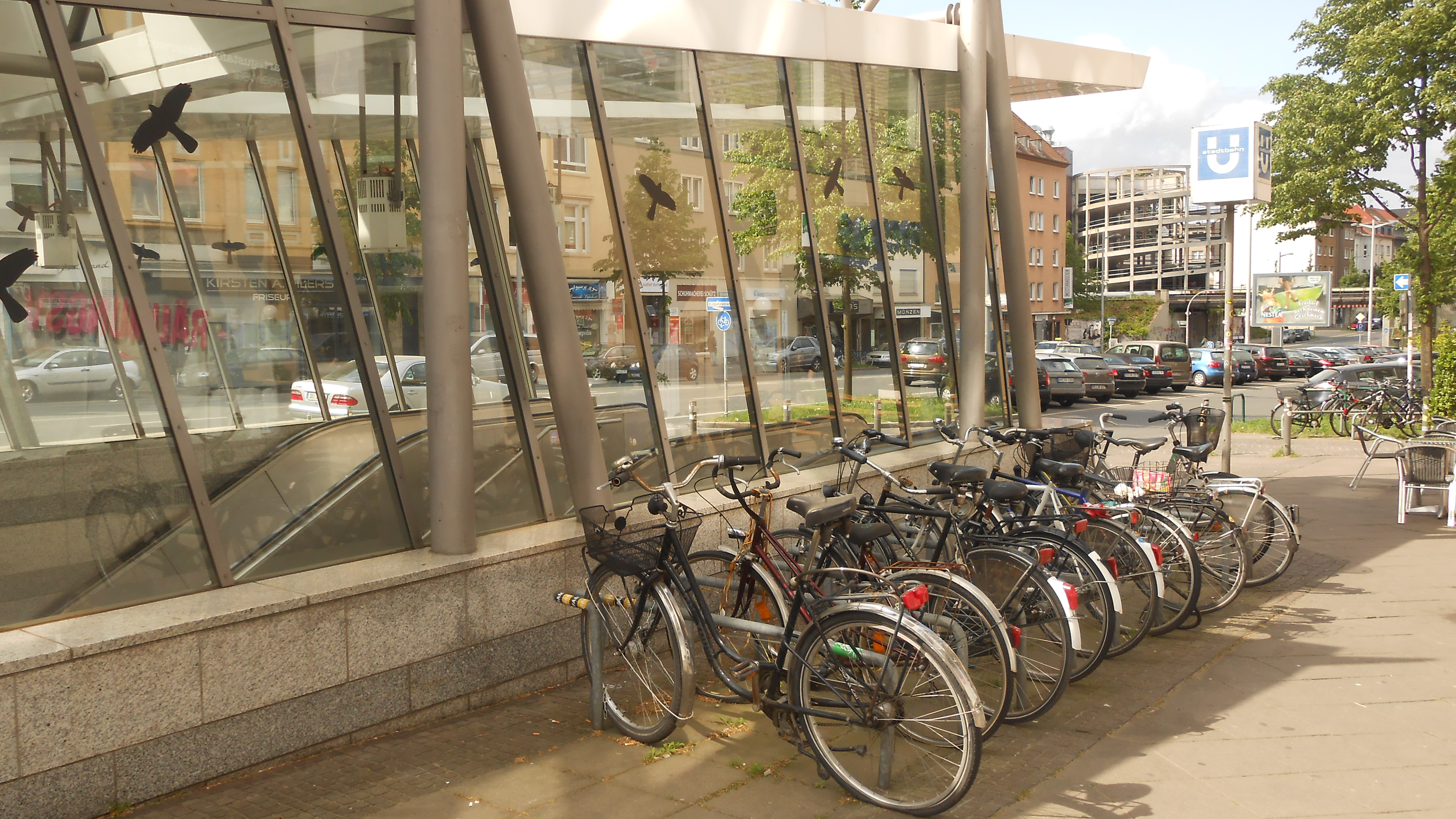
Fahrradständer am U-Bahnhof Saarlandstraße

Auch das Radfahren wird in Dortmund durch die Stadtplanung gefördert – seit den 1980er-Jahren wurde ein umfangreiches Radwegenetz geschaffen. Am 10. Juli 2006 wurde ein Antrag zur Aufnahme in die „Arbeitsgemeinschaft Fußgänger- und Fahrradfreundliche Städte und Gemeinden in NRW“ (AGFS) beim Verkehrsministerium in Düsseldorf eingereicht. Am 8. August 2007 wurde Dortmund mit diesem Titel ausgezeichnet. Darüber hinaus ist Dortmund an eine Reihe von Fernradwegen angebunden:
- Die Deutsche Fußballroute NRW ist eine 850 km lange Erlebnis-Radroute zum Thema Fußball in Nordrhein-Westfalen.
- Die Dortmund-Ems-Kanal-Route ist ein rund 350 km langer und nahezu steigungsfreier Radfernweg der das Ruhrgebiet mit der Nordseeküste verbindet.
- Der ca. 120 km lange Emscher-Weg verläuft meist parallel zur Emscher, von der Quelle in Holzwickede zur Emschermündung in den Rhein in der Nähe von Dinslaken.
- Der Radschnellweg Ruhr soll durch die Stadt führen

Im Fahrradklimatest des ADFC des Jahres 2018 belegte Dortmund unter den 14 Städten Deutschlands mit über 500.000 Einwohnern den 13. Platz. Für den Test wurden in Dortmund 1390 Radfahrer befragt. Erzielt wurde die Note 4,35, damit lag die Stadt knapp vor Köln, das die Note 4,38 erzielte und damit letzter wurde. Im Jahr 2016 erzielte Dortmund noch die Note 4,14 und Platz 8. Im Vergleich mit den anderen Städten dieser Kategorie schnitt Dortmund insbesondere in den Punkten „Stellwert des Radverkehrs“ (Note 4,9), „Werbung für das Radfahren“ (Note 4,7), „Fahrradförderung in jüngster Zeit“ (Note 4,9), „Falschparkerkontrolle auf Radwegen“ (Note 5,3), „Abstellanlagen“ (Note 4,4) und „Wegführung in Baustellen“ (Note 5,1) schlecht ab. „Positiv“ im Vergleich zu anderen Städten dieser Kategorie fiel der Punkt „Fahrraddiebstahl“ auf, allerdings nur mit einer Note von 4,4, knapp über dem Mittelwert von 4,54.

## Wirtschaft

### Überblick
In der Vergangenheit wurde die wirtschaftliche Entwicklung Dortmunds von Umbrüchen, Verwerfungen und Veränderungen des inneren Gefüges begleitet. Durch das Zusammenwirken zahlreicher ökonomischer und nichtökonomischer Faktoren verschoben sich die Größenordnungen der einzelnen Bereiche – des primären (Landschaft und Bergbau), des sekundären (Industrie und produzierendes Gewerbe) und des tertiären Sektors (Dienstleistungen). Die Relationen dieser Wirtschaftszweige veränderten sich untereinander ebenso wie zum Wirtschaftsraum Dortmund und im gesamten Ruhrgebiet. Flankiert durch wirtschaftsfördernde und strukturverbessernde Maßnahmen der Stadt, des Landes und des Bundes vollzogen und vollziehen sich nach wie vor Umschichtungen zum Quartärsektor. Heute ist Dortmund ein Handels- und Dienstleistungszentrum sowie Hightechmetropole in den Bereichen Energie (Strom-, Gastransportnetze), Informationstechnologie, Mikrosystemtechnik und Biomedizin.
Im Jahre 2016 erbrachte Dortmund, innerhalb der Stadtgrenzen, ein Bruttoinlandsprodukt (BIP) von 21,553 Milliarden € und belegte damit Platz 14 innerhalb der Rangliste der deutschen Städte nach Wirtschaftsleistung. Das BIP pro Kopf lag im selben Jahr bei 36.781 € (Nordrhein-Westfalen: 37.416 €, Deutschland 38.180 €) und damit leicht unter dem regionalen und nationalen Durchschnitt. In der Stadt sind 2016 ca. 313.500 Personen beschäftigt. Die Arbeitslosenquote lag im Dezember 2018 bei 9,8 % und damit deutlich über dem Durchschnitt von Nordrhein-Westfalen mit 6,4 %.

### Traditionelle Wirtschaftssektoren, Wandel und Perspektiven

Phoenixsee mit Randbebauung

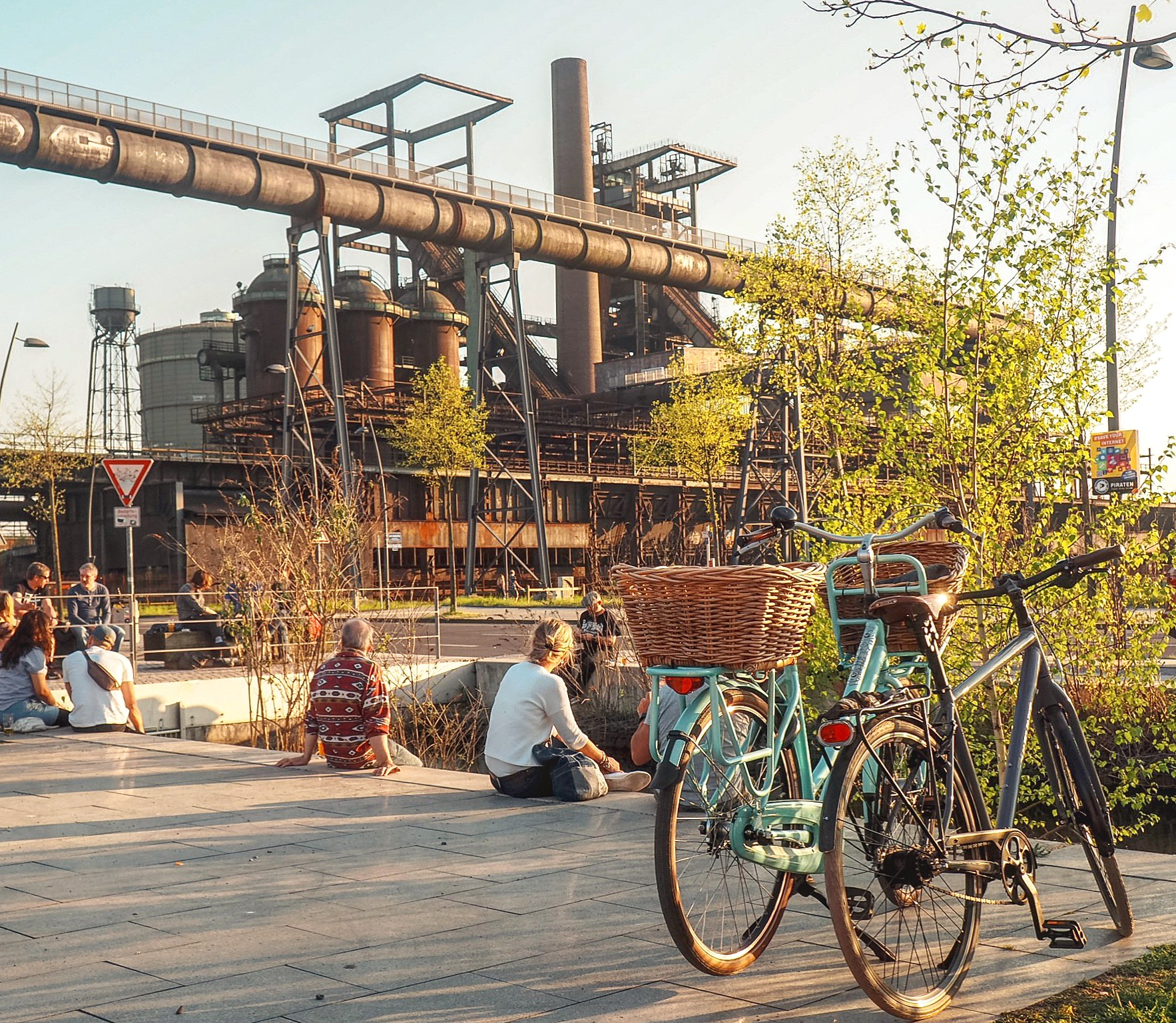
Zukunftsstandort Phoenix-West

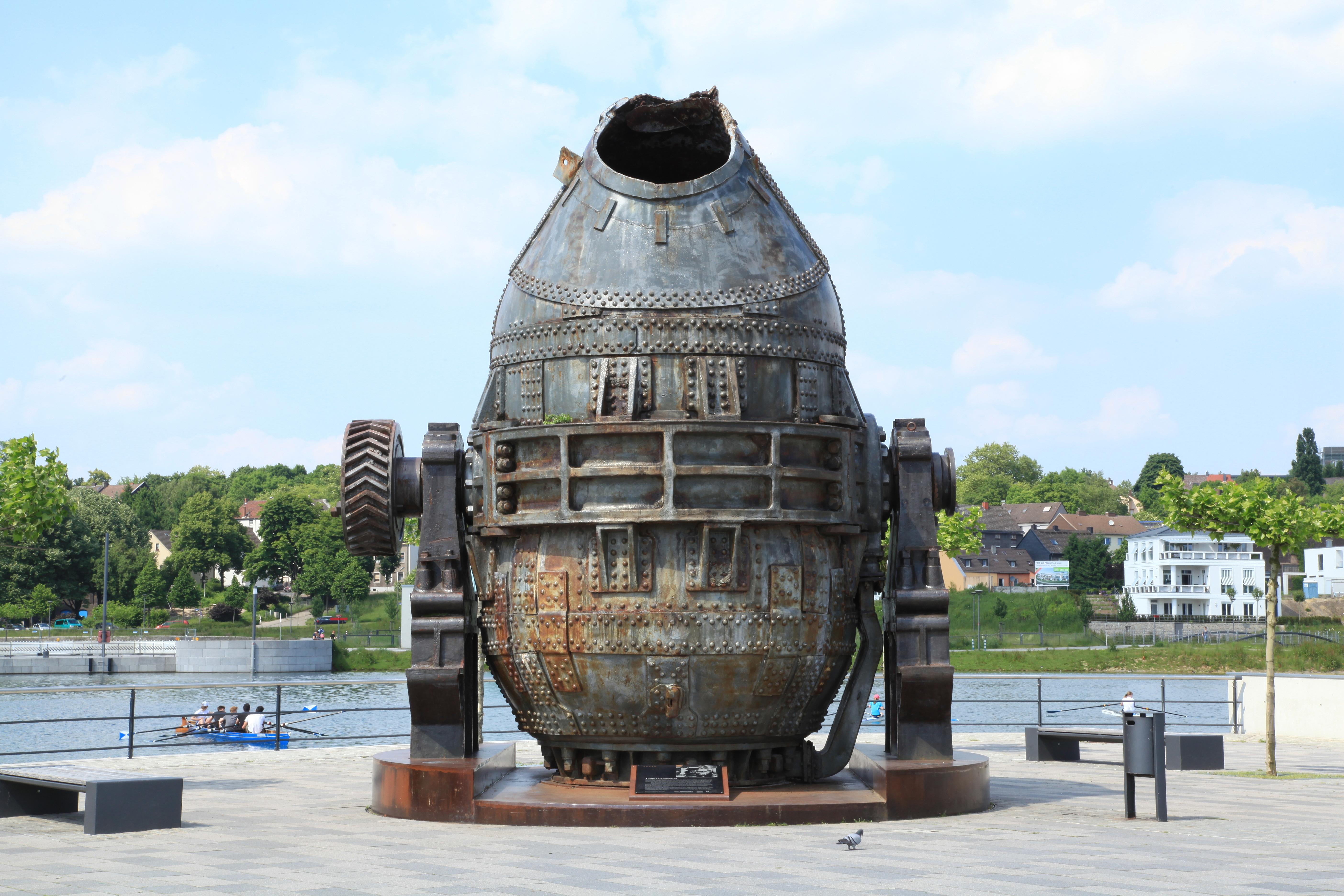
Thomas-Birne des Stahlwerks Phoenix-Ost

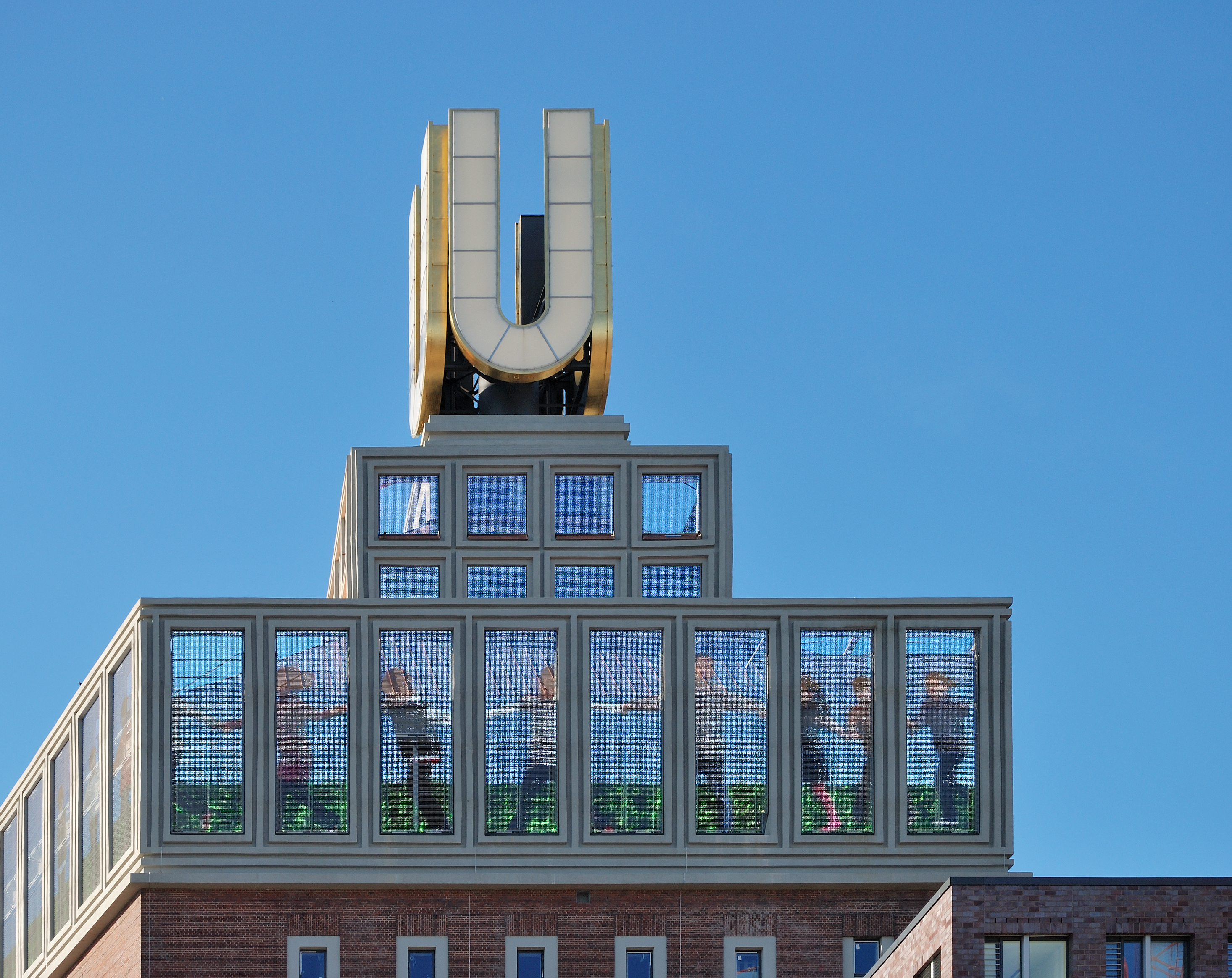
Dortmunder U auf dem früheren Standort der Union-Brauerei

Im Rahmen der Industrialisierung entwickelte sich Dortmund rasch zu einem Zentrum der Schwerindustrie (Kohle- und Stahlindustrie). Bedeutende Dortmunder Konzerne waren Hoesch, die Dortmunder Union, die Phoenix AG für Bergbau und Hüttenbetrieb sowie die ab 1969 unter dem Dach der Ruhrkohle AG zusammengefassten Dortmunder Zechen. Noch Mitte des 20. Jahrhunderts gab es auf dem heutigen Dortmunder Stadtgebiet mehr als 15 Kohlebergwerke, deren letztes 1987 den Betrieb einstellte.
Siehe auch Liste von Bergwerken in Dortmund
Der letzte bedeutende Bergbauzulieferer, die Maschinenfabrik Gustav Schade, wurde erst später geschlossen.
Die wirtschaftlich gesunde Hoesch AG wurde 1992 von der Essener Krupp Stahl AG übernommen. 1997 fusionierten Krupp-Hoesch und die Düsseldorfer Thyssen Stahl AG zur ThyssenKrupp Stahl AG, mit drastischen Folgen für die Dortmunder Hüttenstandorte. Die Flüssig-Phasen der Eisen- und Stahlproduktionen wurden in Dortmund in den Folgejahren stillgelegt, weil der neue Konzern seine Stahlsparte an der geografisch günstigeren Rheinschiene konzentrierte. Der hieraus entstandene Arbeitsplatzabbau war für Dortmunds Wirtschaft eine schwere Belastung.
Die Flächen der früheren Industriestandorte bieten heute Entwicklungspotenzial für die Stadt:
- Das frühere Gelände der Dortmunder Union im Westen der Stadtmitte ist zu großen Teilen bereits mit neuer Logistik- und Handelsstruktur besiedelt: es liegt verkehrsgünstig an der Eisenbahntrasse durch das Emschertal, an der nördlichen Stadtautobahn, dem Zubringer zu A 45, A 40 und A 2, und in Nähe des Dortmund-Ems-Kanals.
- Das ehemalige Stahlwerk Phoenix-Ost im Südosten in Hörde ist nach seinem Abbau, dem Abriss und der Neugestaltung zum Projekt Phoenix-See eine interessante Adresse für Wohn- und Geschäftszwecke mit hohem Erholungswert geworden.
- Dem Standort Phoenix-West kommt bereits jetzt mit der MST.factory eine zentrale Rolle im Wettbewerb um weitere Unternehmensansiedlungen aus dem Bereich der Mikrosystemtechnik zu. Dortmund gilt heute als größtes deutsches Zentrum für Mikrosystemtechnik und beheimatet aktuell 26 Unternehmen mit etwa 1700 Beschäftigten in dieser noch jungen Zukunftsbranche sowie den IVAM Fachverband für Mikrotechnik.
- Auch nach der Stilllegung der Hochöfen, der Sinteranlage und des Warmbreitbandwalzwerk wird am Standort Westfalenhütte im Dortmunder Nordosten noch produziert. Hier befindet sich ein Walzwerk mit Blechendverarbeitung und -beschichtung mit etwa 1000 Mitarbeitern. Darüber hinaus befindet sich hier ein Entwicklungszentrum für die Oberflächenveredelung von Flachstahl. Das Gelände mit einer Größe von ungefähr 15 Quadratkilometern (etwa 3 km mal 5 km) bietet enorme Möglichkeiten der Stadtentwicklung. Auf der Fläche haben sich bereits mehrere Logistikunternehmen niedergelassen.[130][131]

Der Maschinen- und Anlagenbau besitzt in Dortmund eine große Tradition. Aktiv sind neben der Chemieanlagenbau-Gesellschaft ThyssenKrupp Uhde GmbH, das börsennotierte Anlagebauunternehmen Thyssenkrupp Nucera mit Schwerpunkt elektrochemische Anlagen und der Maschinen- und Anlagenbauer KHS GmbH, früher Holstein & Kappert, mit Unternehmenssitz in der Juchostraße, Hersteller von Verpackungs- und Getränkeabfüllmaschinen. Ein nicht mehr in Dortmund tätigendes Unternehmen ist die Thyssen Klönne AG. Baufahrzeuge wurden früher in Dortmund durch das Unternehmen Orenstein & Koppel hergestellt, die bei den Hoesch-Krupp-Fusionen zur Krupp Fördertechnik und deren Schwesterunternehmen kam. Die O&K Baggersparte wurde durch den amerikanischen Terex-Konzern übernommen und fertigt bis heute schwere Baumaschinen in Dortmund, wurden jedoch inzwischen von der amerikanischen Firma Caterpillar aufgekauft. Auch der Werkzeugmaschinenbau hat eine namhafte Dortmunder Vergangenheit: in Lütgendortmund an der Stadtgrenze zu Bochum existierte bis in die 1980er Jahre das Familienunternehmen Tönshoff, ehedem weltbekannter Hersteller von Mehrspindel-Drehautomaten. Mit der früheren „Hoesch Maschinenfabrik Deutschland“ hatte Dortmund an der Bornstraße nahe der Westfalenhütte einen Hersteller von Größt-Drehmaschinen aufzuweisen. Die Maschinenfabrik Rothe Erde ist ein führender Hersteller von Großwälzlagern.
Mittlerweile haben sich in Dortmund Unternehmen der Versicherungs- und Finanzwirtschaft sowie im Umfeld der Universität viele moderne IT- und Dienstleistungsunternehmen etabliert, die für Beschäftigung sorgen.
Über seine Grenzen hinaus wurde Dortmund als Bierstadt durch das Brauen von Exportbier bekannt. Bekannte Dortmunder Brauereien waren unter anderem Bergmann, Borussia, Actien (DAB), Union (DUB), Kronen, Hansa, Ritter, Stifts und Thier. Nach dem Ersten Weltkrieg wuchsen sie zu Großbrauereien und beherrschten nahezu 50 Jahre lang den deutschen Biermarkt. Anfang der 1960er Jahre zählten die Dortmunder Brauereien rund 6000 Beschäftigte. Von den zahlreichen Brauereien blieb nur eine übrig: Unter dem Dach der zur Bielefelder Dr. August Oetker KG gehörenden Dortmunder Actien-Brauerei (DAB) sind heute alle, bis auf eine, Dortmunder Biermarken vereint. Die Dortmunder Bergmann Brauerei wurde 2005 neu gegründet und vertreibt eigenständig mehrere Bierspezialitäten.

### Strukturwandel

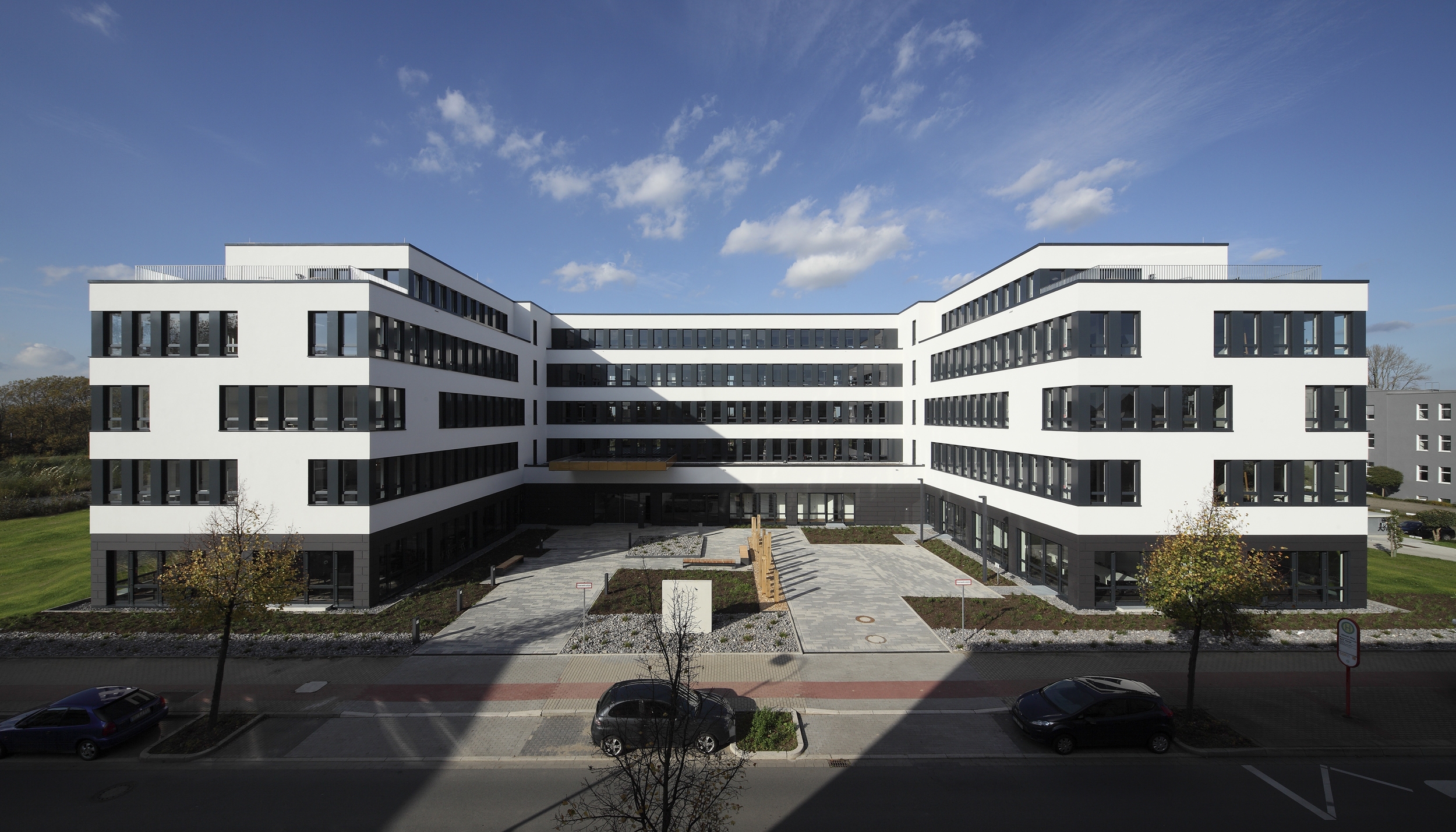
Hauptsitz Adesso SE

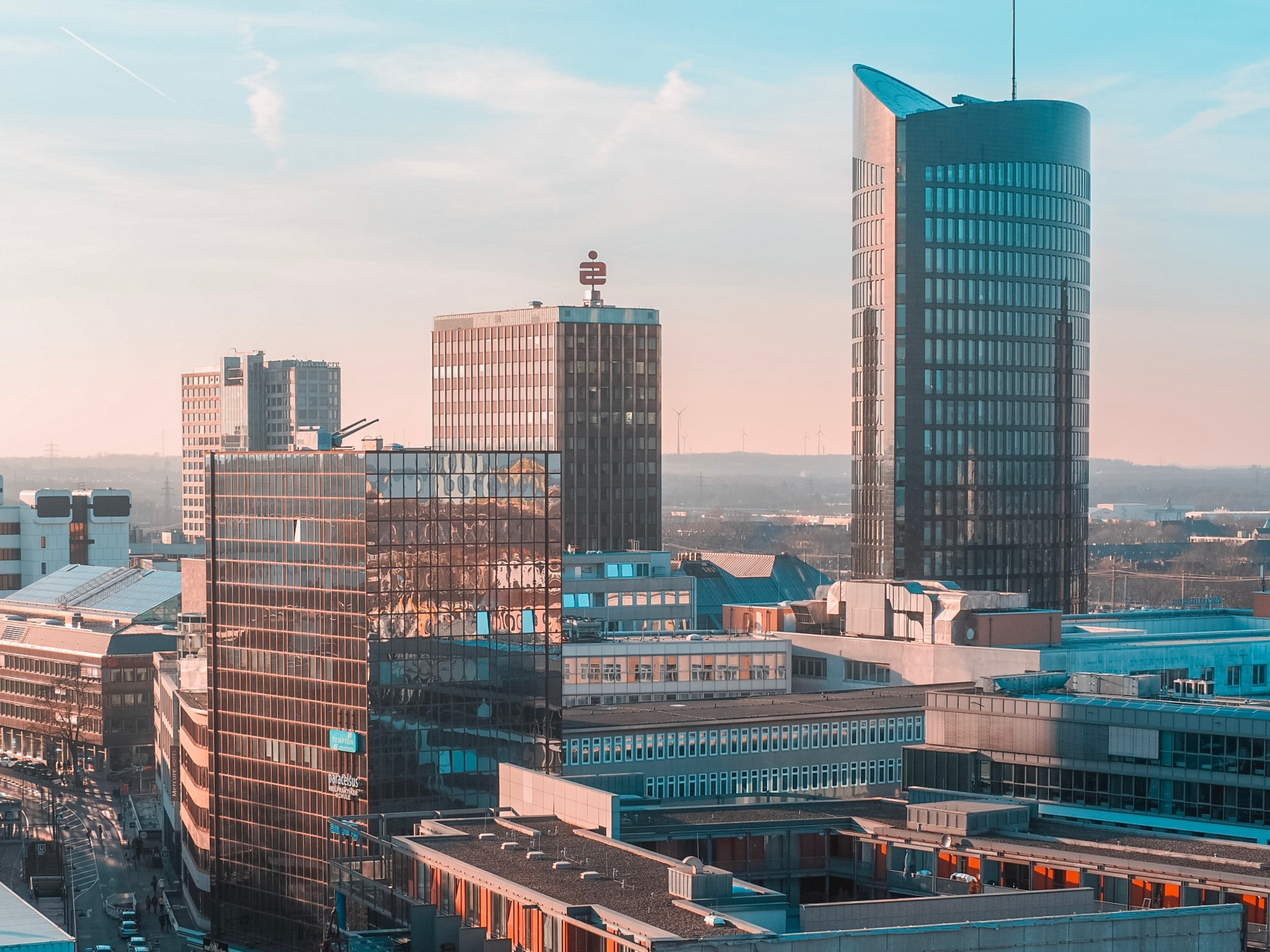
Moderne Hochhäuser in der Innenstadt

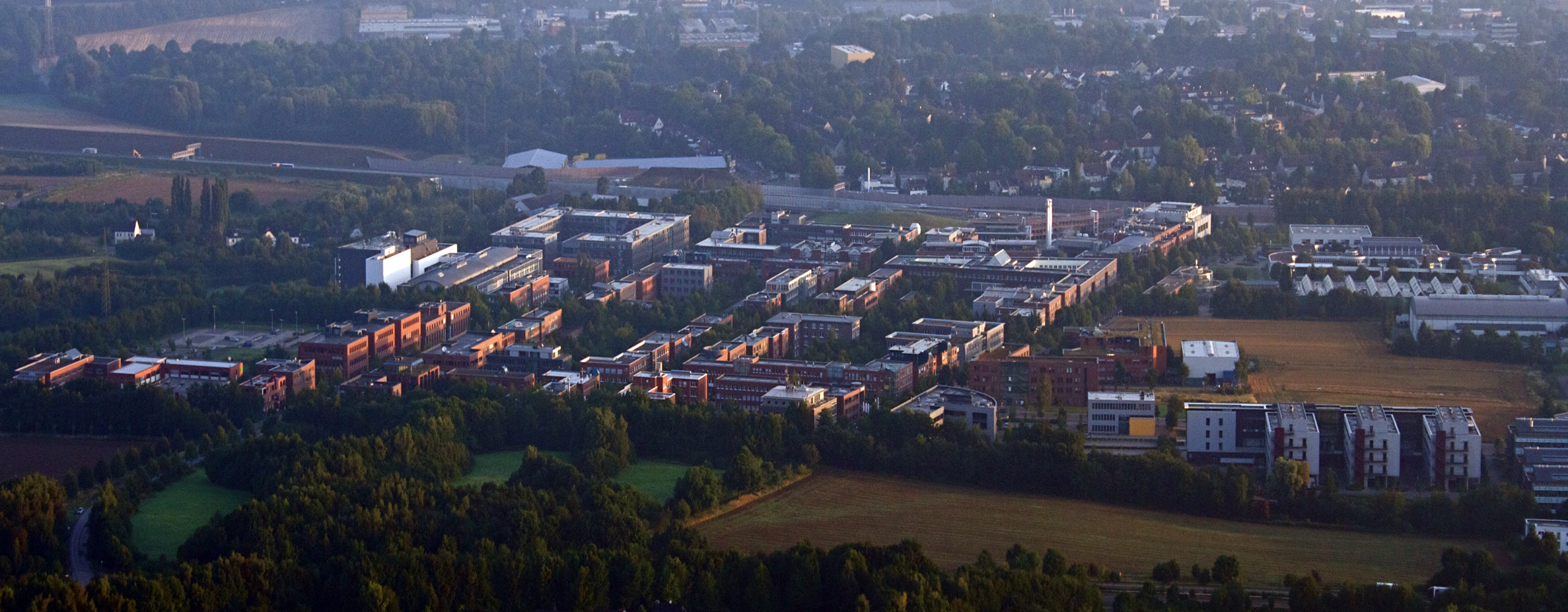
Technologiepark Dortmund

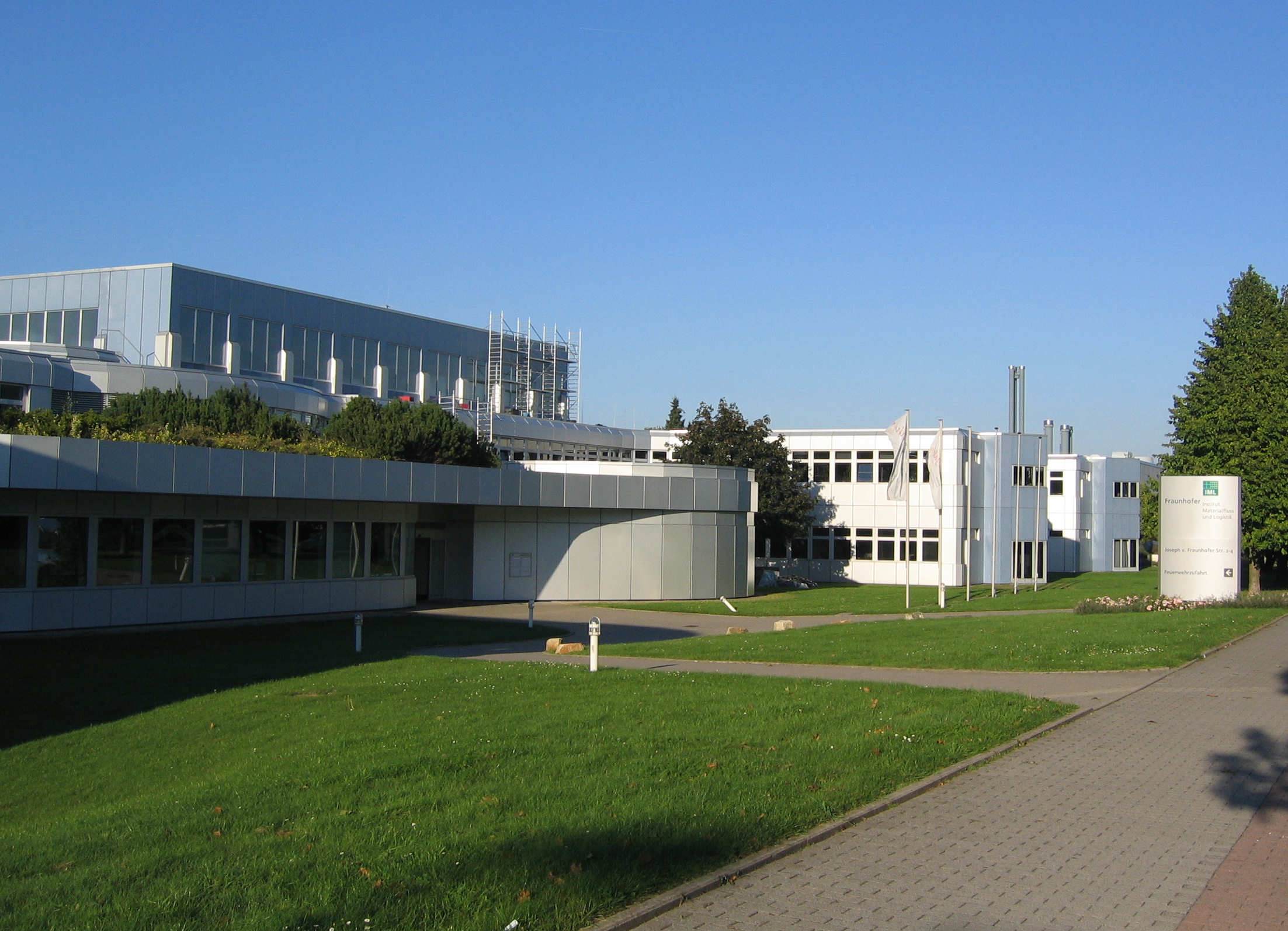
Fraunhofer-Institut für Materialfluss und Logistik

In der Zeit von 1960 bis 1994 verringerte sich die Zahl der Industriebeschäftigten von 127.000 auf 37.000 Personen. Neue Arbeitsplätze wurden hauptsächlich im Bereich der Informationsverarbeitung sowie bei Banken und Versicherungen geschaffen. Ein zukunftsweisendes Signal war Ende 1968 die Gründung der Universität Dortmund. Die Campus-Universität legte den Grundstein für den heutigen Wissenschaftsstandort. In räumlicher Nähe zur Universität wurde 1984 das Technologiezentrum als eines der ersten Deutschlands eröffnet. Im angrenzenden Technologiepark siedelten sich seit 1988 mehr als 225 Unternehmen mit über 8500 Mitarbeitern an. Das Projekt Stadtkrone-Ost auf dem ehemaligen Kasernengelände an der B 1 ist ein weiteres positives Beispiel des mit der Kohlekrise von 1958 einsetzenden und bis heute unverändert anhaltenden Strukturwandels in Dortmund. Dort ist auch der Hauptsitz der börsennotierten Adesso SE, eines der Top 25 IT-Beratungs und Systemintegrations-Unternehmen Deutschlands.
Mit dem dortmund-project, einer Public Private Partnership zwischen der Stadt und dem Konzern Thyssenkrupp, das vom Unternehmensberater McKinsey & Company nach dem Vorbild der Wolfsburg AG erarbeitet wurde, sollen sowohl die durch den Strukturwandel entstandene Beschäftigungslücke geschlossen als auch neue Leitbranchen für die Stadt entwickelt und gestärkt werden. Als neue Führungsbranchen wurden die Industriebrachen in das Gesamtkonzept mit eingebunden. Logistik, Mikrosystemtechnik (MST) und Informations- und Kommunikationstechnik wurden ausgewählt, später kamen die Gesundheitswirtschaft, die Biomedizin und die Energietechnik hinzu. 2005 wurde das Projekt unbefristet in die städtische Wirtschaftsförderung integriert. Unter anderem sollte bis 2010 die Zahl der Erwerbstätigen auf 325.000 Erwerbstätige vor dem Einbruch der Montanindustrie erhöht werden. Im April 2011 waren durch direkte und indirekte Folgen des Projektes 298.000 Erwerbstätige erreicht, was 53.000 der fehlenden 80.000 entsprach. Im Jahr 2008 wurden weitere Ziele bis zum Jahr 2018[veraltet] veröffentlicht: Nach ihnen sollen die Arbeitslosenquote den einstelligen Bereich erreichen und die Einwohnerzahl stabil bleiben. Außerdem sollte sich die Zentralitätskennziffer (u. a. durch die Thier-Galerie) von 114 (2008) auf 118 erhöhen. Dieser Wert wurde 2014 auf 124 gesteigert.
Die Stadt war 2004 für den erfolgreichen Strukturwandel gelobt worden. Laut dem Wirtschaftsmagazin Capital war Dortmund die Stadt im Ruhrgebiet, die die besten Wirtschaftsaussichten bis 2013 besaß. Das Handelsblatt bezeichnete die Stadt 2004 in ihrem Zukunftsatlas als „stillen Star“. 2006 erhielt die Stadt für die MST.factory die Eurocities-Auszeichnung in der Kategorie „Innovation“.
2014 gehörte Dortmund zu den bedeutenden Logistikstandorten in Deutschland mit einer einzigartigen Infrastruktur, mehr als 900 im Wirtschaftszweig Logistik tätigen Unternehmen und national wie international anerkannten wissenschaftlichen Einrichtungen. Insgesamt arbeiteten 26.316 Menschen im Logistikbereich. Im Jahr 2016 wurde die Stadt innerhalb der Digital Hub Initiative des Bundesministerium für Wirtschaft und Energie als Digital Hub im Bereich Logistik ausgezeichnet und fungierte neben Berlin, Hamburg, München und Frankfurt als Motor für die Digitalisierung in Deutschland.
Die Bedeutung Dortmunds als Oberzentrum des Einzelhandels stieg an. Der Westenhellweg im Herzen der Innenstadt gilt neben der Kaufingerstraße in München, der Zeil in Frankfurt am Main und der Schildergasse in Köln als eine der am häufigsten frequentierten Einkaufsmeilen Deutschlands. Die hohen Mietpreise und nicht vorhandene Leerstände auf dem Westenhellweg und Ostenhellweg reflektierten diese Entwicklung.
Internationale Branchengrößen wie IKEA, Amazon oder Decathlon haben sich in den letzten Jahren in Dortmund mit Logistik- und Distributionszentren speziell im Dortmunder Norden auf der Westfalenhütte und am Dortmunder Hafen niedergelassen. Hinzu kommen Rhenus, REWE oder DHL, welche in Dortmund für einige Kunden Logistikzentren mit europäischer Reichweite betreiben.

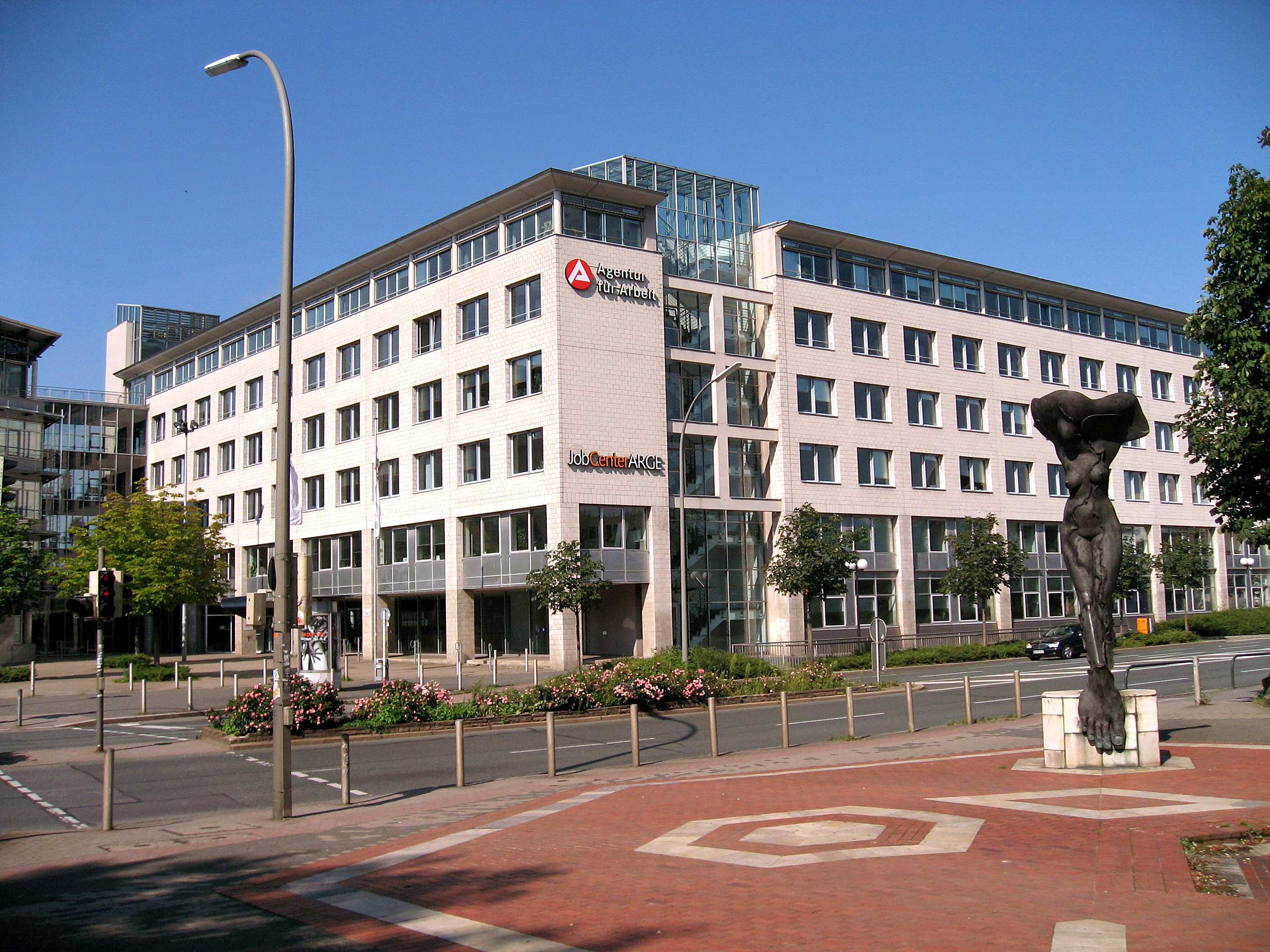
Agentur für Arbeit Dortmund

### Arbeitslosigkeit
Die Tabelle zeigt die Arbeitslosenquote in Dortmund jeweils zum 30. Juni des Jahres (Zweijahresabstand).
| Jahr                                                       | 2000 | 2003 | 2005 | 2007 | 2008 | 2010 | 2012 | 2014 | 2016 | 2018 | 2019 | 2020 |
| ---------------------------------------------------------- | ---- | ---- | ---- | ---- | ---- | ---- | ---- | ---- | ---- | ---- | ---- | ---- |
| Arbeitslosenquote bezogen auf alle zivilen Erwerbspersonen | 14,0 | 14,3 | 18,1 | 14,0 | 13,1 | 12,7 | 13,0 | 13,2 | 12,6 | 11,0 | 10,1 | 11,8 |

### Ansässige Unternehmen

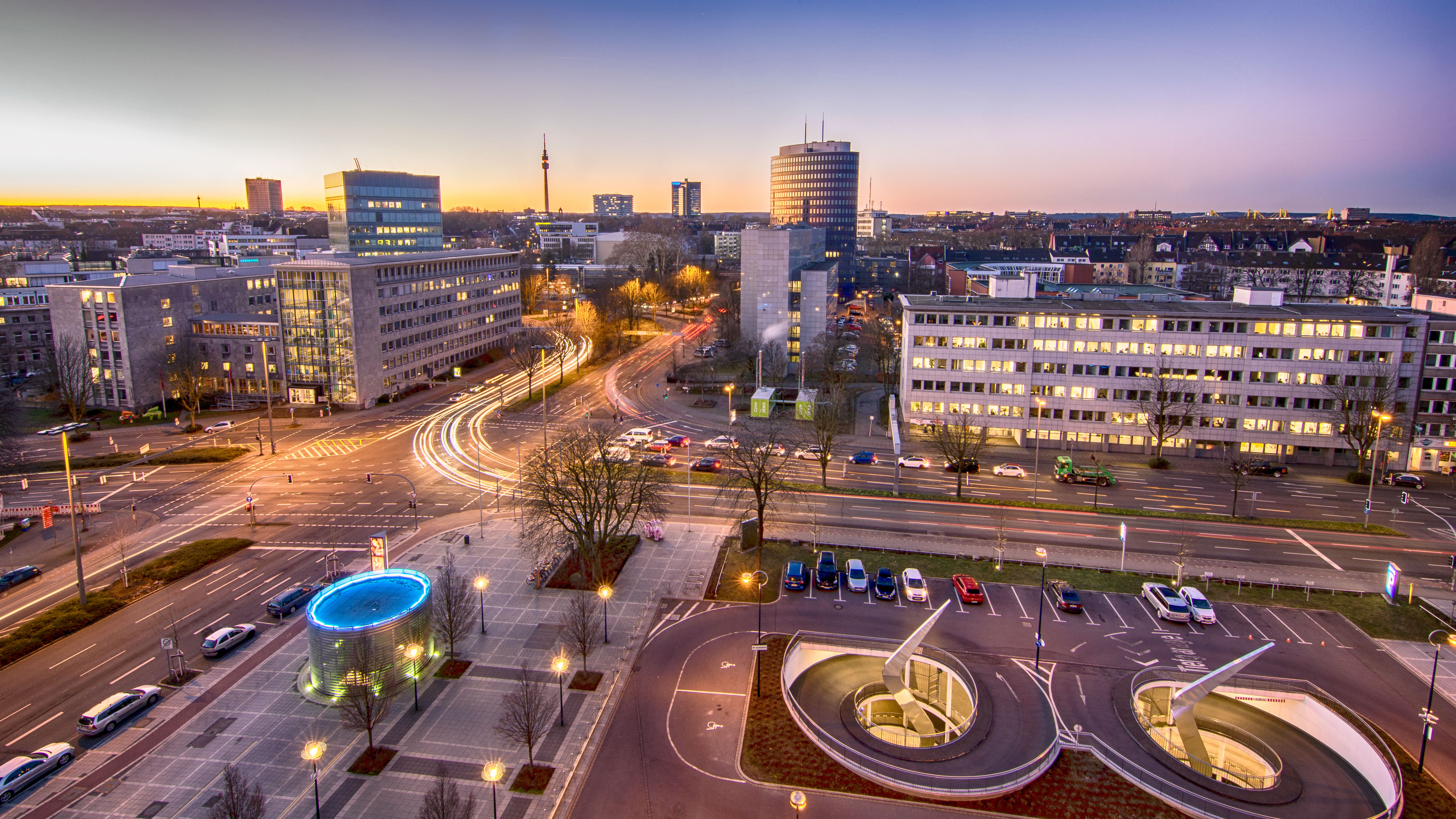
Dortmunder Stadtzentrum mit Blickrichtung Süden, mit Standorten der Innogy, Signal Iduna und Westnetz

Einer der größten Arbeitgeber Dortmunds ist die Stadt selbst, nebst zahlreicher kommunaler Unternehmen. Die Dortmunder Stadtwerke AG (DSW21) beschäftigten in ihren zahlreichen Tochterunternehmen in den Geschäftsfeldern Transport, Energie, Telekommunikation, Wohnungsbau und Stadtentwicklung über 3.000 Menschen. Zusammen mit der Stadtwerke Bochum GmbH besitzen die Dortmunder Stadtwerke die Gelsenwasser AG.
Die Dortmunder Energie- und Wasserversorgung GmbH (DEW21) ist ein gemeinsames Unternehmen der DSW21 und der RWE. DEW21 versorgt die Einwohner der Stadt Dortmund mit Erdgas, Strom, Wärme und Wasser und bietet Dienstleistungen rund um diese Produkte für Geschäfts- und Privatkunden an. Die Stadt besitzt außerdem Aktienanteile an RWE, die Dortmund zu einem wichtigen Unternehmensstandort ausgebaut hat. Darüber hinaus bestehen mit der Westfalenhallen Dortmund GmbH als Betreiber des Veranstaltungszentrum Westfalenhallen und der dortigen Messe, der Entsorgung Dortmund GmbH (EDG) ist ein in den 1990er Jahren gegründetes Unternehmen der Entsorgungsbranche in Dortmund. Die Hauptaufgabe der EDG ist die Reinigung öffentlicher Flächen sowie der Müllabtransport und der Dokom21 als Gesellschaft für Telekommunikation GmbH.
Dortmund ist eines der wichtigsten Zentren der deutschen Versicherungswirtschaft. Neben der Continentale Krankenversicherung, der Muttergesellschaft des Continentale Versicherungsverbundes, hat die Signal-Iduna-Gruppe als ein Zusammenschluss der Hamburger Iduna-Gruppe und der Dortmunder Signal-Versicherungen einen Hauptsitz in der Stadt. Beide Unternehmen zählten 2009 zu den 20 größten Versicherungen nach Beitragseinnahmen in Deutschland. Darüber hinaus haben die AOK Nordwest, die Bundesinnungskrankenkasse Gesundheit, der Volkswohl Bund, die VKH Vorsorgekasse Hoesch Dortmund und die Kirchliche Zusatzversorgungskasse Rheinland-Westfalen hier ihren Sitz.

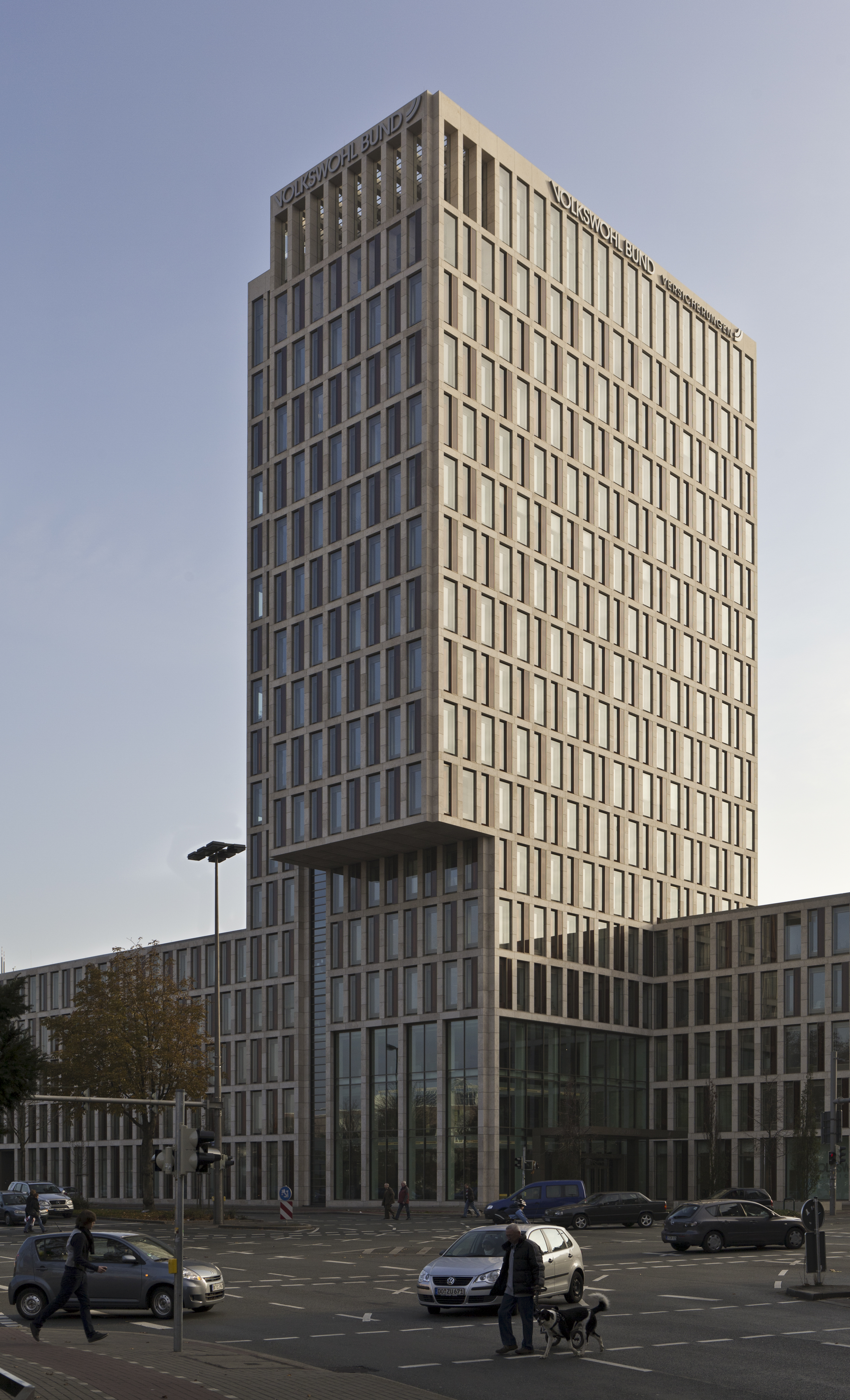
Hauptverwaltung Volkswohl Bund

Darüber hinaus gilt die Stadt als Zentrum der westdeutschen Energiewirtschaft, neben der Westnetz GmbH als größtem Verteilnetzbetreiber hat auch die Amprion GmbH als zweitgrößter deutscher Übertragungsnetzbetreiber in Deutschland seinen Hauptsitz in Dortmund. Hinzu kommen wichtige Unternehmen der Gasbranche wie Thyssengas, Progas und Transgas Flüssiggas Transport und Logistik und die Wasserwerke Westfalen.
Mit mehr als 12.000 Beschäftigten in über 100 Unternehmen bildet Dortmund einen wichtigen Standort für die Kommunikationsverarbeitung und Informationstechnologie-Wirtschaft. Dies liegt darin begründet, dass mit der TU Dortmund, der Fachhochschule und dem IT-Center Dortmund eine der ältesten und größten Ausbildungsstätten mit der gesamten Bandbreite der Informationstechnik in der Stadt angesiedelt ist. Mit der Adesso SE und der Materna GmbH sind zwei der 25 größten deutschen IT-Beratungs- und Systemintegrations-Unternehmen in der Stadt beheimatet. Mit der Verizon Deutschland GmbH besitzt der US-amerikanische Telekommunikationskonzern seine deutsche Niederlassung im Dortmunder Technologiepark. Durch verschiedene Förderungen und Initiative der Stadt Dortmund sowie der Kooperation mit den Bildungseinrichtungen mit der TU Dortmund oder der FH Dortmund hat sich in diesem Umfeld ein großes Netzwerk von Start-Up Unternehmen entwickelt, wie RapidMiner, GreenIT, Cabdo, Urlaubsguru sowie GastroHero mit Sitz am Flughafen Dortmund in Holzwickede.
In Dortmund sind zahlreiche privatwirtschaftliche, genossenschaftliche und ehemals gemeinnützige und öffentliche Wohnungsgesellschaften ansässig, u. a. Spar- und Bauverein Dortmund und DOGEWO21. Überregionale, teilweise börsennotierte Immobilienunternehmen haben hier große Wohnungsbestände, u. a. Vivawest, LEG Immobilien und Vonovia.
Zu ansässigen Kreditinstituten zählen die Sparkasse Dortmund, die Volksbank Dortmund-Nordwest, die Dortmunder Volksbank und die Bank für Kirche und Diakonie (KD-Bank).
Im Juli 2021 eröffnete die größte und modernste Filiale der Bundesbank; es wird die Bargeldversorgung der gesamten Rhein-Ruhr-Region abgewickelt. Die Niederlassung nahe dem Westfalendamm ist etwa 79.000 m² groß.
Trotz tiefgreifendem Strukturwandel ist Dortmund weiterhin einer der größten Standorte Deutschlands im Anlagen- und Maschinenbau. Neben WILO als Hersteller für Pumpensysteme für die Heizungs-, Kälte- und Klimatechnik haben mit der KHS GmbH mit über 1.200 Mitarbeitern der größte industrielle Arbeitgeber der Stadt und der ABP Induction Systems, wichtige Hersteller von Anlagen- und Maschinenbau ihren Hauptsitz in Dortmund. Weitere Unternehmen mit Hauptsitz in Dortmund sind ThyssenKrupp Rothe Erde, ThyssenKrupp Uhde, Anker-Schroeder ASDO und Elmos Semiconductor. Die EvoBus fertigt in Dortmund Kleinbusse mit 8 bis 22 Sitzplätzen auf Basis des Kleintransporters Sprinter (220 Mitarbeiter). Das Pharmaunternehmen Boehringer Ingelheim betreibt in Dortmund eine Produktionsstätte für Inhalationsgeräte mit 630 Mitarbeitern. Die Firmengruppe Miebach beschäftigt in Dortmund rd. 500 Mitarbeiter im Bau von Schweißmaßnahmen und Schaltanlagen. Die Murtfeldt Kunststoffe ist weltweit auf dem Gebiet der Kunststoffherstellung und -verarbeitung tätig und beschäftigt etwa 350 Mitarbeiter. Die Vitesco Technologies (ehemals Continental) produziert in Dortmund-Hallerey Sensoren und Komponenten für Abgasnachbehandlungssysteme und beschäftigt am Standort etwa 400 Mitarbeiter. Siemens Mobility betreibt in Dortmund-Eving das Instandhaltungswerk für die Züge des Rhein-Ruhr-Express. Die Deutsche Bahn beschäftigte 2021 über 3.000 Mitarbeiter, unter anderem im Bahnbetriebswerk Dortmund-Betriebsbahnhof. Ein weiteres Betriebswerk Dortmund-Hafen mit bis zu 500 Arbeitsplätzen ist geplant.
Die Region Dortmund ist ein wichtiger Logistikstandort im Zentrum Europas. Die Rhenus als fünftgrößter deutscher Logistikdienstleister hat ihren Sitz am Dortmunder Flughafen und besitzt weiteren Standorte in der Stadt. Über 800 Unternehmen der Logistik und verwandter Branchen beschäftigen über 26.000 Menschen innerhalb der Stadt. In Dortmund existieren rund 50 Distributionszentren von renommierten Unternehmen wie dem Ikea Zentrallager der IKEA Distribution Services und der Rhenus. Darüber hinaus steuern Unternehmen wie ETL Fiege, Kaufland, Rewe, Tedi oder ThyssenKrupp Materials von Dortmund aus europaweit ihre Warenströme.
Zu weiteren Großunternehmen mit Sitz in Dortmund zählen Borussia Dortmund GmbH & Co. KGaA, Dortmunder Actien-Brauerei AG, Rewe Dortmund, Hülpert und Hellweg Die Profi-Baumärkte.
Bedeutende, in Dortmund ansässige Großbetriebe sind Schirmer Kaffee, TRD-Reisen, Geers Hörakustik, Rotkäppchen Peter Jülich, Nordwest Handel. Seit 1910 besteht die Atlas Schuhfabrik.

Firmen, Banken und Versicherungen (Auswahl)
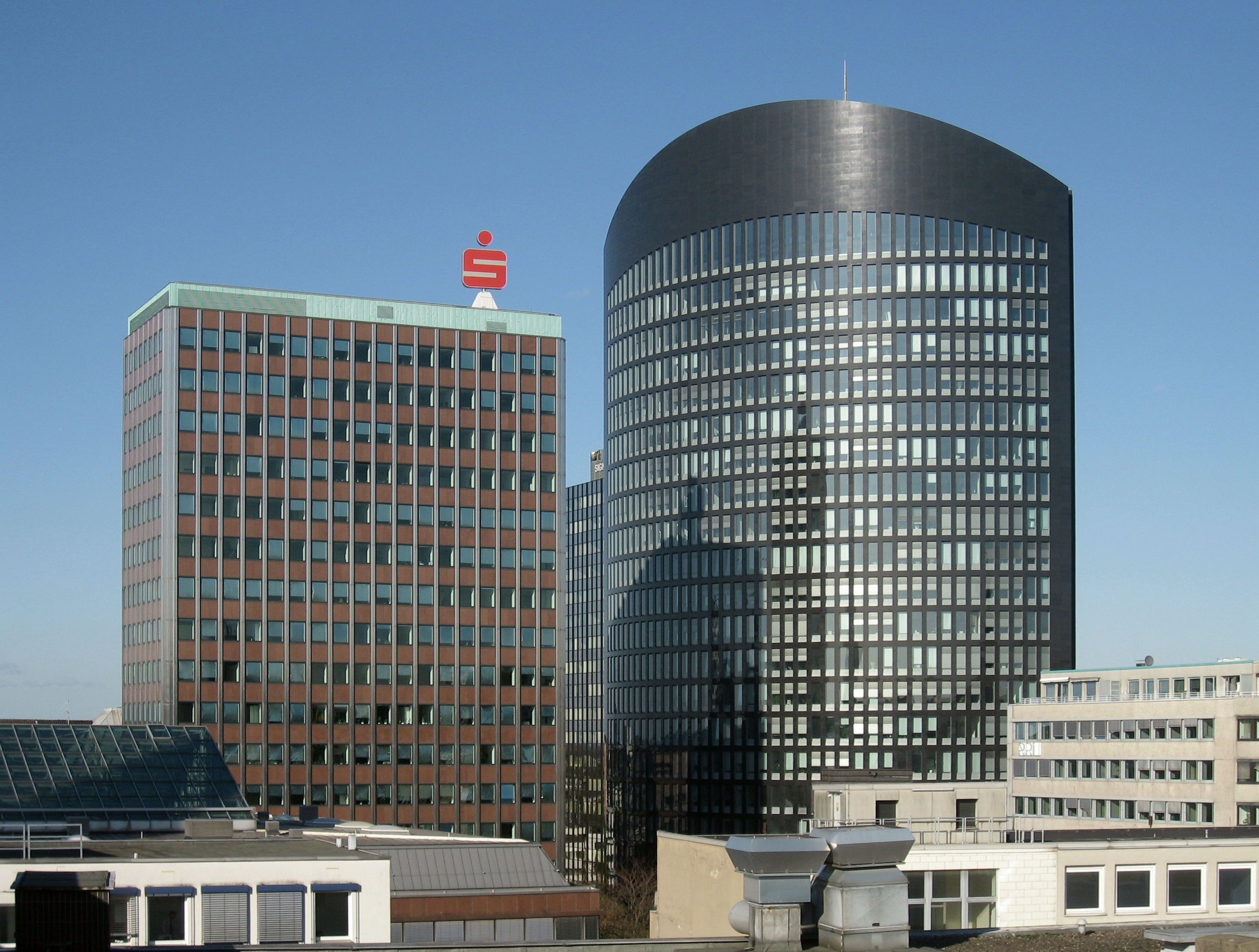
RWE Tower und Sparkassen-Hochhaus
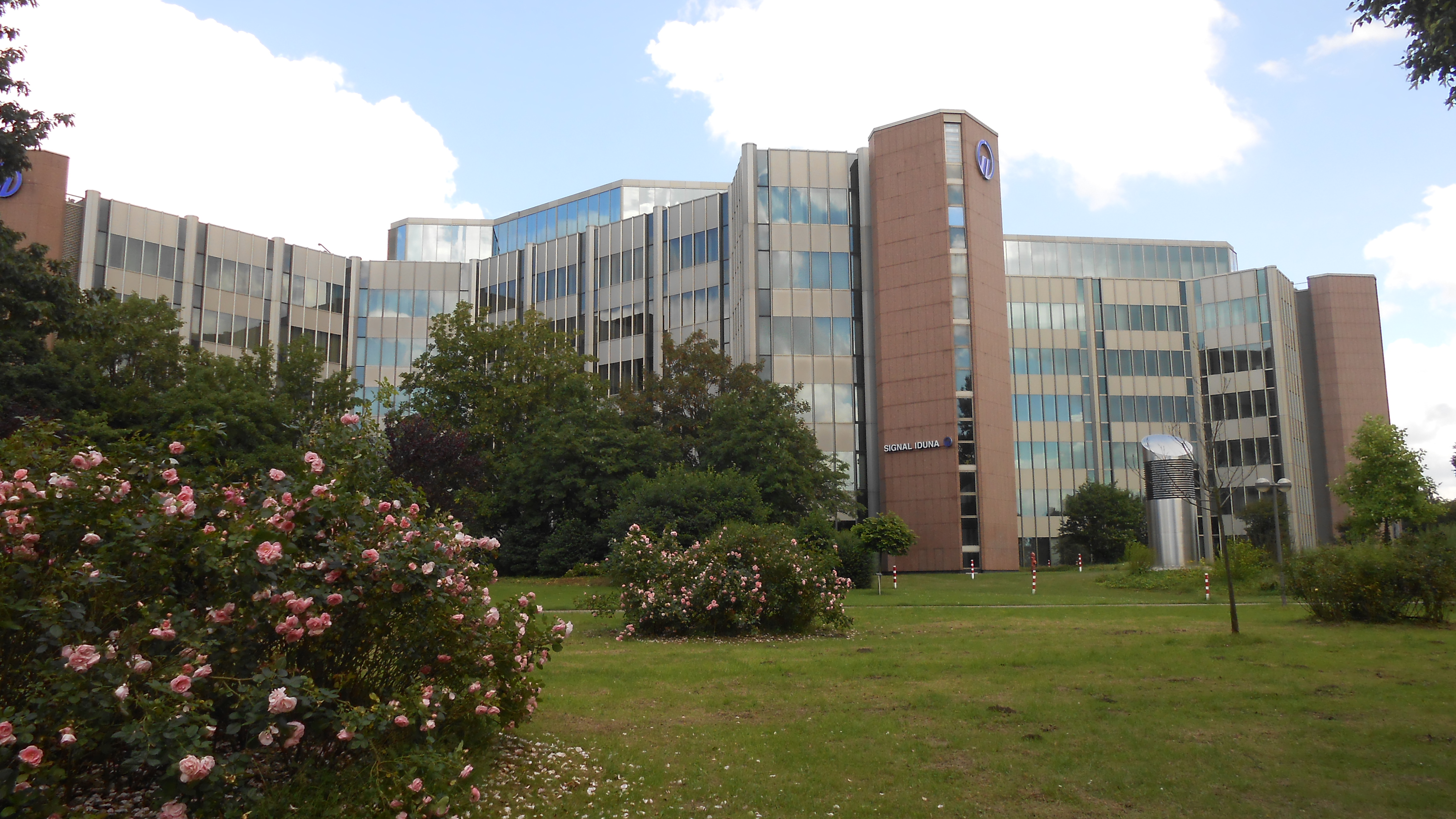
Hauptverwaltung der Signal Iduna Gruppe
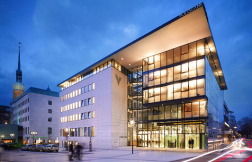
Zentrale der Dortmunder Volksbank
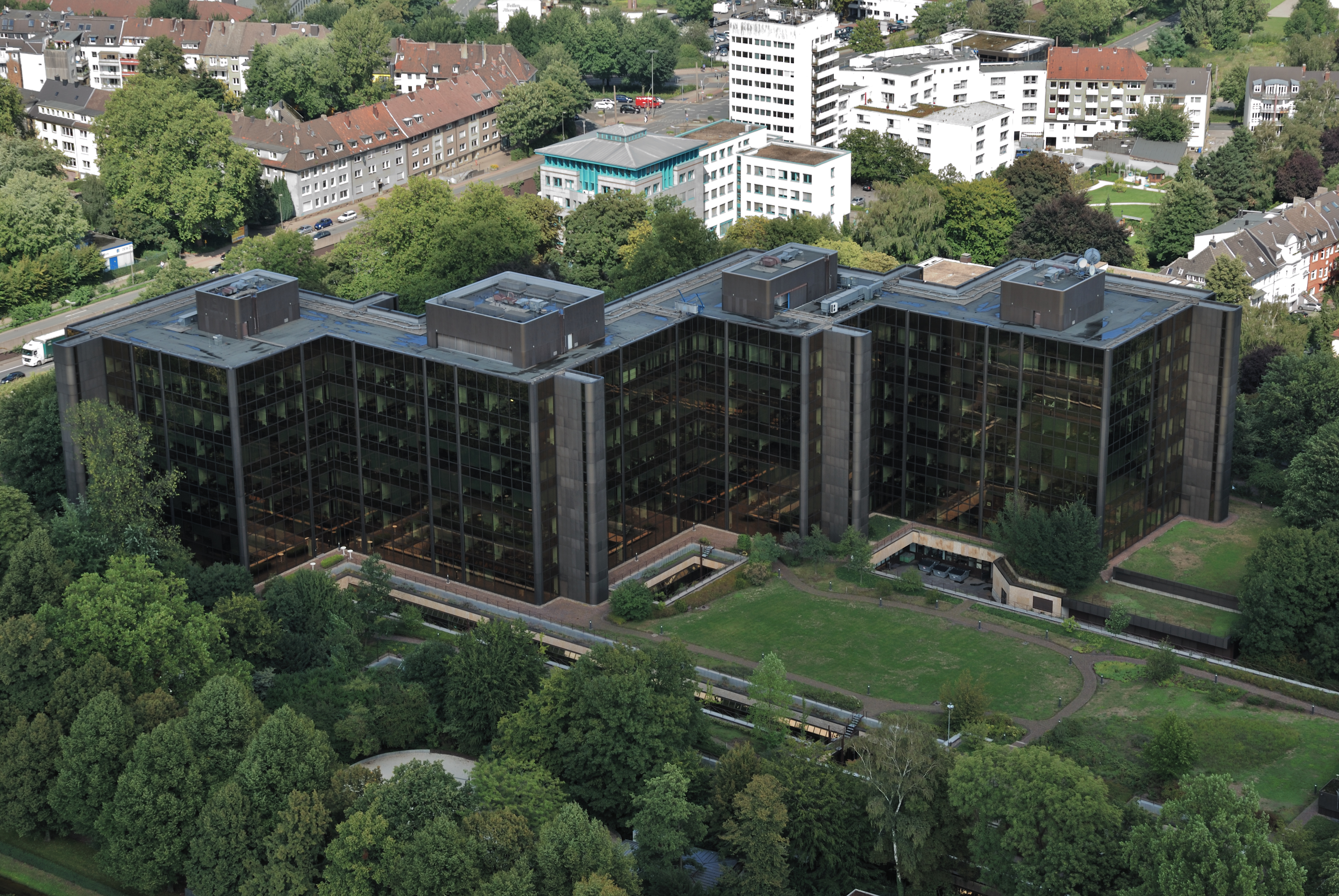
Amprion am Rheinlanddamm
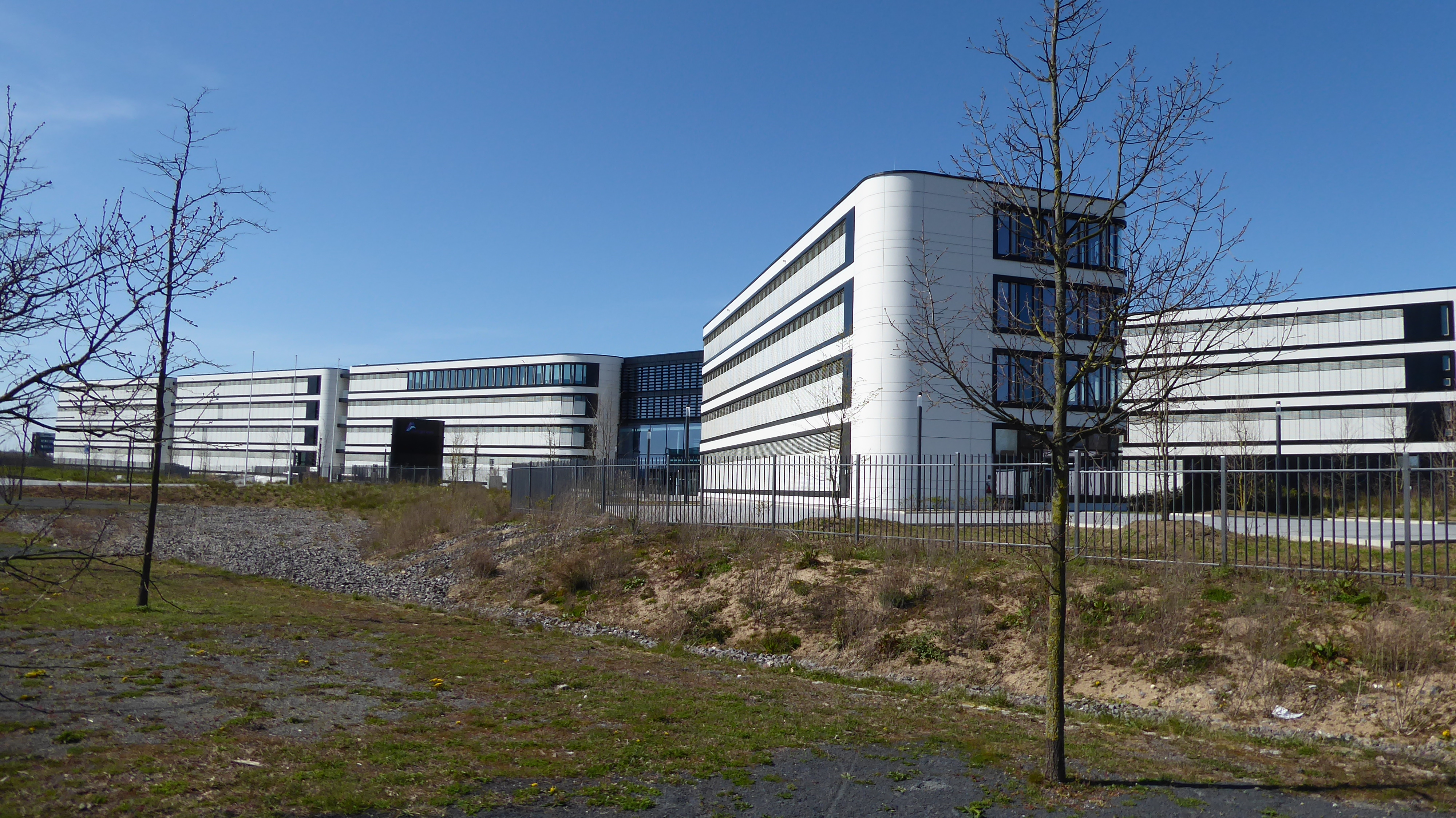
Amprion auf Phoenix-West

### Einzelhandel
Der etwa 900 Meter lange Westenhellweg in der Innenstadt ist die bekannteste und umsatzstärkste Einkaufsstraße in Dortmund und dem gesamten Ruhrgebiet. Seit Beginn der Messung der Passantenströme im Jahre 1999 durch Jones Lang LaSalle gehört der Westenhellweg zu den meistfrequentierten Einkaufsstraßen Deutschlands. Die im Jahre 2013 durchgeführte Untersuchung ergab 12.950 Besucher pro Stunde, was dem Westenhellweg den Titel der meistfrequentierten Einkaufsstraßen Deutschlands brachte. Darüber hinaus liegt der Westenhellweg im bundesweiten Mietpreisvergleich für Einzelhandelsflächen immer unter den Top 10 Standorten in Deutschland. Insgesamt wird der Westenhellweg stark durch Filialen großer Einzelhandels- (Kaufhof, Karstadt, C&A, H&M), Mode- (Peek & Cloppenburg, Esprit, s.Oliver, Zara) und Handelsketten (Parfümerie Douglas, Mayersche Buchhandlung) sowie Boutiquen, Fachgeschäfte und Gastronomie geprägt. Im Jahr 2011 eröffnete das neue Einkaufszentrum Thier-Galerie am oberen Westenhellweg.
Darüber hinaus gibt es weitere diverse Einkaufsstraßen und -viertel im Dortmunder Stadtzentrum mit unterschiedlichen Schwerpunkten des Einzelhandels:
- Brückstraßenviertel: Das im Norden des Stadtzentrums gelegene Viertel ist für seine internationalen Imbissbuden und günstigen Modeläden bekannt.
- Ostenhellweg: Hier befinden sich neben einigen Filialen günstiger bis mittelpreisiger Handelsketten auch viele inhabergeführte Einzelhandelsgeschäfte.
- Kleppingstraße/Rosenviertel: Die Kleppingstraße sowie das östlich angrenzende Rosenviertel sind für ihre hochpreisigen Modegeschäfte, Boutiquen, Designer-Shops und Galerien überregional bekannt. Des Weiteren hat sich in diesem Bereich eine ausgeprägte bürgerliche Gastronomieszene mit mediterranem Flair entwickelt.
- Kaiserviertel: Unmittelbar östlich des Stadtwalls gelegenes bürgerliches Viertel mit einer Vielzahl an inhabergeführten Einzelhandelsgeschäfte, Cafés und Restaurants.

Ausgewählte Einkaufszentren
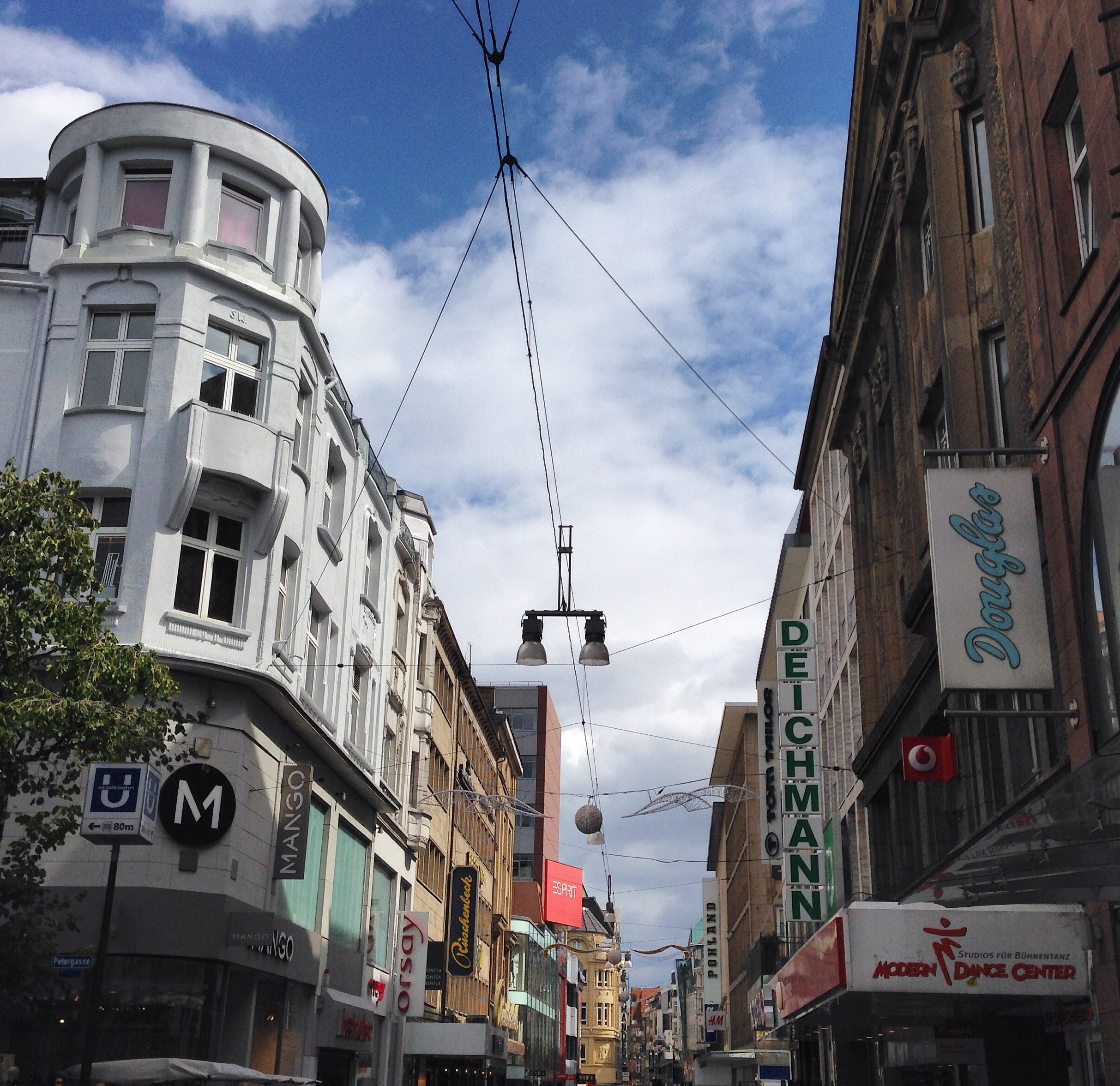
Haupteinkaufstraße Westenhellweg
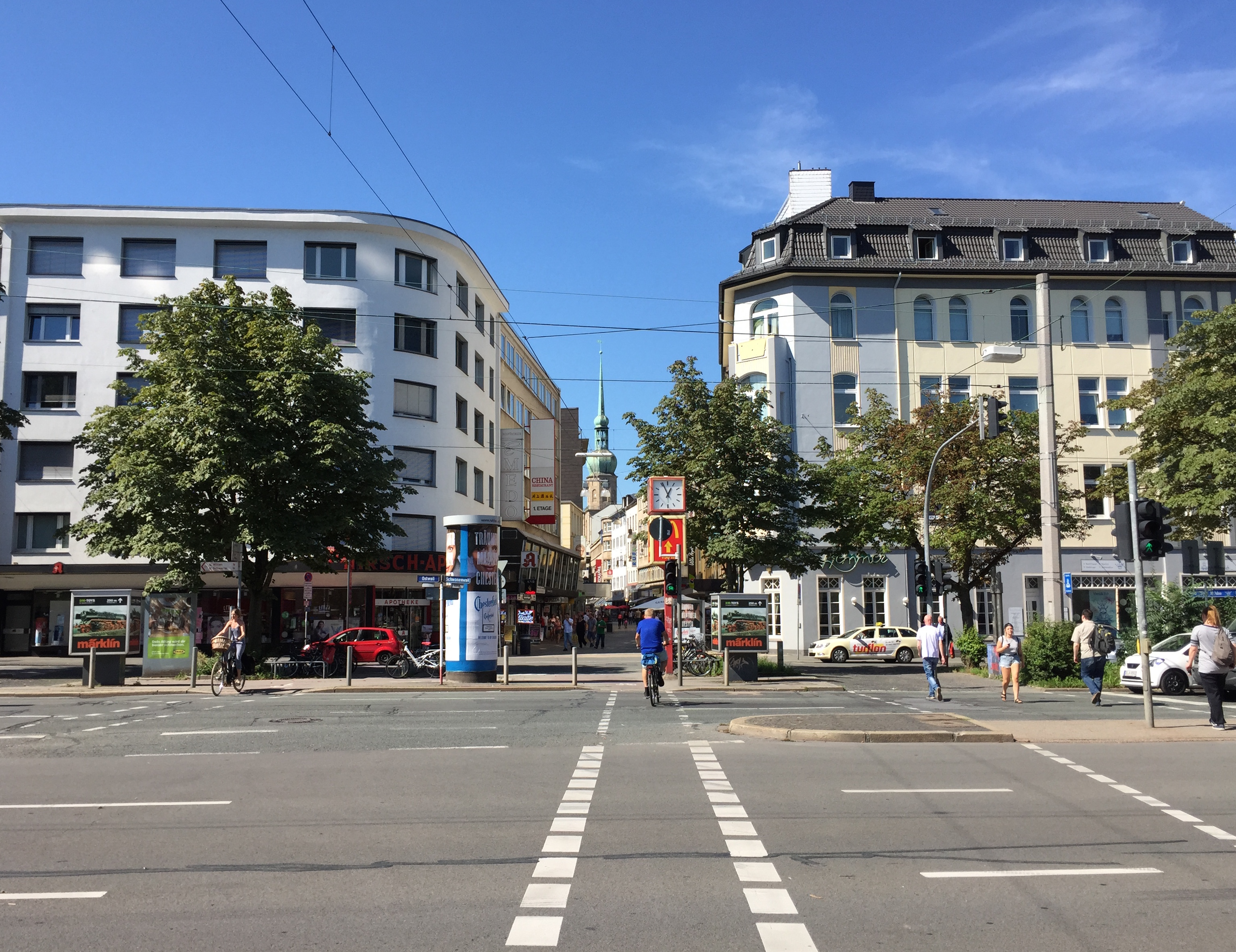
Ostenhellweg
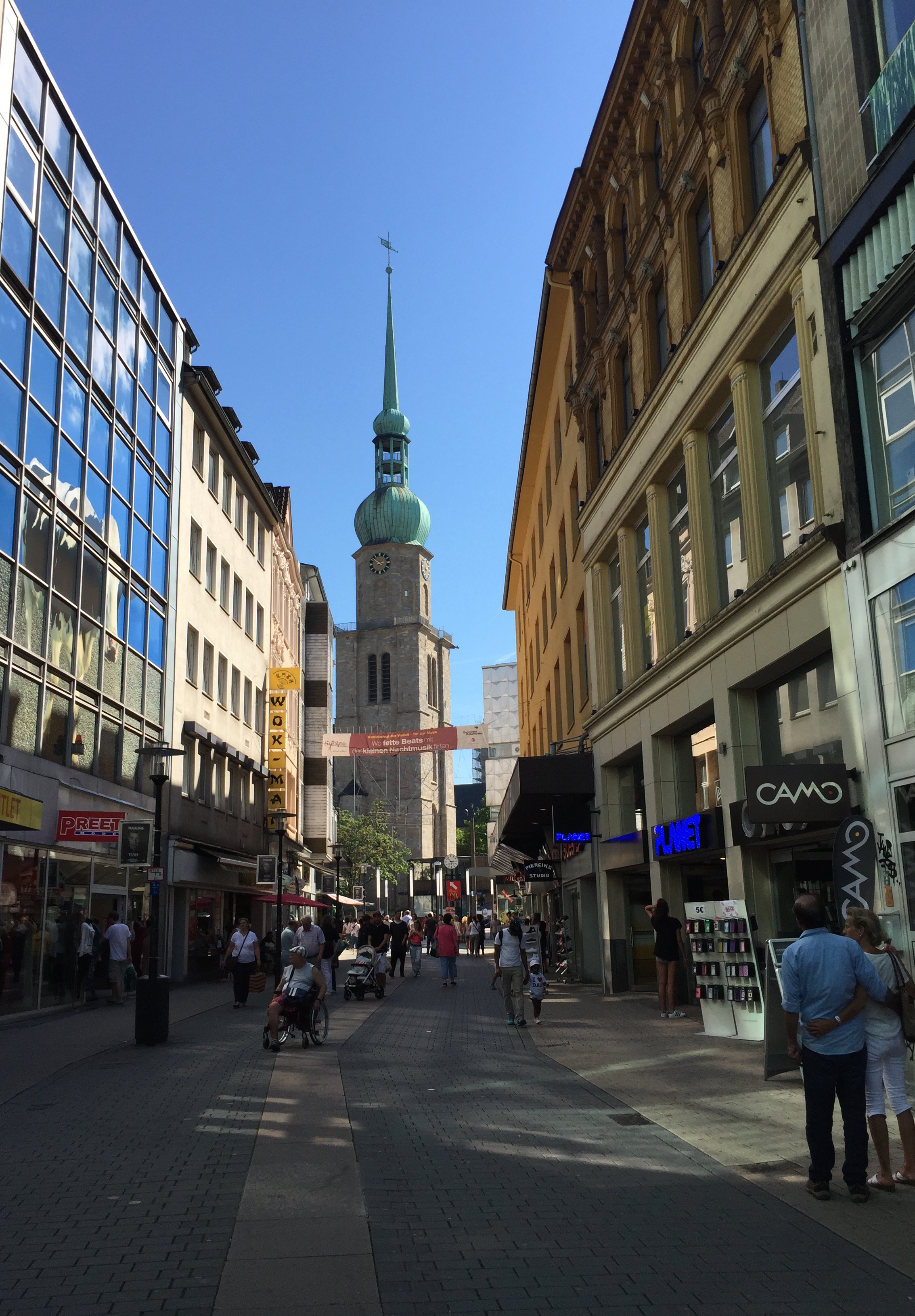
Brückstraßenviertel
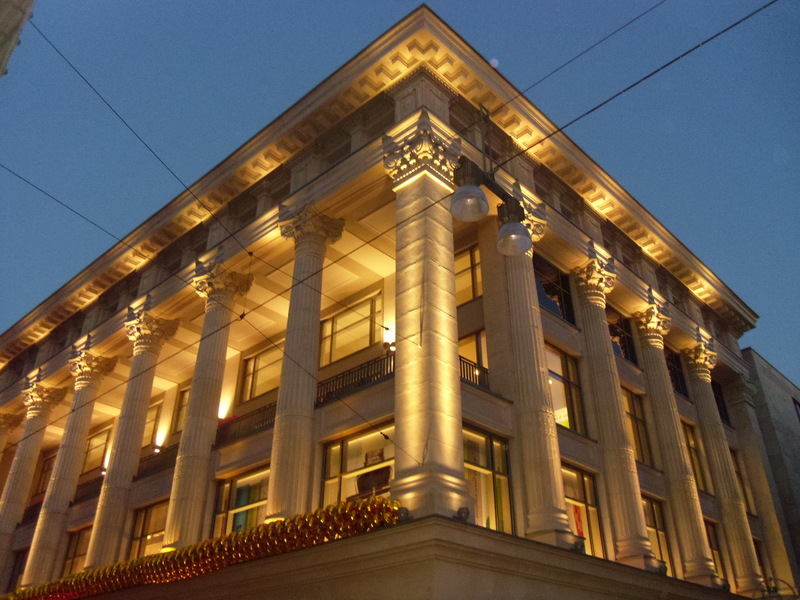
Thier-Galerie

Einen weiteren Einzelhandelsstandort repräsentiert der Indupark im Dortmunder Westen. Als Einkaufs- und Gewerbezentrum, das auf dem Gelände einer ehemaligen Zeche errichtet wurde, bietet der Indupark Platz für großflächige Geschäfte wie IKEA, Media-Markt oder Decathlon.

### Kennzahlen des Einzelhandels
Dortmund wies im Jahr 2014 mit einer Kennziffer von lediglich 93 ein vergleichsweise geringes Kaufkraftniveau auf. Die Kaufkraftkennziffer ist stetig gefallen und lag noch vor sechs Jahren mit 100,2 im Jahr 2008 über dem Bundesdurchschnitt. Verglichen mit umliegenden Städten wie Bochum, Unna oder Witten ist das Kaufkraftniveau Dortmunds relativ moderat. Insbesondere in den südlich an das Stadtgebiet angrenzenden Städten wie Herdecke oder Schwerte lässt sich ein vergleichsweise höheres Kaufkraftniveau feststellen, wohingegen die nördlich angrenzenden Städte wie Lünen eine tendenziell niedrigere Kaufkraftkennziffer aufweisen.
Mit einer Zentralitätskennziffer von 124,0 im Jahr 2014 lag Dortmund deutlich über dem Bundesdurchschnitt sowie dem Schnitt der umliegenden Städte. Dies verdeutlicht, dass Dortmund trotz des vergleichsweise geringen Kaufkraftniveaus der eigenen Bevölkerung im Stande ist, durch einen bedeutenden Kaufkraftabzug aus dem Umland eine hohe Handelszentralität aufzuweisen.
|                        | 2003  | 2004  | 2005  | 2014  |
| ---------------------- | ----- | ----- | ----- | ----- |
| Umsatzkennziffer       | 109,0 | 107,8 | 106,6 | 115,7 |
| Kaufkraftkennziffer    | 101,3 |       | 101,8 | 093,0 |
| Zentralitätskennziffer | 107,6 | 109,6 | 109,1 | 124   |

### Messen

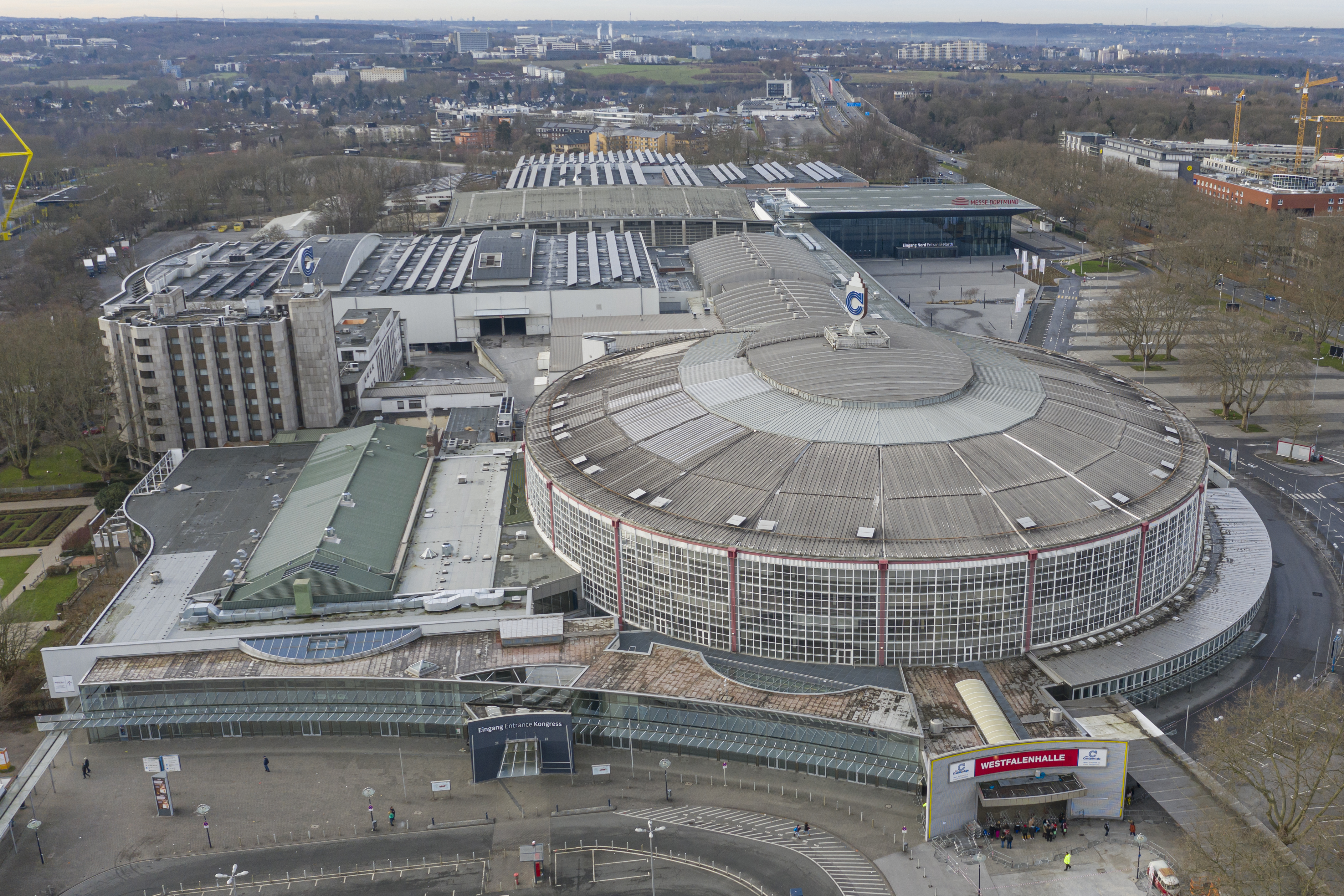
Messezentrum mit Westfalenhalle

Zum Messezentrum Westfalenhallen gehören neun klimatisierte Hallen mit Flächen zwischen 1.000 und 10.600 Quadratmetern. Insgesamt bietet das Messezentrum Westfalenhallen eine Ausstellungsfläche von 59.000 m². Hier finden jährlich rund 60 Messen mit rund 800.000 Besuchern statt.
Bedeutende Messen des Standorts Westfalenhallen sind:
- German Comic Con, Fan-Convention (bzw. Multigenre-Convention)
- YOU, europäische Jugendmesse
- Jagd & Hund, Europas größte Jagdmesse
- Creativa, Europas größte Messe für kreatives Gestalten
- Intermodellbau, weltgrößte Messe für Modellbau und Modellsport
- Inter Tabac, internationale Fachmesse für Tabakwaren und Raucherbedarf

## Medien

### Zeitungen und Zeitschriften

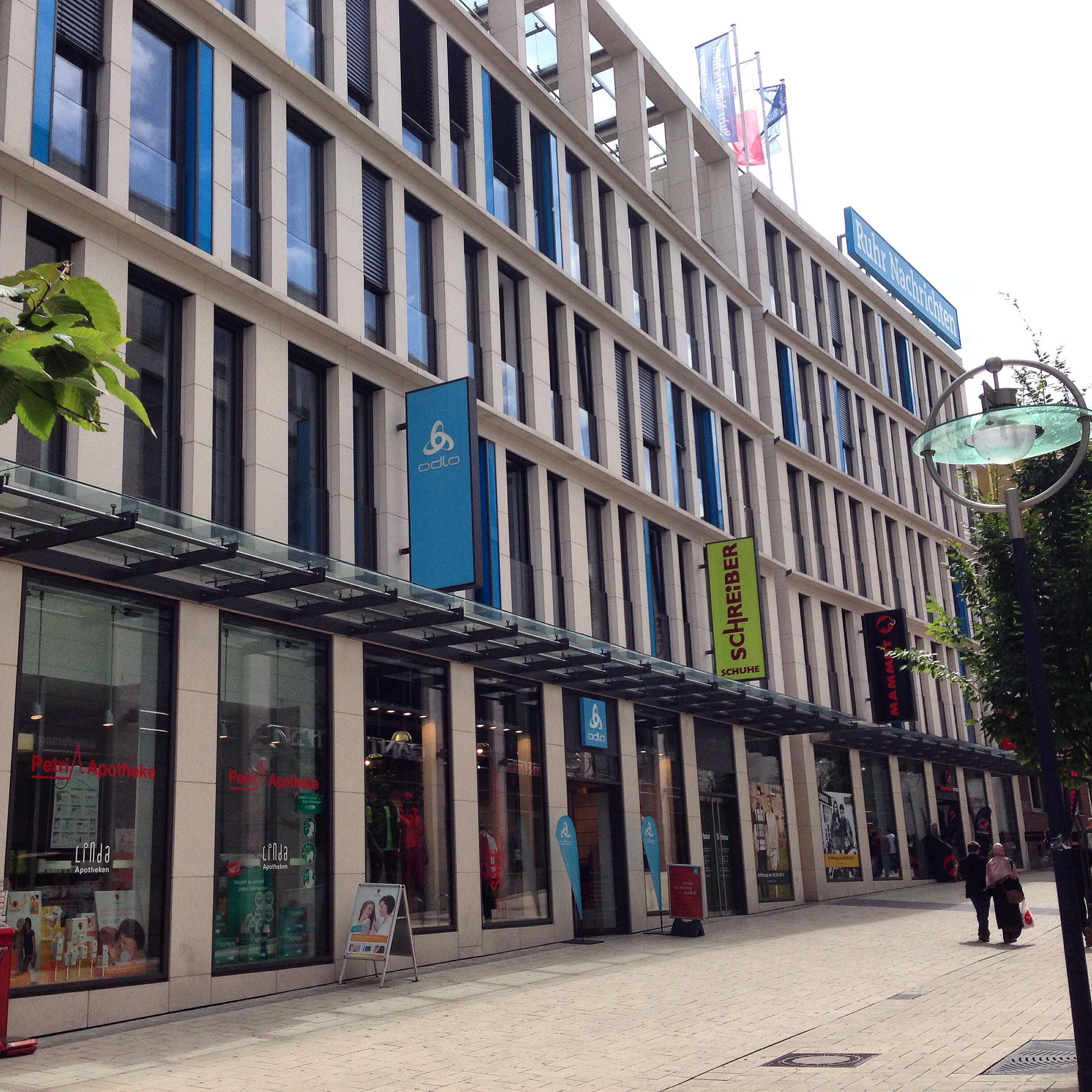
Lensing Carée als Verlagssitz der Ruhrnachrichten

Das Organ der Zentrumspartei war bis 1933 die im Verlag Lensing erscheinende Zeitung Tremonia.
Vor dem Zweiten Weltkrieg erschien in Dortmund mit dem General-Anzeiger für Dortmund die auflagenstärkste überregionale Tageszeitung Deutschlands außerhalb von Berlin. Nach einer Hitler-Karikatur von Emil Stumpp wurde die 1890 von Friedrich Wilhelm Ruhfus gegründete, linksliberale Zeitung von den Nationalsozialisten eingestellt und erschien fortan als Parteiorgan unter dem Namen Westfälische Landeszeitung – Rote Erde.
An die publizistische Tradition konnte nach Ende des Krieges nicht angeknüpft werden. Heute erscheinen mit der Westfälischen Rundschau (WR), der Westdeutschen Allgemeinen Zeitung (WAZ) und den Ruhr Nachrichten (RN) vor Ort drei lokale Zeitungen. Allerdings gehört die WR zur Funke Mediengruppe, die in Dortmund den Lokalteil eingestellt hat und Inhalte der Ruhr Nachrichten übernimmt. Die überregionale Berichterstattung für die Ruhr Nachrichten liefert das Redaktionsnetz Westfalen aus Unna. Einmal im Monat erscheint das Straßenmagazin Bodo und wird in der Stadt zum Verkauf angeboten.
Kostenlos verteilt werden in Dortmund zahlreiche Anzeigenmagazine wie zum Beispiel der Stadt-Anzeiger und der Nordanzeiger. Diese erscheinen in der Regel wöchentlich. Die kostenlosen Veranstaltungsmagazine coolibri und Heinz liegen monatlich in Kultureinrichtungen und Gaststätten aus.
Der Visions-Verlag verlegt in Dortmund das monatlich erscheinende, bundesweit erhältliche Musikmagazin Visions.
Des Weiteren befindet sich die Redaktion des größten Rock- und Metal-Magazins Europas, Rock Hard, im Stadtteil Körne.
An der TU Dortmund erscheint dreimal pro Semester die Campuszeitung Pflichtlektüre.

### Fernsehen
Sowohl der Westdeutsche Rundfunk Köln (WDR) als auch Sat.1 betreiben in Dortmund Landesstudios. Der WDR produziert in Dortmund die Sendungen Planet Wissen, Lokalzeit aus Dortmund und Der geschenkte Tag. Die Lokalzeit aus Dortmund berichtet täglich mit aktuellen Nachrichten über die Region. Sat.1 produziert die NRW-Ausgabe von 17:30 in Dortmund. Außerdem werden manche Beiträge für verschiedene Sendungen zum Beispiel für das Sat.1-Frühstücksfernsehen in Dortmund produziert.
Der landesweite TV-Lernsender NRWision hat seinen Standort ebenfalls in Dortmund. An dem Programm beteiligen sich Lehrredaktionen, Amateurfilmer und Bürgergruppen aus ganz NRW. In seiner Mediathek werden gezielt alle Fernsehsendungen nach einzelnen nordrhein-westfälischen Städten bzw. Medienmachern aus diesen Orten gebündelt. Der Lernsender wird von der Landesanstalt für Medien Nordrhein-Westfalen gefördert und vom Institut für Journalistik an der TU Dortmund entwickelt und betrieben.
Dortmund ist neben London und Paris Sitz von Global Tamil Vision und Hauptsitz von GTV-Deutschland.

### Hörfunk
Im WDR-Studio Dortmund werden Teile der Hörfunkwellen WDR 2 und WDR 4 sowie die Verkehrsnachrichten produziert. Das lokale Privatradio Radio 91.2 bietet regionale Informationen sowie das Rahmenprogramm von Radio NRW. Das studentische Radio eldoradio* spielt rund um die Uhr Musik, sendet morgens und abends auch Wortbeiträge und kann in Dortmund über Antenne, Kabel und darüber hinaus als Webradio empfangen werden.

### Online-Angebote
Die Online-Magazine mit der größten Reichweite sind die BVB-Fanzines schwatzgelb.de und gibmich-diekirsche.de.
Das Online-Angebot NRWision bündelt in seiner Mediathek Video- und Audio-Produktionen über Dortmund bzw. TV-Sendungen, Radio-Beiträge und Filme, die von Redaktionen und Medienmachern aus Dortmund produziert wurden.
Seit 2013 berichtet der mehrfach ausgezeichnete lokaljournalistische Blog Nordstadtblogger nahezu täglich aus der und über die Nordstadt und das ganze Stadtgebiet.
Im Juni 2016 ist das Online-Nachrichtenportal Dortmund24.de gestartet, das 2019 in RUHR24.de umbenannt wurde. Es gehört zum Verlag Lensing Media und ist zusammen mit dem Schwesterportal RuhrNachrichten.de das größte Online-Nachrichtenportal aus Dortmund. Es berichtet über Themen aus Dortmund, dem Ruhrgebiet und NRW, sowie über den BVB, den FC Schalke 04 und Themen aus dem Bereich Service. RUHR24.de gehört zum bundesweiten Online-Redaktionsnetzwerk von IPPEN.MEDIA.

### Verlage
Das Medienhaus Lensing ist der drittgrößte unabhängige Zeitungsverleger in Nordrhein-Westfalen. Der Harenberg Verlag verlegt die Fachzeitschrift buchreport und die Spiegel-Bestsellerlisten. Einer allgemeinen Öffentlichkeit bekannt wurde der Verlag durch die Reihe Die Bibliophilen Taschenbücher und insbesondere die Chronik des 20. Jahrhunderts. Die Busche Verlagsgesellschaft ist ein Verlag für Hotel- und Gastronomiekritik. Bekannt sind insbesondere die jährlich erscheinenden Werke Schlemmer Atlas und Schlummer Atlas. Der Grafit Verlag verlegt Kriminalromane.
Das Plattenlabel Century Media hat seinen Sitz in Dortmund und gehört seit 2015 zu Sony Music Entertainment. Die Aktive Musik Verlagsgesellschaft produziert unter dem Label Igel-Records Kinderkassetten, CDs und Kinderhörbücher.
Weitere in Dortmund ansässige Verlage sind Borgmann Verlag, IFS-Verlag, Ingrid Lessing Verlag, Verlag Kettler, OCM Verlag, VBE-Verlag, Verkehrsblatt-Verlag, Verlag Modernes Lernen und Vorsatzverlag.

## Öffentliche Einrichtungen

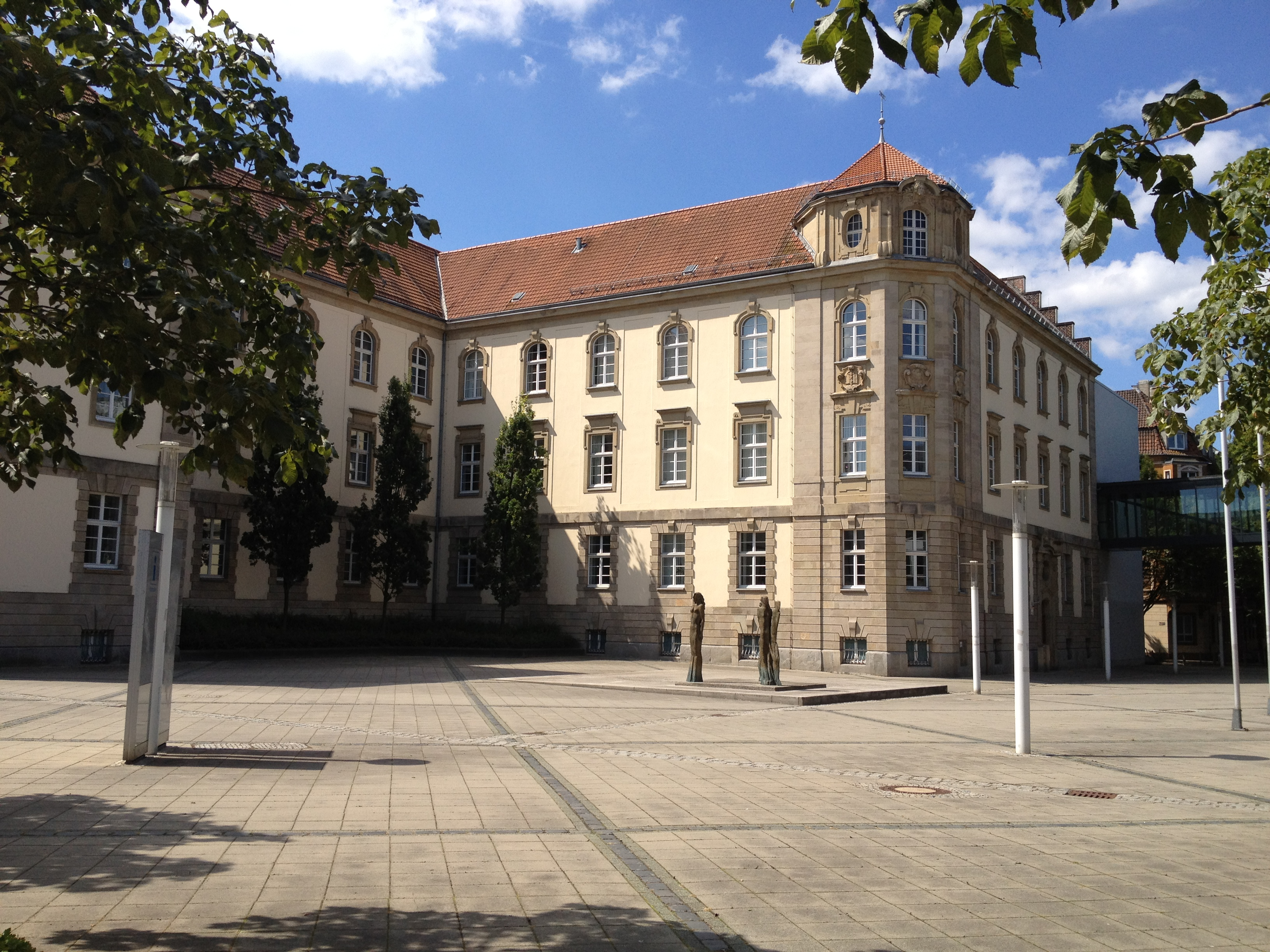
Gerichtsplatz mit Amtsgericht und Staatsanwaltschaft

Dortmund ist Sitz folgender Einrichtungen beziehungsweise Körperschaften des öffentlichen Rechts:
- Niederlassung des Bau- und Liegenschaftsbetriebes Nordrhein-Westfalen (BLB NRW)* Bundesanstalt für Arbeitsschutz und Arbeitsmedizin (BAuA)
- Direktion der Bundesanstalt für Immobilienaufgaben (BImA)
- Einzelhandelsverband Westfalen Mitte e. V.
- Handwerkskammer Dortmund; Kammerbezirk: Kreisfreie Städte Bochum, Dortmund, Hagen, Hamm und Herne sowie Ennepe-Ruhr-Kreis, Kreis Soest und Kreis Unna
- Industrie- und Handelskammer (IHK) zu Dortmund; Kammerbezirk: Kreisfreie Städte Dortmund und Hamm sowie Kreis Unna
- Kassenärztliche Vereinigung Westfalen-Lippe (KVWL)
- Landesamt für Qualitätssicherung und Informationstechnologie der Lehrerausbildung
- Lippeverband
- Materialprüfungsamt Nordrhein-Westfalen
- Stiftung für Hochschulzulassung

Als regional bedeutsamer Gerichtsstandort verfügt Dortmund über ein Landgericht, ein Amtsgericht, ein Arbeitsgericht und ein Sozialgericht.
Außerdem existieren in Dortmund ein Konsulat Italiens sowie Honorarkonsulate von Bangladesch, Ghana, Kasachstan, Slowenien, Südafrika und Tschechien.

## Bildung und Forschung

### Hochschulen

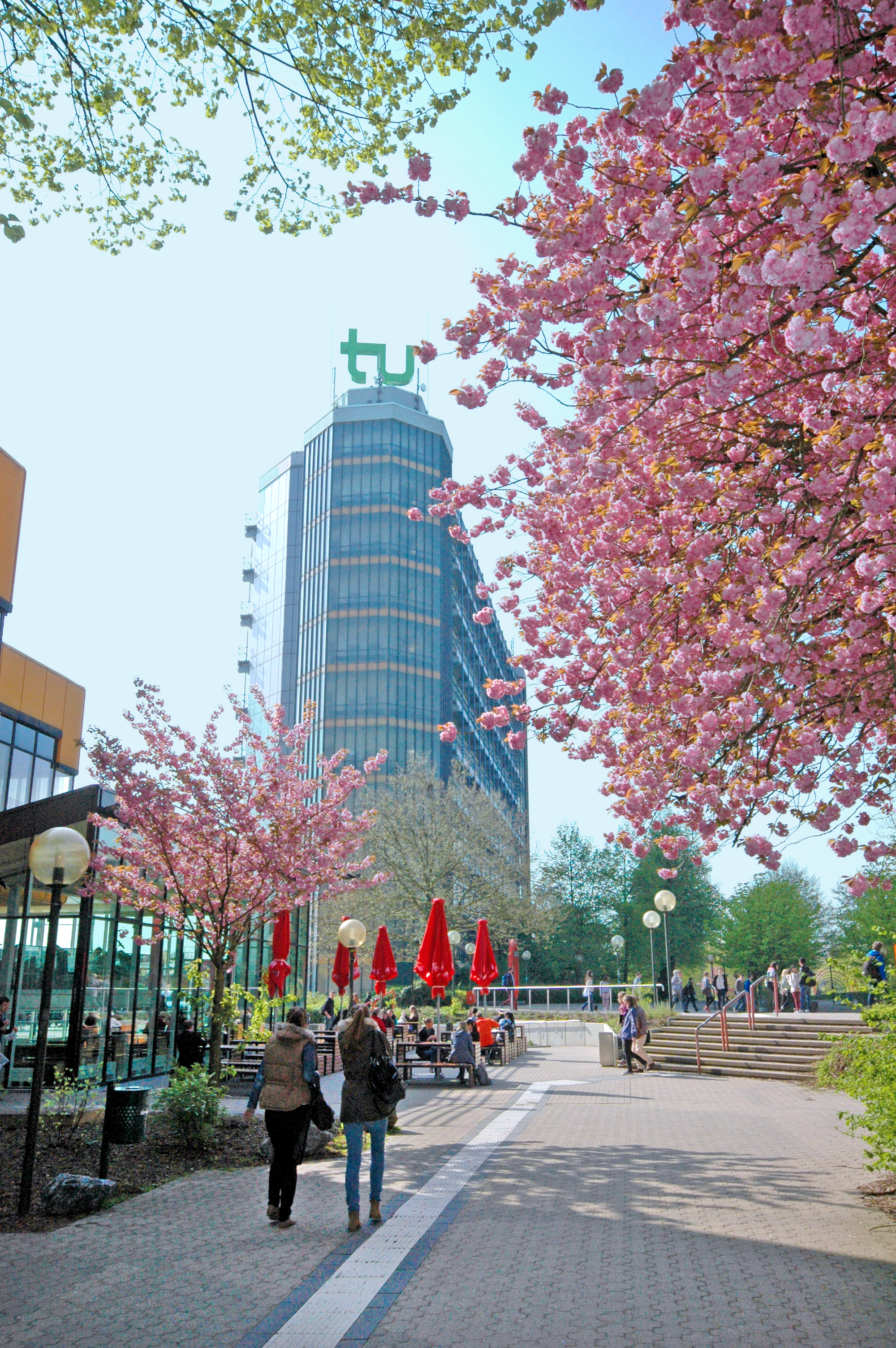
Mathematikgebäude der Technischen Universität Dortmund

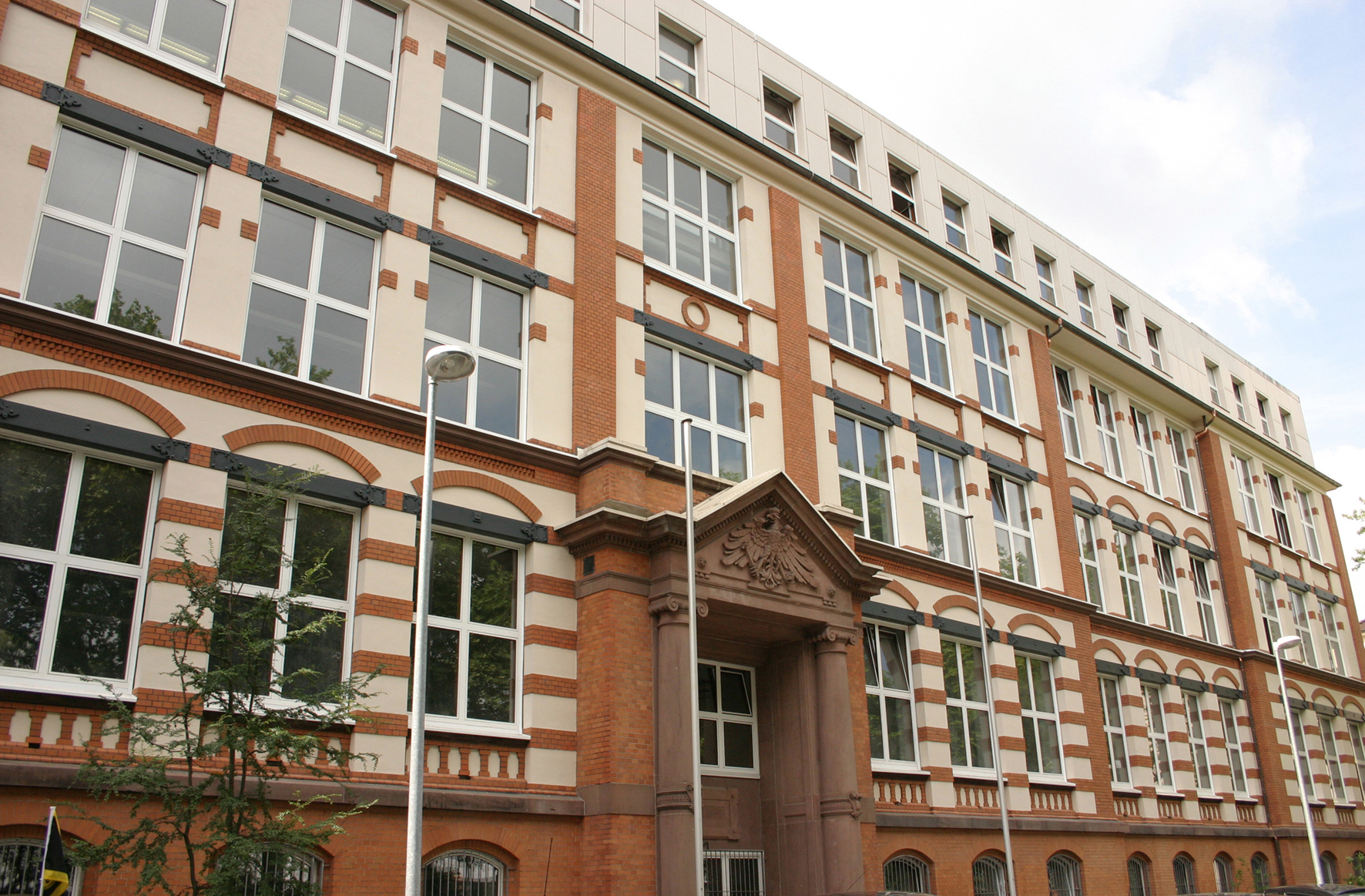
Fachhochschule Dortmund

- Technische Universität Dortmund: gegründet 1968 mit den Schwerpunkten Naturwissenschaften, Ingenieurwissenschaften, Wirtschafts- und Planungswissenschaften; 1980 erweitert um die Fachbereiche der Pädagogischen Hochschule Ruhr (gegründet 1929), seither auch Geisteswissenschaften. Bis 2007 trug die TU Dortmund den Namen Universität Dortmund. Im November 2010 wurde auf dem Mathematik-Tower ein TU-Logo installiert.
- Fachhochschule Dortmund; gegründet 1971 durch Vereinigung einer ehemals Staatlichen Ingenieurschule, der Werkkunstschule Dortmund, einer Höheren Fachschule für Sozialarbeit, einer Höheren Fachschule für Sozialpädagogik und einer Wirtschaftsfachschule.
- FOM – Hochschule für Oekonomie und Management, Standort Dortmund: gegründet 1993 in Essen. Seit 2005 ist die FOM Hochschule mit einem Hochschulzentrum in Dortmund vertreten. Die Gebäude der Hochschule befinden sich an der Stadtkrone-Ost.
- Hochschule für Polizei und öffentliche Verwaltung Nordrhein-Westfalen. Die (Fach-)Hochschule hat insgesamt fünf Abteilungen und neun Studienorte. Der Studienort Dortmund ist der Abteilung Gelsenkirchen zugeordnet.[162]
- International School of Management: gegründet 1990 in privater Trägerschaft; seit 1994 staatlich anerkannt. Die Ausbildungsstätte bietet verschiedene Studiengänge im Bereich Betriebswirtschaftslehre an.
- Hochschule für Musik Detmold, Standort Dortmund: gegründet 1947 in Detmold als eine der ersten Musikhochschulen Deutschlands. Ihr wurden das Städtische Konservatorium Dortmund (1901 gegründet) und der für die Ausbildung von Berufsmusikern Teil der Westfälischen Schule für Musik in Münster (gegründet 1919) eingegliedert. Mittlerweile besteht nur noch der Standort in Detmold, die Dortmunder Hochschule wurde 2004 aufgelöst, die Abteilung in Münster der dortigen Universität eingegliedert.
- Orchesterzentrum NRW: Das Orchesterzentrum in der Brückstraße ist organisatorisch der Folkwang Universität der Künste in (Essen) angegliedert. Hier werden Studierende im Rahmen des Masterstudiengangs „Orchesterspiel“ auf eine Tätigkeit als Orchestermusiker vorbereitet.
- IT-Center Dortmund: Die 2000 gegründete private Bildungseinrichtung in Trägerschaft von Technischer Hochschule, Fachhochschule, ISM, Industrie- und Handelskammer zu Dortmund und networker westfalen e. V. bietet einen Bachelorstudiengang in Information Technology an.
- IU Internationale Hochschule: Die IU Internationale Hochschule ist eine private, staatlich anerkannte Hochschule für Wirtschaft und Management mit mehreren Standorten, u. a. auch in Dortmund.
- Außenstelle des Instituts für Ernährungs- und Lebensmittelwissenschaften (IEL), Fachbereich Ernährungsepidemiologie der Rheinischen Friedrich-Wilhelms-Universität Bonn in Dortmund-Brüninghausen.

### Forschungsinstitute
- Bundesanstalt für Arbeitsschutz und Arbeitsmedizin
- Forsa Sozialforschungsinstitut
- Forschungsinstitut für Kinderernährung (FKE)
- Forschungsinstitut für Telekommunikation und Kooperation (FTK)
- Fraunhofer-Institut für Materialfluss und Logistik (IML)
- Fraunhofer-Institut für Software- und Systemtechnik (ISST)
- Fritz-Hüser-Institut für deutsche und ausländische Arbeiterliteratur
- ILS–Institut für Landes- und Stadtentwicklungsforschung
- Institut für Roboterforschung
- Institut für Schulentwicklungsforschung (IFS)
- Institut für Zeitungsforschung
- Leibniz-Institut für Analytische Wissenschaften (ISAS)
- Leibniz-Institut für Arbeitsforschung (IfADo)
- Max-Planck-Institut für molekulare Physiologie
- Sozialforschungsstelle Dortmund
- Stadtarchiv Dortmund (Märkische Straße, früher Altes Stadthaus)
- Westfälisches Wirtschaftsarchiv

Die Basis der Dortmunder Bildungslandschaft bildet eine Vielzahl unterschiedlicher Schulformen. Dortmund ist außerdem „Korporativ Förderndes Mitglied“ der Max-Planck-Gesellschaft.

### Bibliotheken
- Universitätsbibliothek Dortmund
- Fachhochschulbibliothek Dortmund
- Stadt- und Landesbibliothek Dortmund
- Bibliothek des Stadtarchivs
- Bibliothek des Historischen Vereins für Dortmund und die Grafschaft Mark (im Stadtarchiv beheimatet)
- Bibliothek des „Roland zu Dortmund“ (Genealogischer Verein)
- Buch- und Medienfernleihe für Gefangene und Patienten

### Schulen
Die Stadt Dortmund verfügt über 160 Schulen, darunter 16 Gymnasien (14 städtische). Insbesondere zu nennen sind dabei das Stadtgymnasium Dortmund als ältestes Gymnasium der Stadt (gegründet 1543), das Max-Planck-Gymnasium als zweitältestes Gymnasium Dortmunds (gegründet 1858) und das Leibniz-Gymnasium als eine von nur ca. 30 Schulen bundesweit mit International-Baccalaureate-Abschluss.

## Persönlichkeiten
Angesichts der starken Zuwanderung im 19. und in den beiden ersten Dritteln des 20. Jahrhunderts galt: „Die meisten berühmten Dortmunder waren keine Dortmunder, sondern sie wurden es erst.“ Zu den bekannten gebürtigen Dortmundern der Gegenwart zählen insbesondere die Fußballer der Stadt wie Michael Zorc, Thorsten Fink, Christian Nerlinger, Marco Reus, Lars Ricken und Kevin Großkreutz. Darüber hinaus bekannte Schauspieler wie Dietmar Bär, Max Herbrechter und Amelie Plaas-Link, der Komiker Torsten Sträter, die deutschen Regisseure Peter Thorwarth und Martin Papirowski, die Filmregisseurin und Drehbuchautorin Yasemin Şamdereli, der Autor Ralf Husmann, die Journalisten Freddie Röckenhaus und Jörg Thadeusz, die Künstler Edgar Knoop, der Musiker Phillip Boa, der Kabarettist Bruno Knust oder Politiker wie Steffen Kanitz, Manuel Sarrazin und Marco Bülow.
Weitere gebürtige und bereits verstorbene Dortmunder sind der Verleger, Gründer des Verlagshauses „F. A. Brockhaus“ und Herausgeber des Brockhaus Friedrich Arnold Brockhaus, der Industriemagnat Leopold Hoesch, der deutsche Admiral Wilhelm Canaris, die Schauspieler Dieter Pfaff und Rudolf Platte, der Künstler Martin Kippenberger, sowie die Fußballer Hans Tilkowski, August Lenz oder Lothar Emmerich.